# Plantation
Pour les articles homonymes, voir Plantation (homonymie).

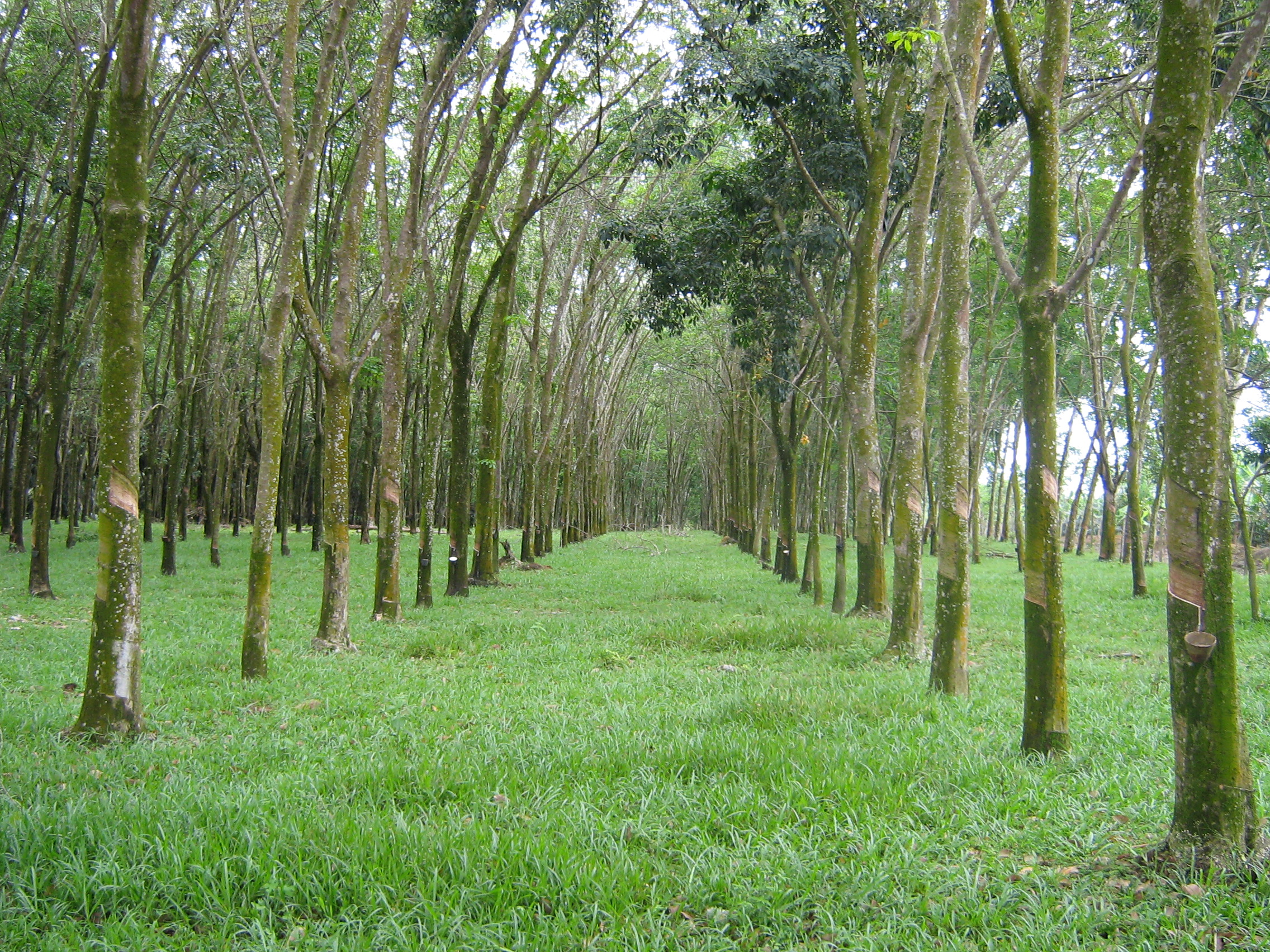
Une plantation d'hévéa en Malaisie.

Une plantation est une exploitation agricole où l'on cultive des plantes à forte valeur économique destinées principalement à la vente sur les marchés internationaux. Ces cultures sont, par exemple, les agrumes, l'avocatier, le coton, la canne à sucre, le café, la banane, l'ananas, l'Aloe vera, le teck, le cacao, la coca, le chanvre, le pavot, l'hévéa, le sisal, l'indigotier, le giroflier, le cocotier, le palmier à huile, le poivre, le thé, le tabac, les fleurs ou la vanille.
Historiquement on employait le terme plantation pour désigner « toute exploitation agricole dans les colonies ».

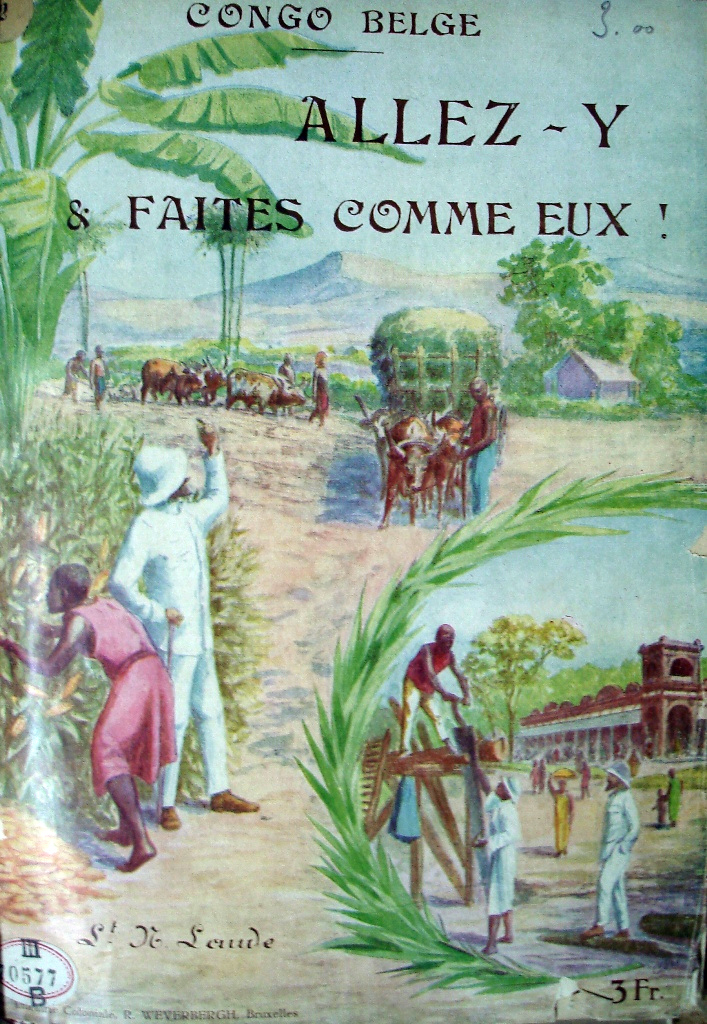
Affiche de propagande coloniale belge faisant allusion aux plantations, années 1920.

L'agriculture de plantation privilégie la monoculture de plantes tropicales pluriannuelles destinées aux grands marchés et fait appel à une main-d'œuvre à bas-salaire (à l'esclavage autrefois) mais ce n'est pas une règle. Elle implique un contrôle accentué sur les terres mises en culture et si besoin sur leur approvisionnement en eaux douces. Elle s'oppose ainsi à l'agriculture vivrière tournée vers l'autoconsommation ou la vente sur les marchés locaux ; néanmoins, l'agriculture vivrière emploie tout autant des techniques de plantation (bouturage et repiquage) pour l'implantation des cultures comme le riz, le manioc, la patate douce, l'igname, etc. ; c'est donc l'aspect économique et social qui est privilégié ici.
Les premières grandes plantations ont été les latifundia de l'Antiquité, qui ont produit d'importantes quantités de vin, olives et d'huile d'olive pour l'exportation. Les plantations ont vu leur nombre augmenter rapidement avec l'augmentation du commerce international et le développement d'une économie mondiale concomitant de l'expansion des empires coloniaux. Les plantations coloniales ont employé d'abord des populations locales puis africaines et asiatiques déportées et mises en esclavage. Au XIXe siècle, des serviteurs engagés ont été employés dans toutes les régions tropicales, indépendantes ou non, comme main-d'œuvre bon marché.
Les grandes plantations et l'économie de plantation ont ainsi été et restent souvent associées à la production de masse, à la captation des ressources en terres arables et en eau, à de grandes disparités de richesse et de revenu, à la propriété étrangère, à l'influence politique et à l'acculturation mais aussi à la diffusion et à la démocratisation de l'usage de denrées appréciées, jadis réputées rares ou exotiques.

## Terminologie
« Plantation » réfère à ( plantation) :
- un type d'exploitation agricole colonial, latifundiaire ou industriel souvent conduit en monoculture,
- l'action de planter en agriculture, ce qui représente l'opération de base dans une plantation,
- une parcelle de culture issue de plantation plutôt que de semis, par exemple une plantation d'ail au sens d'une plate-bande d'ail.

Le terme « plantation » peut aussi être employé pour parler de la sylviculture (même pour des essences issues de semis).
Chaque type de plantation peut en général être nommé selon l'espèce cultivée : bambouseraie ou plantation de bambous.
En France métropolitaine, les exploitations arboricoles comportant des plantations fruitières ne sont pas nécessairement appelées « plantations » mais plutôt vergers : verger de fruits à noyaux, verger de cerisiers ou cerisaie (vieilli). En trufficulture, on parle de plantation truffière ou truffière mais aussi de verger truffier.

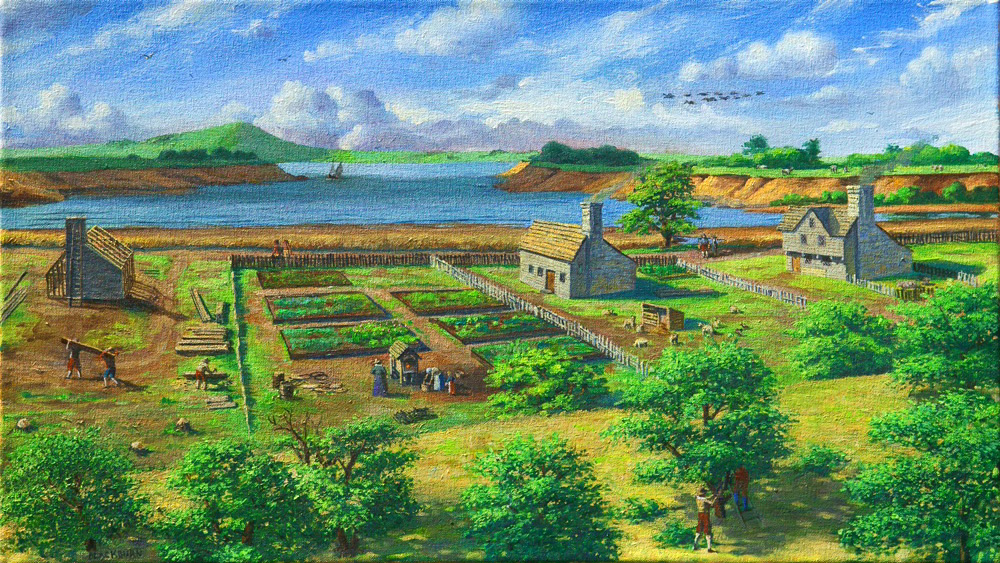
Les plantations de Providence vers 1650. Aujourd'hui capitale de l'état de Rhode Island.

En Irlande et en Amérique du Nord, les Anglais donnaient le nom de « plantation » à toutes les nouvelles exploitations, parfois associées à des maisons de maître, qu'ils contribuaient à créer (Plantations en Irlande) ; le terme a aussi été utilisé dans ce sens en français. À Terre-neuve « plantation » désignait aussi une pêcherie côtière avec atelier de transformation.
On appelle planteur, l'exploitant d'une plantation. En France métropolitaine, les cultivateurs de betteraves, pommes de terre, riz, tabac, etc. sont souvent qualifiés de planteurs bien que ces exploitations soient rarement considérées comme des plantations car elles sont loin d'être conduites en monoculture et que ces cultures soient souvent issues de semis.

### Liste des noms français de plantations selon l'espèce cultivée

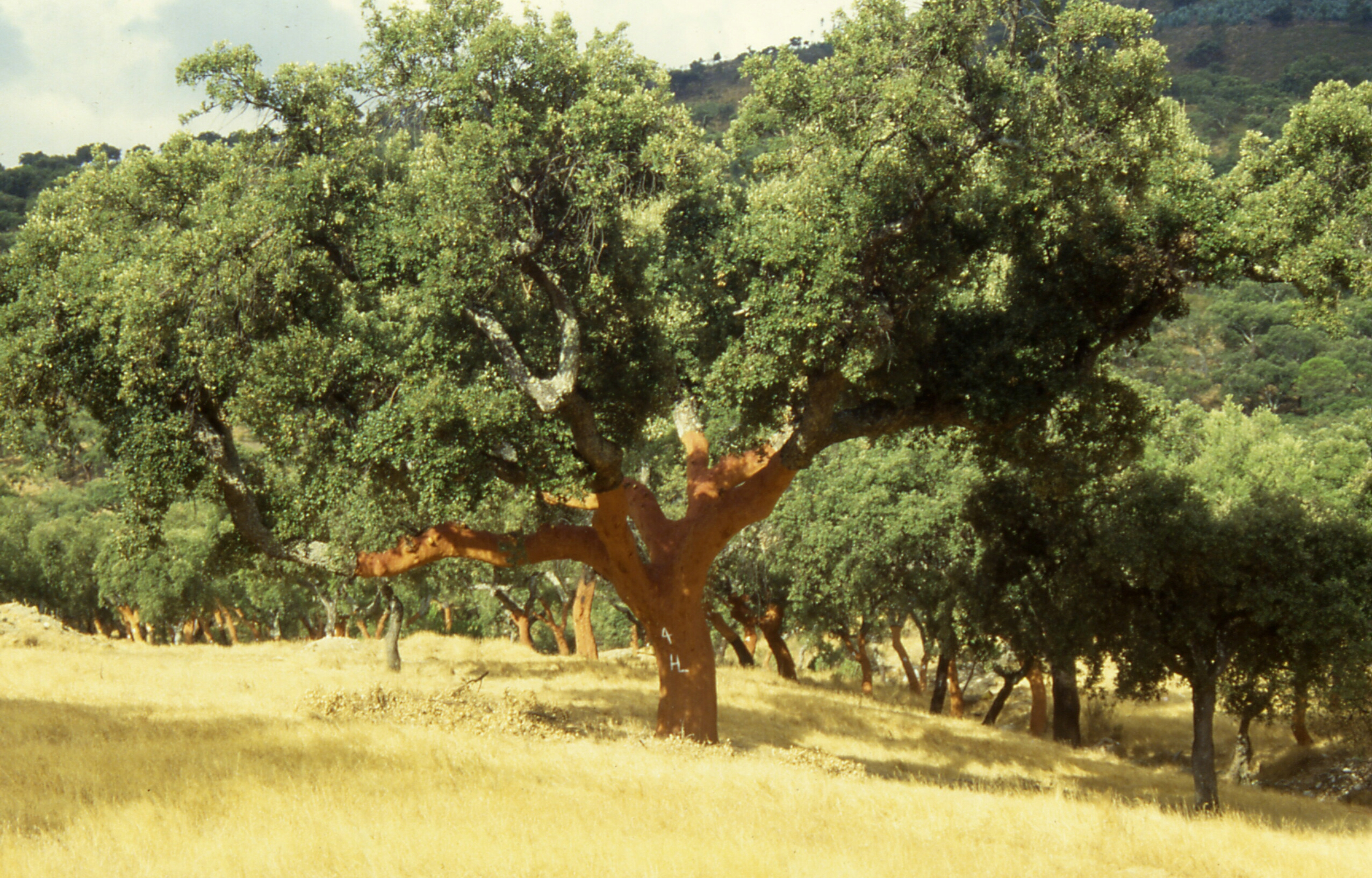
Subéraie : plantation de chêne-liège, Portugal, 1994

Voir : Noms des plantations

## Objectifs et méthodes de l'agriculture de plantation
L'expression désigne un type d'agriculture spécialisé dans la production de cultures de rapport, au contraire de l'agriculture vivrière destinée à nourrir des populations paysannes en autoconsommation. Cependant une culture donnée peut être à la fois utilisée en agriculture de plantation et en agriculture vivrière et les grandes plantations d'autrefois avaient toujours des plantations annexes destinées à nourrir leurs ouvriers et esclaves. Ainsi la banane qui représente la première production fruitière mondiale est consommée à 90 % en production vivrière.

Techniquement l'agriculture de plantation s'appuie donc sur des plantes susceptibles de fournir des récoltes à forte valeur ajoutée, comme historiquement les épices, et de préférence en situation de rendements élevés. Ces conditions se trouvent le plus souvent remplies dans des régions tropicales ou méditerranéennes, soit en climat humide, soit avec des possibilités d'irrigation, de façon à assurer les rendements. Elles doivent aussi être facilement cultivables de façon à maximiser les profits, même si ces plantations emploient une main d'œuvre gratuite ou peu payée. Les produits doivent pouvoir être transportés avant leur commercialisation finale et parfois supporter un long voyage, ce qui peut nécessiter préparation et transformation dans la plantation. Cela favorise de grandes exploitations avec des moyens financiers importants.

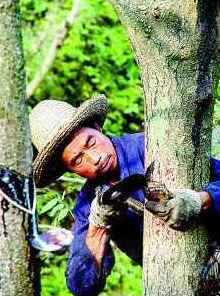
Travail dans une plantation d'arbres à laque, Chine, 2021.

On travaille donc fréquemment des cultures pérennes (palmier, vigne…), avec des plantes bouturables dont la reprise est assurée (manioc, canne à sucre…) ou des plantes présentant les deux caractéristiques (bananier, thé, figuier…). Les rendements des cultures de plantations sont souvent impressionnants : le palmier à huile produit 6-7 tonnes d'huile par an et par hectare sans être resemé pendant environ 30 ans à comparer à 1,4 tonne d'huile d'une culture annuelle de colza. On pourrait comparer de la même façon la banane plantain ou le manioc avec la pomme de terre (celle-ci peut cependant être aussi considérée comme une culture de plantation), historiquement l'indigo par rapport au pastel des teinturiers, et le coton avec le lin même si les différences sont moins importantes. La canne à sucre a constitué une révolution en termes de quantités produites par rapport au miel qui était bien souvent la seule source de sucre ajouté dans beaucoup de régions.
On est donc souvent en présence de monocultures avec des plantes pérennes qui sont des clones ou présentent de faibles variations génétiques. Ceci entraîne une sensibilité importante aux aléas climatiques ou aux attaques parasitaires et potentiellement la destruction des cultures sur des régions entières. On peut citer, parmi des exemples célèbres, les crises du mildiou sur la pomme de terre, la crise du phylloxéra sur la vigne, la rouille qui dévasta toutes les plantations de café à Ceylan en 1869, la crise passée de la banane sucrée Gros Michel et celle actuelle de la Cavendish qui l'avait remplacée, la cloque sur le thé. Le problème peut être aggravé si les variété de substitution ont des caractéristiques différentes entraînant des modifications du processus de production ou de commercialisation nécessitant la refamiliarisation des consommateurs habitués à un autre produit depuis des décennies, ce qui fut le cas après la crise du phylloxera. Pour tenter d'éviter ces problèmes on peut se tourner vers les méthodes de l'agriculture durable : diversité variétale, arrêt de la monoculture, limitation de l'irrigation, haies brise-vents, agroforesterie…

### Les légumineuses plantes de production et plantes annexes aux plantations
Dans certains domaines comme la production de légumes secs et de graines protéagineuses, ce sont des cultures annuelles qui dominent (haricots, soja, arachide, pois chiches), parfois produits selon les méthodes de l'agriculture de plantation, notamment les oléoprotéagineux comme le soja et l'arachide.

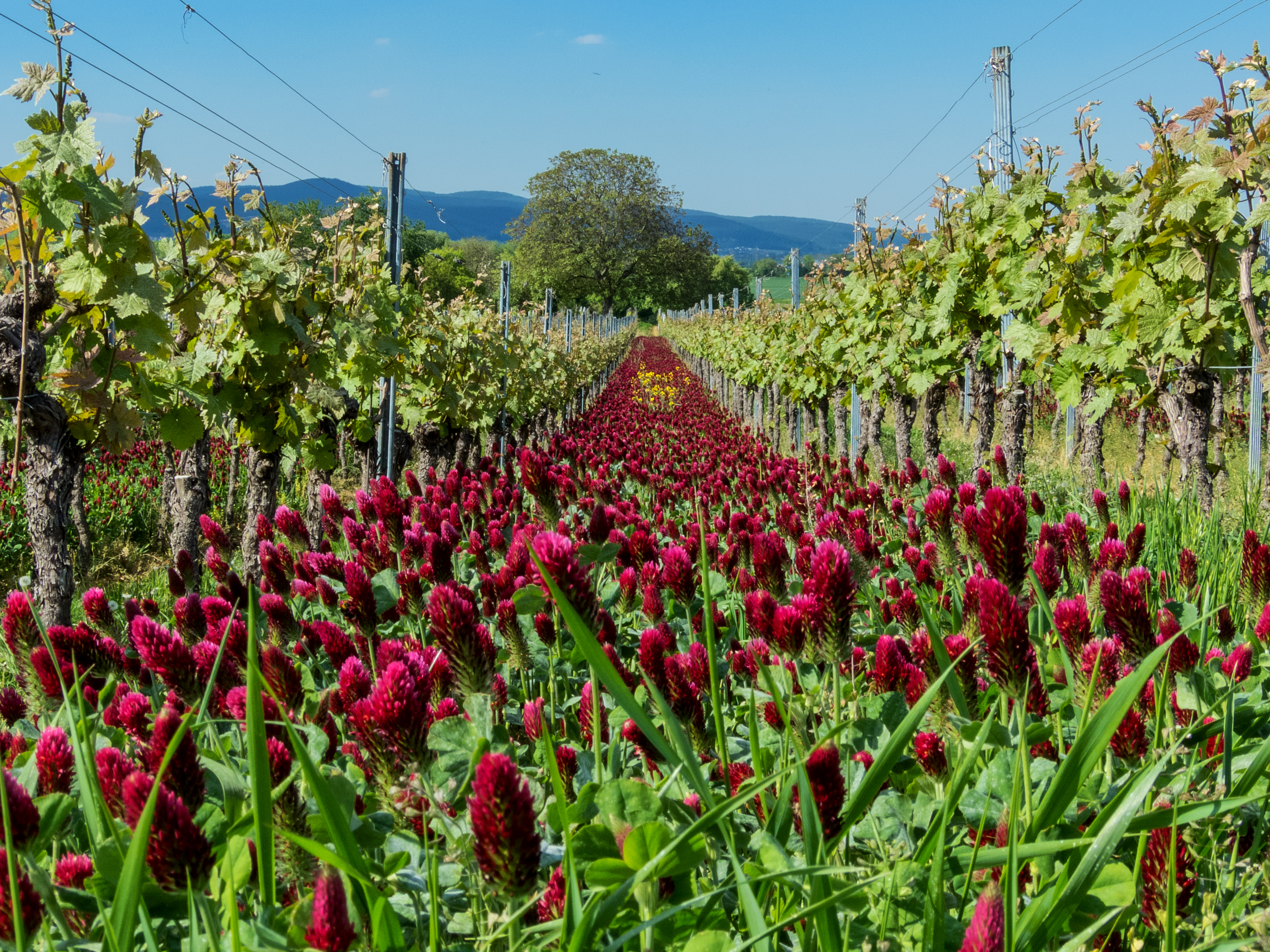
Mélange à base de trèfle incarnat entre des rangs de vigne. Rhénanie-Palatinat, 2020.

Cependant une légumineuse pérenne comme le pois d'Angole tient une place très importante dans le monde indien comme culture vivrière d'autant plus qu'elle est souhaitable dans des régimes végétariens et en Asie du Sud-Est pour les mêmes raisons et comme hôte des cochenilles à laque. Sa culture est envisagée dans d'autres régions tropicales pour des raisons de simplicité de culture, de résistance à la sécheresse ou pour réaliser des plantations mixtes (arachide ou autres) en agroforesterie. De la même façon, d'autres légumineuses pérennes comme le pois doux utilisé en agroforesterie comme culture d'ombrage dans les plantations de café, de cacao, de vanille en Amérique latine et en Afrique de l'Est, la luzerne arborescente et le caroubier tolérants au sel mais envahissants parfois réessayés sur les côtes à climat méditerranéen, retrouvent leur utilité. Les légumineuses fourragères sont utilisées pures ou en mélange pour l'enherbement des vignes et vergers. Dans ces cas la stabilisation des sols (voir Compaction du sol), la fourniture gratuite d'azote et la nourriture d'éventuels pollinisateurs font partie des objectifs recherchés bénéfiques à la plantation principale.

## Évolution de l'organisation des plantations et de leur environnement économique

### D'hypothétiques empires hydrauliques
Les plantations semblent s'être développées au départ près des sources ou des rivières (River valley civilization (en)) dans les régions méditerranéennes et tropicales d'abord avec la maîtrise de l'eau (irrigation puis énergie) par des communautés rurales puis des états capables de les « protéger », d'obtenir des économies d'échelle et des surplus commercialisables, l'esclavage ne serait devenu important qu'ensuite. Ces thèses ont été esquissées par Karl Marx en marge de considérations sur le mode de production asiatique ; elles ont été développées plus récemment par Karl August Wittfogel.

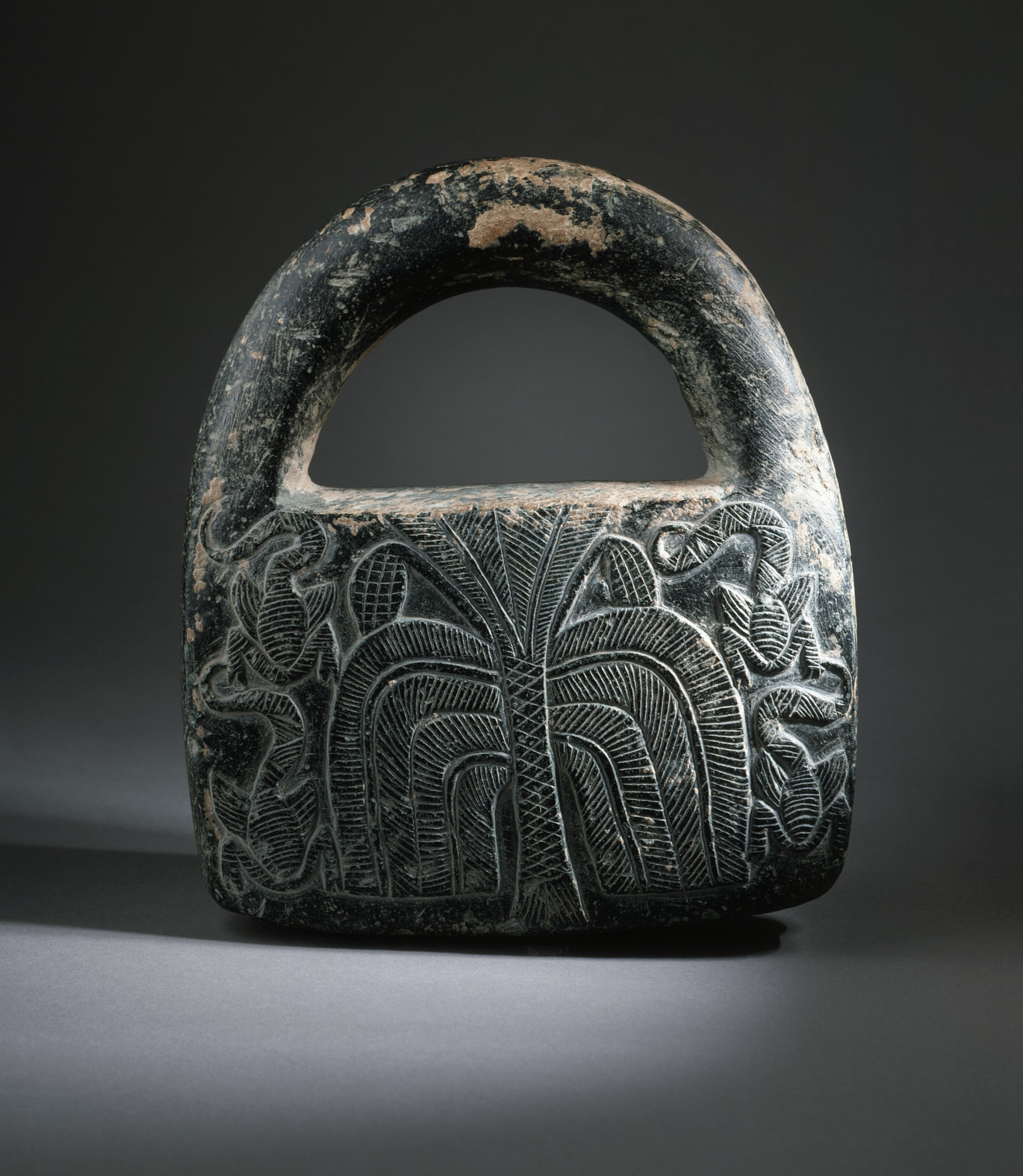
Poids à anse en chlorite orné d'un palmier-dattier et de têtards, Bactriane vers -3000, Nord de l'Afghanistan.
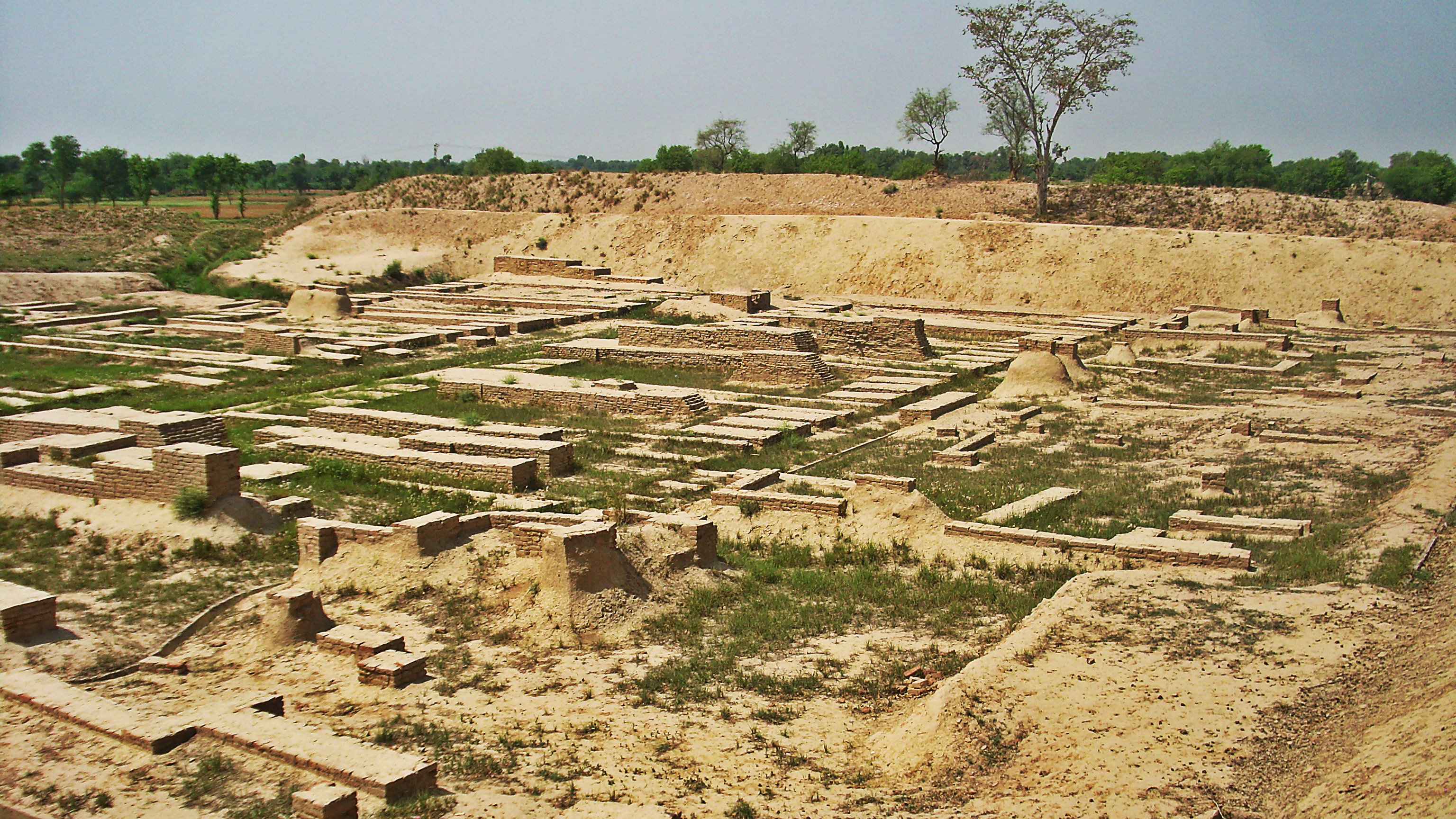
Le « grenier » du Mont F à Harappa, Civilisation de la vallée de l'Indus, vers -2000, Pakistan.
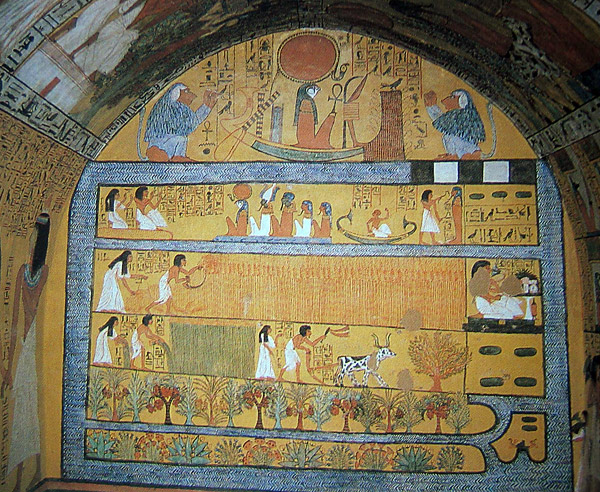
Caveau de la tombe de Sennedjem, illustration du Champ des Roseaux montrant en particulier des plantations irriguées. Égypte, vers -1300.
Déesses et cueilleuses, sceau de Mycènes, civilisation mycénienne (-1650 à -1100, Grèce).
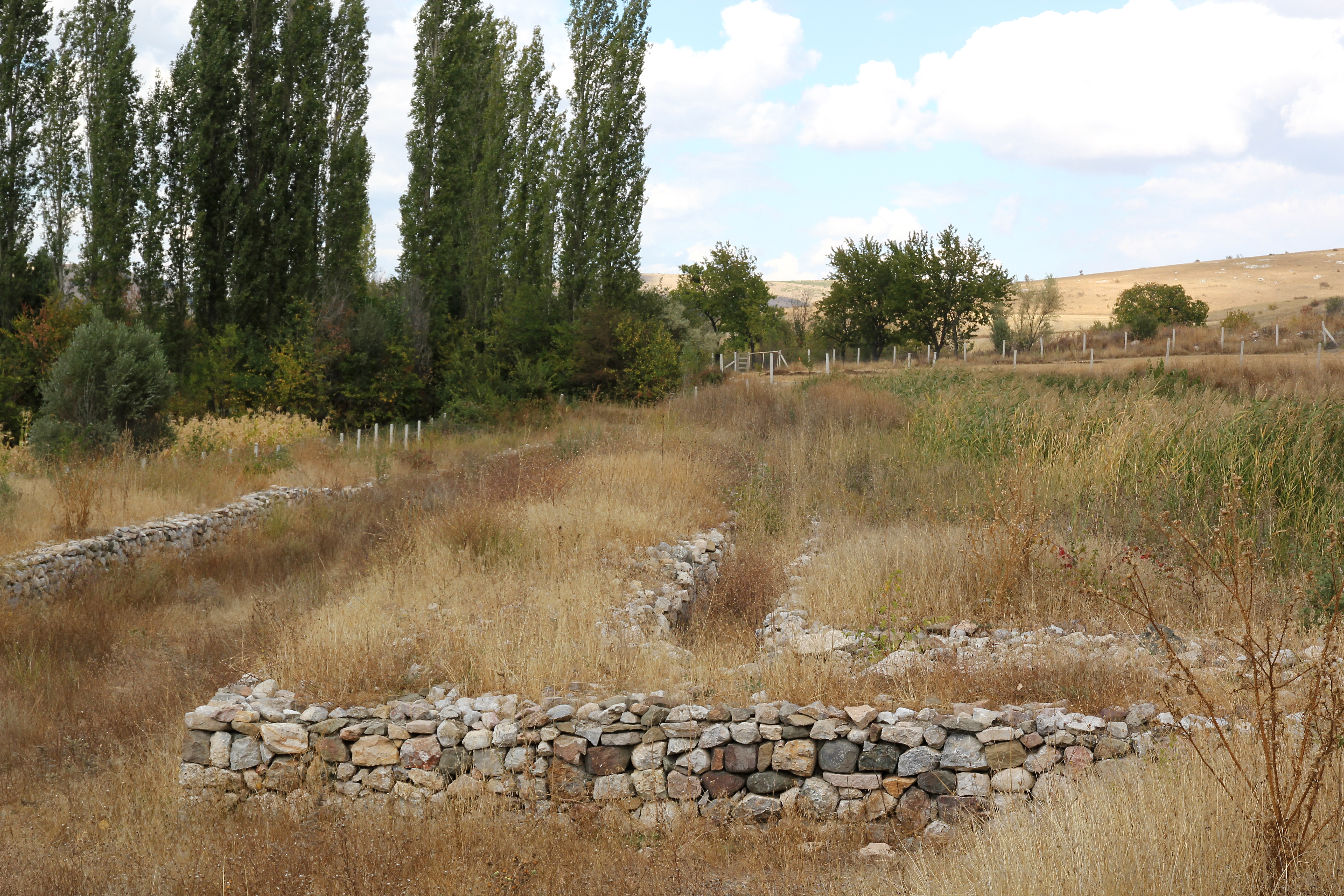
Ruines du barrage de Gölpinar (Gölpınar Dam (de)) et de canaux d'irrigation, Royaume hittite vers -1200, Turquie.
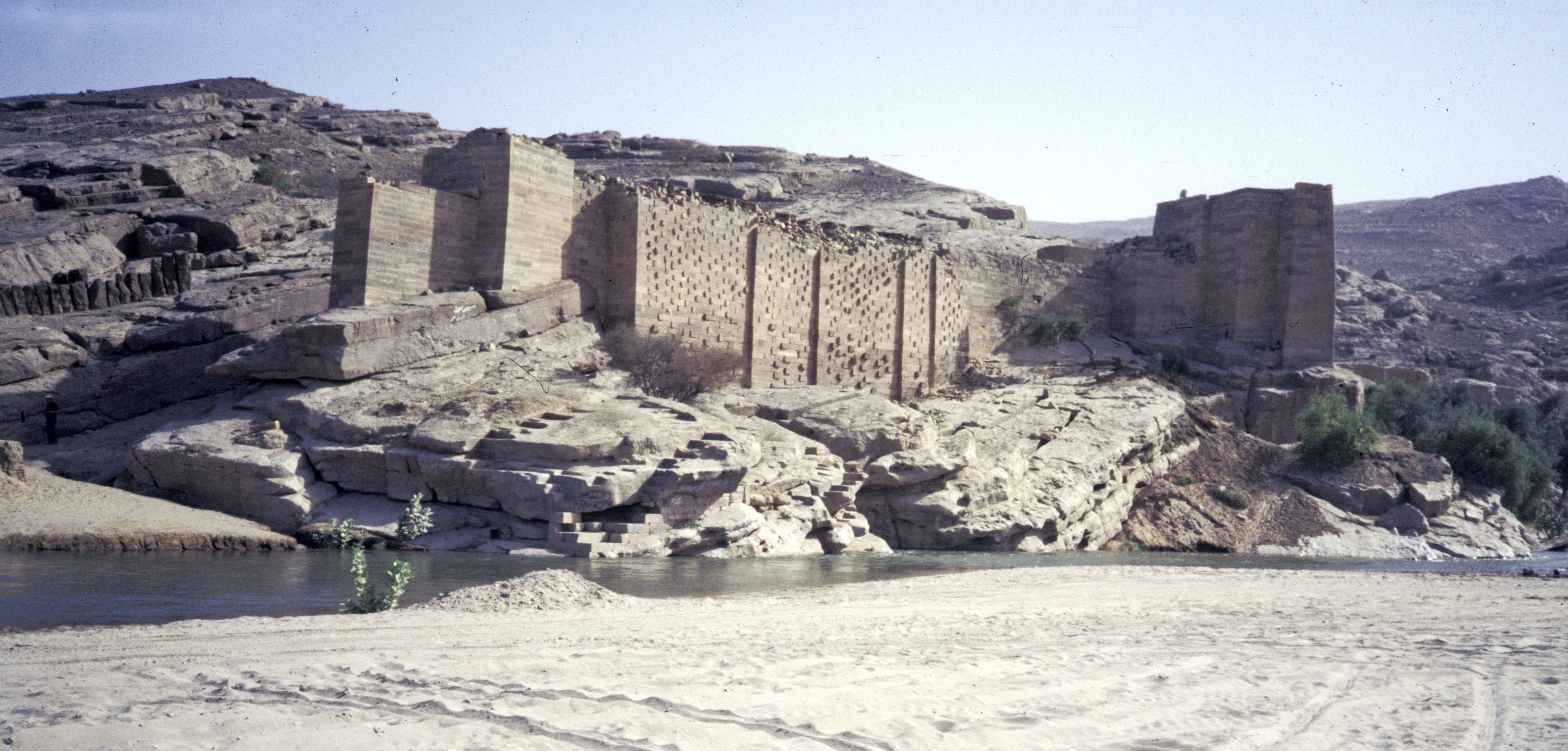
Ruines du grand barrage de Marib en 1988, Royaume de Saba, à partir de -750 -700, Yemen. Il s'est étendu jusqu'à 600 m de longueur et 7 m de hauteur.
Schéma d'un qanat (galerie drainante pour l'irrigation). Les qanats sont nombreux en Iran depuis le premier millénaire avant notre ère.
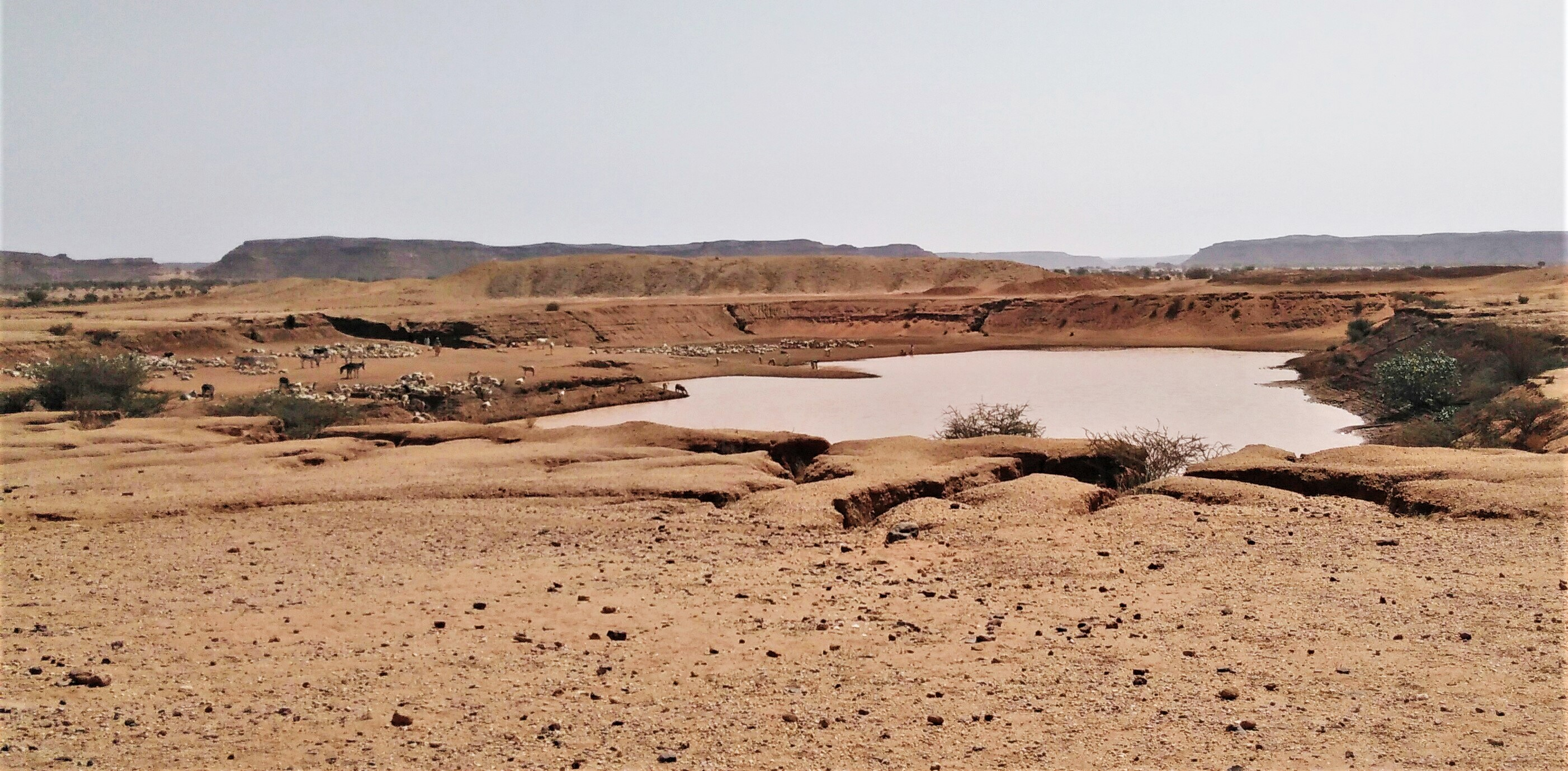
Le grand hafir (réservoir) de Musawwarat au Nord du Soudan. 800 de ces réservoirs destinés à collecter les pluies de la courte saison humide furent creusés par les Méroïtiques à partir de -590.
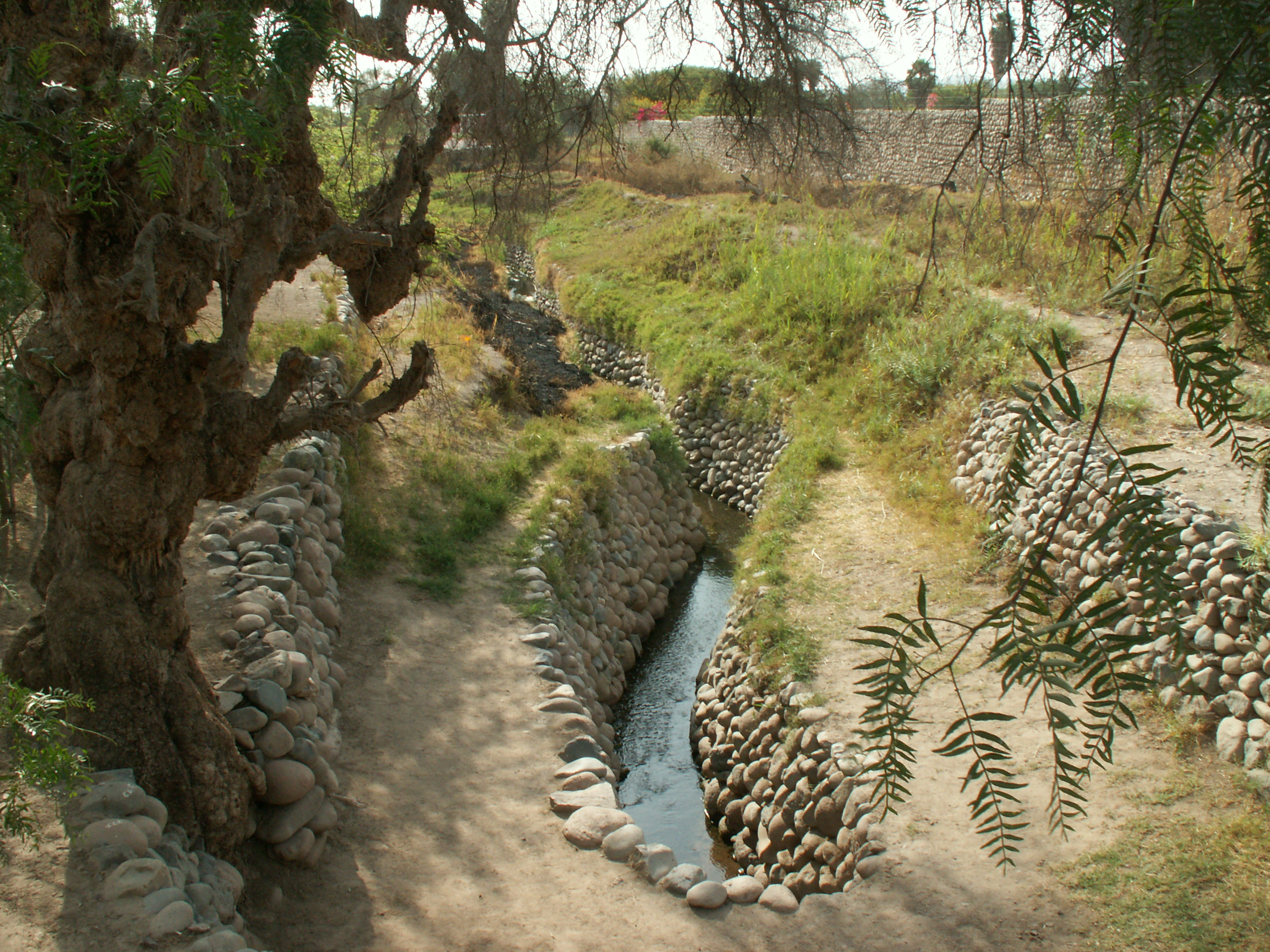
Pukios (réseau d'irrigation en partie souterrain), depuis la civilisation Nazca (-200 à 600) jusqu'à aujourd'hui au Pérou. Ils sont similaires aux qanats.
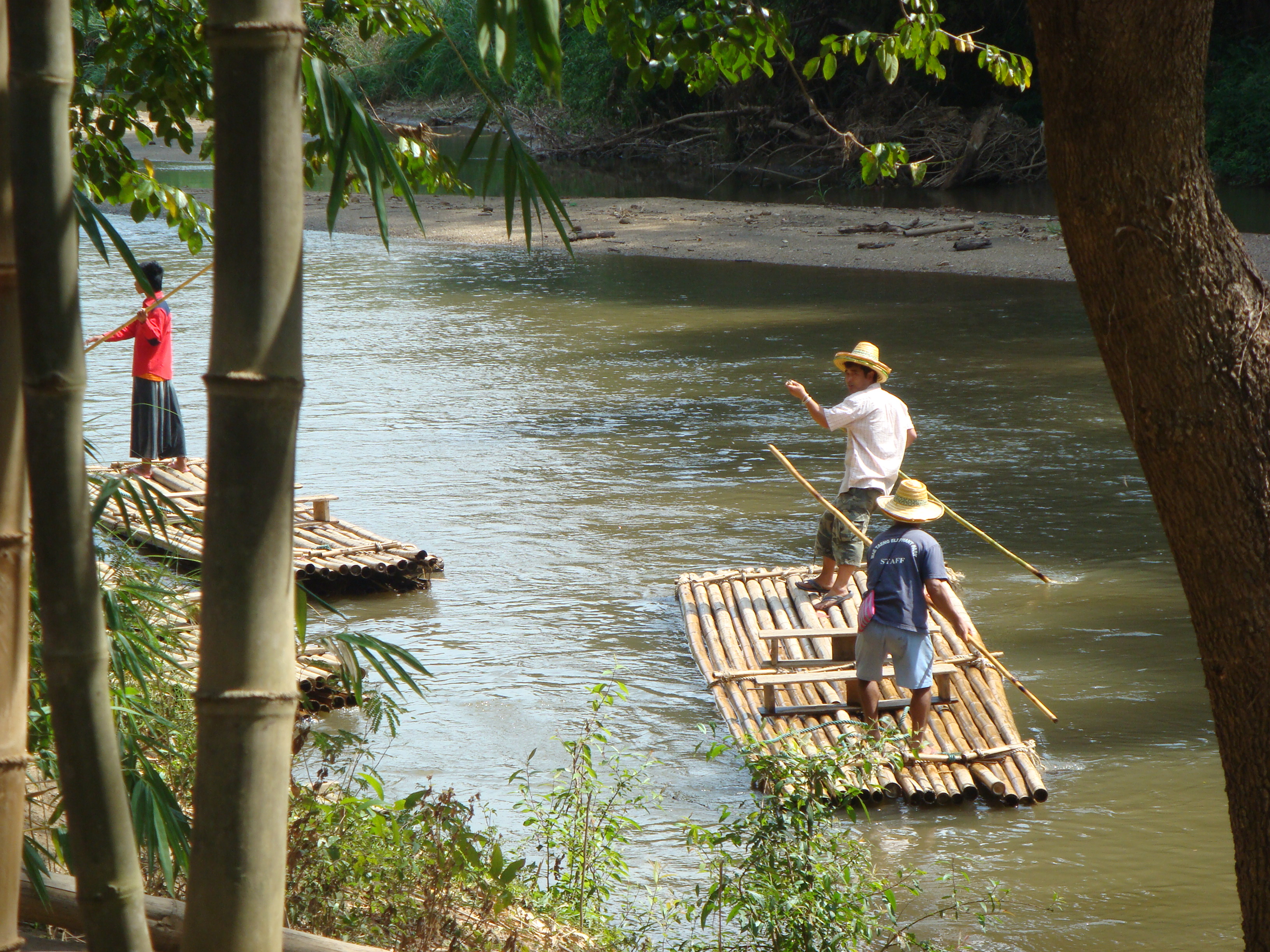
Radeau de bambou en Thaïlande. Plante aux multiples usages et facile à replanter, le bambou accompagne depuis les origines le développement des peuples des zones humides d'Amazonie, de Mésoamérique, du Sud et de l'Est asiatiques.
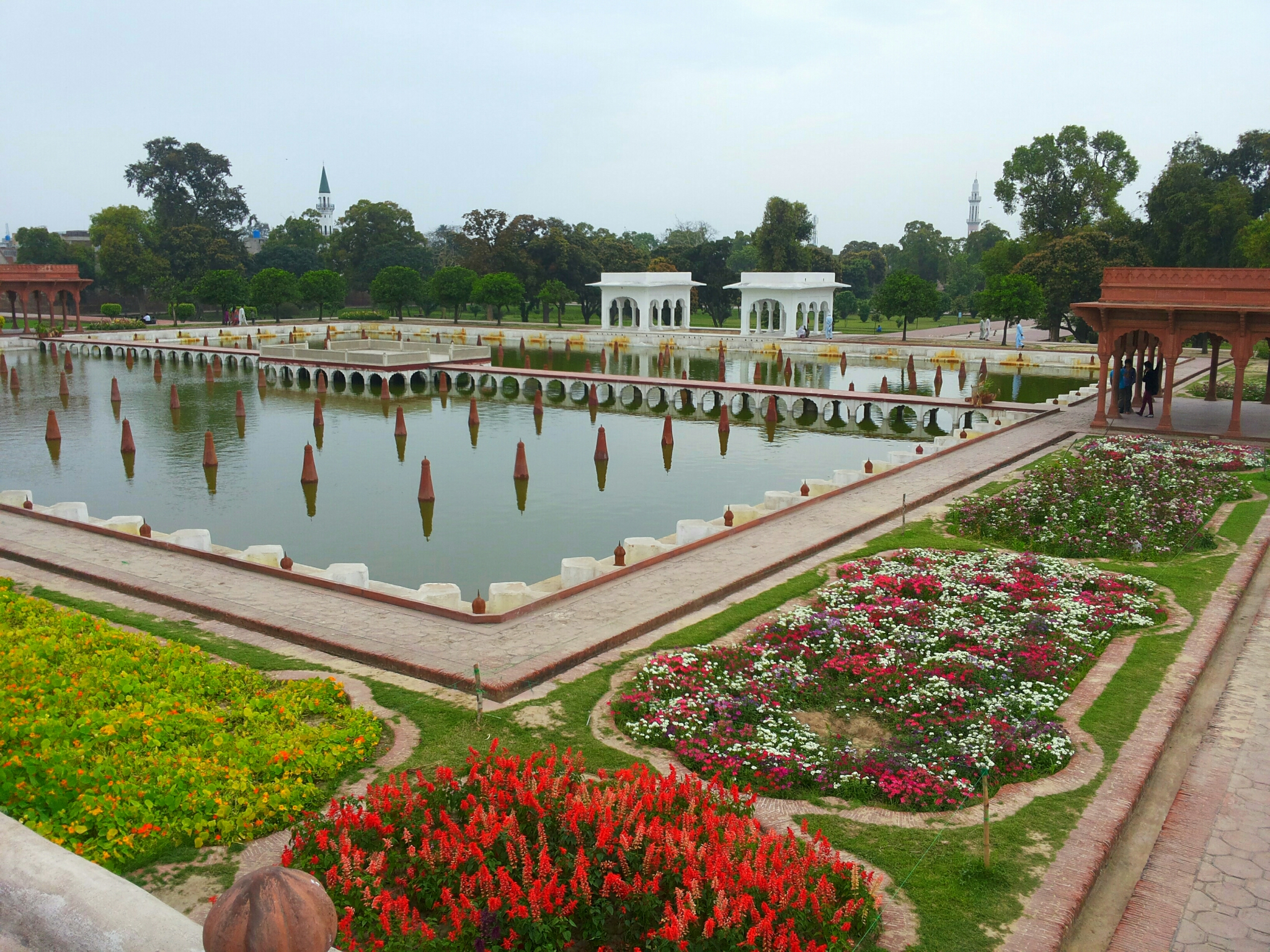
Jardins de Shalimar (Lahore), Pakistan. Référence à l'art immémorial de la maîtrise des eaux et des jardins persans.

L'archéologie n'exclut pas que des civilisations agricoles avec des systèmes de plantations sophistiqués aient pu exister dans un contexte relativement égalitaire, ainsi en Crète, en Amazonie et dans la Civilisation de l'Indus.
Ensuite les « empires hydrauliques » apparaissent au début des civilisations précolombiennes, de l'Égypte antique, du royaume couchitique de Méroé, de la Mésopotamie, du Yémen antique, d'Iran et d'Asie centrale (Civilisation de l'Oxus), de l'Inde (Empire Maurya), de la Chine (Civilisations du Fleuve Jaune (en)), du Royaume d'Angkor, de la Corne de l'Afrique (Sultanat Ajuran#Réseaux nomades et exploitations agricoles). Les paysans qui restent en principe libres sont cependant astreints à des quotas de productions et à des corvées comme la mita dans l'Empire inca.
Wiittfogel attribue la naissance de la bureaucratie chinoise à la nécessité de contrôler l'irrigation (Das erwachende China, 1926). Dans les Cultures de Qujialing et Shijiahe (Bas-Yangtze), l'archéologie note le passage de la culture du riz en parcelles drainées à la culture en rizières irriguées à la fin du IIIe millénaire av. J.-C. ; simultanément de petites villes fortifiées sont créées.
Dans le Croissant fertile l'irrigation, comme méthode de production planifiée, apparaît avec la culture de Samarra et correspond au passage à un climat plus sec (à partir de -6500, évènement climatique de 8200 AP) puis celle d'Obeïd. Le dieu sumérien Enki (Éa en akkadien) est le maître des eaux douces ; c'est le dieu principal d'Eridu, une des plus anciennes villes du monde. En Iran le contraste entre ces cités-jardins, jardins persans et l'environnement aride est à l'origine de la notion de paradis reprise par la Bible.
Voir aussi Esclavage agricole, Champ surélevé, Chinampa et Empire hydraulique (en).

### Antiquité et Moyen Âge

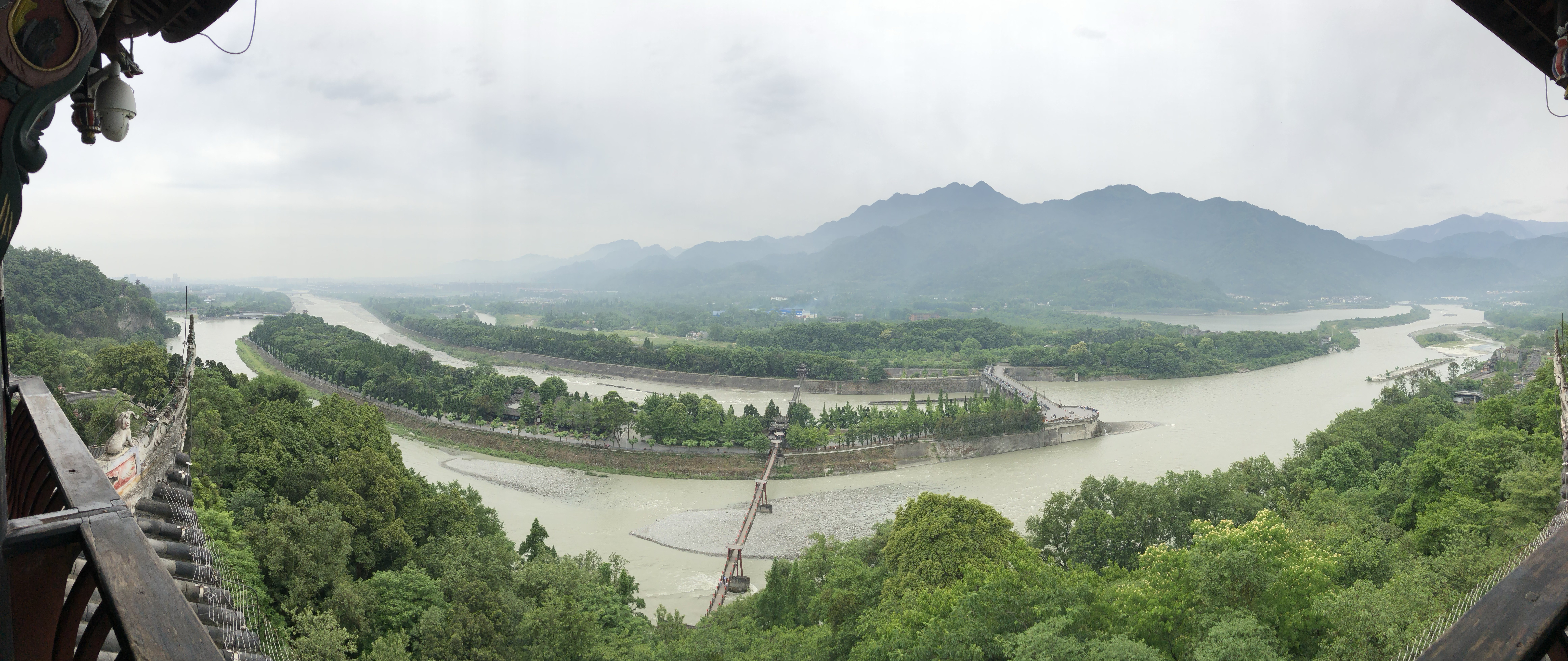
Système d'irrigation de Dujiangyan, Sichuan IIIe siècle av. J.-C., Chine.
Ressources agricoles et minérales et itinéraires commerciaux au Ier siècle av. J.-C. d'après le Périple de la mer Érythrée.
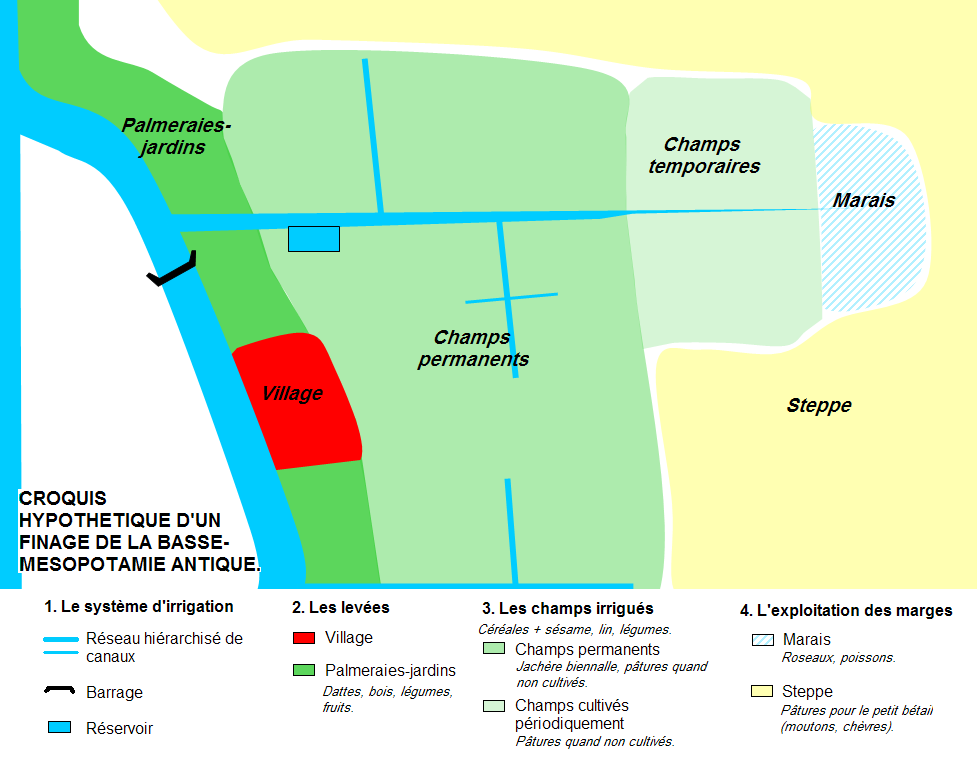
Croquis hypothétique d'un finage de la basse Mésopotamie antique.
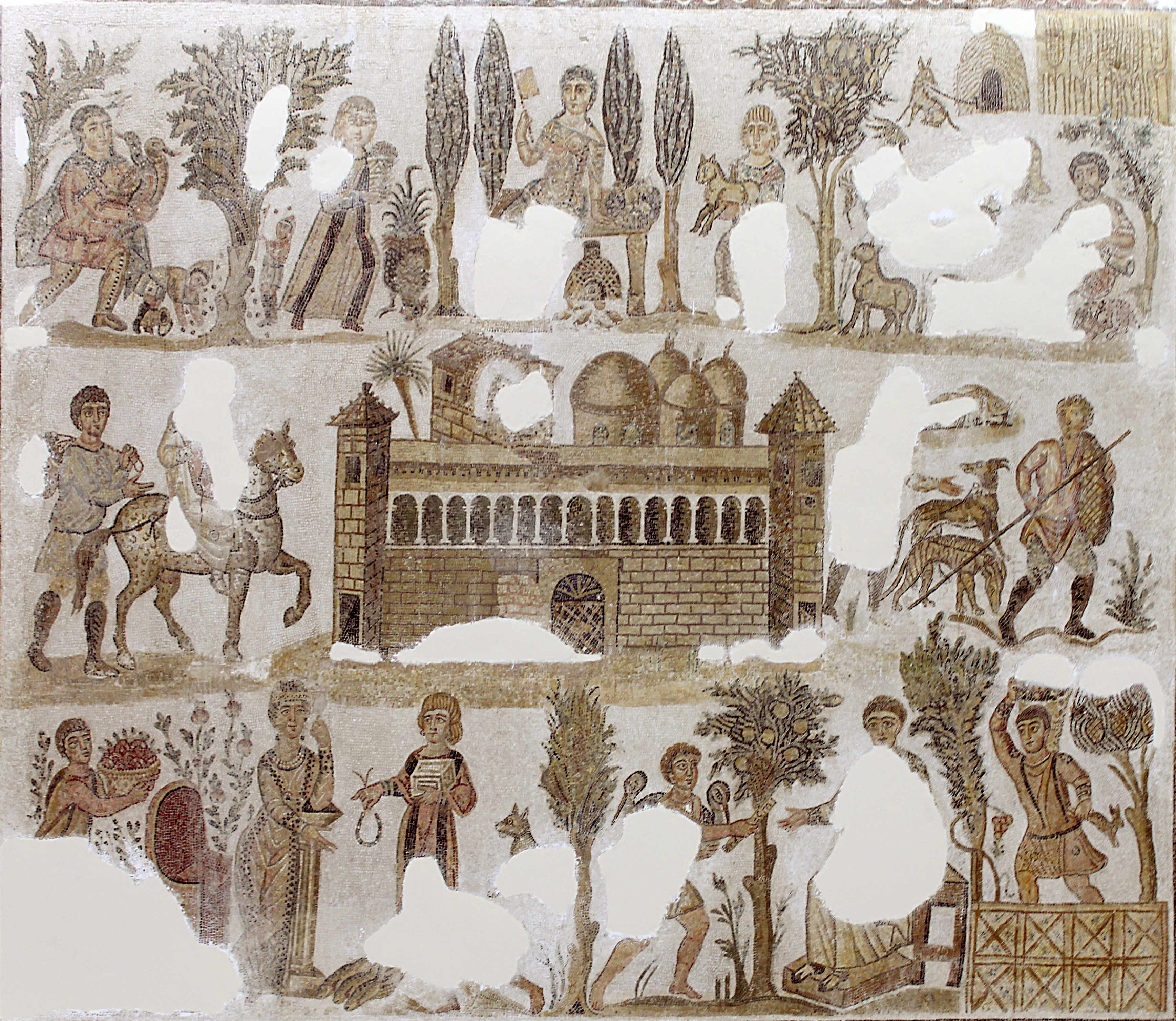
Mosaïque du maître Julius montrant les récoltes d'un grand domaine antique notamment olives, agrumes et raisins, découverte près de Carthage. Musée national du Bardo.
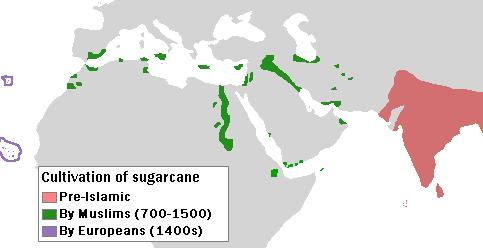
Extension de la canne à sucre dans le monde musulman (vert) et dans les premières colonies péninsulaires (violet) à partir du monde indien (rouge) au Moyen-Âge.
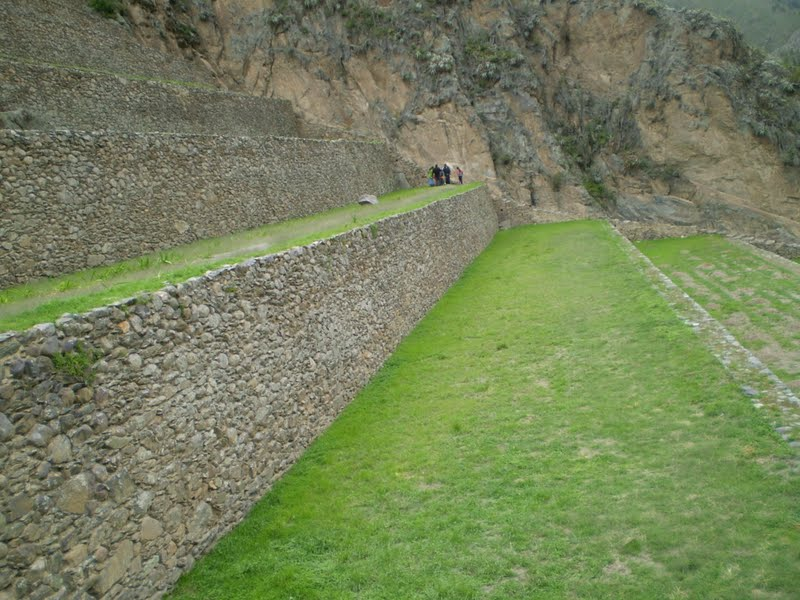
Terrasses de plantation à Ollantaytambo, site inca, Pérou.
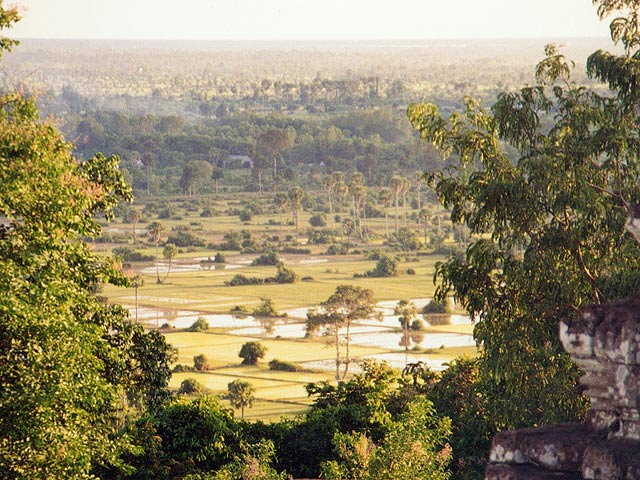
Rizières près d'Angkor, 2001. L'irrigation réalisée grâce à un système de canaux et la culture du riz sont à l'origine de la puissance du Royaume Khmer dès la fin du VIIIe siècle.

Les latifundia du monde gréco-romain ont produit de grandes quantités de vin, olives et d'huile d'olive. Les Romains connaissaient le citronnier et ont introduit le pistachier dont les plantations sont très intéressantes en zone aride même quand les seules eaux d'irrigation disponibles sont (légèrement) saumâtres.
Au Moyen Âge, l'agriculture arabe comptait de grandes plantations irriguées d'agrumes et de canne à sucre. Les Arabes ont aussi diffusé la culture du manguier, du coton, du riz et du palmier-dattier. L'organisation de ces plantations reposait le plus souvent sur le travail d'esclaves. Au Maghreb et dans l'Europe médiévale (sud de l'Italie et de l'Espagne, en Algarve, en Provence, à Chypre), de très nombreux esclaves provenant le plus souvent de la traite transsaharienne ont été employés dans les plantations méditerranéennes : oliviers, dattiers, vigne, agrumes, canne à sucre.
L'Empire inca fut réputé pour ses cultures en terrasses irriguées : cucurbitacées, manioc, pommes de terre, cacao, avocat, noix de cajou, arachide, papaye, mûrier pour ce qui concerne les plantations. L'Inca avait recours au travail forcé et aux corvées, la mit'a, et au déplacement à grande échelle de populations, la mitma, plutôt qu'à l'esclavage. À l'arrivée des Espagnols au Pérou, le carmin de cochenille produit sur des plantations de nopal fût considéré comme une production de grande valeur juste après les métaux précieux ; Il remplaça le vermillon qui était produit par une autre cochenille dans l'Ancien Monde sur des plantations de chênes kermès.

### Le commerce asiatique avant la prépondérance européenne

Itinéraire du septième voyage de la flotte de l'amiral chinois Zheng-He (1431-1433).
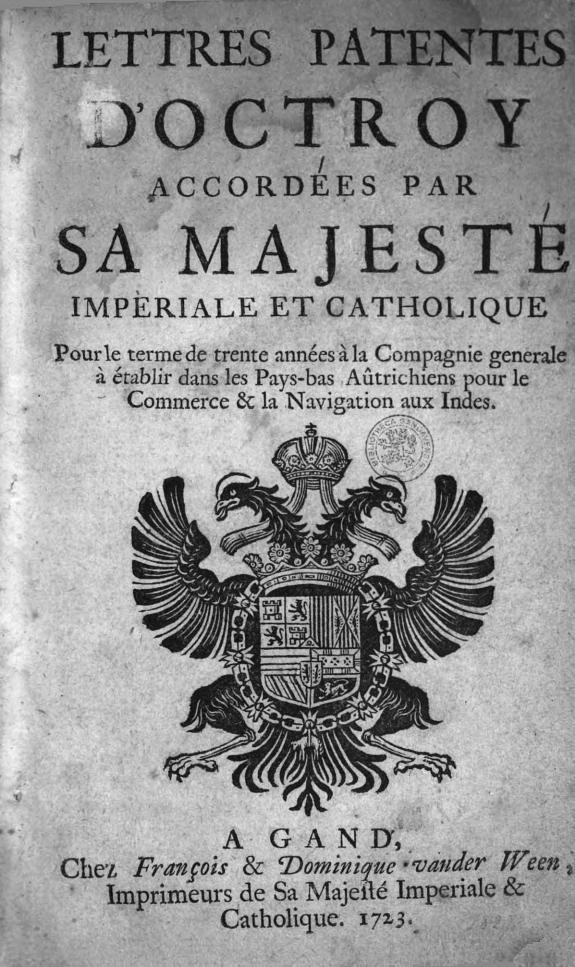
Lettre de fondation de la Compagnie d'Ostende pour le commerce autrichien d'Orient, 1722.
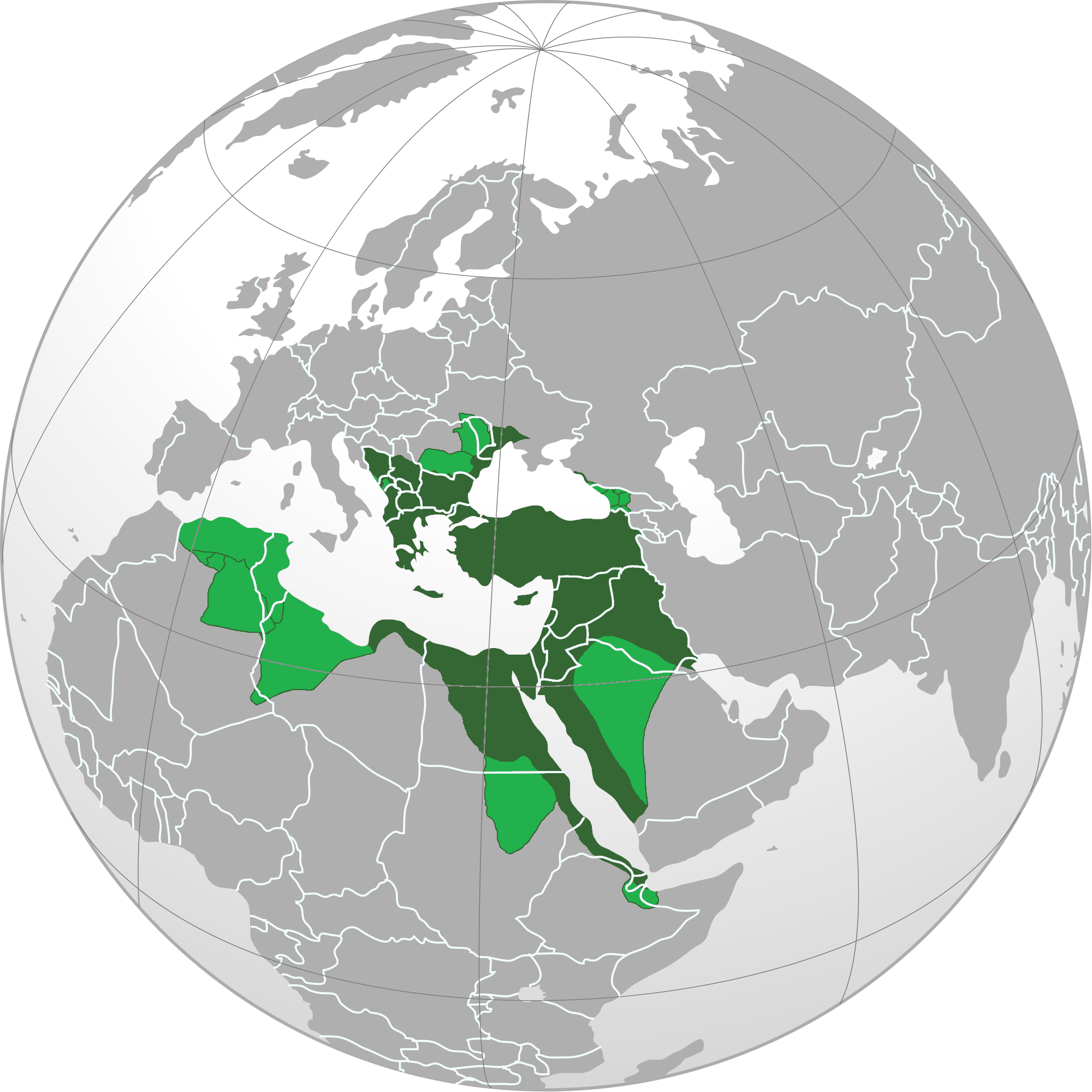
L'Empire Ottoman en 1774.
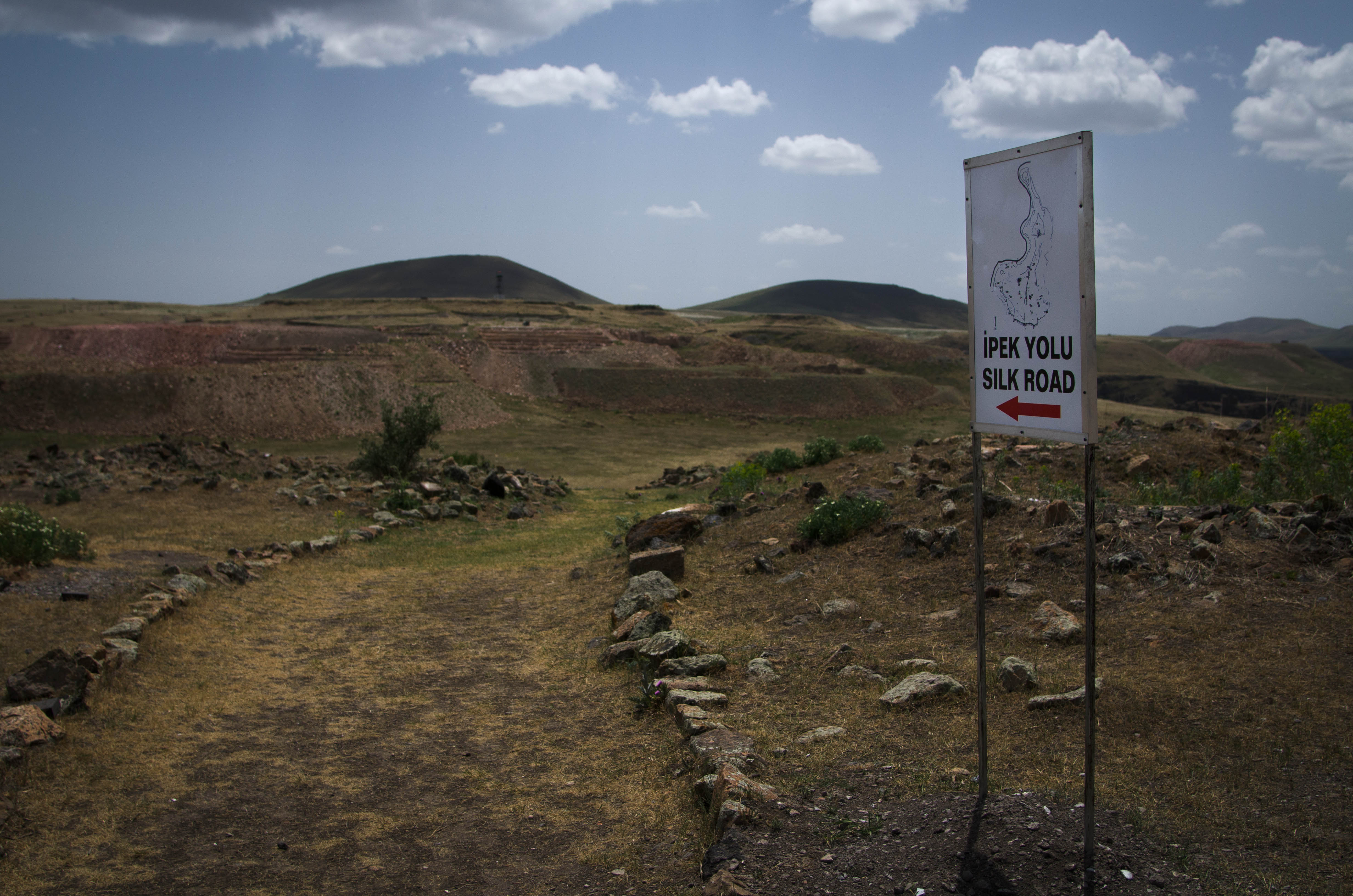
L'ancienne route de la soie à Kars Ili en Turquie.
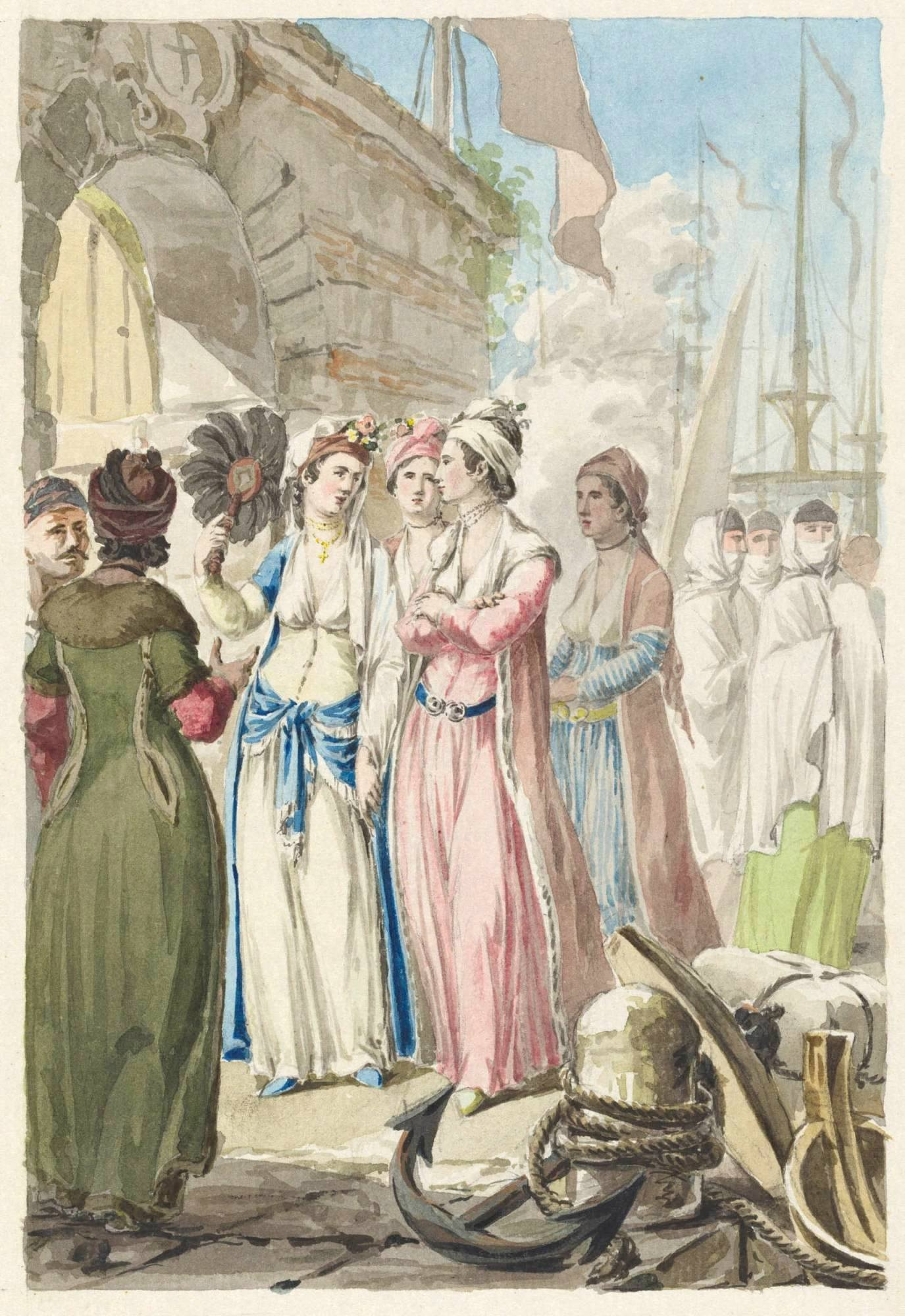
Vue du port de Smyrme en 1777 avec des femmes grecques et turques.
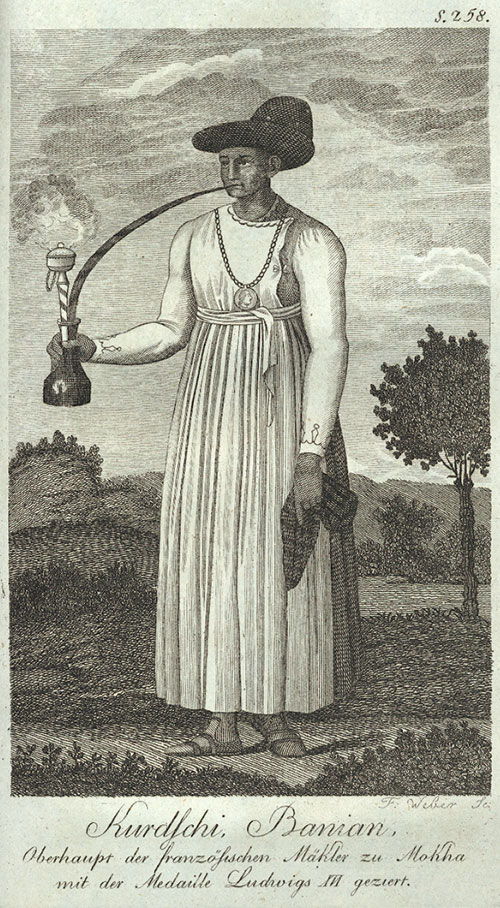
Kurdschi Banian, mandataire des courtiers français à Mokha portant une médaille à l'effigie de Louis XVI, Yemen, vers 1790–1800.

Vers 1750, l'Asie réalisait encore 70 % du commerce mondial. Les principaux produits de plantation ou dérivés concernés étaient les épices, les cotonnades de l'Inde, l'opium, les articles de paille (marqueteries chinoises en paille de riz…) et le thé de Chine ; on peut aussi considérer la soie pour laquelle on plante le mûrier blanc, le laque qui nécessite des plantations de Toxicodendron vernix (sumac) et le papier (mûrier à papier, ramie, bambou, lin, chanvre). L'instauration du monopole dans les colonies portugaises puis la création des compagnies coloniales européennes va progressivement changer la donne. L'établissement des nouvelles routes maritimes n'empêche pas la continuation du commerce asiatique par l'intermédiaire de l'Empire ottoman aussi bien par les voies maritimes traditionnelles que par voie terrestre. Ainsi en dépit des succès coloniaux occidentaux, l'influence ottomane se maintient dans l'Océan Indien en particulier dans les pays musulmans.
Dans l'Empire ottoman même les principales plantations sont le café et la myrrhe du Yémen exportés par Mokha, le coton de Cilicie, les oranges de Jaffa, les raisins secs et les figues séchées (raisins et figues de Smyrme) et le tabac largement exportés. Ces plantations sont dirigées par des Grecs, des Arméniens et des Maronites plutôt que par des Turcs, les Anglais y échouèrent ; le Coran interdit l'usage d'esclaves musulmans.
Avec le déclin des empires maritimes italiens (Venise, Gênes, Pise), le relais vers l'Occident est surtout assuré par les Échelles du Levant françaises (Smyrme, Alexandrie, Tunis…) en lien avec Marseille puis Sète et les factories (comptoirs) anglaises puis britanniques liées à la Levant Company dont les principales bases sont Londres, Alep et Livourne (Leghorn pour les Anglais de l'époque). On peut aussi citer le port franc de Raguse (aujourd'hui Dubrovnik). Dans ces ports, les marchands italiens, grecs, juifs, hollandais restent aussi très actifs.

### Plantations coloniales et esclavage à l'Époque moderne

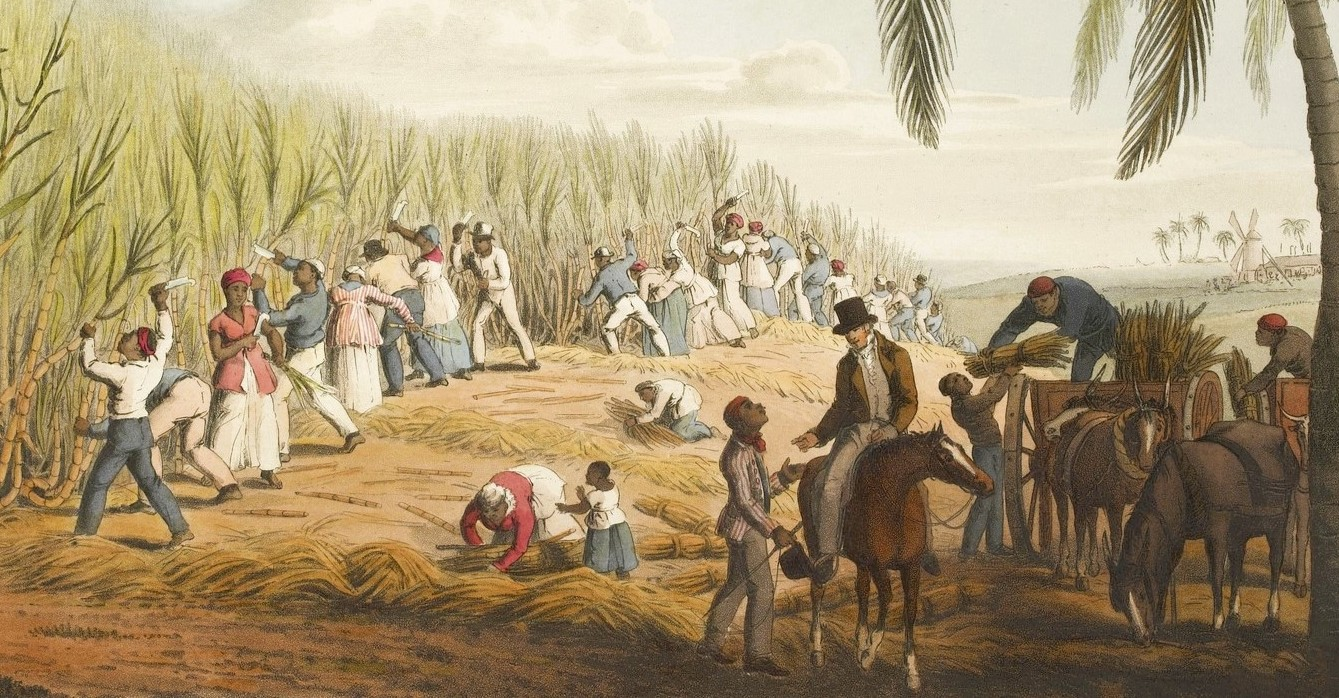
Esclaves coupant la canne à sucre dans la colonie britannique d'Antigua, 1823.

#### La mise en place des sociétés esclavagistes coloniales
Bien qu'il ait existé et existe encore des plantations familiales ou communautaires, l'esclavage ou l'exploitation à outrance des travailleurs ont longtemps été à la base de la rentabilité des plantations. Ainsi des plantations comme celles produisant du sucre et du rhum dans les Caraïbes et au Brésil, le tabac dans les Treize colonies puis le coton dans le Sud des États-Unis ont utilisé l'esclavage comme mode dominant de gestion des populations ouvrières.
De nombreux Amérindiens ont été forcés de travailler au profit des conquérants, parfois dans des plantations, en Amérique centrale et du Sud selon le principe de l'encomienda (mita au Pérou qui succédait à la mit'a des Incas) qui était une sorte de servage, mais aussi en Amérique du Nord (Westo (en) de Virginie, Natchez de Louisiane). La mortalité était très importante chez les travailleurs amérindiens.
Lorsque la propriété privée coloniale (haciendas) se développa, certaines de ces exploitations se spécialisèrent dans les plantations et se mirent à employer des esclaves.
En Amérique du Sud, dans la région des Misiones (province de Misiones en Argentine et département de Misiones au Paraguay aujourd'hui), Franciscains et Jésuites s'opposèrent avec succès à l'encomedia et à l'esclavage. Ils recueillirent les esclaves en fuite, organisèrent les cultures vivrières et les plantations de yerba mate ou thé des Jésuites et de coton qui était traité sur place, favorisèrent l'éducation et armèrent les Indiens contre les bandeirantes trafiquants d'esclaves (bataille de Mbororé) ; toutefois, le grief d'acculturation de ces populations est discuté, voir Réduction (missions catholiques).

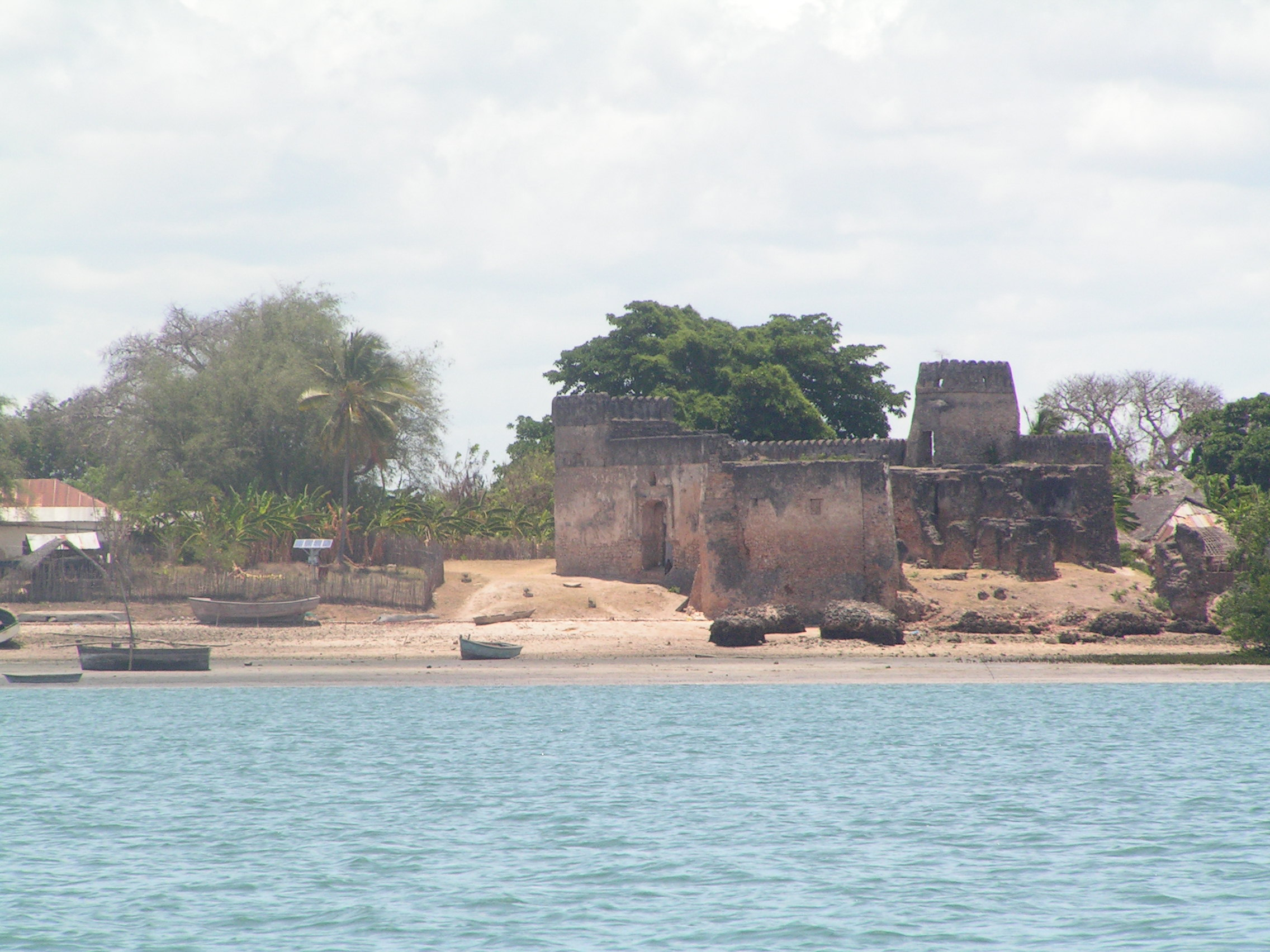
Fort et palmeraie près du port de Kilwa Kisiwani (Tanzanie), centre de la culture swahilie de l'an 1000 environ à 1784.

La déportation des esclaves africains par des Européens commence dès 1444 dans les comptoirs portugais (Empire colonial portugais#Le premier empire portugais au XVe siècle (1418-1498). De très nombreux Africains ont été déportés comme esclaves pour travailler à grande échelle dans les plantations du Sud des États-Unis, en Amérique latine du Mexique au Pérou (mais principalement aux Caraïbes et au Brésil) et dans les régions d'Afrique occupées par les puissances colonisatrices d'Europe mais aussi du Proche-Orient (Empire ottoman, Sultanat de Mascate et Oman influent de 1749 à 1861) ou encore par des États africains comme le Sultanat de Kilwa où se développe la culture swahilie d'origine africano-persanne ; le sultanat organise des rafles d'esclaves à l'intérieur du continent pour les faire travailler sur ses plantations ou les revendre, il commerce entre autres, bois, raphia, textiles, sucre, épices et esclaves.
Au début en Orient, les marchands et les compagnies coloniales (portugaise, anglaise, néerlandaise) se fournissent en épices auprès des négociants locaux ou des autorités locales y compris en imposant la collecte sous forme de tribut. Tout change dans les années 1630 lorsque les Hollandais de la Compagnie néerlandaise des Indes orientales (VOC) pour s'approprier le commerce exclusif de la noix de muscade, sous le commandement de Jan Pieterszoon Coen, massacrent la presque totalité des habitants des îles Banda ainsi que quelques garnisons anglaises. La VOC installe alors ses propres plantations et les fait cultiver par des esclaves déportés de l'océan Indien ou d’Extrême-Orient. Dès lors les compagnies coloniales non seulement achètent les productions des planteurs mais les approvisionnent en moyens de productions et en esclaves.
L'importance des châtiments encourus dissuadaient généralement les esclaves de toute tentative de fuite. Cependant à la faveur de guerres entre puissances colonisatrices et de la géographie de territoires impénétrables, des communautés d'esclaves marrons acquirent de facto leur indépendance bien avant celle de Haïti, notamment en Amazonie. Exceptionnellement quelques-unes furent reconnues par des traités comme le Pays Cockpit en 1738 à la Jamaïque ; c'est encore un territoire autonome. Les États coloniaux tentèrent d'empêcher les abus de la part des propriétaires ainsi dans les colonies françaises avec la publication du code noir en 1685. Rétrospectivement cette publication peut apparaître comme l'officialisation de l'esclavage.
Les esclaves occupaient parfois des emplois qualifiés dans les plantations et sont à l'origine d'avancées techniques. Ainsi Jo Anderson participa à la mise au point de la faucheuse de Cyrus McCormick en Virginie et Edmond Albius améliora significativement la fécondation artificielle de la vanille à La Réunion, deux inventions majeures en agriculture ; Graman Quassi esclave dans une plantation sucrière au Suriname, devenu négociateur avec les marrons puis médecin après avoir été affranchi, mit au point un remède toujours utilisé pour soigner le paludisme à partir de la plante Quassia amara (quinine de Cayenne) qui porte désormais son nom ; Denmark Vesey fut utilisé comme interprète par ses maîtres planteurs et marchands d'esclaves avant de pouvoir acheter sa liberté, il parlait couramment anglais, français et espagnol. Dans les colonies françaises ces esclaves qualifiés étaient appelés « esclaves à talent ».

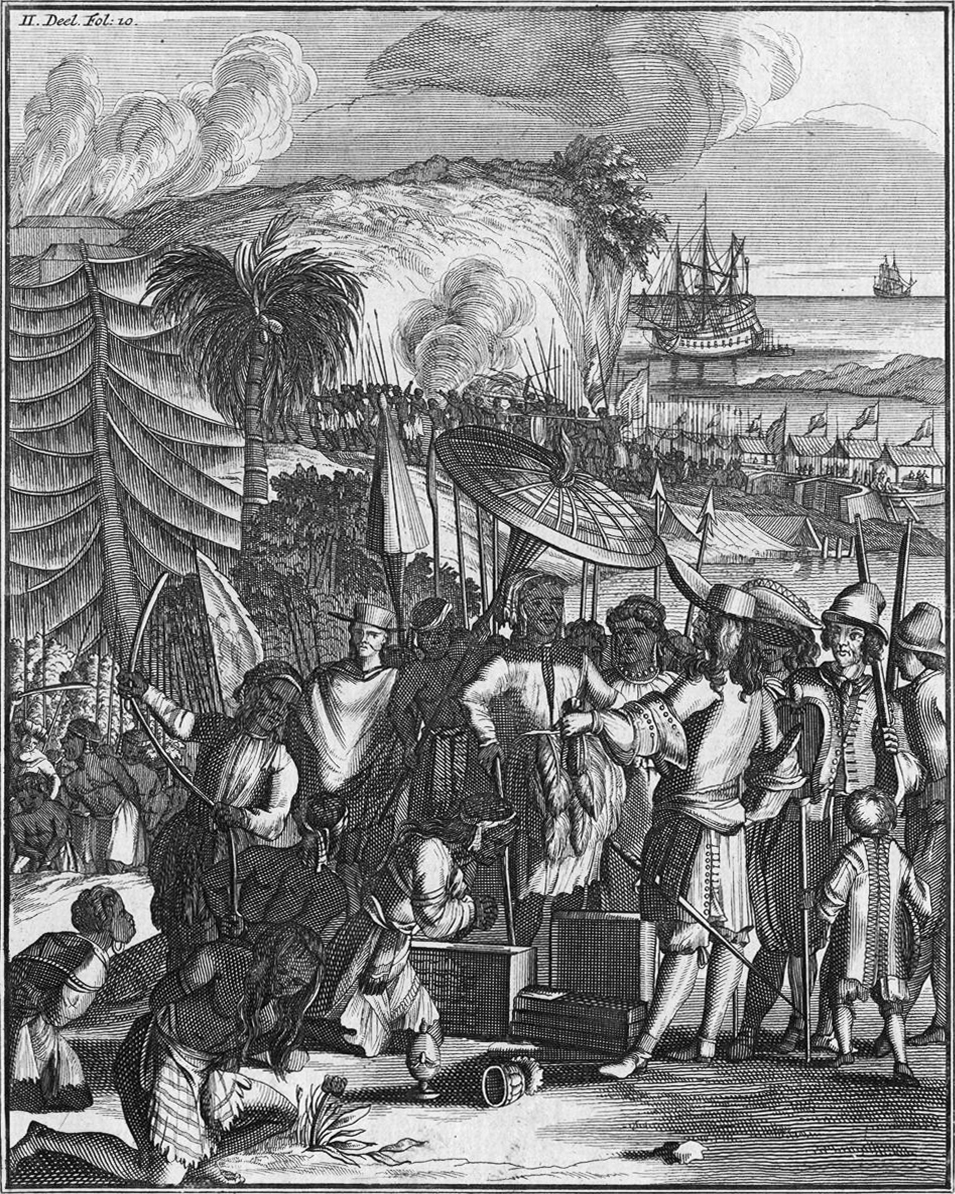
Achat d'esclaves aux Arakanais par des Hollandais de la VOC à Baliapal (aujourd'hui dans l'état d'Odisha) ; Inde, 1663.
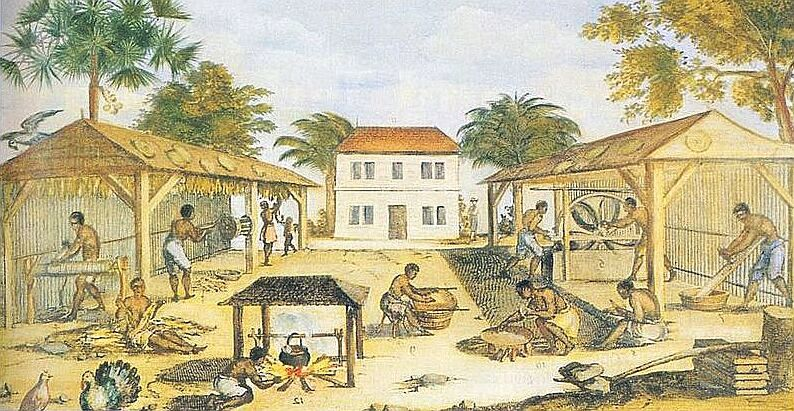
Préparation du tabac par des esclaves, colonie de Virginie, vers 1670.
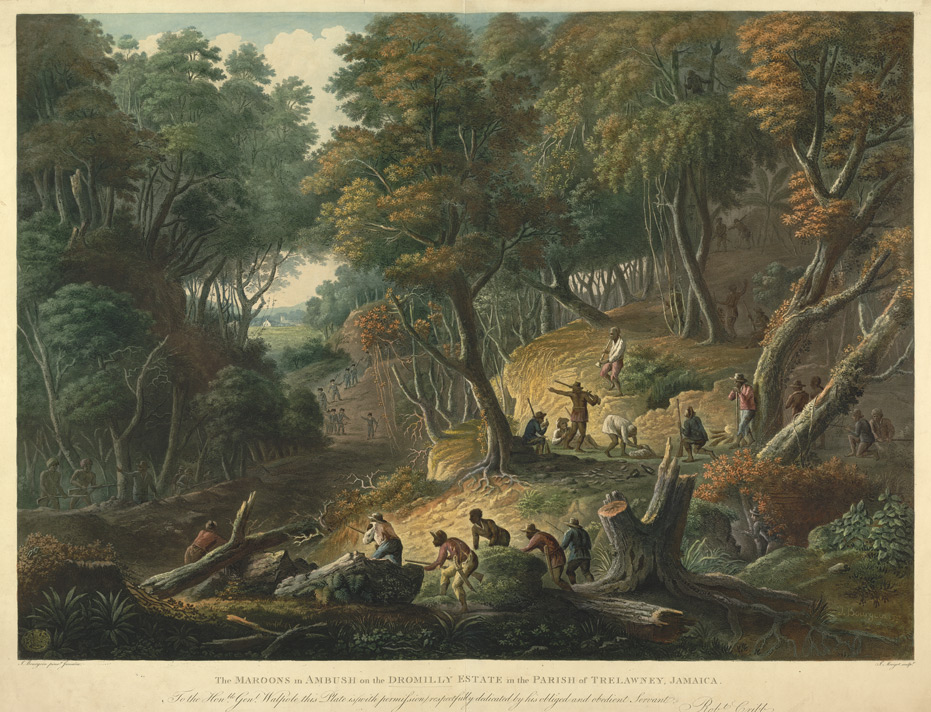
Marrons se préparant à l'attaque d'un domaine colonial, Jamaïque, 1795.
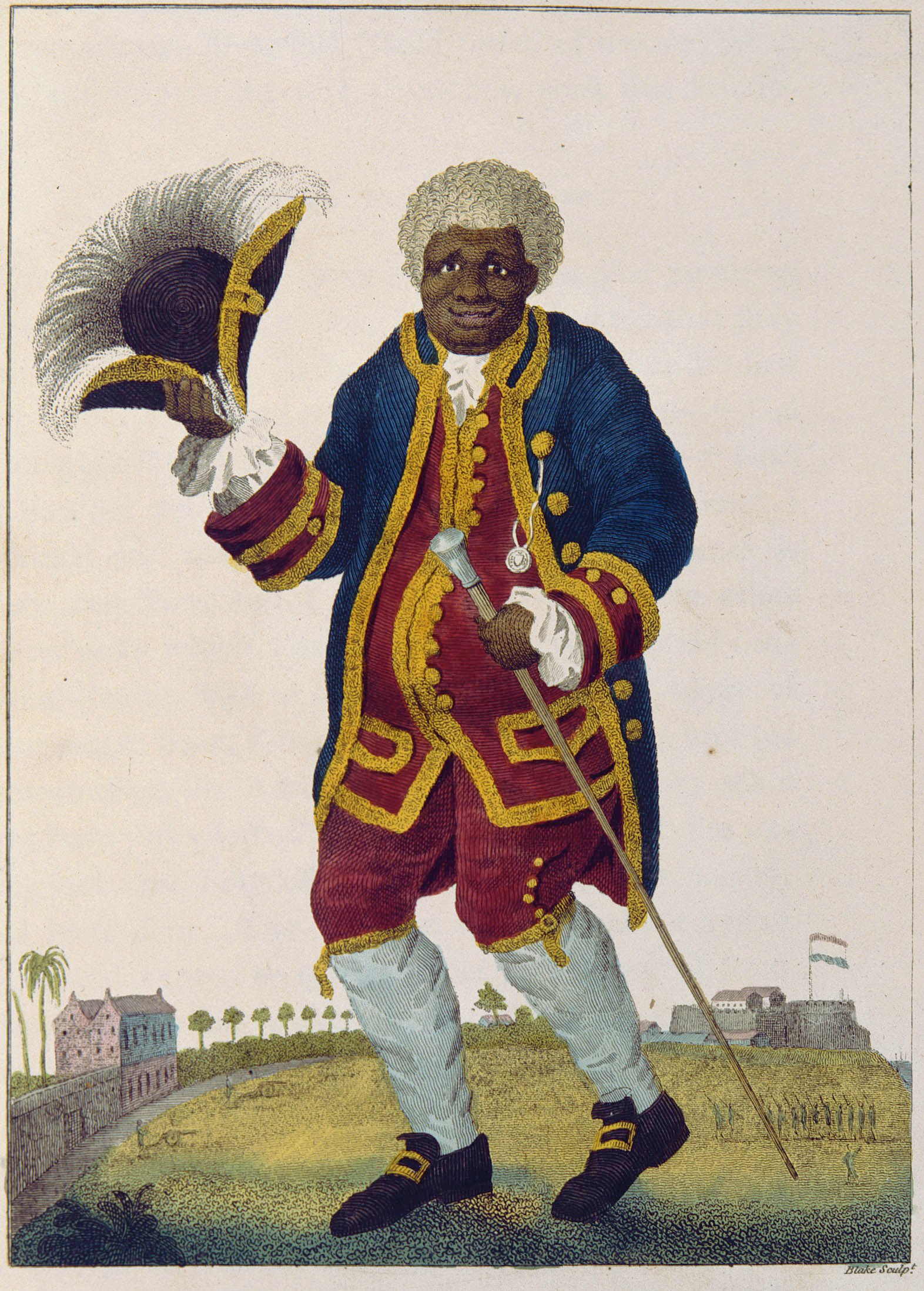
Le médecin et botaniste hollandais Graman Quassy (1796).
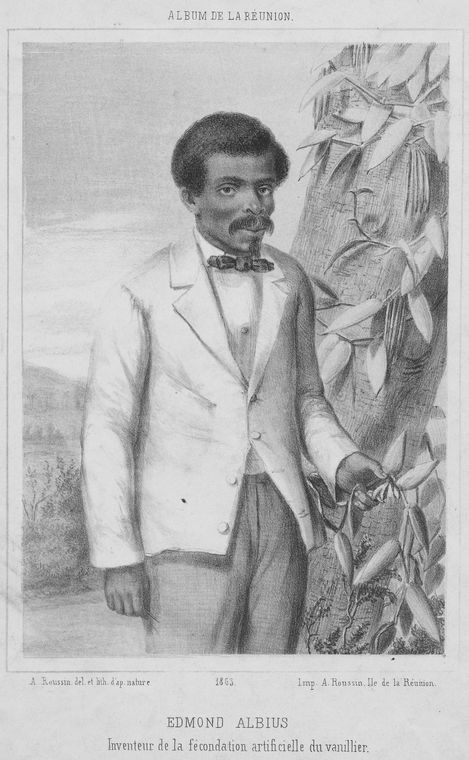
Edmond Albius, esclave dans une plantation à La Réunion. Il inventa en 1841, à l'âge de 12 ans, une méthode révolutionnaire de fécondation de la vanille. Il n'en tirera aucun profit.

Le servage, que l'on peut considérer comme proche de l'esclavage, persista longtemps dans de grandes régions de plantation, notamment en Asie centrale russe où il remplaçait systématiquement l'esclavage au fur et à mesure de la conquête russe (servage en Russie), en Inde où il existe encore et dans l'Empire ottoman à côté de l'esclavage bien que sa nature exacte soit discutée. Le dernier pays à abolir l'esclavage fut le Pakistan en 1992.

#### Le commerce triangulaire atlantique

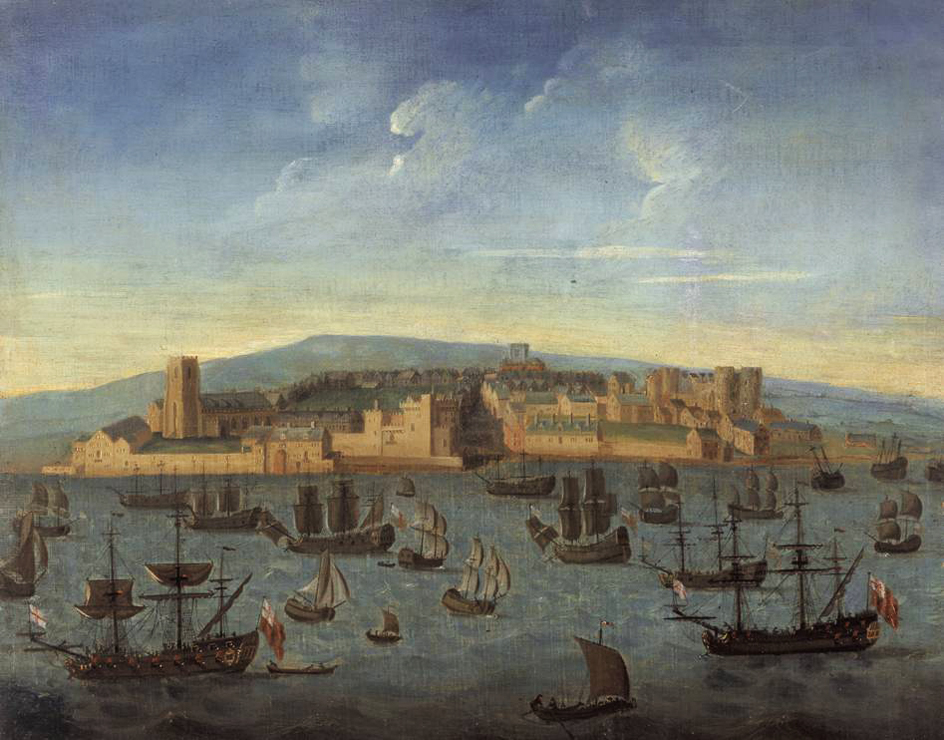
Liverpool en 1680. Il fut de loin le premier port européen concerné par le commerce triangulaire.

On emploie généralement l'expression de « commerce triangulaire » pour caractériser le commerce entre l'Europe, l'Afrique noire et l'Amérique coloniale : les bateaux partaient d'Europe avec des produits de l'industrie européenne échangés contre des esclaves en Afrique. Ces esclaves étaient revendus en Amérique pour travailler en particulier dans les mines et plantations. Les bateaux ramenaient enfin des produits coloniaux en Europe. Il existait des variantes notamment celles où l'Europe était remplacée par la Nouvelle-Angleterre, la Louisiane ou le Brésil qui avaient leurs propres armateurs, avec parfois des expéditions bilatérales entre le Brésil et l'Afrique. D'autre part, il a existé des systèmes similaires dans l'Océan Indien. On estime les déportations d'esclaves d'Afrique occidentale à 12 millions d'individus dont 5 millions par le Portugal, 3 millions par le Royaume-Uni et 1,5 million par la France. Le plus grand port négrier du monde fut Rio de Janeiro devant Liverpool, Londres et Nantes,.

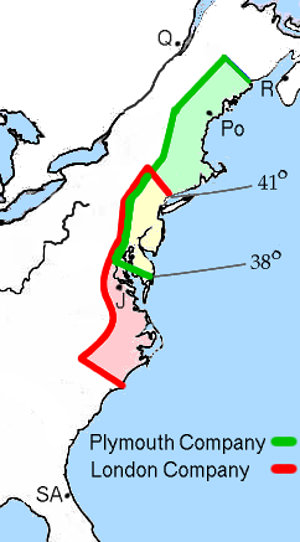
Territoire octroyé par le roi écossais et anglais Jacques VI et Ier aux compagnies de Londres et Plymouth en 1606. Autres colonies : Q : Québec ; R : Port Royal (France) ; SA : Saint Augustine (Espagne) ; Po : Popham ; et J : Jamestown (Angleterre). La zone centrale en jaune était au départ occupée par les colonies de la Suède (brièvement) et des Provinces-Unies.

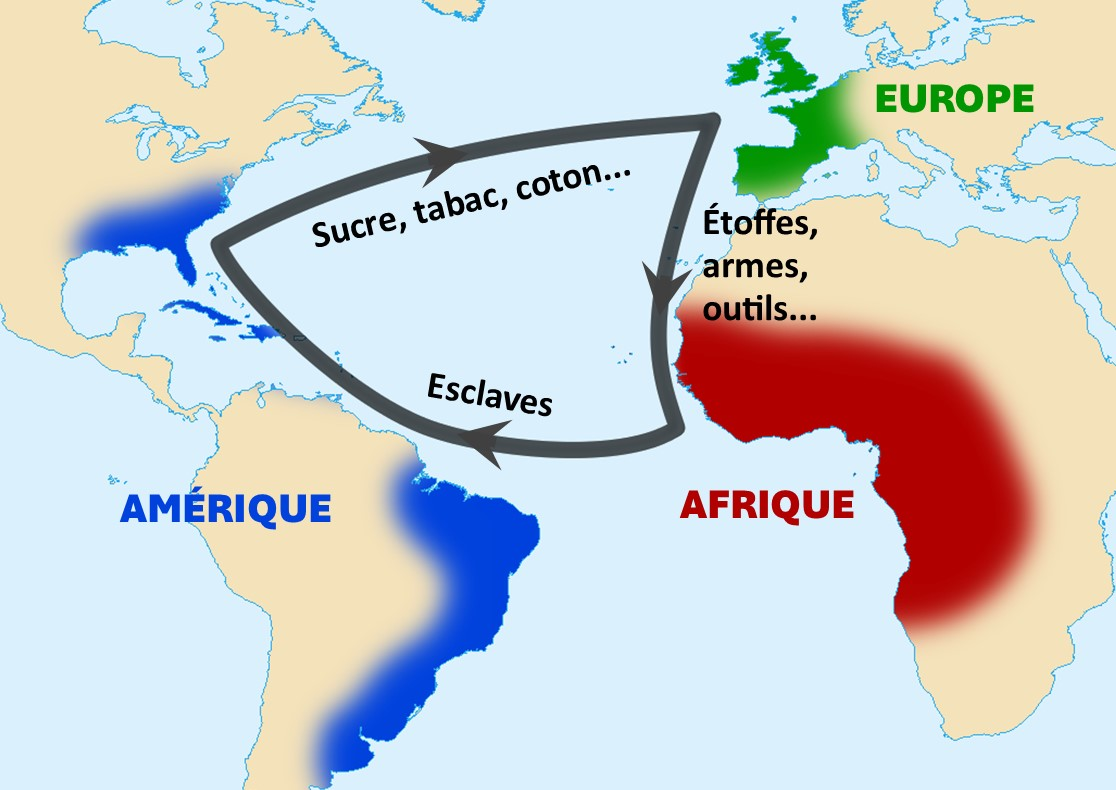
Schéma classique du commerce triangulaire entre l'Europe, l'Afrique et les Amériques.

Les puissances européennes ayant organisé des expéditions depuis leur sol dans le cadre de ce commerce sont : le Portugal, l'Espagne, les Provinces-Unies, l'Angleterre (puis avec l'Écosse le Royaume-Uni), la France, la Suède (avec la Finlande), le Danemark, le Brandebourg (réuni à la Prusse) et le duché de Courlande.
Cependant d'autres nations ou catégories ont profité de ce commerce et de l'économie de plantation suivant les opportunités, par exemple les Quakers et les Juifs dans les colonies anglaises et hollandaises, les émigrés irlandais en France (Irlandais de Nantes), les émigrés écossais en France et en Suède, des armateurs anglais craignant un revirement de l'opinion des Britanniques au Havre, les Huguenots avec les Provinces-Unies et l'Angleterre, le duché de Bavière allié de la France en Louisiane, la république de Gênes étroitement alliée à l'Espagne de 1557 à 1627 ; Gênes redirige ses réseaux de traite africains vers la Nouvelle-Espagne, finance le commerce triangulaire espagnol et reçoit même Panama en concession. Mulhouse alors ville suisse importe du coton de Louisiane pour fabriquer en masse des indiennes. Les Suisses organisaient des expéditions en partance notamment de Nantes et du Havre (traite négrière au Havre) ; Bâle pouvait être considéré comme un port pleinement lié au commerce colonial (histoire coloniale de la Suisse). En Allemagne, outre le Brandebourg, les ports de la basse Elbe participèrent activement au commerce triangulaire : Hambourg était en relation avec Altona et Glückstadt sous souveraineté danoise, Stade sous souveraineté suédoise ainsi qu'avec Amsterdam et les marchands hambourgeois y faisaient fructifier leurs importants capitaux. D'autre part les états ou chefferies africains impliqués dans la fourniture d'esclaves ont profité de la traite.

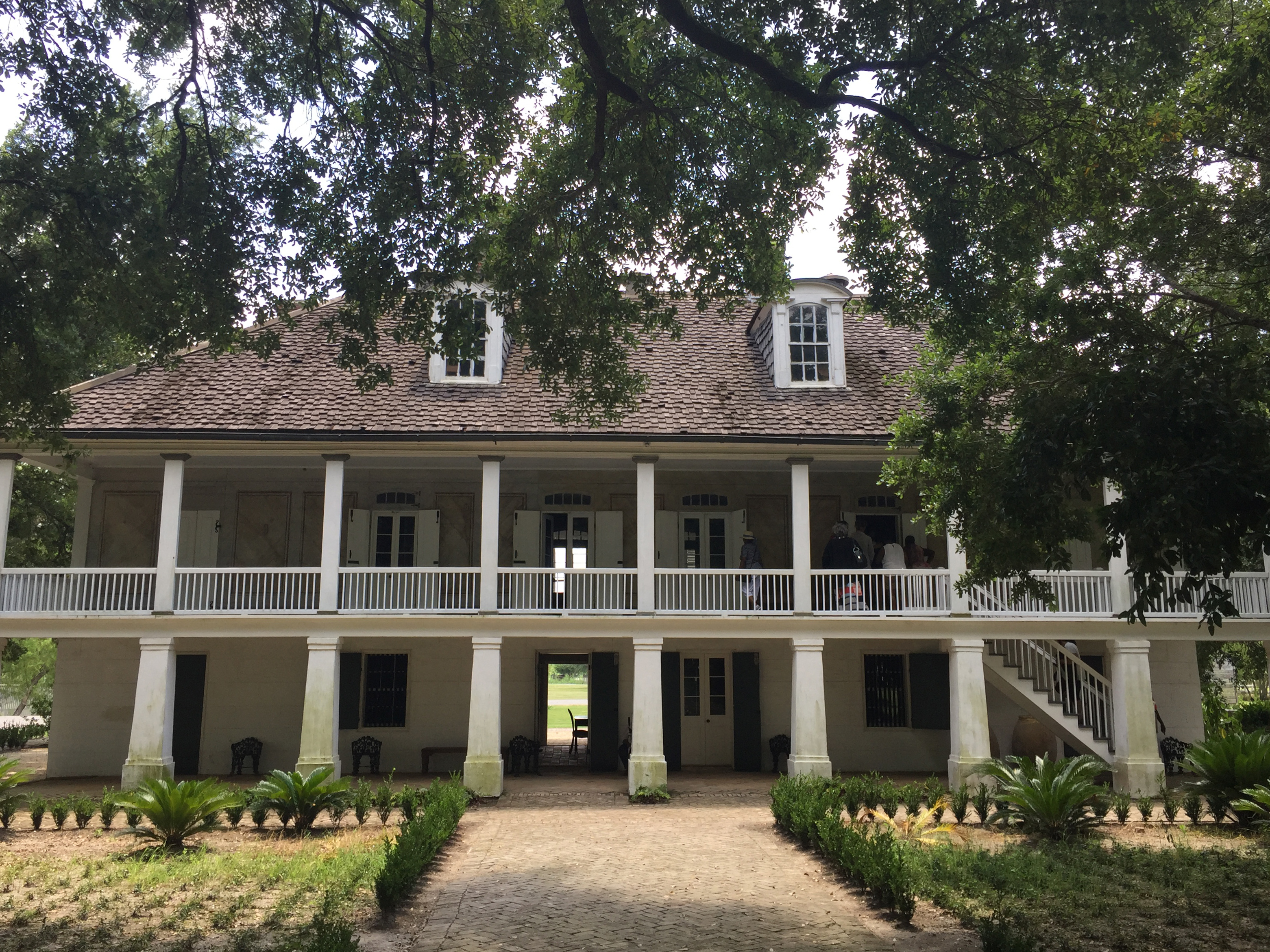
L'habitation Haydel créée en Louisiane par des planteurs allemands dans le style créole français devint après son rachat la Plantation Whitney. Elle contient un monument à la mémoire des esclaves révoltés de 1811.

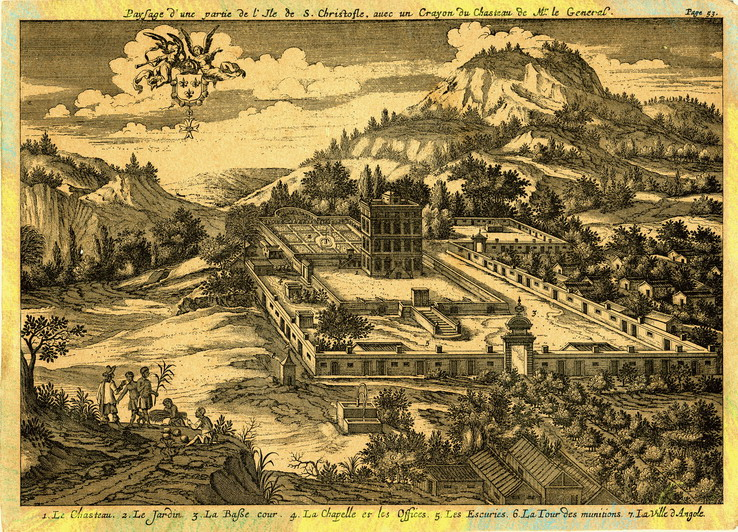
Le Chateau de la Montagne et son habitation agricole construit pour Philippe de Longvilliers de Poincy, commandeur hospitalier, à Saint-Christophe qui devient une colonie hospitalière en 1651.

La Compagnie de Jésus (par exemple l'Habitation Loyola en Guyane) et l'ordre de Malte furent impliqués dans des plantations coloniales esclavagistes (colonisation hospitalière des Amériques).
Contrebandiers, corsaires et pirates ont aussi joué un grand rôle dans ce commerce, ils étaient parfois à la tête de véritables flottes. Ainsi Francis Drake, Jean Dansaint de Nantes qui tint tête à la W.I.C. au service du Portugal, les frères Lafitte… Pendant la période coloniale Newport (Rhode Island) était le principal port des Treize Colonies pratiquant le commerce triangulaire : rhum et mélasses des Antilles en contrebande, esclaves africains. Les mélasses françaises y étaient transformées en rhum industriel considéré comme inférieur au rhum agricole des plantations françaises, il y avait 22 distilleries à Newport. Après 1787 la traite était interdite aux États-Unis mais elle perdura illégalement. D'autres zones portuaires d'Amérique jouèrent le rôle de bases de contrebande, tolérées par les autorités officielles : Tucacas (Venezuela) pour le cacao criollo au profit des Hollandais et Juifs de Curaçao à la fin du XVIIe siècle, Montechrist (San Fernando de Monte Cristi) à Hispaniola au profit des marchands hollandais et portugais puis pour le trafic des mélasses françaises à destination de Newport, la Baie de Barataria (Louisiane) au profit des pirates de Lafitte.
L'économie de plantation et le commerce triangulaire banalisent en Europe la consommation de produits tels que le sucre, le chocolat, le café, le coton, le tabac et le riz au point qu'ils sont bien vite considérés comme indispensables.

### Plantations tropicales dans les principaux empires coloniaux jusqu'à l'abolition
Les plantations portent différents noms selon les productions et selon la métropole colonisatrice.

#### Lacasa grandebrésilienne (engenhopour les plantations sucrières)

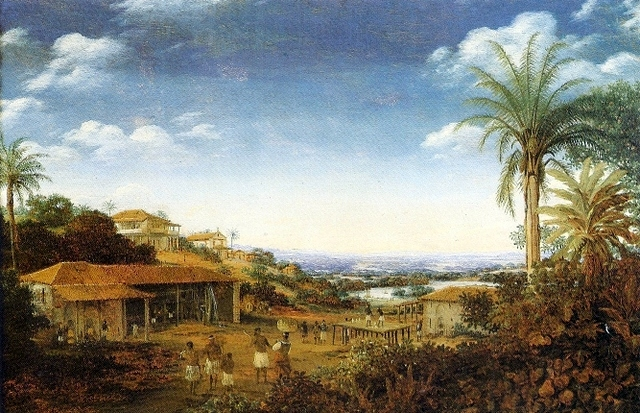
Engenho au Pernambouc.

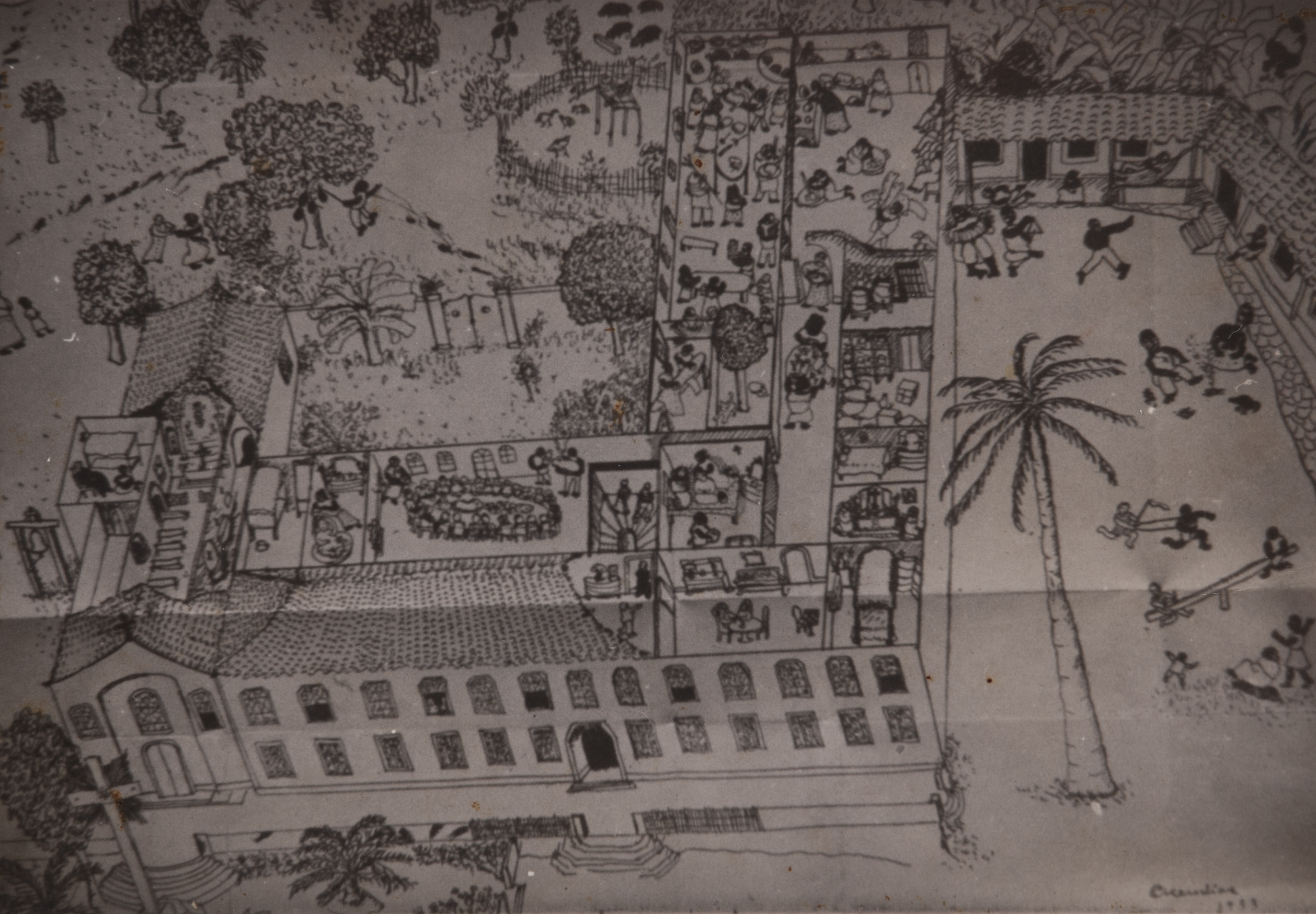
Vue d'une casa grande et des senzalas (logements des esclaves).

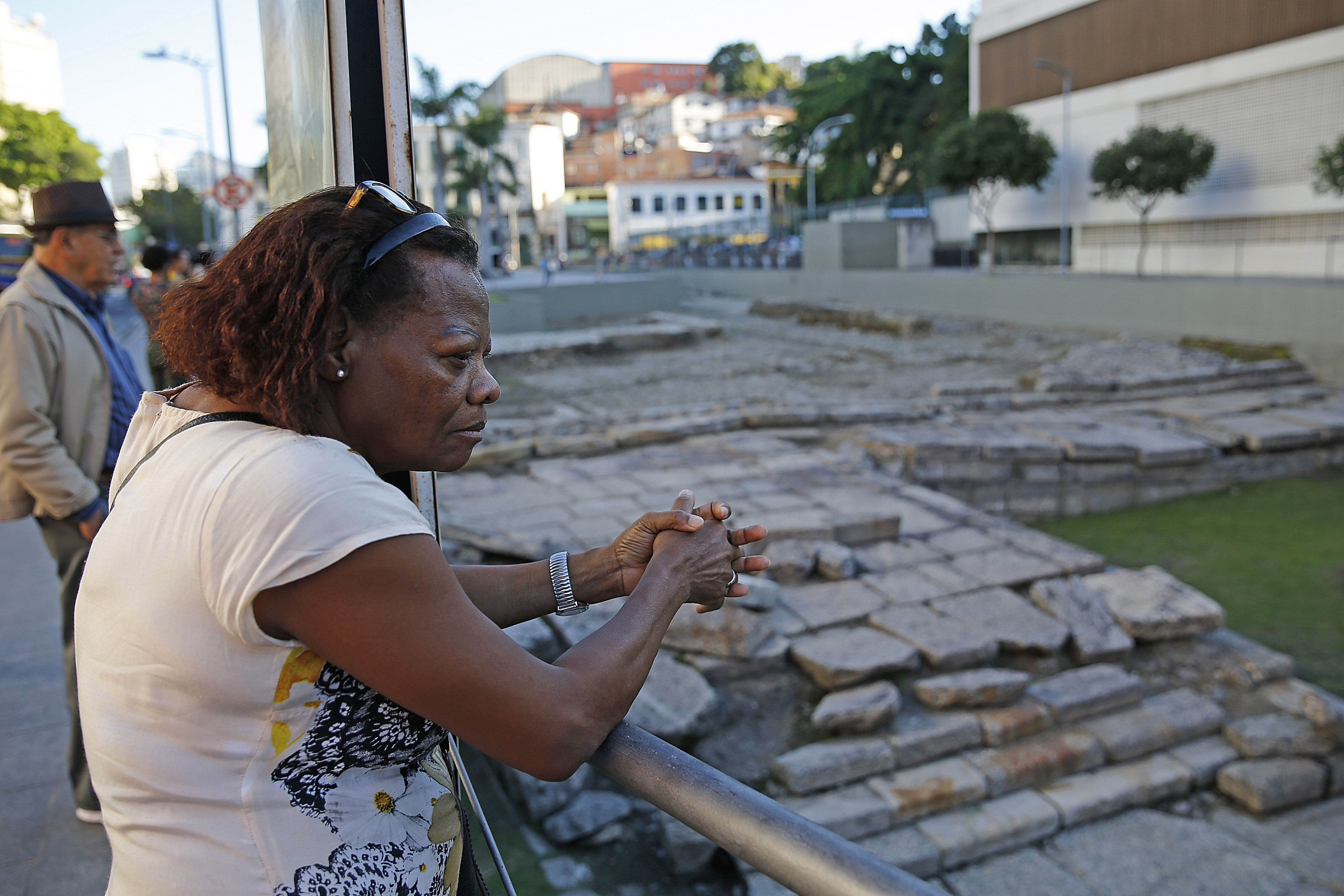
Visiteuse observant les ruines du quai de Valongo à Rio de Janeiro où débarquaient les esclaves africains après 1811. Il est inscrit au patrimoine mondial.

Dans le Brésil de l'époque coloniale, l'engenho est le dispositif destiné à la fabrication du sucre, regroupant la presse (moenda en portugais), la « maison des chaudières » (casa das caldeiras) et la « maison de purification » (casa de purgar). L'ensemble, nommé engenho-bangüê, finit par être désigné sous l'appellation générale d'engenho, regroupant à la fois les plantations, les locaux des productions (casa de engenho), la résidence du propriétaire (casa grande) et les habitations des esclaves (senzala), soit l'ensemble de la propriété.
Les plantations brésiliennes produisent alors surtout du sucre et du tabac. Une grande partie des planteurs étaient des nouveaux chrétiens, c'est-à-dire des Juifs portugais forcés de se convertir et qui avaient préféré l'exil et les aides à la création de plantations. il en acquirent souvent de grandes et dominèrent le commerce du sucre. L'Inquisition força à nouveau les Juifs à s'exiler et ils se réfugièrent dans le Nord-Est du Brésil occupé par les Hollandais de 1630 à1654. Après la reconquête portugaise les juifs se réinstallent dans les Antilles et les Guyanes où leurs capitaux et leurs compétences dans la production et la commercialisation du sucre sont recherchés. Parallèlement la production sucrière du Brésil décline.
Au Brésil, l'organisation des plantations était particulière et rappelait l'organisation seigneuriale européenne d'Ancien Régime. En effet le senhor de engenho (le maître du moulin) avait à l'origine obtenu une concession de terres, en moyenne entre 400 et 500 hectares, mais les faisait en majorité cultiver par de petits colons comme métayers, fermiers ou même petits propriétaires qui ne possédaient pas ou peu d'esclaves (jusqu'à sept). Ces petits colons devaient obligatoirement mener leur récolte au moulin du maître (comme dans le cas de la banalité seigneuriale européenne). Le maître se voulait effectivement grand seigneur et faisait construire une demeure fastueuse (a casa grande) bien plus grande que les habitations coloniales françaises.
Le maître se concentrait sur la gestion de la sucrerie. Les esclaves étaient commandés par des contremaîtres blancs salariés, parfois des mulâtres ou des noirs, libres ou esclaves, appelés feitores. Les principaux ports de commerce (et de la traite) étaient Rio de Janeiro, le premier port au monde pour la traite, Salvador (Bahia) et Recife.

#### Les haciendas productrices de sucre et café des colonies espagnoles

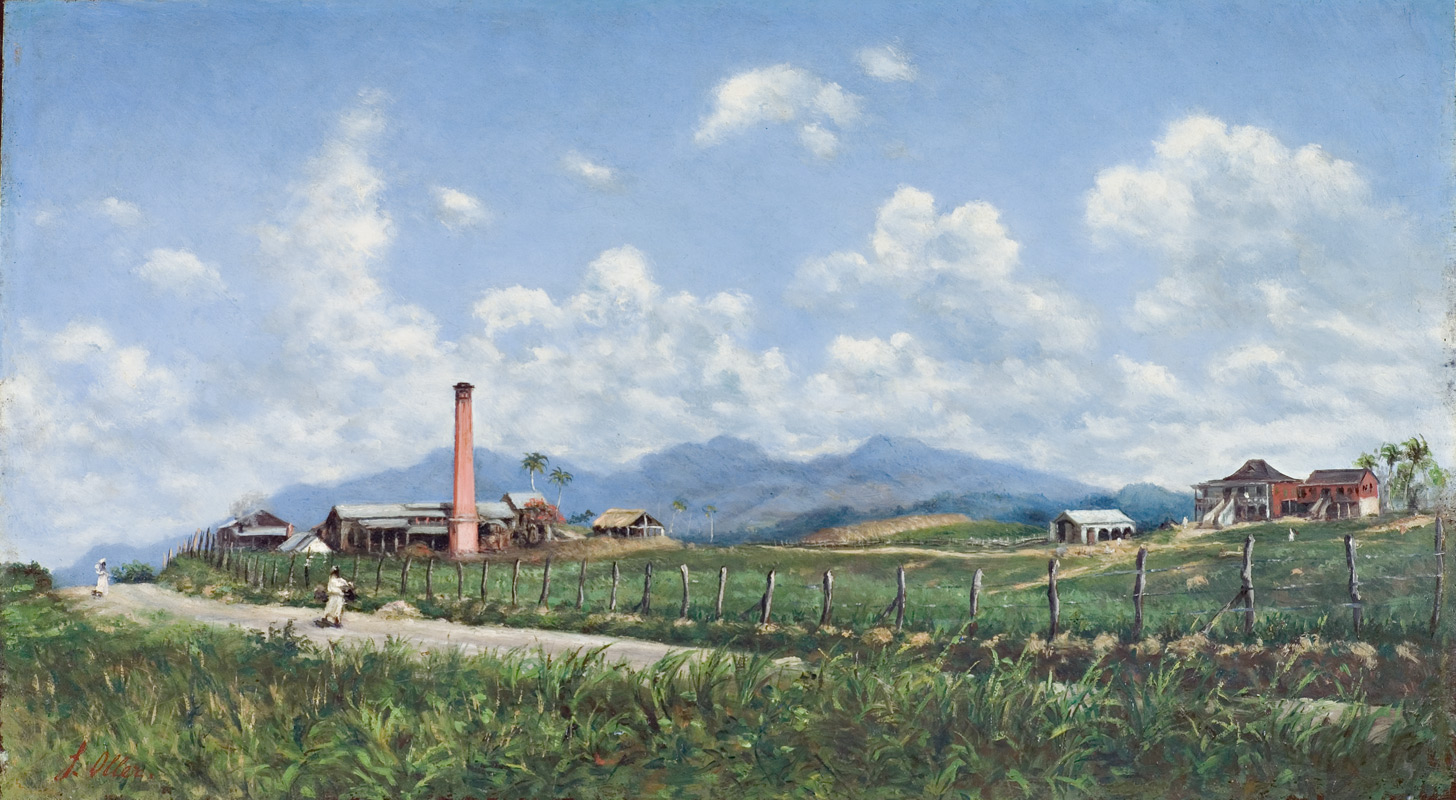
Hacienda Aurora avec sa sucrerie à Porto Rico en 1899 au moment du passage sous la souveraineté américaine. Comme aux Philippines et à Cuba, les Américains ne changèrent guère les systèmes espagnols en place mais encouragèrent leurs propres compagnies.

Avec la fin de l'encomienda remplacée par le repartimiento (système de corvées) et le déclin de la population amérindienne, de nombreuses haciendas, plus grandes que les estancias, se tournèrent vers les plantations notamment sucre, indigo et café. Cependant dans la vice-royauté du Pérou, l'antique système inca de la mit'a perdura préservant la petite propriété amérindienne et entravant partiellement le développement des grandes plantations. En Nouvelle-Grenade (Colombie, Panama, Venezuela actuels), une partie des exploitations étaient aussi beaucoup plus petites avec des paysans métis et des métayers, ce qui fut peut-être un atout pour les plantations de cacao. Il en alla tout autrement dans le sud du Mexique, au Guatemala, aux Philippines et dans les Grandes Antilles (vice-royauté de Nouvelle-Espagne) où une organisation proche du système brésilien prévalut. L'hacienda était dirigée par le hacendero, véritable seigneur. Ces haciendas perdurèrent après la fin de l'esclavage, sauf lorsqu'il y eut des réformes agraires radicales, notamment au Mexique.

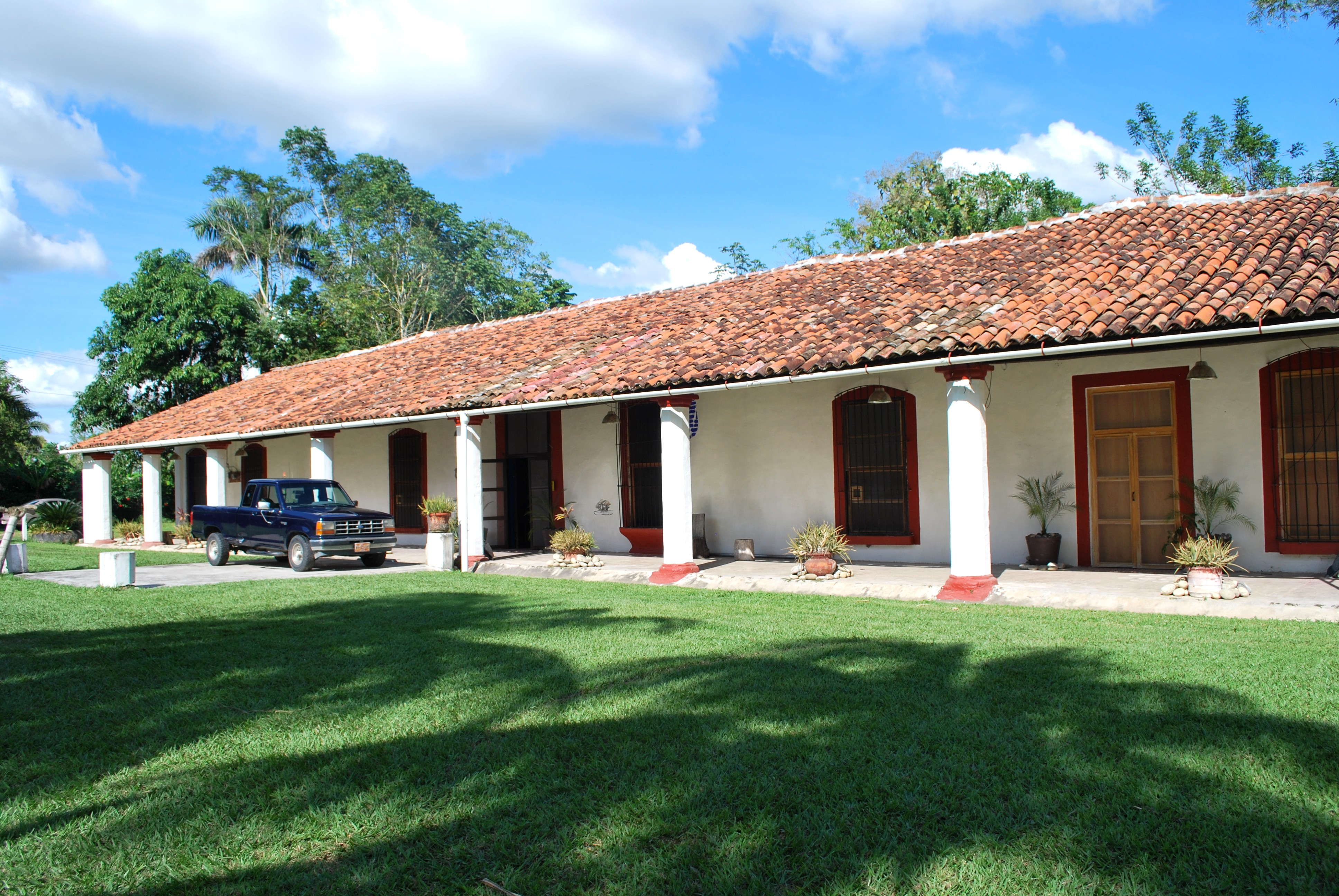
Casa de hacienda historique, avec son caney, de la plantation de cacaoyers, toujours en activité, État de Tabasco, Mexique.

Typiquement, les casas de haciendas étaient organisées autour du patio central et comportaient aussi une galerie extérieure, le caney, qui au début des plantations avait servi d'abri pour traiter le tabac mais certaines de ces habitations étaient de véritables palais.

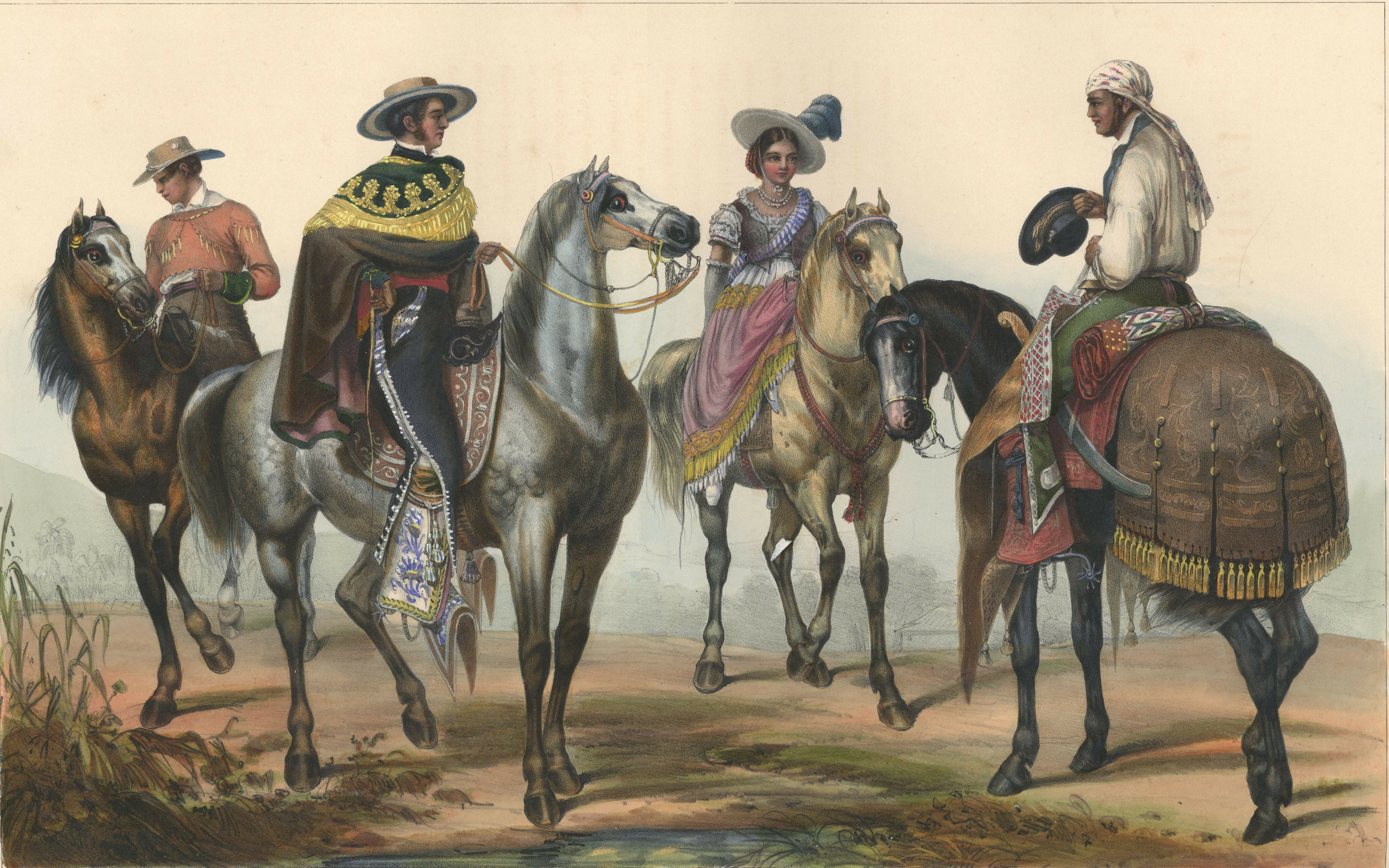
Le hacendero et son majordome, Mexique, avant 1836.

#### Les plantations d'Oman et de Zanzibar

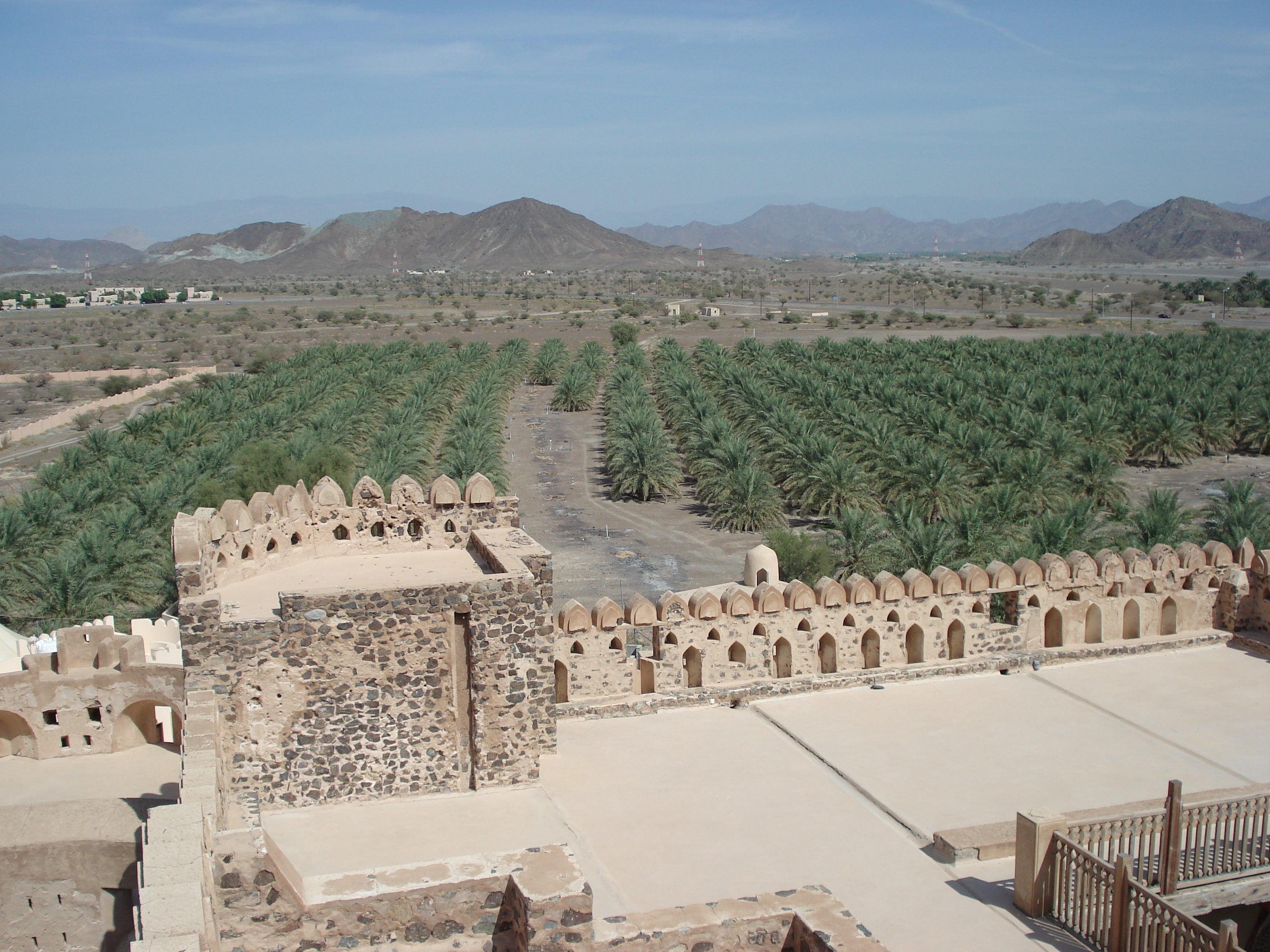
Palmeraie vue depuis le Château de Jabrin, Oman.

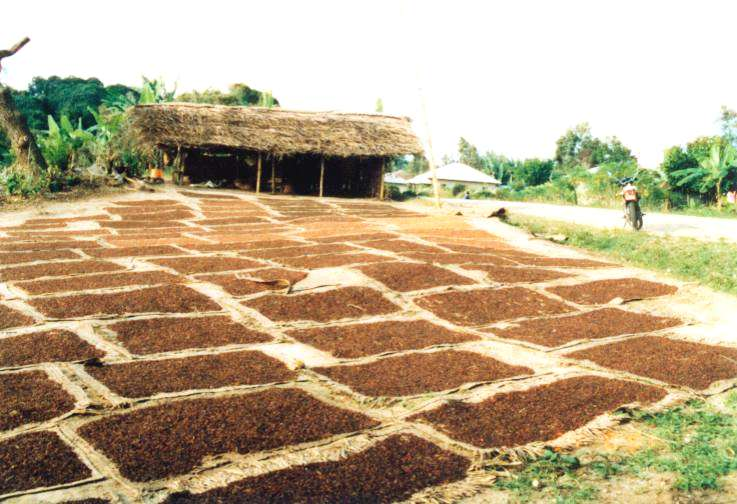
Séchage de clous de girofle à Pemba près de Zanzibar. Le clou de girofle cultivé dans des plantations esclavagistes contribua à la fortune de l'ancien sultanat de Mascate et Oman, et avec le gingembre, à la réputation de Zanzibar.

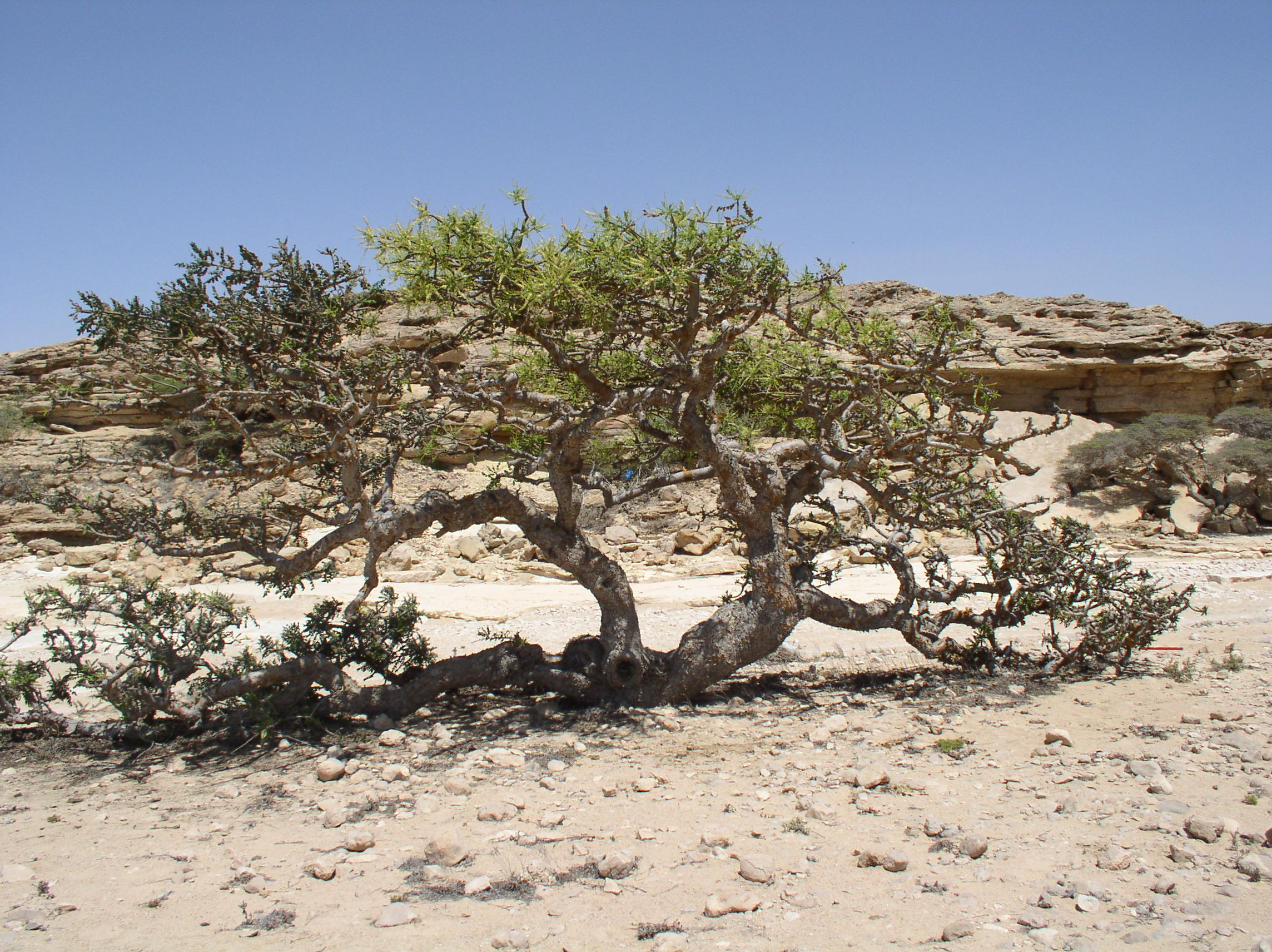
Arbre à encens (Boswellia sacra) dans le désert du Dhofar, Oman, 2005.

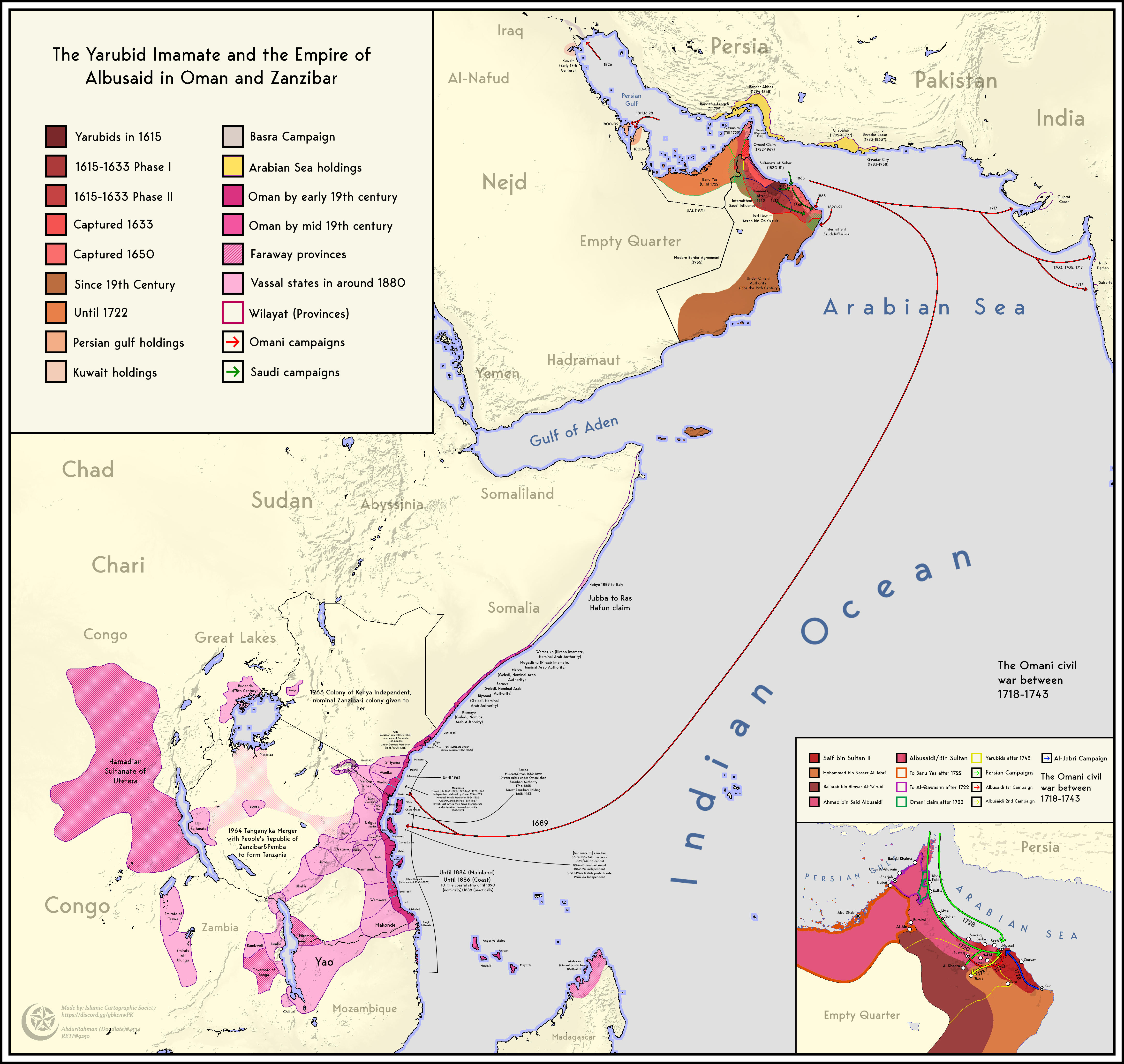
L'empire colonial omanais.

Les possessions omanaises en Afrique, en grande partie prises aux Portugais et au Sultanat de Kilwa, s'étendaient sur la côte et les îles, de la Corne de l'Afrique aux Comores. Ses principaux points d'appui comprenaient Mombasa, Kilwa (après 1784), l'archipel de Lamu et Zanzibar, la perle de l'Empire, dont le nom est lié à « gingembre », l'épice, et à Zanguebar ou zanji-bar signifiant « côte des noirs » en persan. Les plantations sont variées car influencées par celles de l'Inde et du Sud-Est asiatique et comprennent carthame, noix de coco, canne à sucre, lime, manioc, dattier, gingembre, cannelle, bananes. Le giroflier est introduit en 1812 à Zanzibar et Pemba y assurant des profits considérables. Les planteurs sont surtout omanais mais aussi hadrami ou swahili. Les esclaves raflés sur le continent (les Omanais ont des postes jusqu'à 800 km à l'intérieur des terres) deviennent la main d'œuvre prédominante en agriculture et assurent la fortune de l'élite des marchands et planteurs de la côte.
Les Omanais redistribuent leurs esclaves pour travailler dans les plantations en Égypte et plus largement dans l'Empire Ottoman, en Inde et dans les Mascareignes. Le Sultanat de Zanzibar est devenu indépendant en 1861 puis est passé sous influence européenne, principalement britannique, en 1890. Dans la région même d'Oman, les plantations de dattiers, arbres à encens et de roses de Damas étaient réputées ; encore aujourd'hui, l'état omanais favorise les plantations de rosiers de Damas et la replantation des mangroves de palétuviers et en tire parti à travers le tourisme. Aux Comores, les plantations tropicales initiées par les Omanais  et développées par les Français (noix de coco, clous de girofle, vanille, ylang-ylang) constituent encore l'essentiel des revenus de l'archipel. Le giroflier fut introduit en 1824 des Comores à l'Ïle Sainte-Marie (Nosy Boraha, Madagascar) alors dépendance de la colonie française de Mayotte et de là aux côtes malgaches.

#### Les plantations d'Aceh

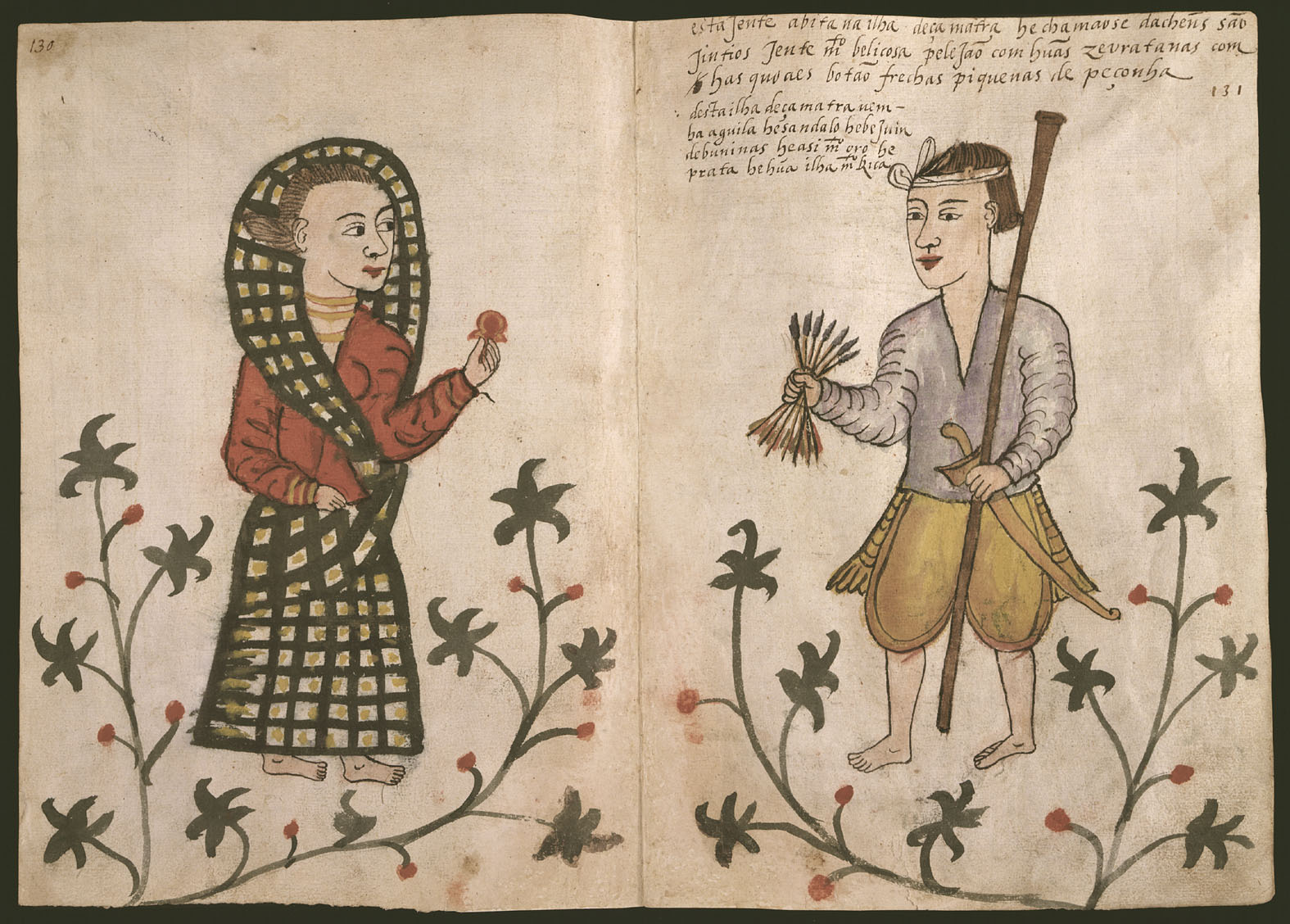
Illustration portugaise décrivant les Acehnais vers 1540 avec la mention : « Les habitants de Sumatra sont appelés Acehnais. Ce sont des gens distingués très portés sur la guerre où ils combattent avec des sarbacanes. Sumatra produit en quantités bois de santal, benjoin, or et argent ; c'est une île très riche. »

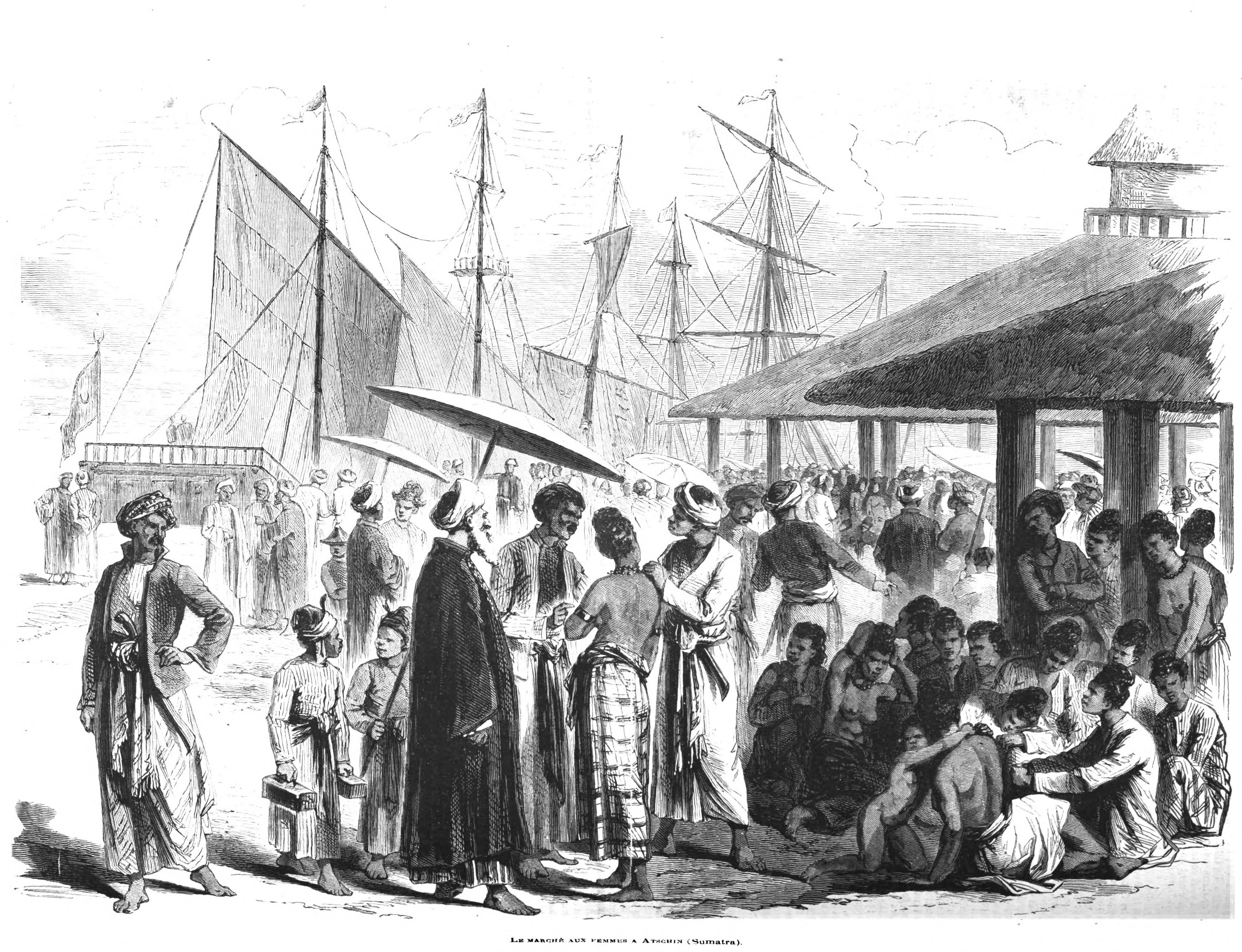
Marché aux esclaves à Aceh, avant 1873.

En Extrême-Orient, le sultanat d'Aceh (Nord-Ouest de Sumatra, 1520-1904) met en place un système de commerce triangulaire : poivre et noix d'arec, textiles-épices-esclaves, or. Le poivre est produit dans les Îles de la Sonde, y compris à Aceh dans des plantations esclavagistes ; le textile et les esclaves proviennent surtout de la côte de Malabar en Inde mais aussi de toute l'Insulinde, en particulier par l'intermédiaire des pirates Moros (Piracy in the Sulu and Celebes Seas (en)) et des commerçants chinois ; Malabar, pays de Male en malayalam fait référence à Male, un emporium du poivre ; les marchandises en partance d'Aceh et de Penang en Malaisie sont revendues dans l'Empire Ottoman qui peut les réexpédier en Europe et paie les Acehnais en or et en armes.
Ainsi, jusqu'en 1900, le commerce du poivre (sensu stricto) a échappé en grande partie à l'Occident. Au XVIe siècle, Aceh s'empara de Barus, centre de production du camphre et du benjoin et de Deli en 1612 (bois de santal, camphre, gambier, riz, poivre, coton). À Deli les planteurs indigènes emploient des esclaves, des coolies chinois ou javanais et des montagnards de l'arrière-pays sous contrat et les logent dans des habitations collectives, formule économique qui sera reprise par les occidentaux. À partir de 1680 Aceh supplanta définitivement le sultanat de Banten à Java, également grand producteur de poivre, mais en but à des guerres intestines renforcées par la lutte d'influence entre la Grande-Bretagne et les Provinces-Unies. Dans les années 1820, les « rajas du poivre » contrôlaient plus de la moitié de la production mondiale de poivre et approvisionnaient aussi bien l'Europe et l'Amérique que la Chine. En 1871 les Britanniques et les Néerlandais délimitèrent leurs colonies respectives mais il en résulta une longue guerre de conquête pour les Hollandais à Aceh.

#### Les «plantages» desProvinces-Unies

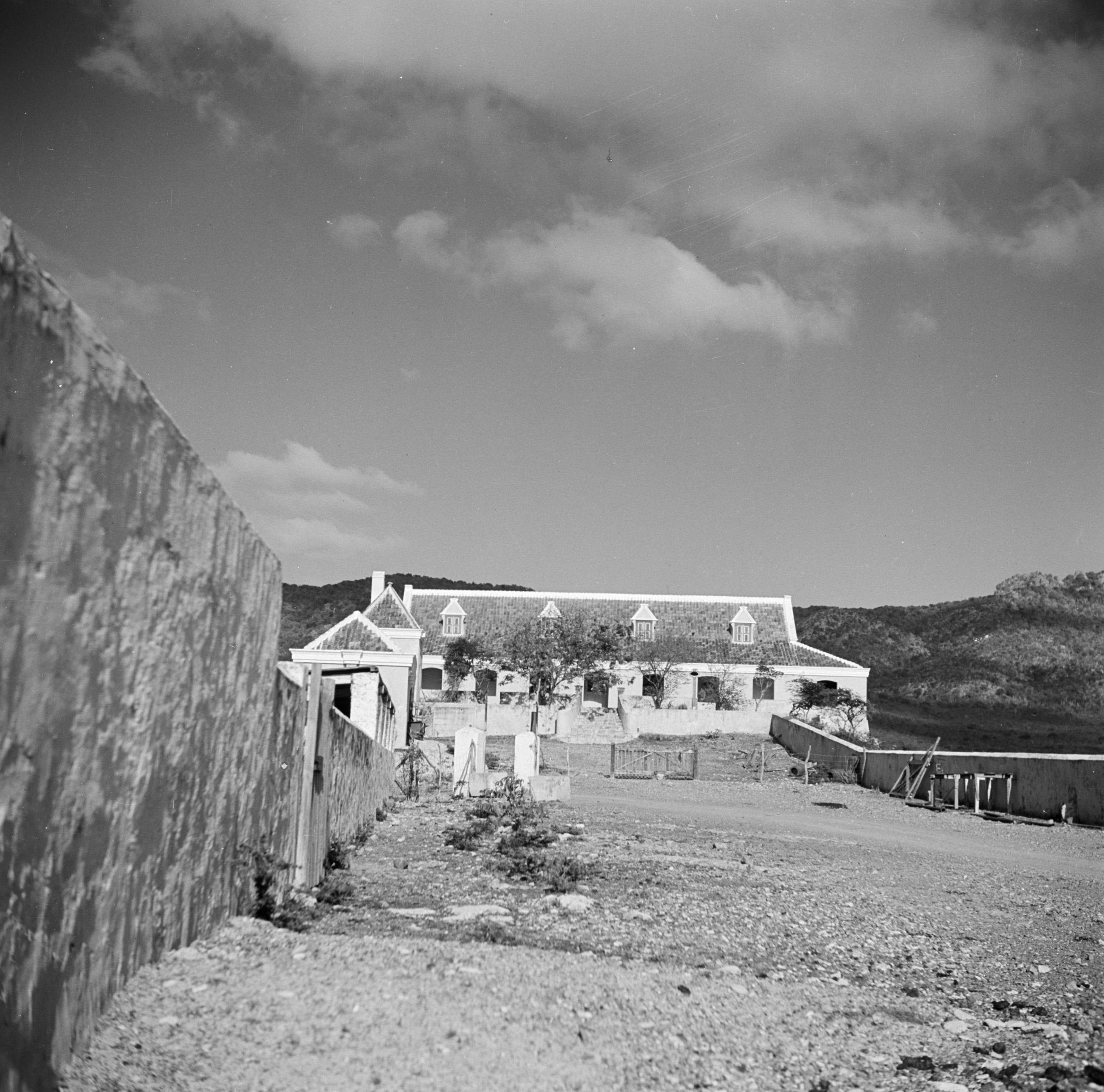
La plantation néerlandaise Knip à Curaçao a compté jusqu'à 850 ha, principalement en vergers et élevage bovin, et jusqu'à 400 esclaves. Vue de l'habitation (Landhuis) en 1947. À côté, on avait construit 175 cases d'esclaves et cinq immeubles pour les esclaves et gens de maison.

La colonisation néerlandaise s'est effectuée d'abord sous la direction de grandes compagnies commerciales, la VOC (Vereenigde Oostindische Compagnie soit compagnie réunie des Indes orientales, en français : Compagnie néerlandaise des Indes orientales) et la WIC ou GWC (Geoctroyeerde Westindische Compagnie, compagnie enregistrée des Indes occidentales, en français : Compagnie néerlandaise des Indes occidentales). Cette colonisation s'est faite dans un contexte d'opposition au Portugal et à la Grande-Bretagne avec de nombreuses guerres. Les Provinces-Unies protestantes furent au départ opposées à l'esclavage et on employa beaucoup d'engagés blancs mais à partir de 1630, l'esclavage fut utilisé dans les plantations d'épices des îles Banda puis il fut largement toléré dans les autres colonies après 1650 sans qu'il atteigne le niveau d'exploitation qu'il connut dans les colonies anglaises, françaises ou portugaises. Curaçao devint cependant un grand entrepôt néerlandais et une plaque tournante pour l'Amérique du commerce des esclaves qui étaient aussi redistribués aux plantations des autres pays européens. Dans les îles de la Sonde ce rôle d'entrepôt était dévolu à Batavia.

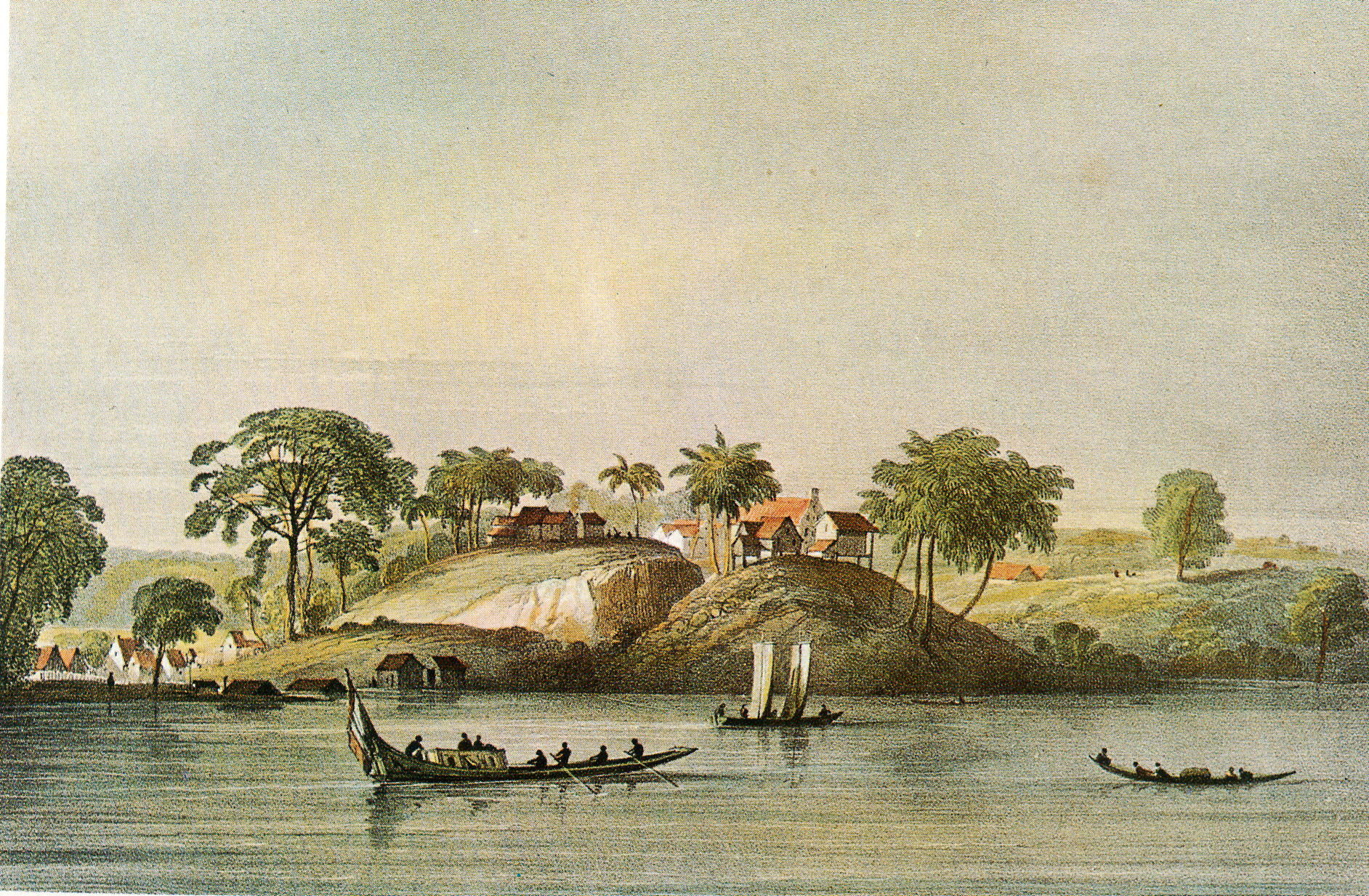
Sur la rive du fleuve Suriname, la colonie juive de Jodensavanne produisait essentiellement de la canne à sucre.

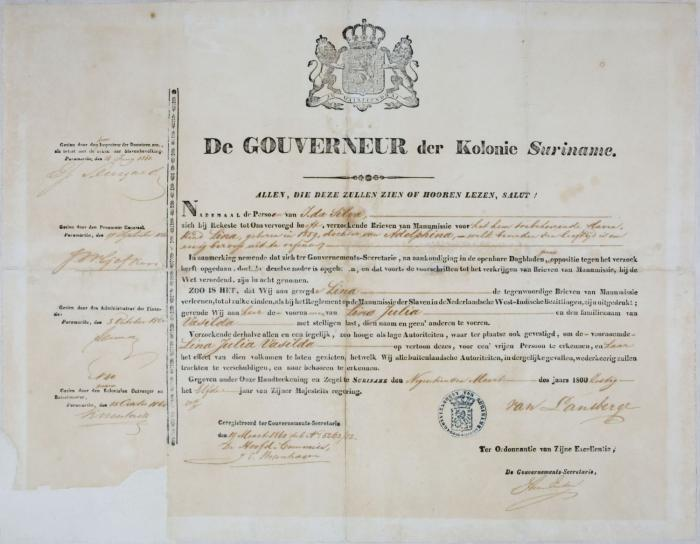
Lettre d'affranchissement d'une esclave en 1860 (avant l'abolition). Les affranchissements étaient soumis à de nombreuses conditions.

Exemple de la Guyane (Suriname), d'après l'article Plantages in Suriname (nl) :
Jusqu'en 1667, la région du fleuve Suriname avait été colonisée par les Anglais, ceux-ci avaient favorisé l'installation de Quakers et de nombreux Juifs, qui trouvaient là un statut de liberté inconnu pour eux en Europe, sur de petites plantations d'environ 5 ha. Ce statut fut prorogé par les conquérants hollandais. Comme en Afrique du Sud, ils installèrent de nombreuses familles huguenotes, notamment de la secte des Labadistes, avec des noms de plantation tels que « L'Espérance » ou « À la Bonne Heure ». Il y eut aussi des Suisses de Bâle et des Allemands. Les plantations ont produit d'abord sucre, café, cacao et bois et plus tard coton et jus de citron vert.
La plupart des plantations du Suriname appartenaient à la Société du Suriname, une société publique-privée de la Compagnie des Indes occidentales (WIC) et de la ville d'Amsterdam. En outre, le gouvernement du Suriname possédait ses propres plantations, principalement des plantations de bois. La plantation était dirigée par le propriétaire (le planter) ou un directeur. Il était assisté d'un contremaître blanc (le blank officier, un chef d'origine européenne et d'un contremaître noir, le zwart officier également appelé Bastiaan (le Bastien, un esclave noir qui dirigeait les autres esclaves). En général, on comptait différents types d'esclaves sur une plantation : les esclaves des champs qui travaillaient aux champs, les esclaves artisans qui effectuaient de petits travaux dans la plantation ou dans la maison comme charpentiers par exemple, les esclaves bûcherons qui allaient couper du bois sauvage ou planté au-delà des parcelles cultivées pour les besoins domestiques, de la marine ou de l'exportation et les esclaves de maison, généralement des femmes qui travaillaient à la cuisine ou comme femmes de ménage ou nourrices, au domicile du propriétaire ou du directeur de la plantation. Les esclaves ne travaillaient pas tous, notamment les esclaves malades, les jeunes enfants ou les personnes âgées qui ne pouvaient plus être mises au travail.
Les esclaves étaient nourris principalement de légumes-racines, bananes et riz mais recevaient cependant poisson fumé, tabac et rhum ou mélasse ; certains devaient cultiver leur propre petit jardin pour se nourrir. Les journées de travail étaient dures et longues réglées par le tintement de la cloche des esclaves. Tout retard ou manquement était sanctionné et pouvait donner lieu à des châtiments cruels voire mortels.

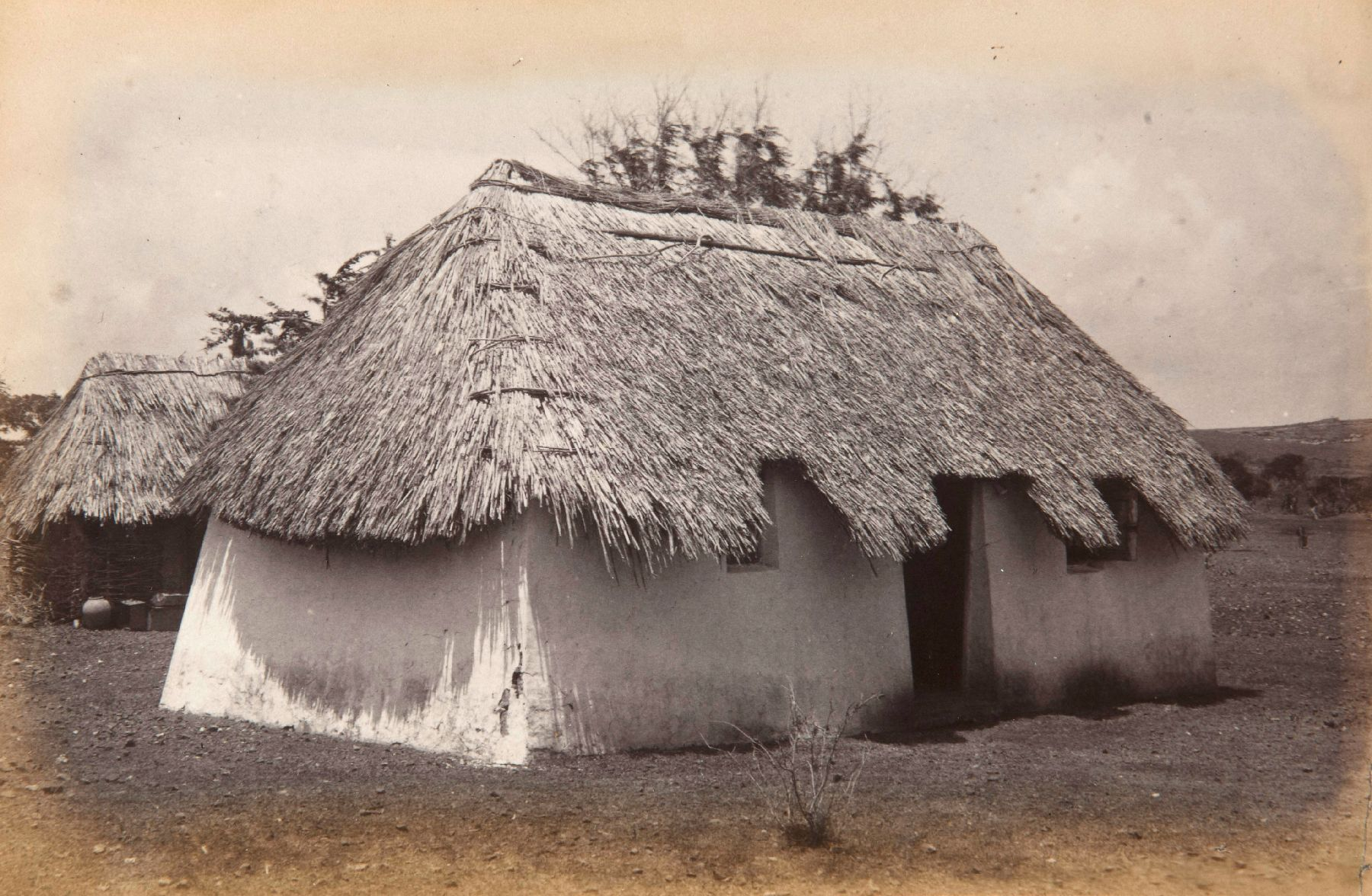
Cases d'esclaves, Curaçao.

Libérés officiellement le 1er juillet 1863 par les 21 coups de canon de Paramaribo, les esclaves durent encore travailler dix ans sur leurs plantations contre une modeste rémunération bien que leurs maîtres eurent été en partie indemnisés ; c'est une des abolitions les plus tardives.

#### Les «habitations agricoles» des colonies françaises

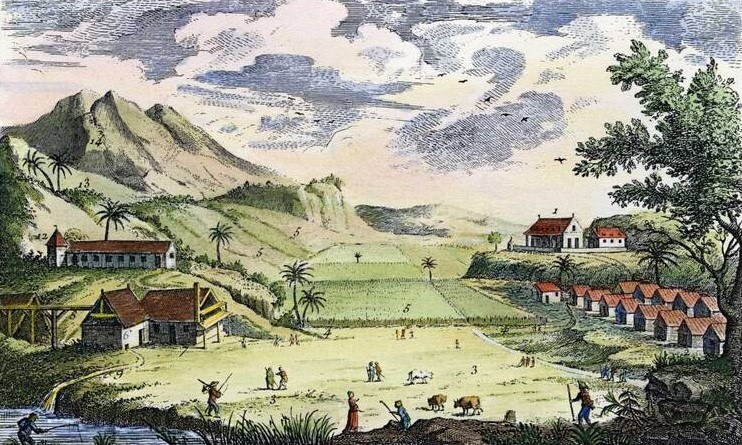
Vue idéalisée d'une habitation sucrière antillaise en 1762. 1 : maison du maître, « grand'case », 2 : habitations regroupées des esclaves, « rues cases-nègres », d'ordinaire flanquées des « jardins à nègre », 3 : terrain non cultivé et prairie, « savane », 5 : champs de canne, « jardin ». 6 à 12 : installations sucrières.
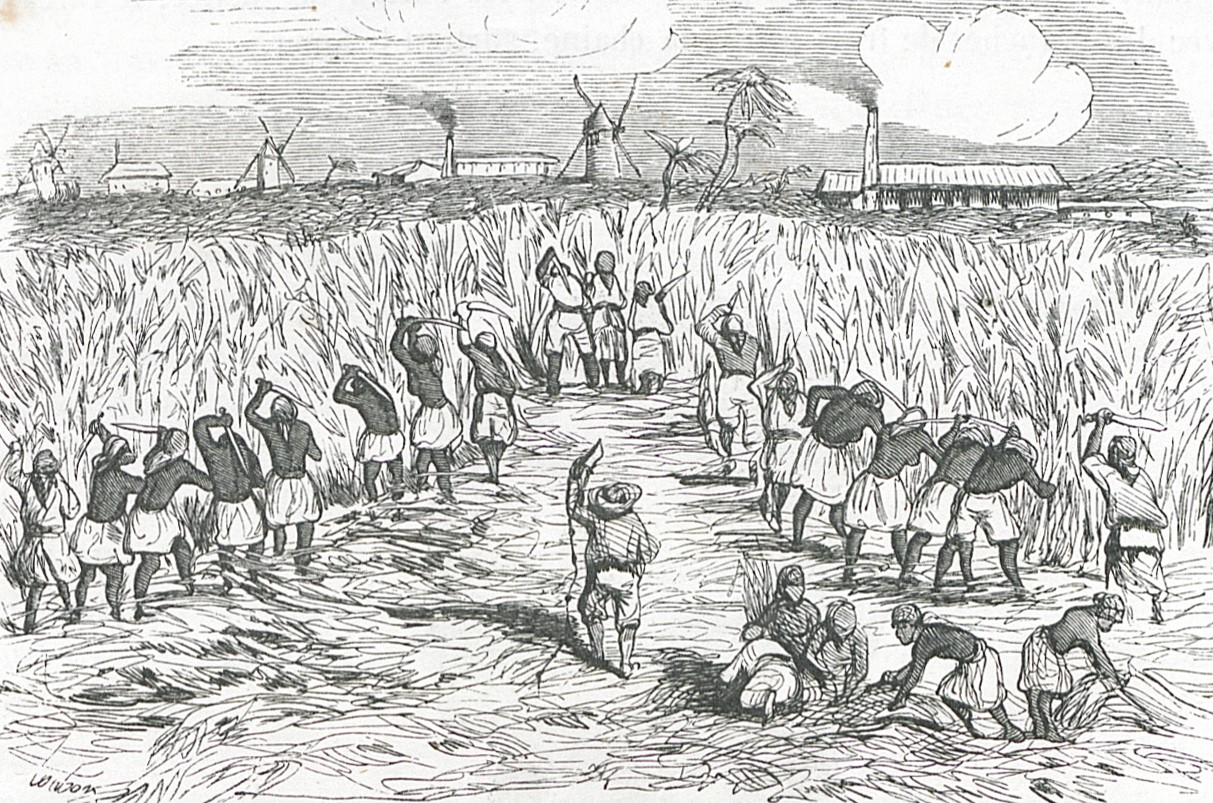
Esclaves coupant la canne dans une plantation, gravure publiée en 1842, médiathèque de Pointe-à-Pitre.
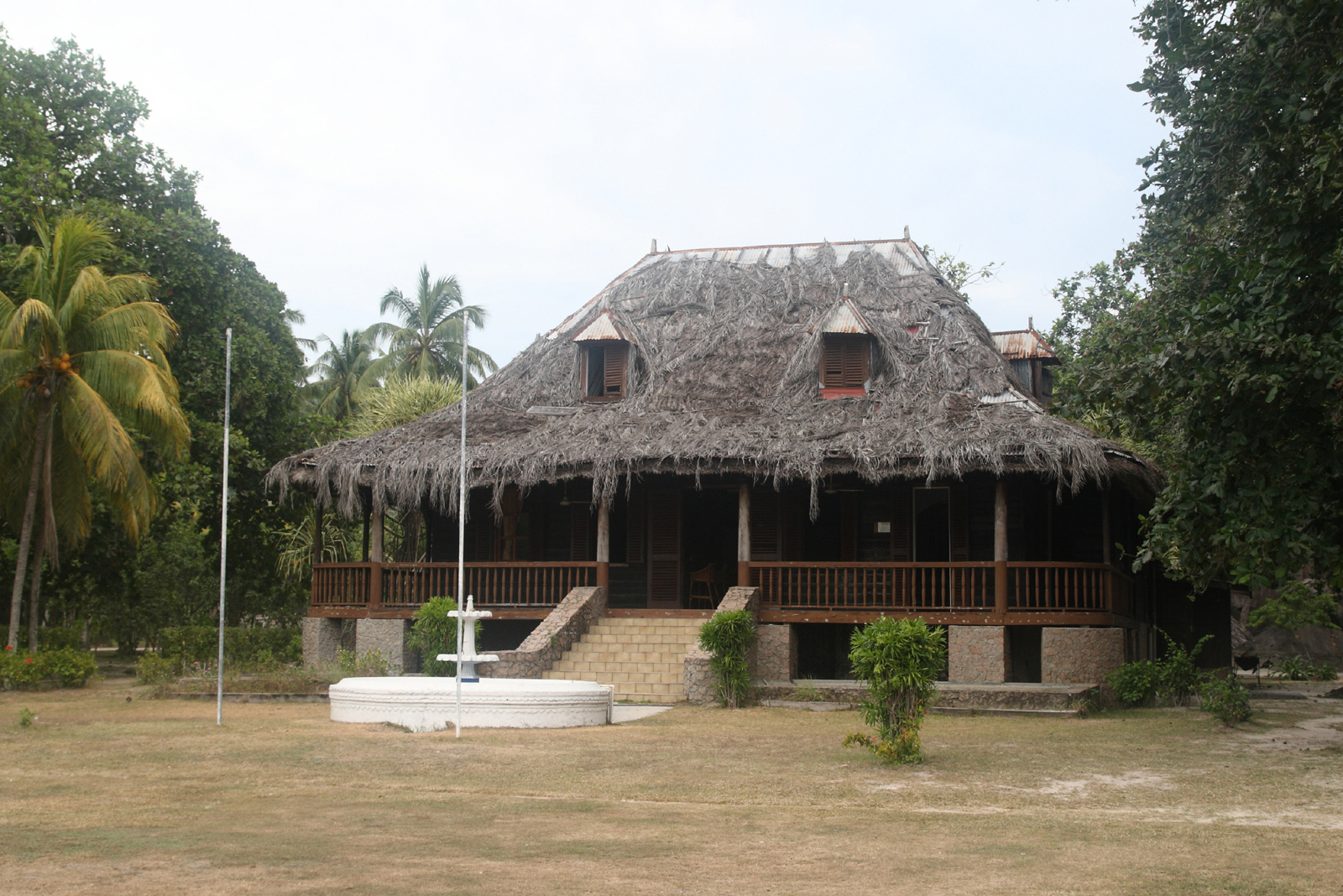
Grann Kaz (Grande case), La Digue, Seychelles.
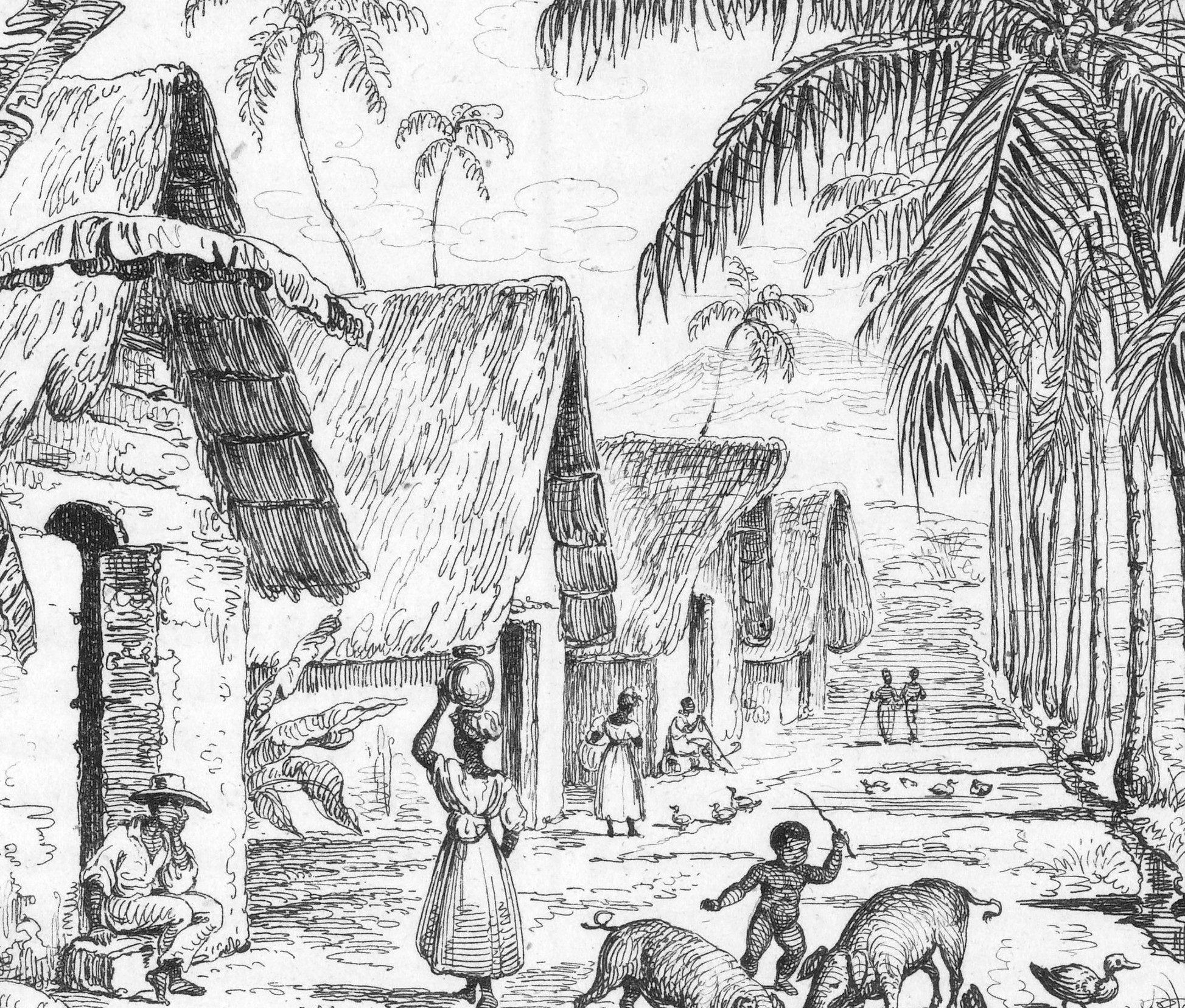
Rue Cases-nègres d'une habitation sucrière, vers 1830, Martinique.
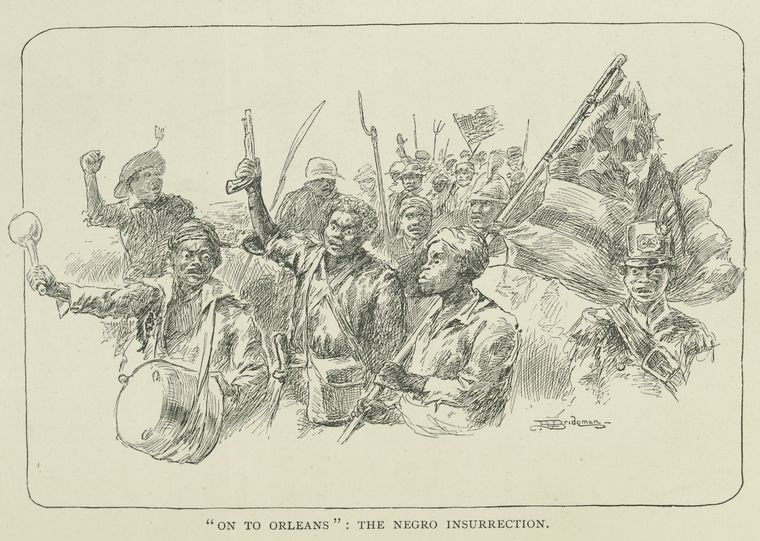
L'insurrection des esclaves de la Côte allemande, Louisiane 1811. Elle rassemble en deux jours jusqu'à 500 esclaves dont des transférés de Haïti après la révolution haïtienne. Ils brulèrent les plantations sur leur passage.
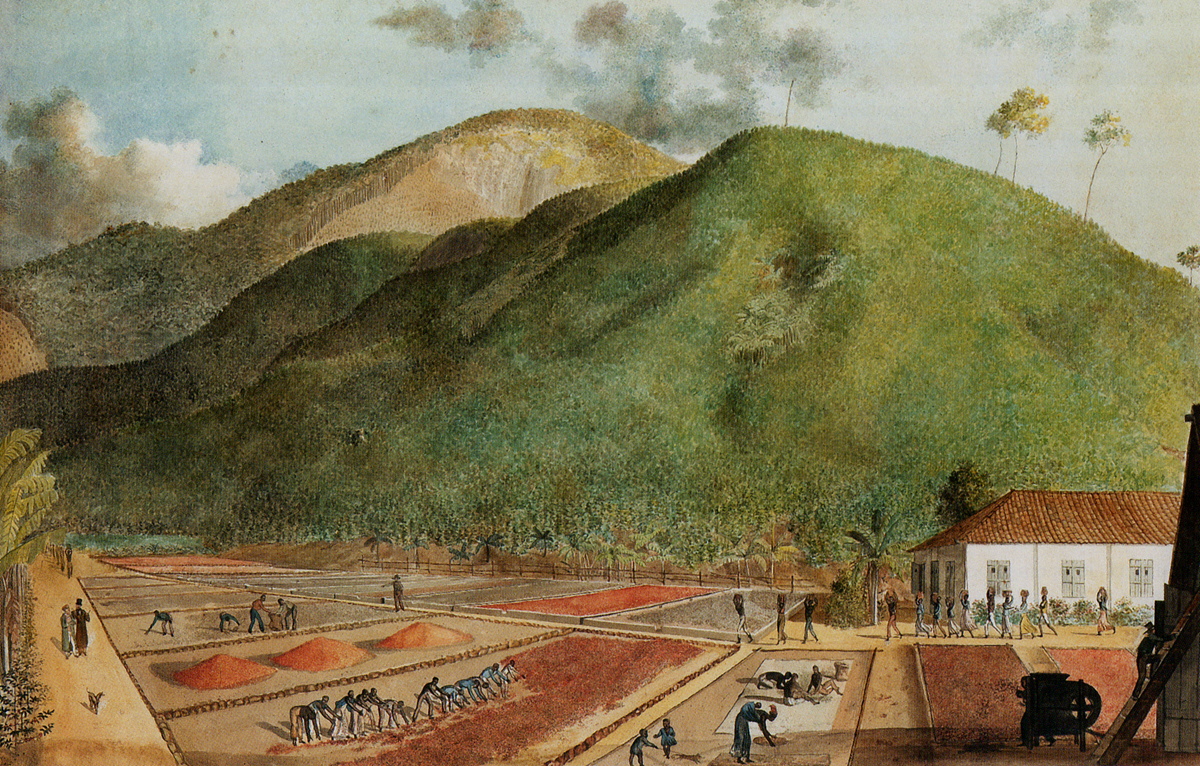
Plantation de café à La Réunion vers 1800

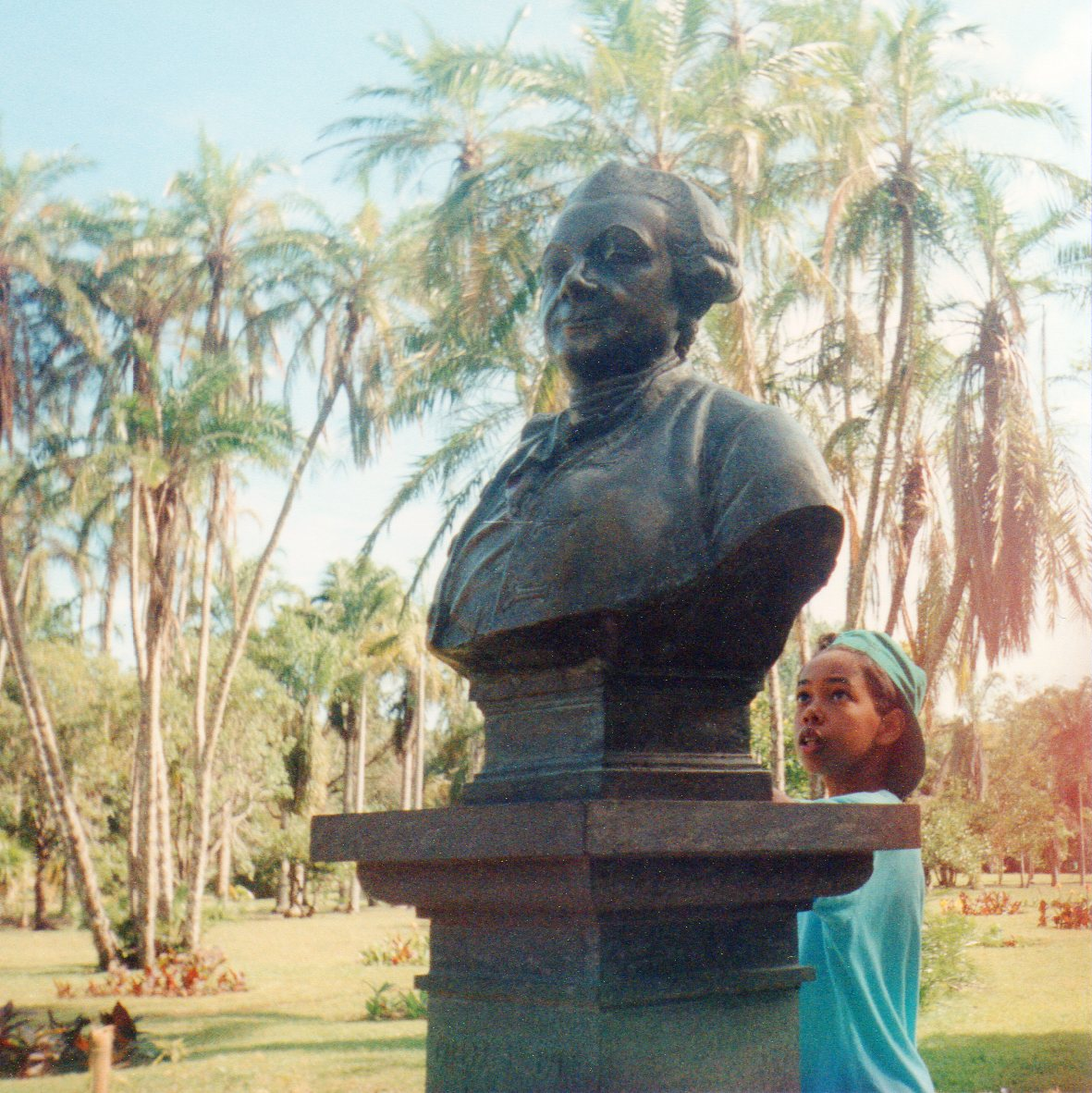
Buste de Pierre Poivre à qui on doit le développement des plantations d'épices aux Mascareignes et aux Seychelles, jardin de Pamplemousses, Maurice. Poivre désapprouvait l'esclavage.

Dans les anciennes colonies françaises (Antilles, Guyane, Louisiane, Mascareignes, Seychelles) et aussi dans des colonies espagnoles (Trinité, Province de Santiago de Cuba, Louisiane sous domination espagnole), les plantations françaises portent le nom d'« habitation ». Ces exploitations agricoles regroupent, autour de la maison du maître (la grand'case), les cases à esclaves, les bâtiments agricoles et les plantations proprement dites. Saint-Domingue (Haïti, alors qualifié de perle des Antilles) était dans les années 1780 la colonie la plus riche du monde rapportant autant à la Couronne de France que toutes les colonies espagnoles, beaucoup plus étendues, à celle d'Espagne. Saint-Domingue approvisionnait l'Europe pour une grande partie de son indigo, la moitié de son sucre (un autre quart provenant de la Jamaïque) et encore en café et en coton. Cette situation était due à un niveau technique élevé et surtout au travail d'environ 500 000 esclaves africains (on ne comptait que 50 000 libres, noirs, mulâtres, français, irlandais) dans des conditions très dures et qui devaient être régulièrement et massivement remplacés par les apports de la traite,. Après les révoltes des esclaves et l'Indépendance de Haïti, les colons se réinstallent avec une partie de leurs esclaves à Cuba et dans la partie espagnole de Saint-Domingue, d'où ils sont expulsés à cause de leur succès (Émeutes anti-françaises de mars 1809 à Cuba), puis en Louisiane, avec le soutien des pirates trafiquants d'esclaves de Jean Lafitte, et ils y modernisent considérablement l'économie de plantation (Réfugiés français de Saint-Domingue en Amérique). Selon Michel d'Auberteuil, les Britanniques, qui exigeaient moins de leurs esclaves, avaient laissé Saint-Domingue à la France après la Guerre de Sept Ans pour être certains de conserver une source d'approvisionnement fiable pour leur industrie du coton en pleine expansion.
On distinguait les esclaves domestiques, mieux lotis, qui travaillaient sur l'habitation et les esclaves de jardin qui travaillaient aux champs ; les châtiments étaient très durs ; on laissait cependant six mois aux esclaves fraîchement débarqués pour se remettre de la traversée de l'Atlantique et s'accoutumer au climat avant de les mettre au travail ; la nourriture gage d'une bonne conservation de la force de travail était considérée comme correcte selon les critères de l'époque ; il y avait aussi des esclaves mulâtres parmi lesquels on recrutait une plus grande proportion d'esclaves à talent. Les esclaves contremaîtres étaient appelés commandeurs. Le code noir obligeait les maîtres à acheter à tout esclave un vêtement neuf chaque année, à le soigner (une esclave à talent pouvait occuper la fonction d'hospitalière dans la plantation) ou à le faire soigner et le garder et le nourrir dans la plantation à vie même lorsqu'il ne serait plus capable de travailler, ce qui arrivait, à l'époque vers 65 ans de toutes façons, et il y avait aussi de nombreux infirmes à cause des fréquents accidents du travail.
Jusqu'à la seconde abolition de l'esclavage en 1848, le travail était donc effectué par des esclaves africains et quelques ouvriers blancs. Ensuite, pour pallier le manque de main-d’œuvre, les planteurs importèrent des travailleurs immigrés en provenance des Comptoirs français en Inde.

#### Les «plantations» du Sud (aux Treize Colonies et en Louisiane puis aux États-Unis)

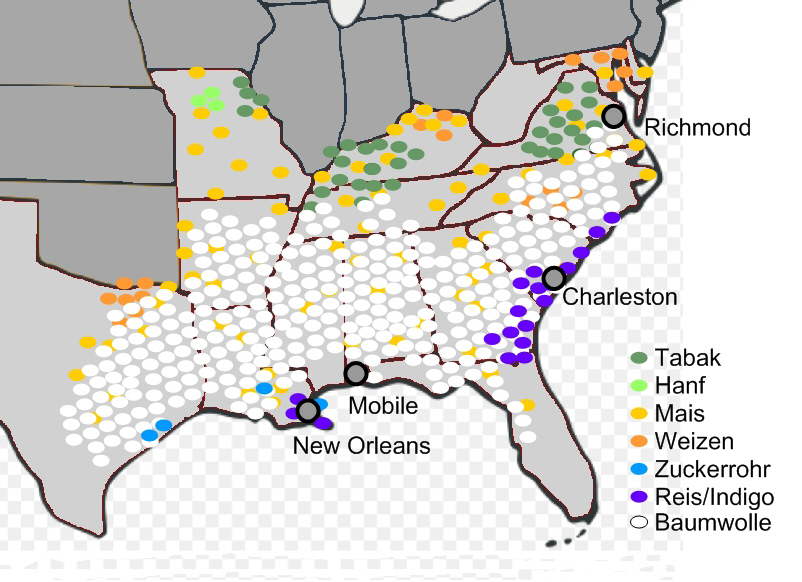
Les cultures du Sud en 1860. Tabac, chanvre, maïs, blé, canne à sucre, riz-indigo, coton.

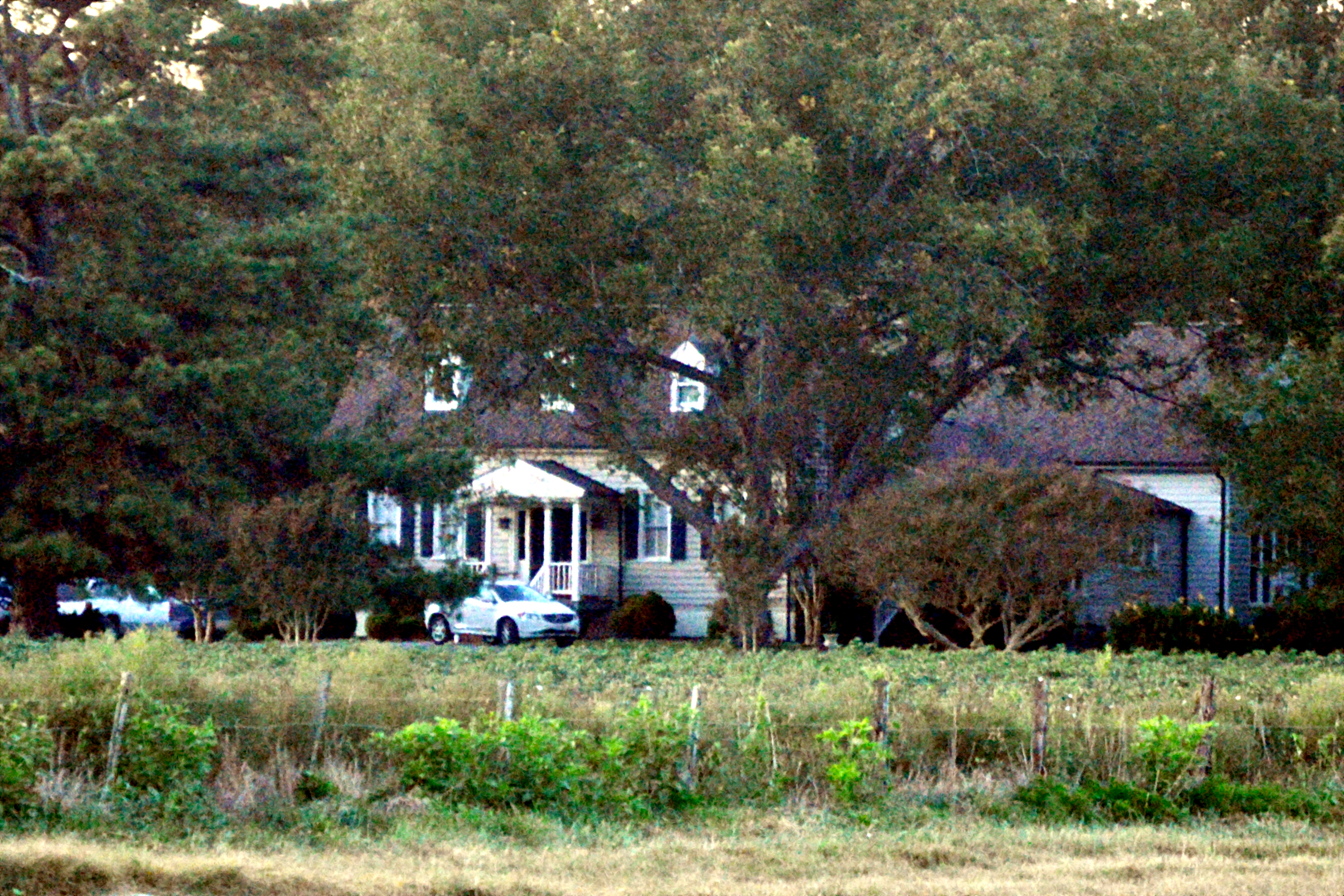
Plantation. L'habitation présente un plan organisé autour d'un hall central, une claustra de style chinois courant le long du premier étage ainsi qu'un fumoir à viande sur la propriété. C'est ici que fut définitivement matée la révolte de Nat Turner, un sanglant soulèvement d'esclaves, en 1831.

Dans les Treize Colonies puis aux États-Unis, l'esclavage a été pratiqué essentiellement dans les plantations de tabac puis de coton. Ainsi la Virginie est connue pour avoir, avant la révolution, une part importante de son élite, y compris les Pères fondateurs, issue des planteurs de tabac possesseurs d'esclaves.
En 1860, une famille sur quatre était propriétaire d'esclaves en Virginie. Les chiffres cités ici sont tirés du recensement de 1860.
- Nombre d'esclaves dans le Sud profond : 2 312 352 (47 % de la population totale).
- Nombre d'esclaves dans le Sud supérieur : 1 208 758 (29 % de la population totale).
- Nombre d'esclaves dans les États frontaliers : 432 586 (13 % de la population totale).

Moins d'un tiers des familles du Sud possédait des esclaves à l'apogée de l'esclavage avant la guerre de Sécession. Dans le Mississippi et la Caroline du Sud, la proportion était proche de la moitié.
Dans une plantation typique, de 200 à 450 ha et de plus de 20 esclaves, la valeur en capital des esclaves était supérieure à la valeur en capital des terres et des outils. À côté de cette aristocratie, il y avait donc beaucoup de petits fermiers (farmers) sans esclaves que, justement, on n'appelait pas planteurs (planters).

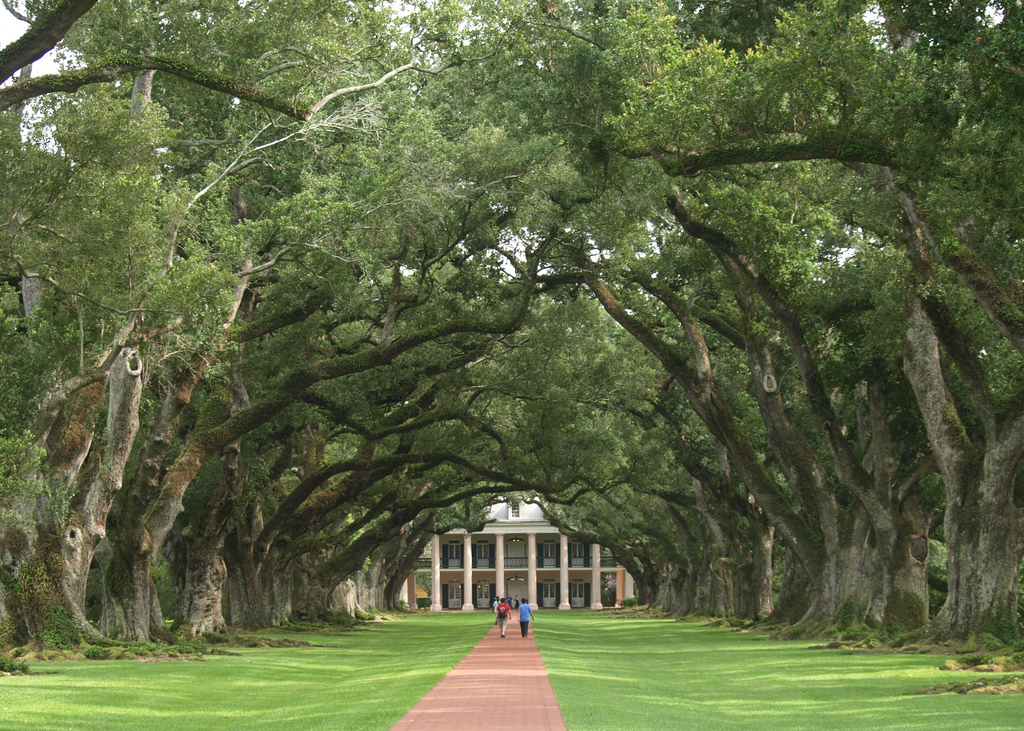
Allée de Quercus virginiana (chêne de Virginie) qui a donné son nom à la plantation d'Oak Alley. Ces allées étaient emblématiques du Vieux Sud. Vacherie, (Louisiane). « Vacherie » était le nom créole désignant une plantation comportant un élevage de bovins.

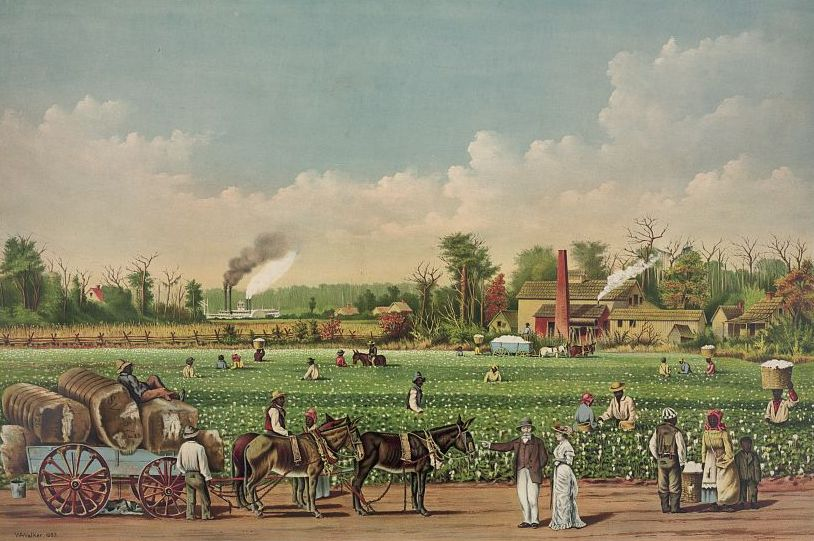
Une plantation de coton près du Mississippi, Les esclaves en train de cueillir sont surveillés par un homme à cheval. Lithographie de 1884 représentant la situation (idéalisée) antebellum.

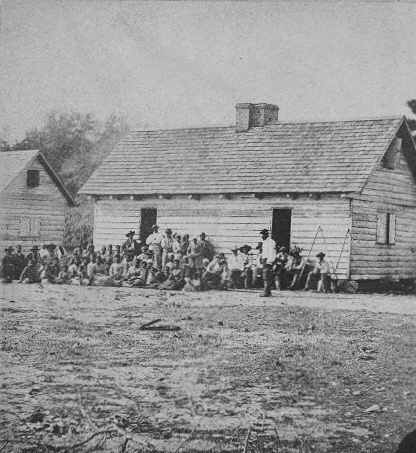
Quartiers des esclaves, Plantation Smith, Port-Royal (Caroline du Sud), vers 1862.

En contraste avec la réalité de l'esclavage, le style de vie des planteurs du Vieux Sud est un art de vivre prisé bien que certains propriétaires vivent en ville et qu'ils ne construisent pas de maison de maître dans ce cas ; l'architecture, l'ameublement et l'environnement sont soignés, caractérisés par le style Greek Revival à partir de 1830 marqué par la référence à la Grèce aussi bien antique que révolutionnaire. Dans l'état de Louisiane, le français reste la langue principale jusqu'à la guerre de Sécession. À côté des cultures principales (tabac, coton, canne à sucre, indigo, riz) les esclaves cultivaient arachide, okra, igname, patate douce, maïs, pastèques et fleurs et élevaient bovins, porcs, moutons et animaux de basse-cour pour la vente locale ou pour les besoins domestiques. Souvent la plantation possédait des commodités variées : écuries, laiterie-crémerie, fumoir à viandes, resserre de stockage, une grande buanderie bien équipée gérée par une esclave qualifiée, moulin, briqueterie, scierie, voire chapelle et école pour les enfants des dirigeants. Les garçons recevaient une éducation leur permettant de s'initier aux affaires, les filles devaient apprendre l'art, la musique, le français et l'art de mener une grande maison. Les esclaves vivaient dans leurs quartiers réservés mais les esclaves de maison, serviteurs de la famille étaient généralement mieux logés que les esclaves des champs, parfois dans le manoir même.

### Engagisme et travail contraint
Voir aussi Travail sous contrat léonin dans les plantations

Lorsque l'esclavage fut interdit, les planteurs engagèrent systématiquement des serviteurs souvent mal payés : les anciens esclaves eux-mêmes, des travailleurs attirés par la promotion souvent mensongère de contrats d'indenture ou parfois déportés, les coolies. Ils pouvaient même être déportés à la suite de véritables rafles. C'est ainsi qu'étaient approvisionnées en coolies mélanésiens les plantations de canne à sucre d'Australie (blackbirding soit chasse aux merles noirs) après l'interdiction de la traite.

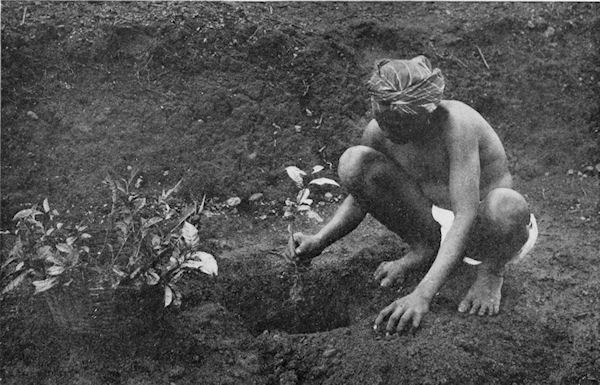
Coolie tamoul en train de planter du thé, vers 1907.

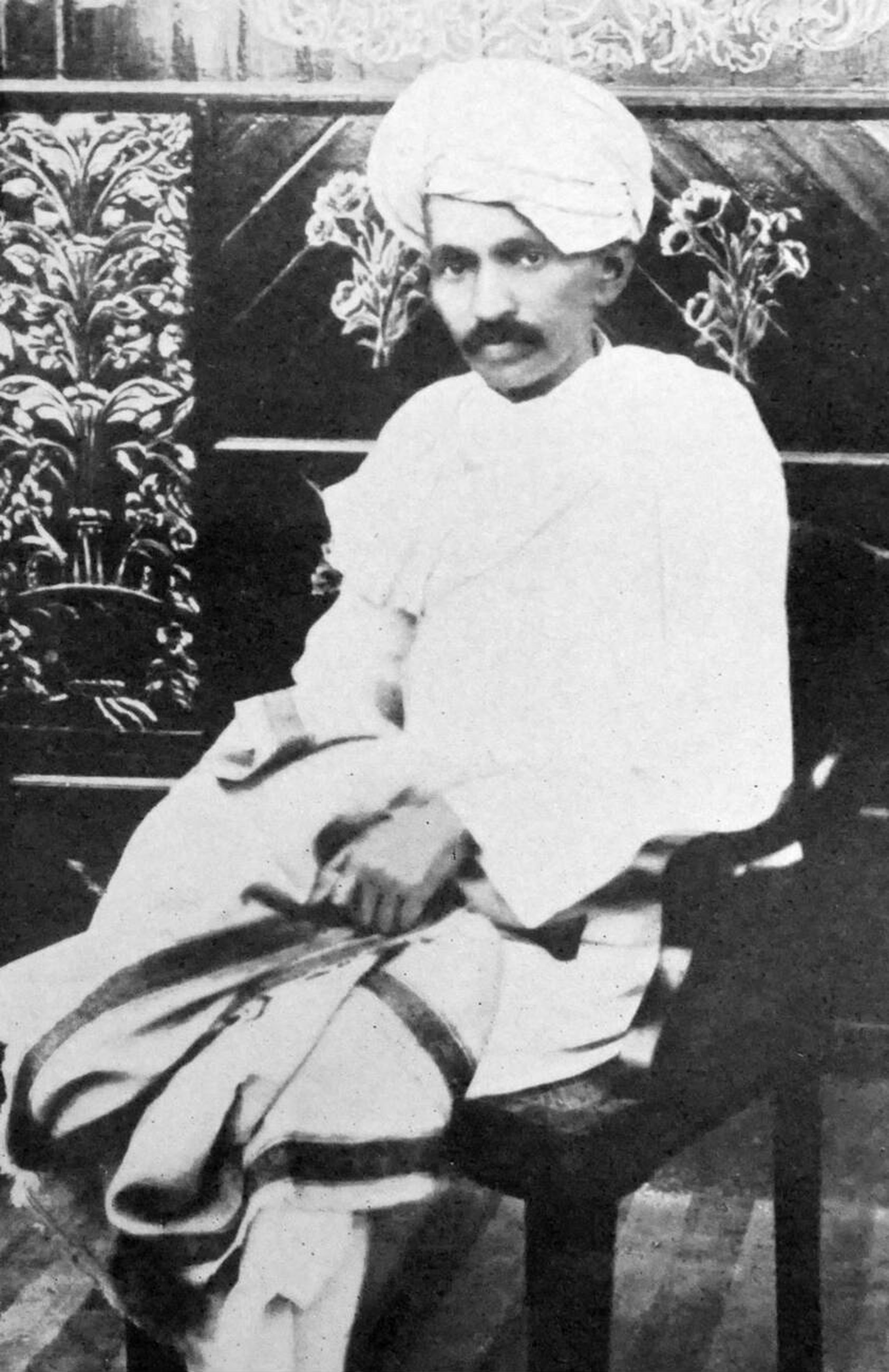
Gandhi en 1918 au temps de la lutte contre l'engagisme et les plantations forcées.

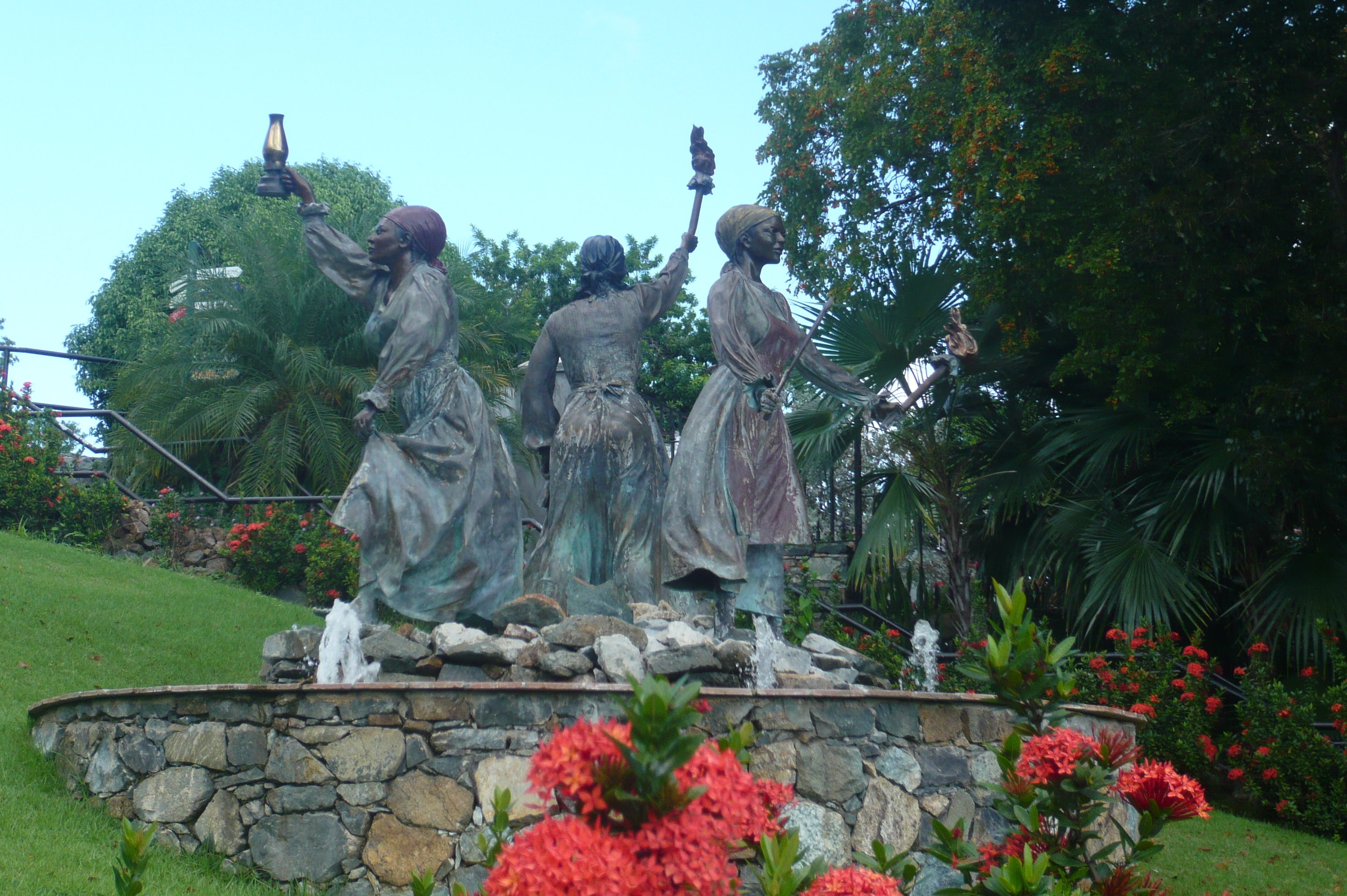
Monument à Mary "Queen Mary" Thomas, « Queen Agnes », et « Queen Mathilda » trois meneuses de la révolte de 1878 à Sainte-Croix. La torche rappelle qu'elles brûlèrent les plantations. Monument à Charlotte-Amélie, Îles Vierges américaines.

À Sainte-Croix, colonie danoise, les esclaves furent théoriquement libérés en 1848 mais furent contraints de signer des contrats qui ne changeaient en rien leur condition si ce n'est un salaire misérable. En 1878 les anciens esclaves se révoltèrent et brûlèrent les plantations ; la révolte fut durement réprimée et ils n'obtintent qu'une revalorisation symbolique des salaires (Émeutes de Sainte-Croix de 1878)

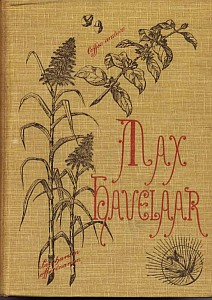
Neuvième édition de Max Havelaar (1891), montrant canne à sucre et café.

Des systèmes de spoliation des terres ou de taxation ciblée obligèrent les paysans locaux à travailler dans les plantations ou à produire sur leurs terres pour les compagnies. Aux Indes orientales néerlandaises, un premier système de travail contraint, le blandong, fut mis en place vers 1700 à Java. Il fut généralisé à partir de 1830 sous le nom de cultuurstelsel (soit système de culture en néerlandais mais aujourd'hui rendu en indonésien par sistem tanam paksa, c'est-à-dire système de plantation forcée) et était réputé particulièrement efficace. Il a orienté la plus grande partie de l'agriculture de ces îles vers l'économie de plantation et l'exportation. Les paysans devaient soit consacrer 20% de leurs terres aux plantations soit fournir au moins 60 jours de corvées. De plus une partie des corvées ou des paiements des récoltes était détournée par les régents (fonctionnaires javanais de l'administration coloniale chargés de gérer la population indigène). Le roman Max Havelaar (1860) de Multatuli (Eduard Douwes Dekker) constitue une description détaillée de ce système.
Des systèmes similaires fortement incitatifs ont existé pour fournir en travailleurs locaux les plantations du Bengale et du Kenya britannique (Kenya#Période coloniale), du Congo belge, de Formose japonaise, des Philippines américaines, de l'Indochine française et dans les républiques bananières d'Amérique latine au profit des compagnies anglo-saxonnes.
Les coolies indiens furent massivement utilisés dans les plantations portugaises au Mozambique et britanniques en Malaisie, Guyana, Afrique du Sud, à Maurice, Ceylan et Trinitad. Les coolies chinois du Fujian émigrèrent vers le Sud-Est asiatique, ceux du Guangdong (Canton) partout dans le monde mais notamment au Pérou où il travaillèrent dans les exploitations de guano et les plantations. Il y eut cependant des engagés provenant de toutes les parties du monde. Les paysans irlandais s'engagèrent massivement pendant les famines.
Gandhi lança sa première campagne contre l'engagisme en Afrique du Sud en 1894. En Inde à partir de 1917, il soutient les serfs et petits paysans opprimés des domaines britanniques et indous qui cultivaient l'indigo malgré la baisse des prix au détriment des cultures vivrières. Les propriétaires obligeaient les paysans grâce à un système de taxes injustes et disposaient de milices. Les actions de Gandhi précipitent l'abolition de l'engagisme des coolies.

### Mécanisation et maîtrise de l'eau aujourd'hui

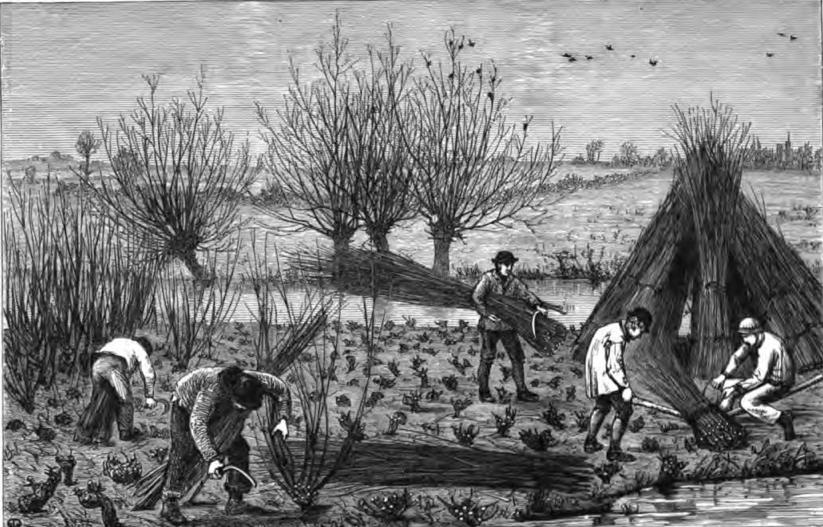
Travail dans une oseraie au bord de la Tamise, 1875.

La mécanisation a fait évoluer considérablement l'économie de plantation autrefois très grande employeuse de main d'œuvre. La préparation des parcelles peut aujourd'hui être réalisée mécaniquement : décompactage au bulldozer équipé d'un ripper, dessouchage, aplanissement et création de terrasses à la décapeuse, épierrage, drainage, création de réserves d'irrigation (retenue collinaire, bassine), pose de tuteurs, création de haies brise-vent, apports d'amendement. Ces aménagements lourds sont cependant réalisés pour de nombreuses années. La mécanisation progresse également dans les techniques de mise en place des cultures, d'entretien, de récolte et de conditionnement des produits.
L'accès à l'eau et le développement de techniques d'irrigation économes restent un défi.

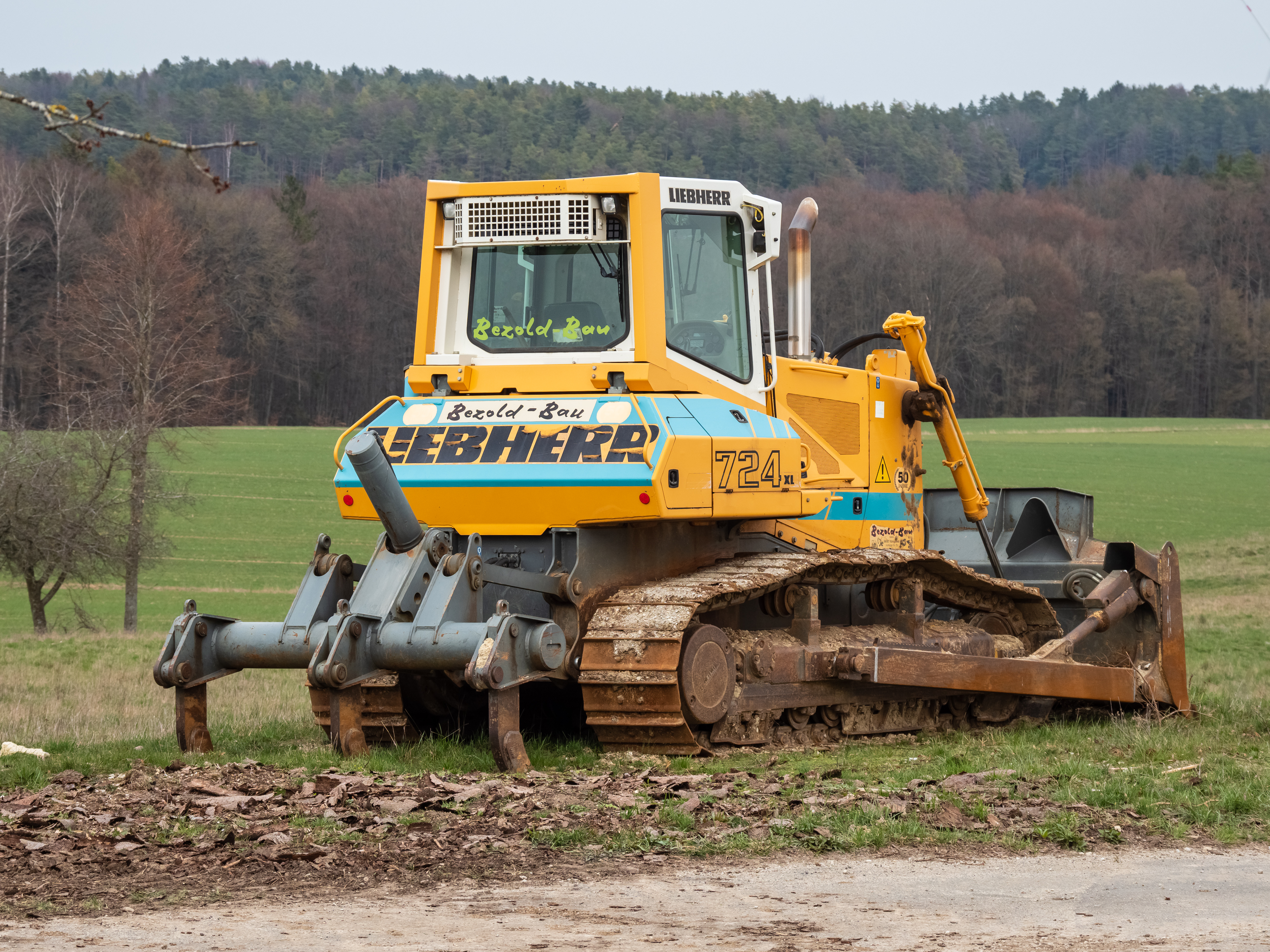
Ripper utilisable pour la décompaction du sol en profondeur avant plantation forestière ou fruitière, Bavière, 2020.
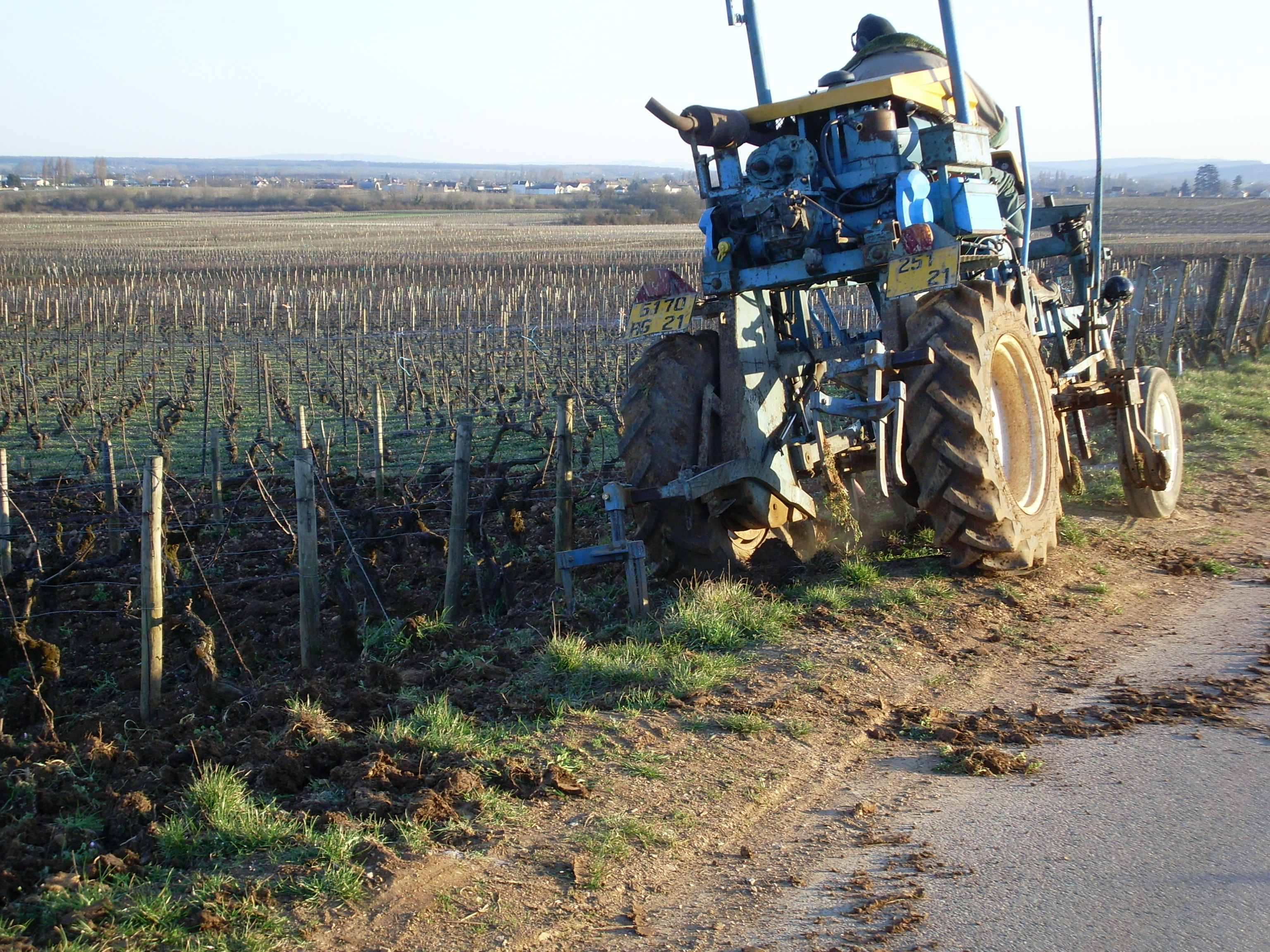
Tracteur enjambeur équipé pour le labour de vignes, France, 2009
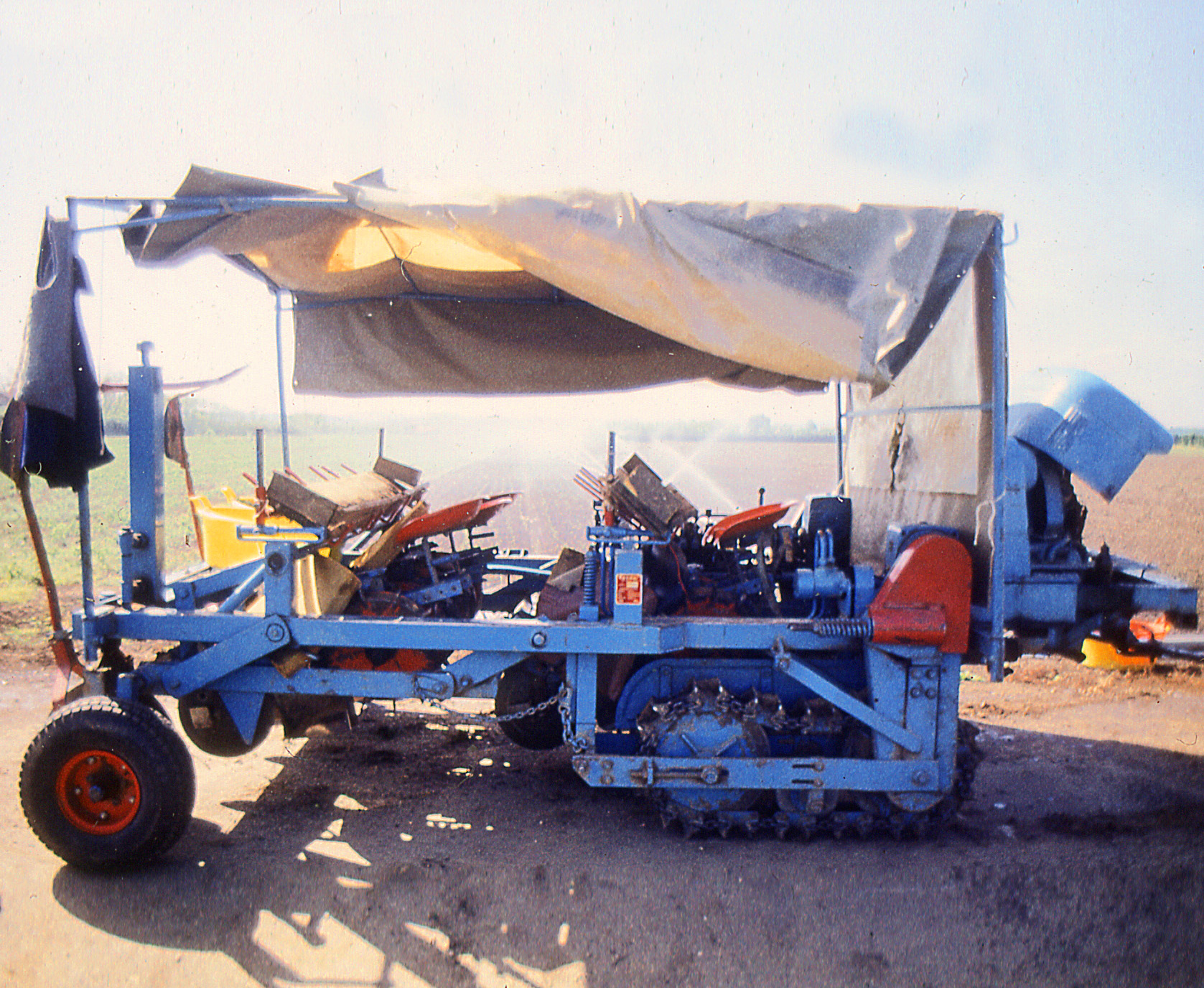
Planteuse polyvalente Monosem Super-Prefer semi-automatique, Serbie, 2019.
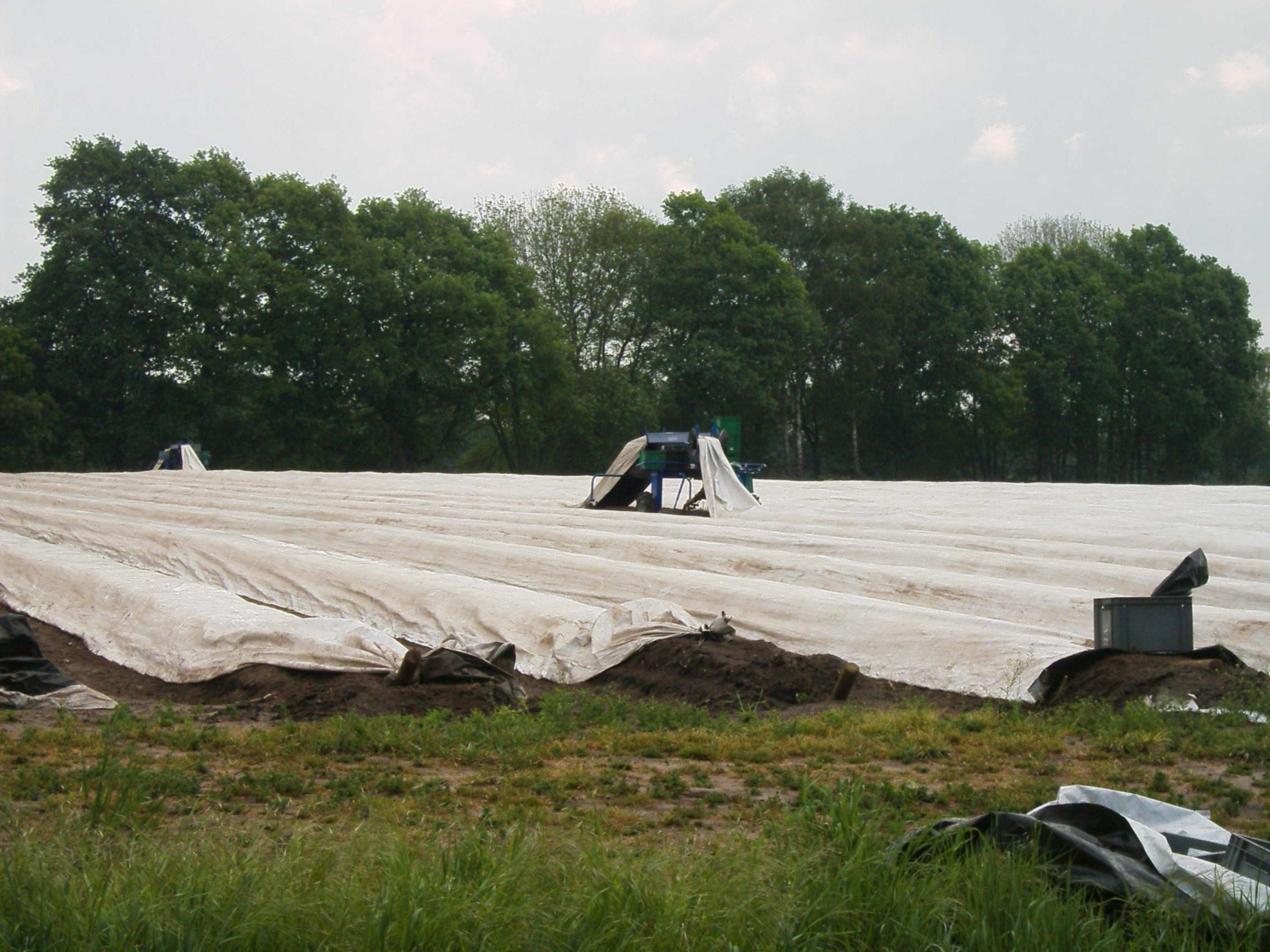
Machines d'aide à la récolte d'asperges opérant sur terrain billonné et sous le film plastique, Allemagne, 2007.
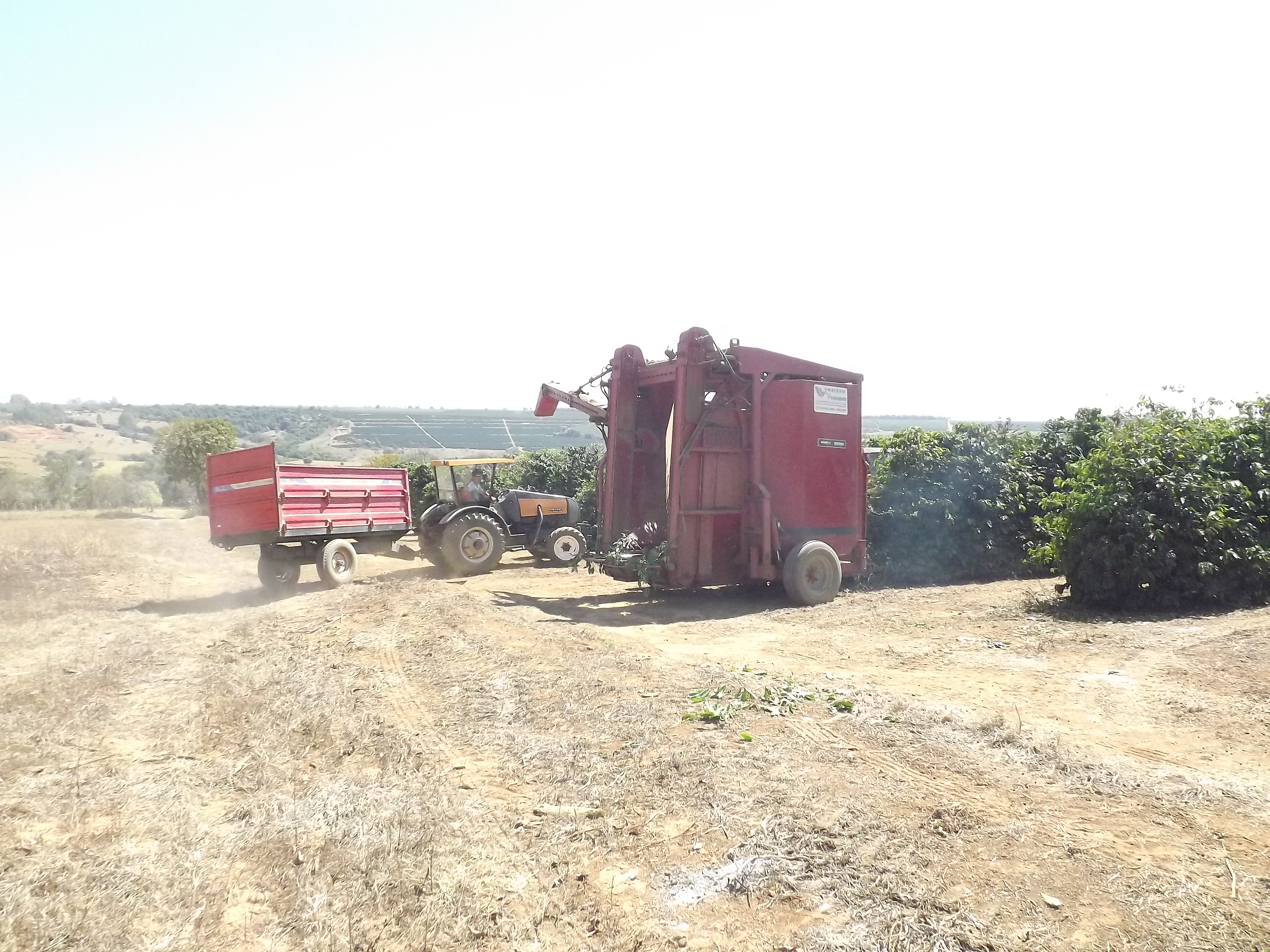
Récolte mécanisée du café, Brésil, 2011.
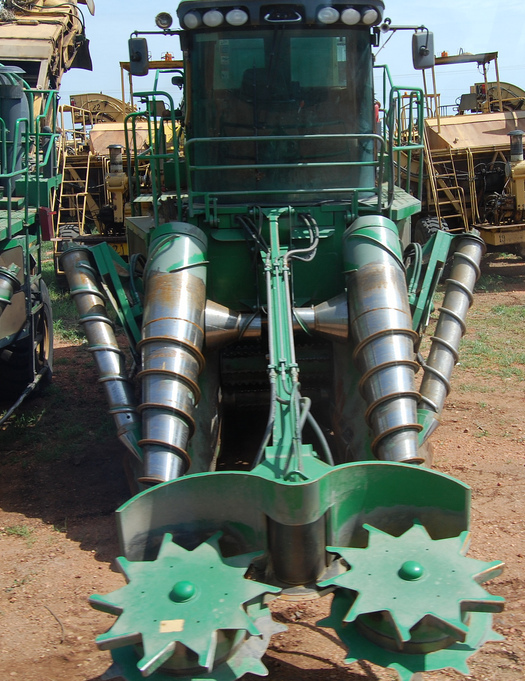
Bec de coupe d'une récolteuse de canne avec son écimeuse abaissée au premier plan, Soudan 2009.
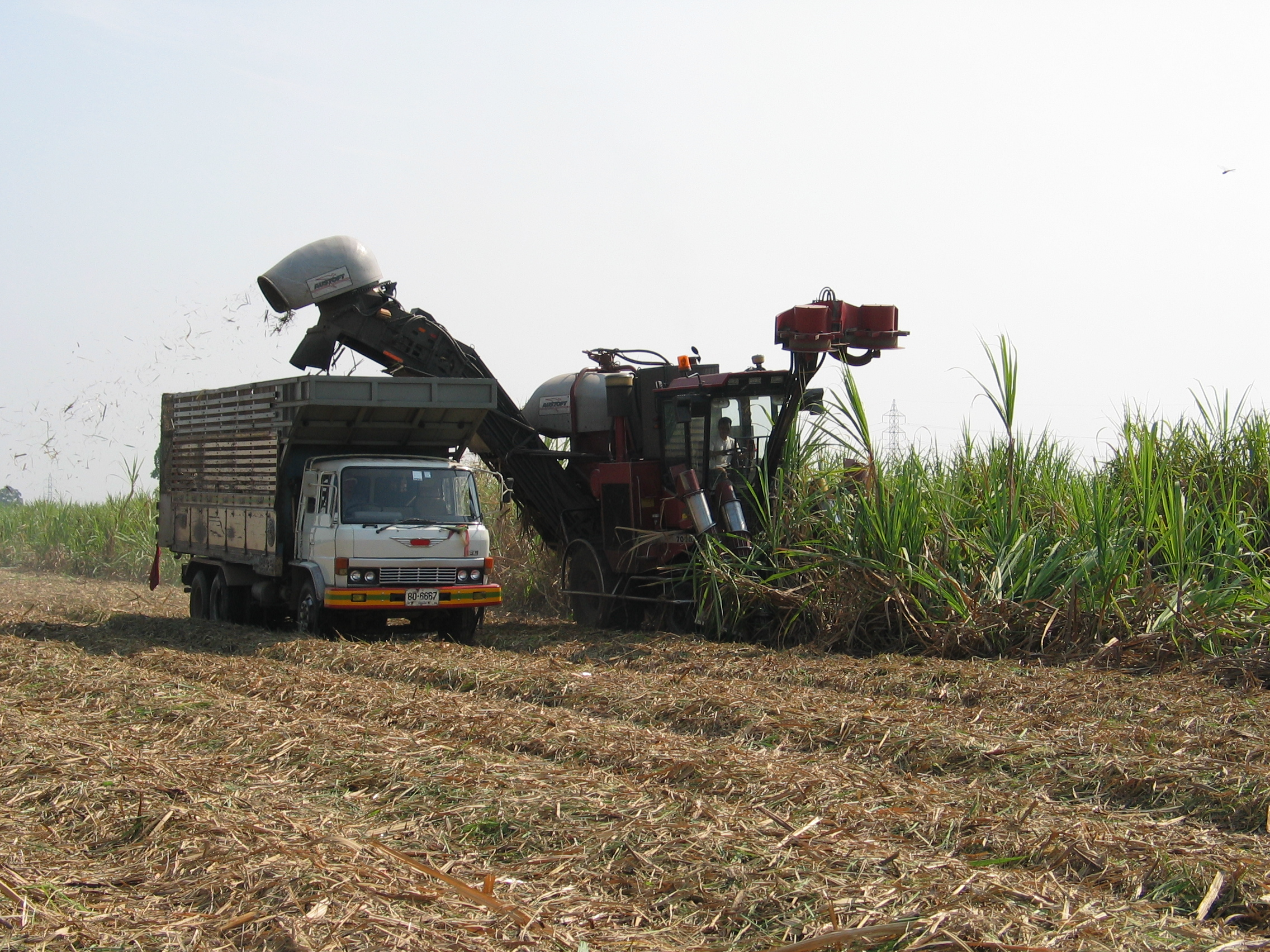
Récolte mécanisée de la canne à sucre près de Khon Kaen, Thaïlande, 2003.
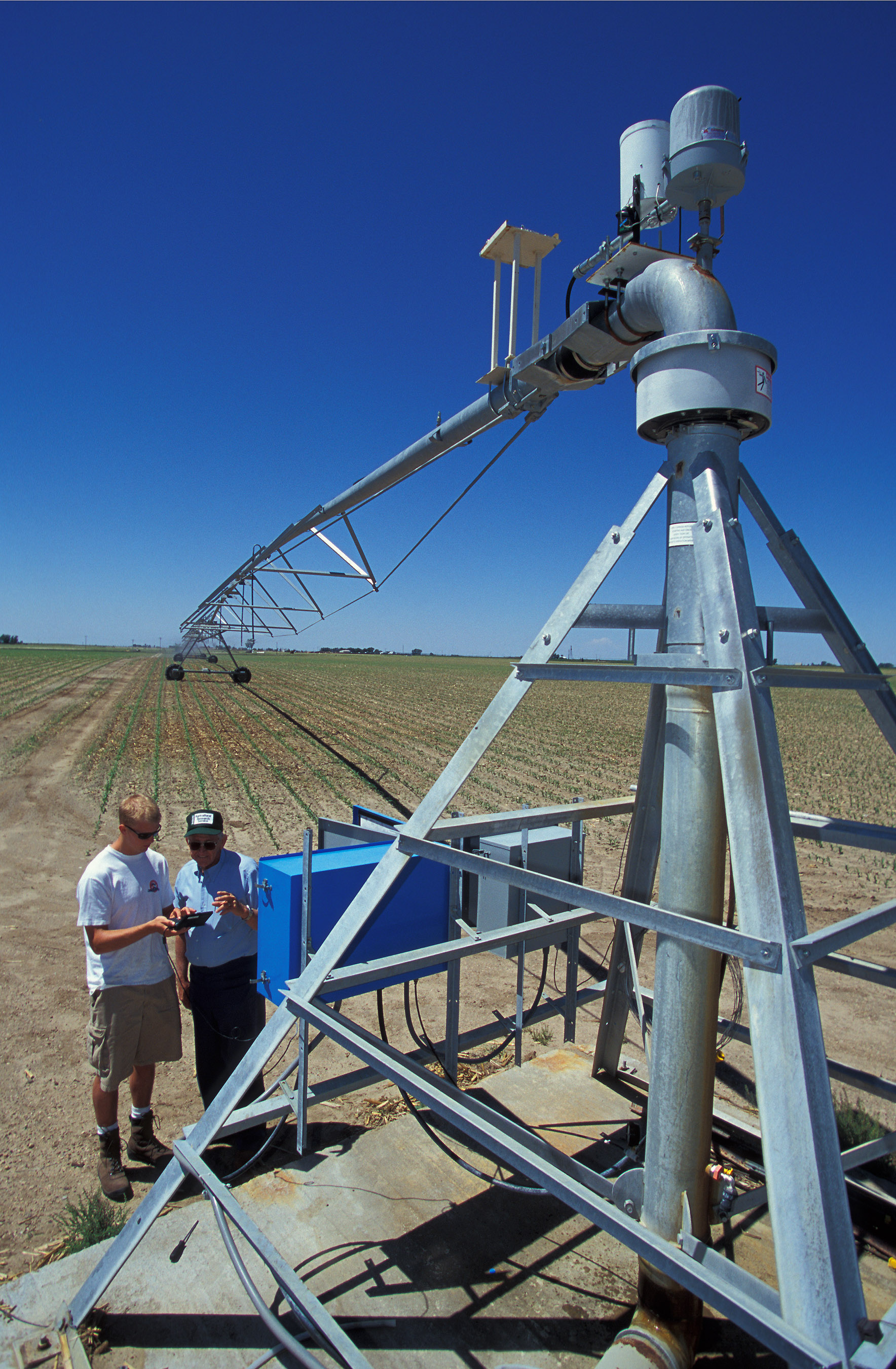
Pivot d'irrigation et départ de la ligne tournante, États-Unis.
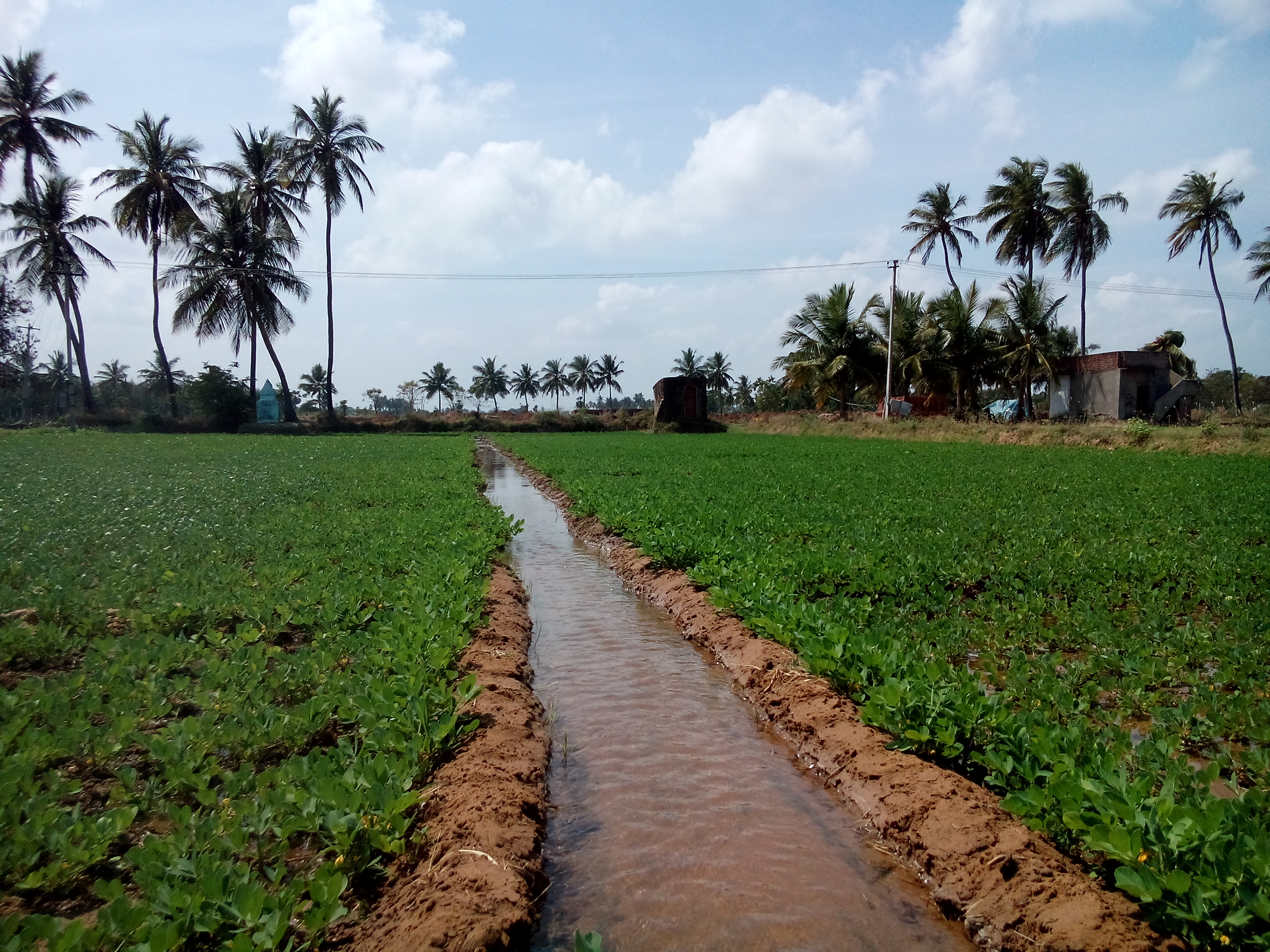
Rigole d'irrigation dans une plantation d'arachide, Tamil Nadu, 2016.
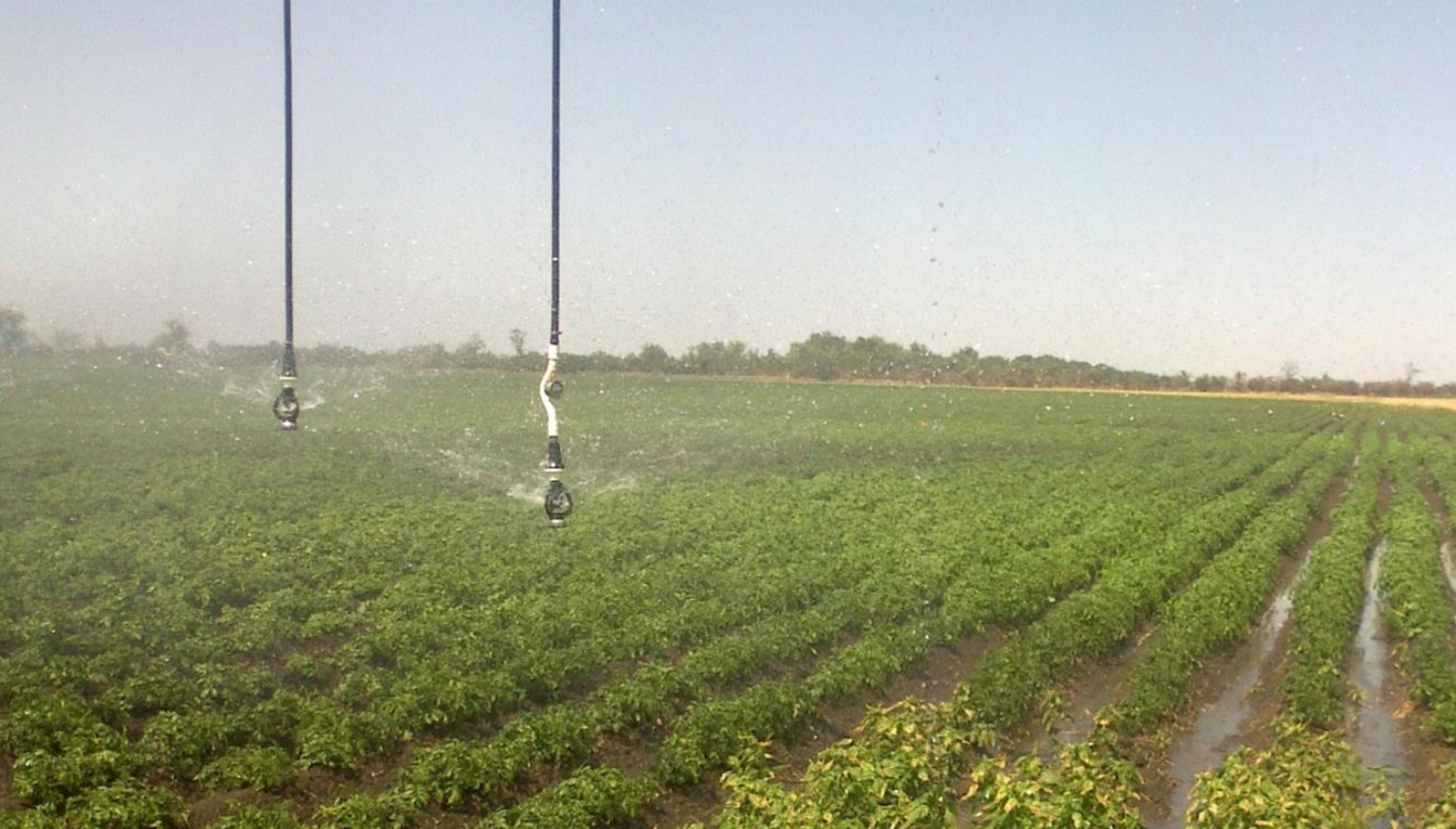
Irrigation de pommes de terre (avec un défaut de régularité), Russie, 2017.
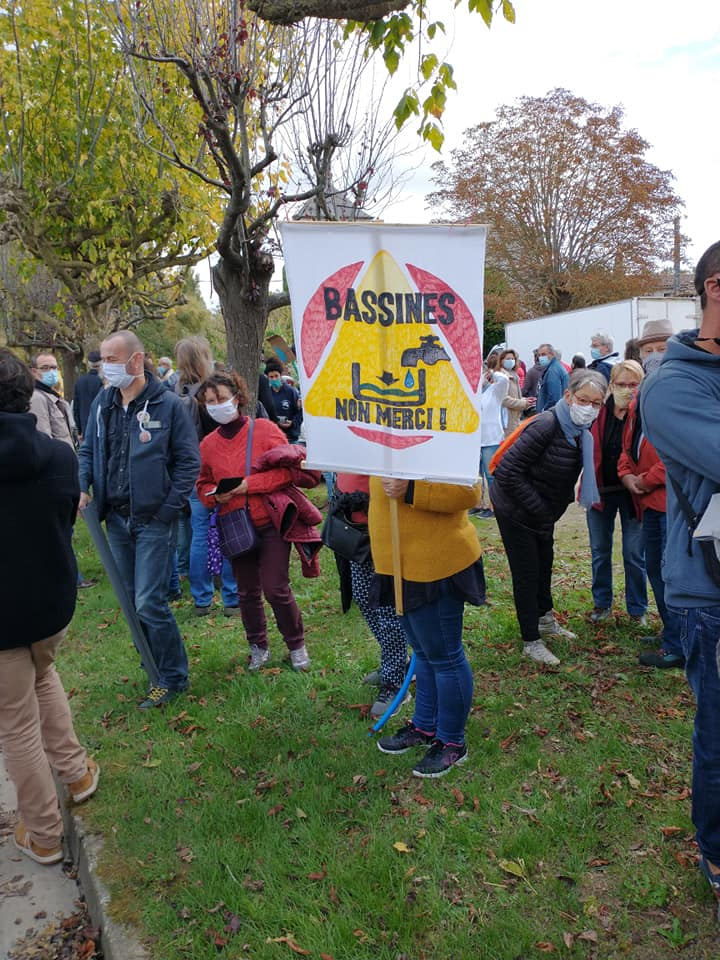
Manifestation contre les bassines d'irrigation à Épannes, France, 2020.
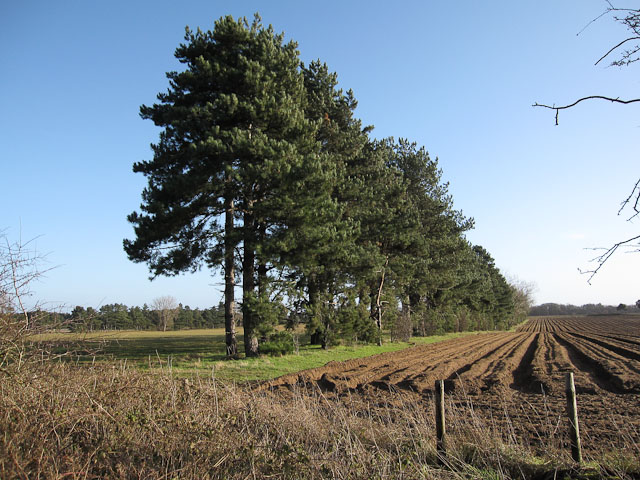
Haie brise-vent près d'un terrain préparé en billons (pour des pommes de terre par exemple).
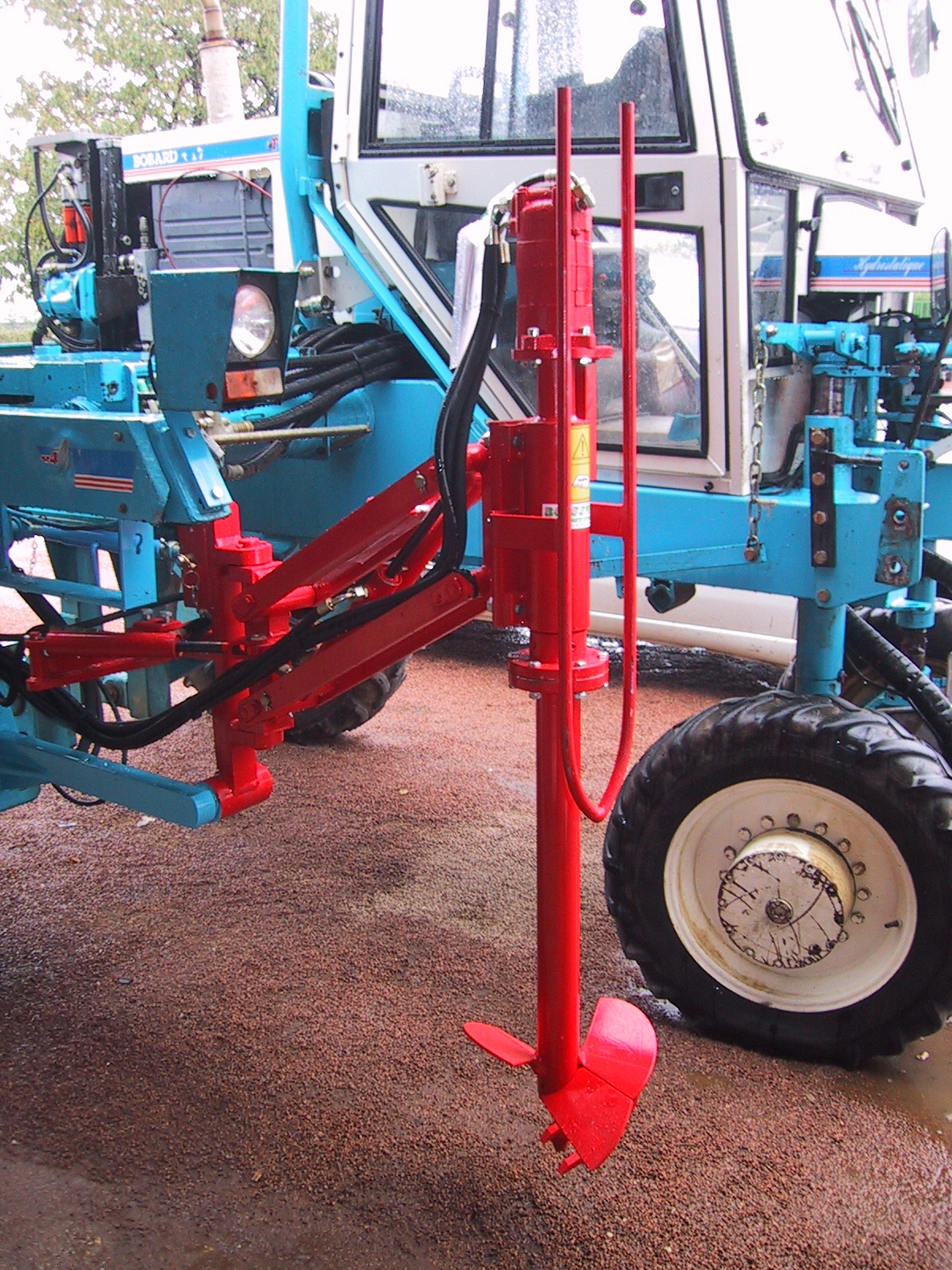
Tarière sur enjambeur vigneron Bobard, facilite la pose de poteaux et tuteurs, 2011.
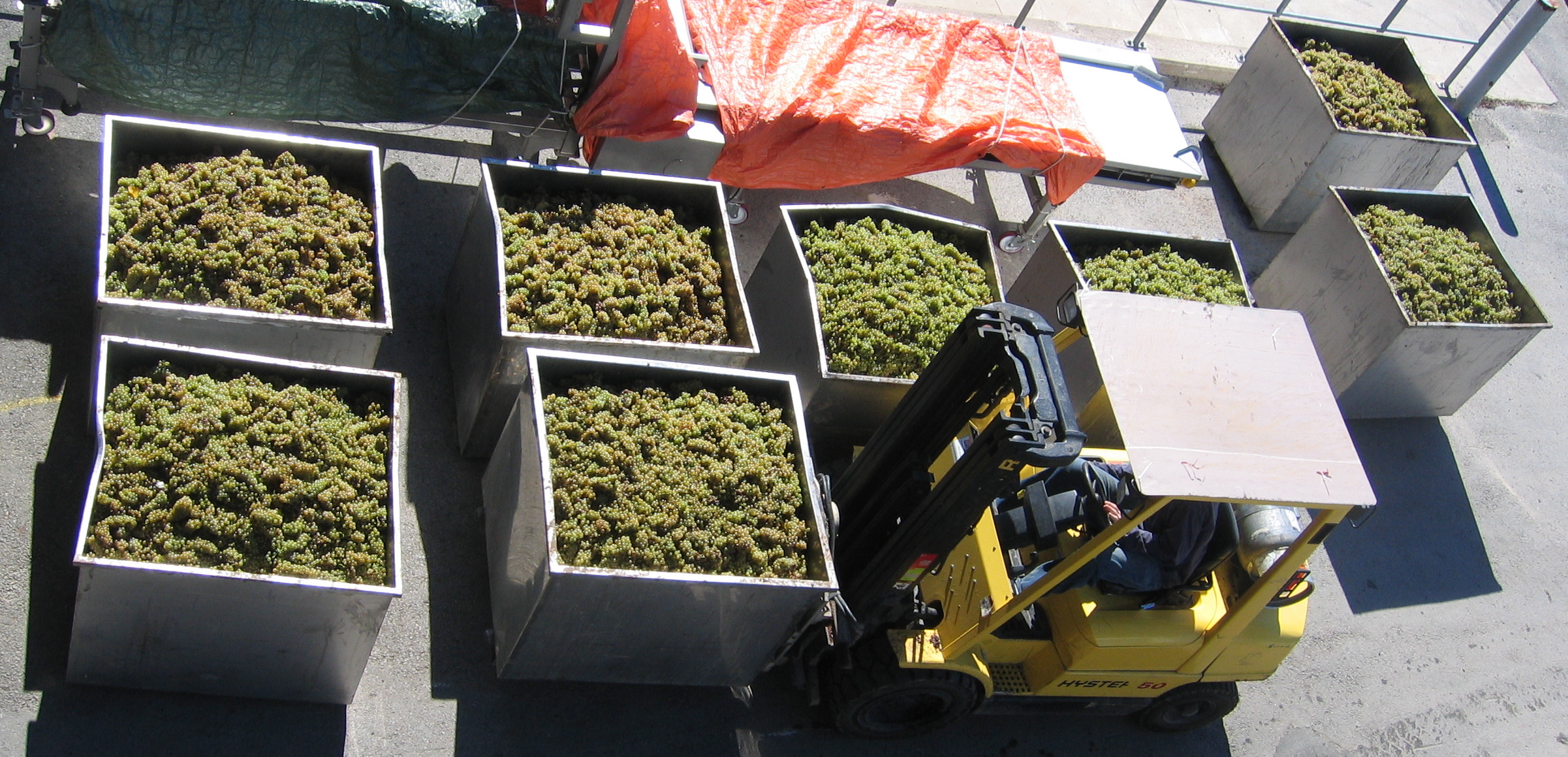
Manipulation de raisins en palox avec un chariot élévateur, Canada, 2006.
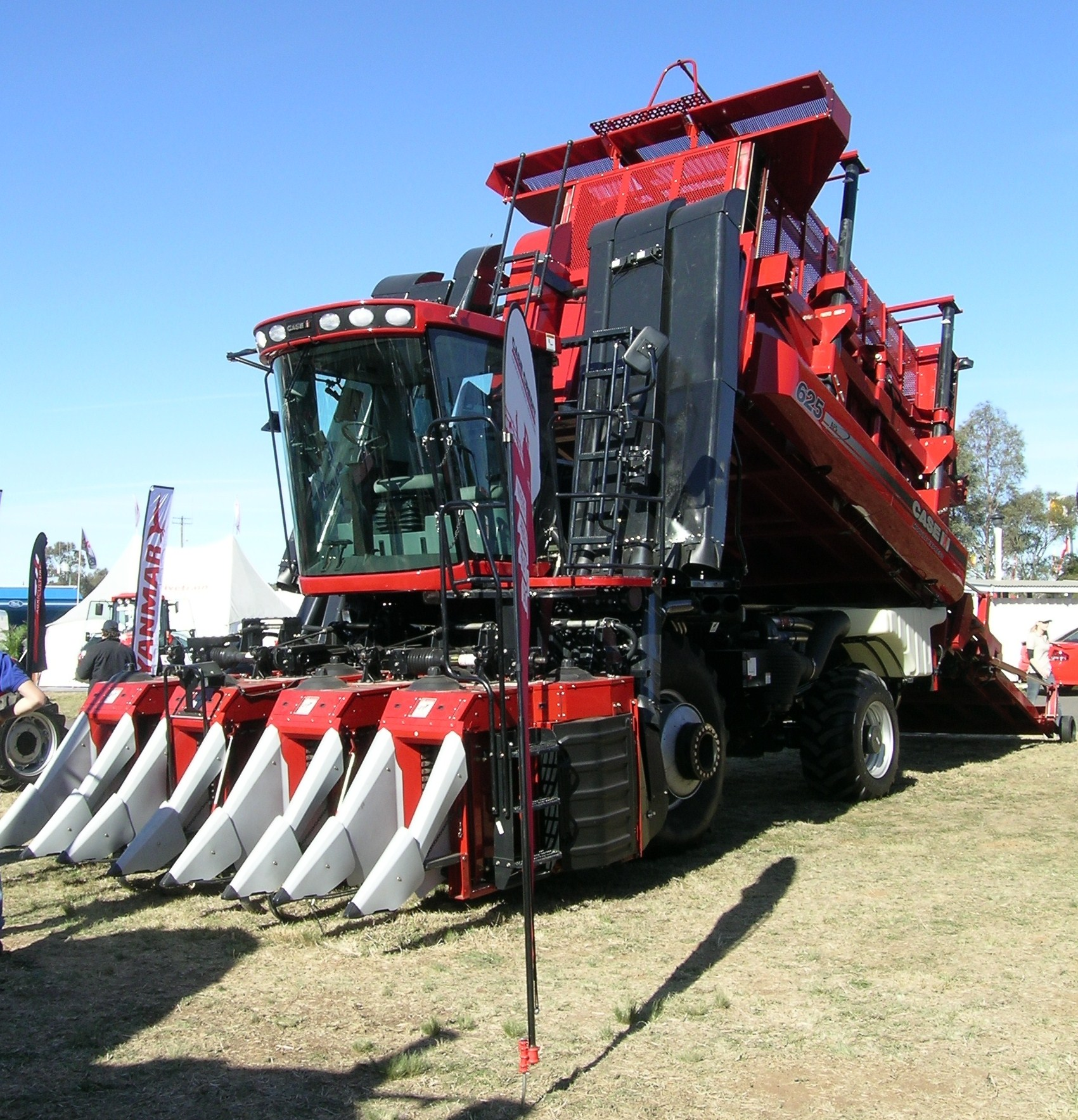
Machine à récolter le coton en « modules ». Chaque module pèse environ 10 t et occupe le volume d'une remorque routière standard, 2008.

### Plantations tropicales actuelles: industrielles, villageoises ou familiales?

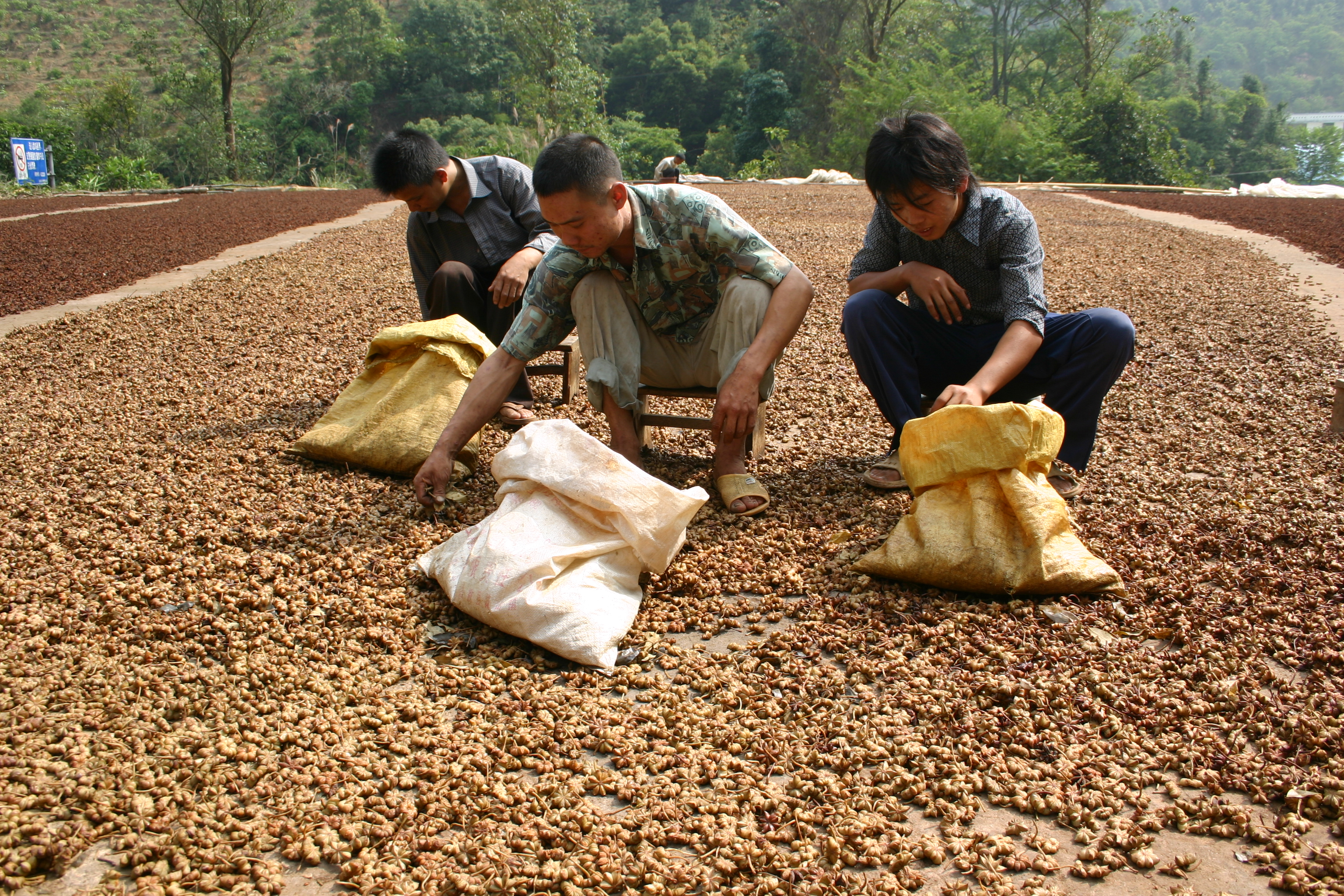
Séchage de la badiane (anis étoilé), Chine, 2005

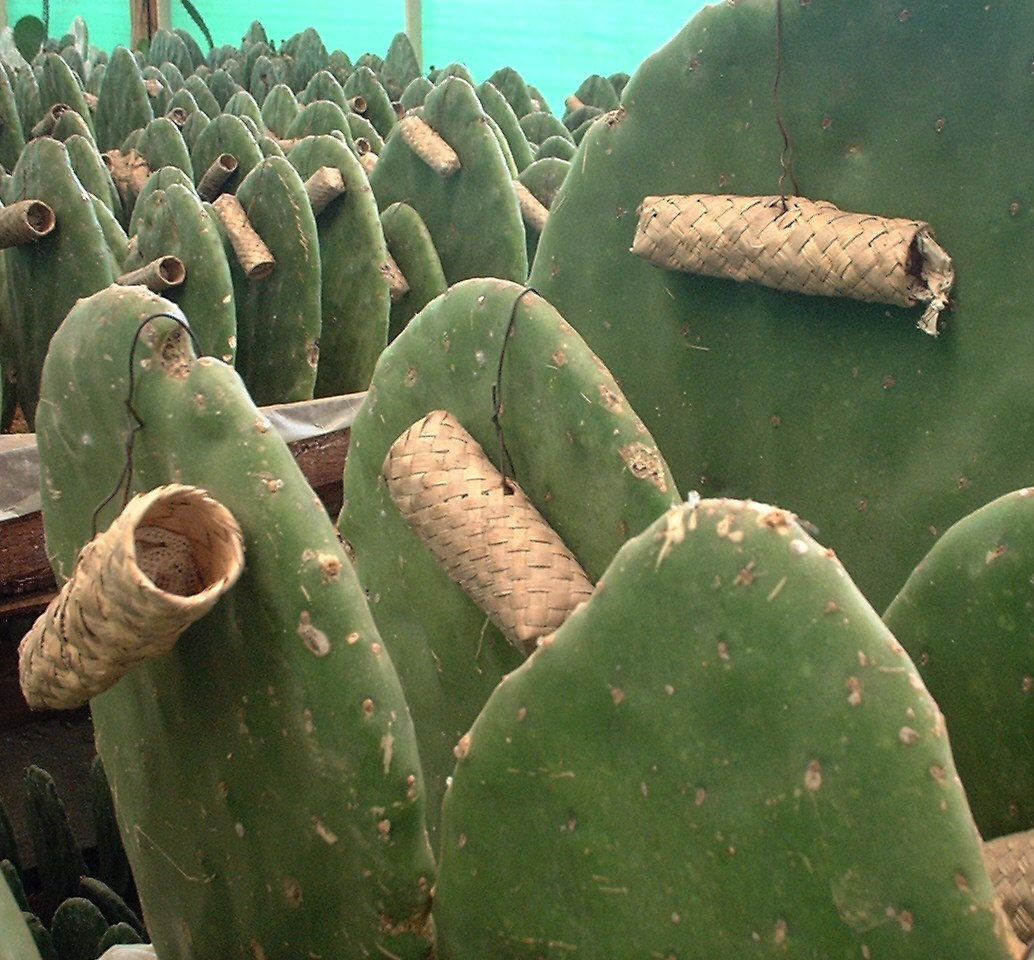
Élevage de cochenilles, dans une plantation de nopal, destinées à l'élaboration du rouge carmin, Mexique, 2005.

Si le mot « plantation » fait généralement référence à un type d'exploitation industrielle, il n'en reste pas moins que nombre de cultures de plantation ont connu plus de succès dans de petites exploitations ainsi les « brûlis familiaux » du Gabon plantés en bananes plantains et manioc font souvent moins de 1 ha. La badiane de Chine, aujourd'hui une des principales épices de plantation (boissons anisées, cinq-épices, production du tamiflu), est produite par des paysans des montagnes du Sud de la Chine et du Nord du Viet-Nam.

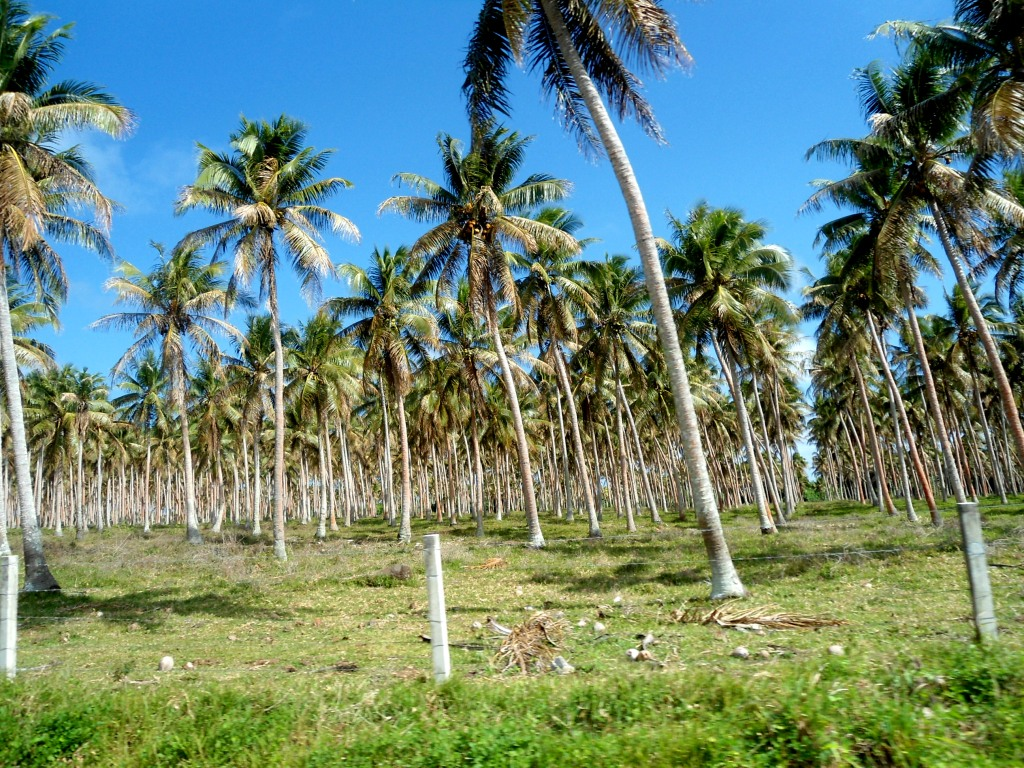
À Éfaté-Est (Vanuatu) une très ancienne plantation de cocotiers, plantes aux usages multiples et demandant peu d'investissements si le terrain (du sable) et la pluviométrie sont disponibles.

En cacaoculture, les grandes plantations se sont souvent heurtées à des problèmes d'économies d'échelle inexistantes et ont connu des échecs. Aussi, les exploitations familiales ou villageoises de Côte d'Ivoire et du Ghana se maintiennent avec succès.
Les plantations de café, thé, hévea, palmier à huile, cocotier peuvent aussi être conduites au niveau familial ou villageois et se révéler compétitives non sans difficultés. L'état ivoirien soutient ainsi ces plantations villageoises ainsi que de nouveaux entrepreneurs agricoles en leur assurant l'accès au progrès technique par l'intermédiaire de sociétés d'encadrement, ceci à côté des plantations industrielles ; ces plantations villageoises sont issues de la tradition et peuvent intégrer harmonieusement culture de rapport et cultures vivrières ; dans le cas de l'ananas, beaucoup exporté en conserves, la production a parfois évolué vers l'intégration à des industries agroalimentaires.
En Guinée, l'état a veillé au maintien des plantations familiales et villageoises de manguiers sous lesquels sont cultivées, au moins pendant la phase d'implantation (pré-verger), des vivrières comme le riz, l'arachide ou la patate douce[réf. à confirmer].
L'élevage de la cochenille Dactylopius coccus, qui se fait nécessairement sur des cultures de nopal est réalisé par de petits agriculteurs notamment au Pérou, principal producteur mondial, mais ceux-ci ne touchaient qu'environ 10 % de la plus-value produite en 1991.
Enfin le développement du commerce équitable peut contribuer à aider les petites plantations. L'association Max Havelaar (dont le nom fait référence au roman) fut un des pionniers du commerce équitable et en reste un des principaux acteurs.

## Premières grandes cultures de plantations dans les colonies européennes

### Objectifs et moyens
L'expansion coloniale européenne, de même d'ailleurs que l'expansion commerciale chinoise des Song, est motivée au départ par le commerce de produits de luxe comme le sucre, le rhum, les épices et aromates (poivre, cannelle, clou de girofle, muscade, santal, gingembre) les stimulants (café, thé, cacao, quinquina, noix d'arec, noix de kola) et les teintures (indigo, roucou, carmin de cochenille, bois-brésil puis bois de Campêche, carthame), le bois (teck de Java). Ces commerces engendrent d'immenses profits. Certains produits sont considérés à la fois comme épices et stimulants (muscade, badiane, gingembre) et appréciés notamment dans l'Empire Song.
Les pays colonisateurs essayent d'imposer des monopoles d'état dans les territoires conquis, notamment le Portugal et l'Espagne (Casa de Contratación de Séville). Des compagnies coloniales sont créées par des intérêts privés et par les états. Elles détiennent généralement le monopole du commerce extérieur de la colonie. Elles prélèvent parfois un pourcentage des récoltes, par exemple dans les colonies néerlandaises où ce système sera généralisé à travers le cultuurstetsel. Les compagnies coloniales achètent les productions des planteurs et les approvisionnent en moyens de production et en esclaves.
Pour éviter de dépendre de ces compagnies, les colons se réinstallent parfois en dehors des zones qu'elles contrôlent (expansion boer en Afrique du Sud) ou ont recours à la contrebande (par exemple dans les Treize Colonies, voir Boston tea party). Dans ces deux cas les tentatives des colons aboutiront à des luttes pour l'indépendance.

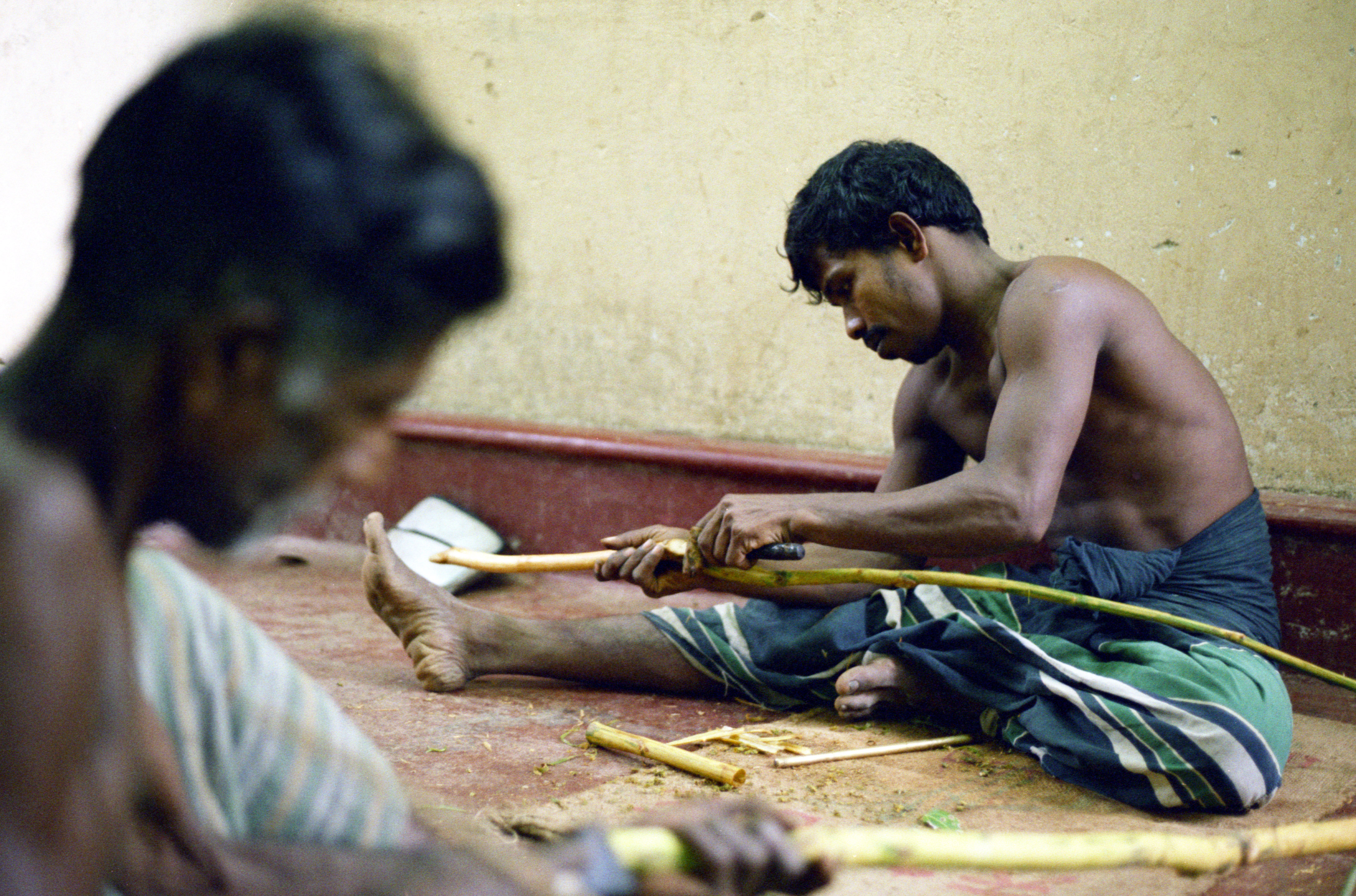
Paysans pelant l'écorce de brindilles de cannelle, Sri Lanka, 2017.

Les Européens cherchent aussi à diversifier leurs sources, ainsi en Afrique occidentale, les Portugais s'intéressent à la noix de cola, un stimulant prisé dans le monde musulman et à la maniguette (graine de paradis), épice et stimulant susceptible de remplacer le poivre. Ils en favorisent la culture et les exportent.

### Épices, teck
Après son coup de force dans les îles Banda la VOC installe ses propres plantations dans l'archipel et les fait cultiver par des esclaves déportés de l'océan Indien ou d'Extrème-Orient. Elle impose aussi la culture de la cannelle à Ceylan.
Un premier système de travail forcé, le blandong, est mis en place à Java vers 1700 pour la culture du teck indispensable à la marine néerlandaise. La VOC favorise également les plantations de poivre à Java.
Concurrencées par d'autres plantes comme le piment facile à cultiver un peu partout, les épices perdent cependant de leur valeur. Les Européens se tournent alors, en particulier en Amérique, vers la culture de plantes à grand rendement dont la demande augmente : canne à sucre, tabac, coton, café, indigo.

### Canne à sucre

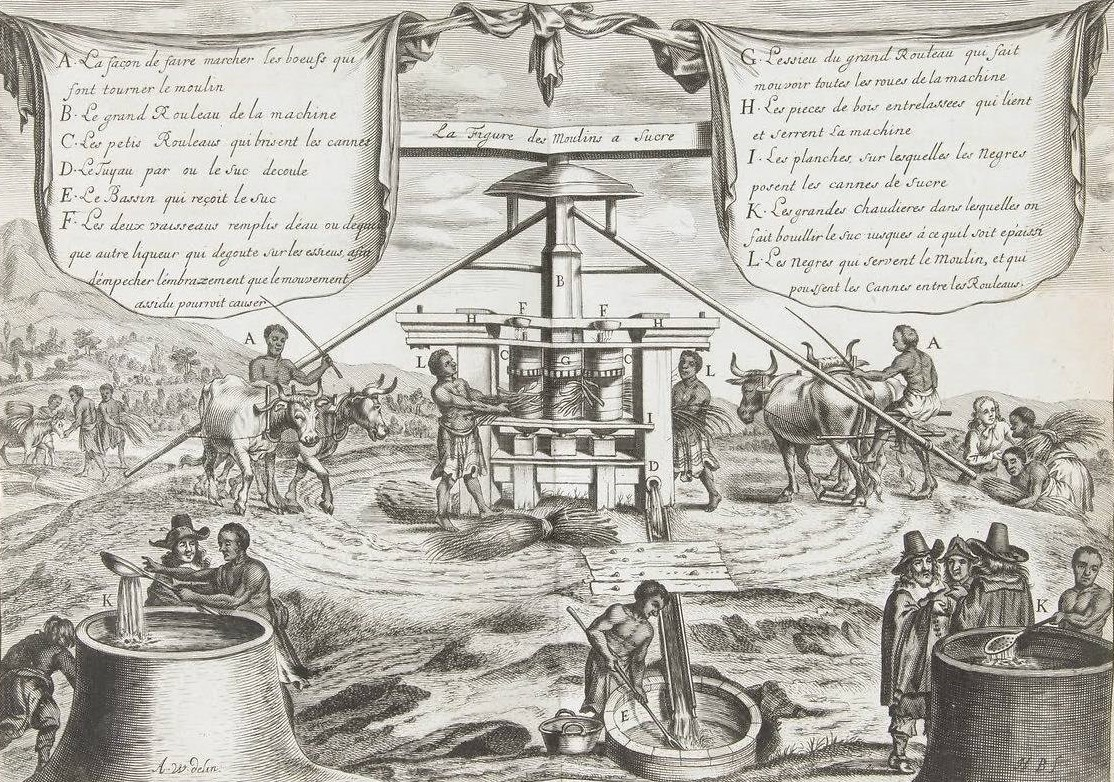
Moulin à sucre aux Antilles en 1681.

La culture de la canne à sucre se développe au Brésil dans la capitainerie de Pernambouc à partir de 1542 (Brésil colonial) puis se répand dans les Caraïbes aux XVIIIe, XIXe et XXe siècles. La consommation de sucre en Europe a sensiblement augmenté pendant cette période. Les plantations de canne à sucre se concentrent alors dans les Antilles, en raison de la proximité des marchés européens (relativement au Brésil), de la fertilité du sol et des faibles coûts de la main d'œuvre, seulement possible grâce à l'arrivée d'esclaves africains ainsi que du fait de l'installation de Hollandais expulsés du Brésil par les Portugais (1654, Histoire du Pernambouc). Ces plantations produisaient 80 à 90 % du sucre consommé en Europe occidentale, de plus les produits connexes comme le rhum et la mélasse avaient aussi une forte valeur commerciale. Au XVIIe siècle, dans les Antilles notamment à la Barbade, la production est rapidement passée de la culture du coton et du tabac à celle de la canne à sucre, à cause de la baisse des prix du coton et du tabac qui subissaient la concurrence des colonies nord-américaines. Pendant environ un siècle, la Barbade est ainsi restée la plus riche de toutes les colonies européennes dans la région des Caraïbes. La prospérité de la colonie de la Barbade au niveau régional est resté inégalée jusque dans les années 1740, où la production de canne à sucre a augmenté dans des pays plus grands comme Hispaniola (Saint-Domingue ou Haïti) et la Jamaïque. Durant le XIXe siècle, la canne à sucre était très présente en Martinique, à Grenade, à Sainte-Croix, en Jamaïque, à la Barbade, dans les îles Sous-le-Vent, à Saint-Domingue, à Cuba et dans les Guyanes néerlandaise et britannique.
Avec l'abolition de l'esclavage au XIXe siècle, les productions de canne à sucre ont continué de croître, mais les betteraves sucrières cultivées sous les climats tempérés, ont augmenté leur part de marché.
La canne à sucre est la première culture mondiale (à peu près à égalité avec le maïs si l'on compte en matière fraîche) avec environ 1 900 000 000 tonnes.

### Tabac
Les Irlandais engagés ou plus tard déportés par Cromwell commencent la culture du tabac à la Barbade dans les années 1630.

### Café
La VOC fait planter du café à Ceylan à partir de 1658 et à Java vers 1700.

### Indigo
L'indigotier était une culture importante pendant la période coloniale tant dans les Treize Colonies, qu'à Saint-Domingue, au Guatemala, et en Inde. L'indigo était cultivé pour la fabrication de teinture indigo à l'époque pré-industrielle. Au début du XXe siècle, l'indigo est synthétisé par BASF ce qui sonne le déclin des cultures d'indigotier.

### Coton

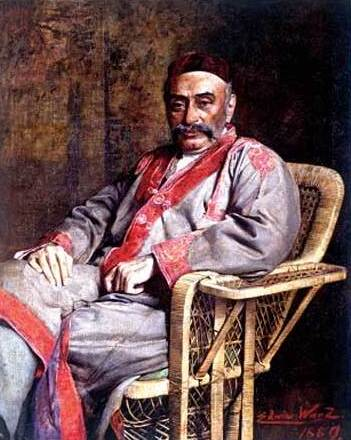
Jamsetji N. Tata, le « père de l'industrie indienne », doit une grande partie de son ascension au quadruplement du prix du coton lors de la Guerre de Sécession et au commerce des épices, du thé et de l'opium.

## Les plantations depuis la révolution industrielle
La révolution industrielle mit pratiquement fin à la culture des plantes tinctoriales cependant la culture de l'indigo atteignit son apogée dans les années 1890 notamment au Bengale où les Britanniques avaient mis en place un système de travail forcé aussi dur que l'esclavage avec la complicité des propriétaires indous (zamindars), il avait entraîné la révolte de l'indigo de 1859.
La révolution industrielle stimule au contraire la création de nouvelles plantations dans des domaines variés et favorise le commerce grâce aux transports à vapeur puis aux transports frigorifiques, ce qui profite aux plantations fruitières et oléagineuses. L'industrialisation de la production du savon, l'invention de la margarine, offrent des débouchés accrus aux huiles tropicales bon marché. De grandes sociétés s'édifient grâce aux profits réalisés dans le traitement et le commerce des produits de plantation, par exemple Tata en Inde (coton, opium et épices), Lesieur (arachide du Sénégal) et Michelin (hévéas d'Indochine) en France, Firestone (hévéas du Libéria) aux États-Unis, Lever Brothers (savon d'huile de palme, elle deviendra avec la partie néerlandaise Unilever) au Royaume-Uni… Ces compagnies achètent ou louent souvent d'immenses plantations. Firestone Liberia exploite toujours l'une des plus grandes plantations au monde, créée en 1926 avec environ 500 000 ha : près de 68 000 ha aujourd'hui.
Dans le même temps des systèmes permettant l'éviction des paysans locaux ou des communautés agricoles de leurs terres autorisent les planteurs à s'emparer de terres ou à les racheter à bas prix, ainsi aux États-Unis, au Brésil, en Malaisie, en Afrique du Sud, en Australie et au Kenya britanniques, en Algérie française, etc.

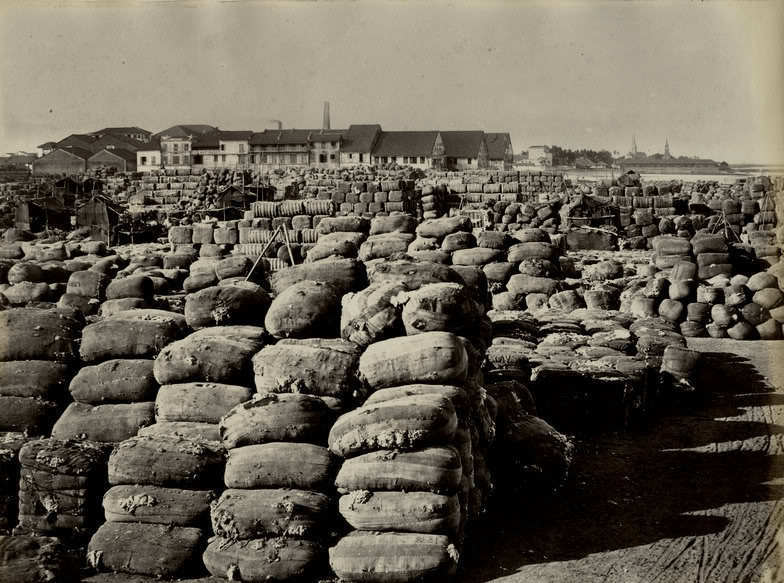
Balles de coton dans le port de Bombay, dans les années 1860.
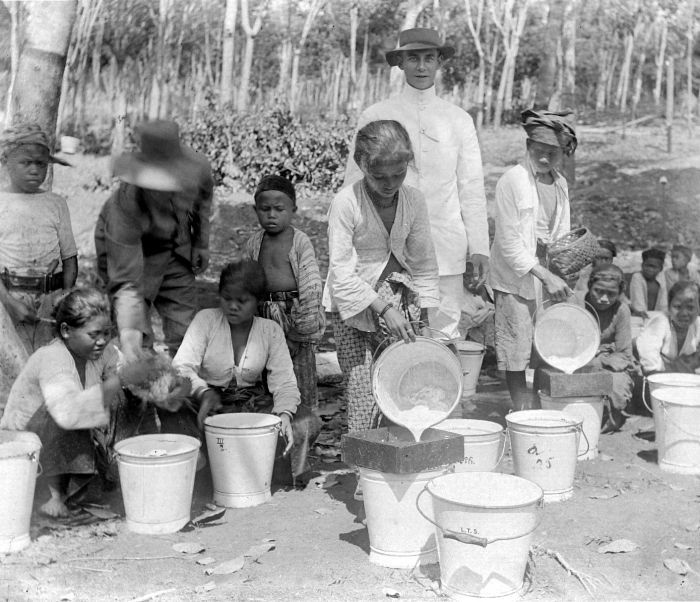
Tamisage du latex dans une plantation de l'Ouest de Java entre 1920 et 1930 par des travailleuses (dont des enfants ?) autour de leur blank officier.
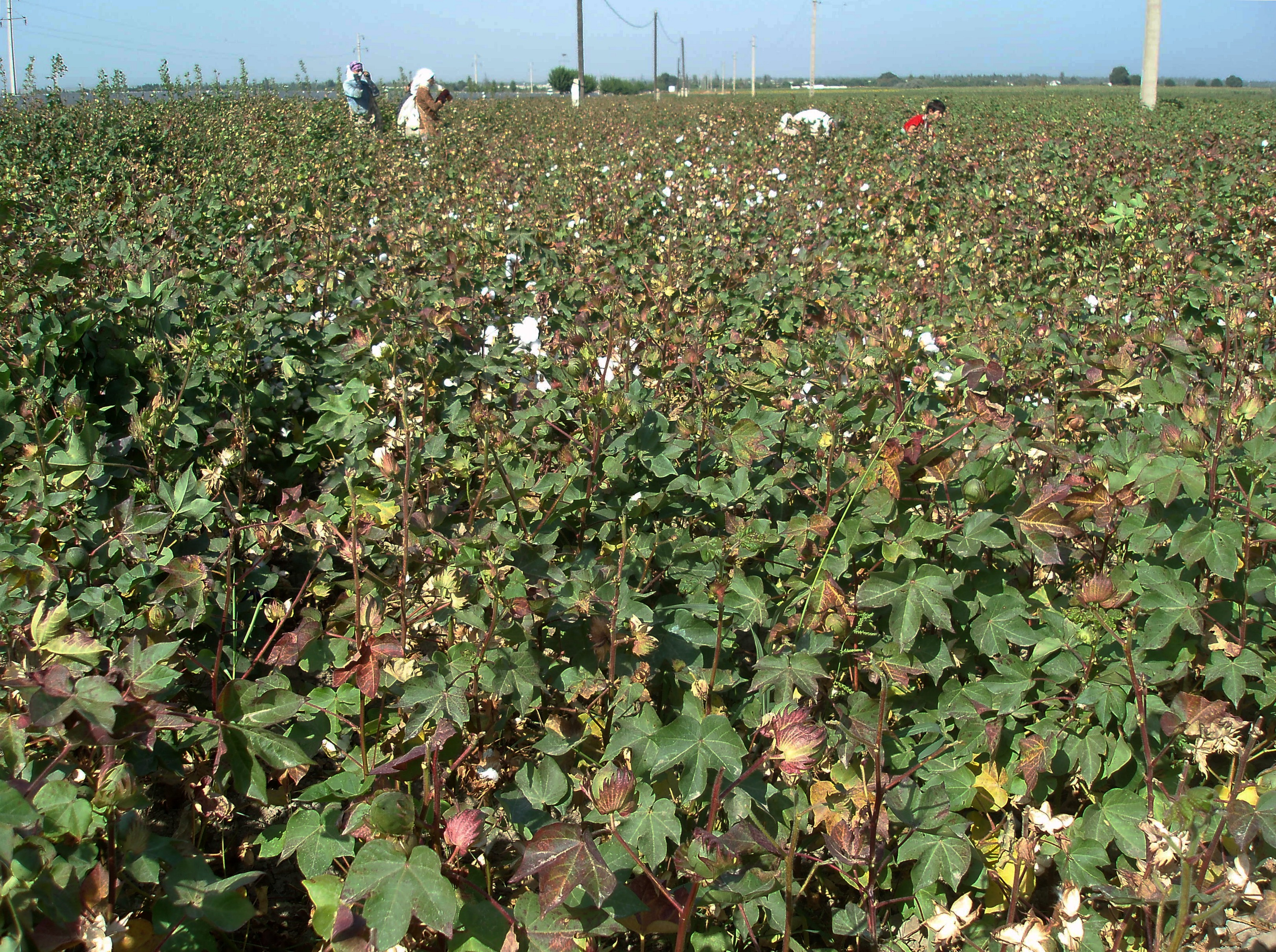
Les Russes puis les Soviétiques installèrent d'immenses plantations de coton irrigué en Ouzbékistan. Vallée de la Ferghana, 2008.
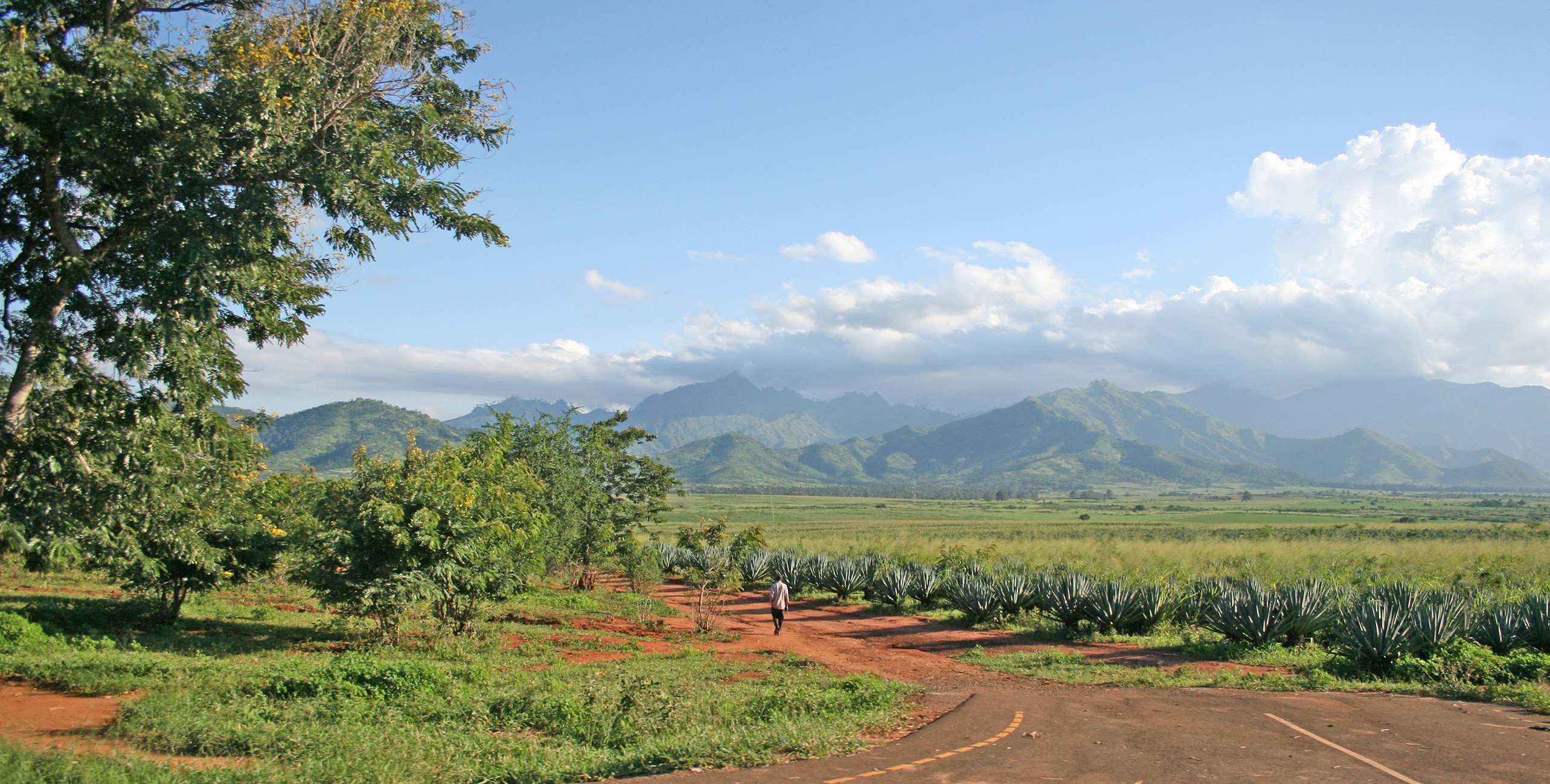
Plantations de sisal, Tanzanie, 2009
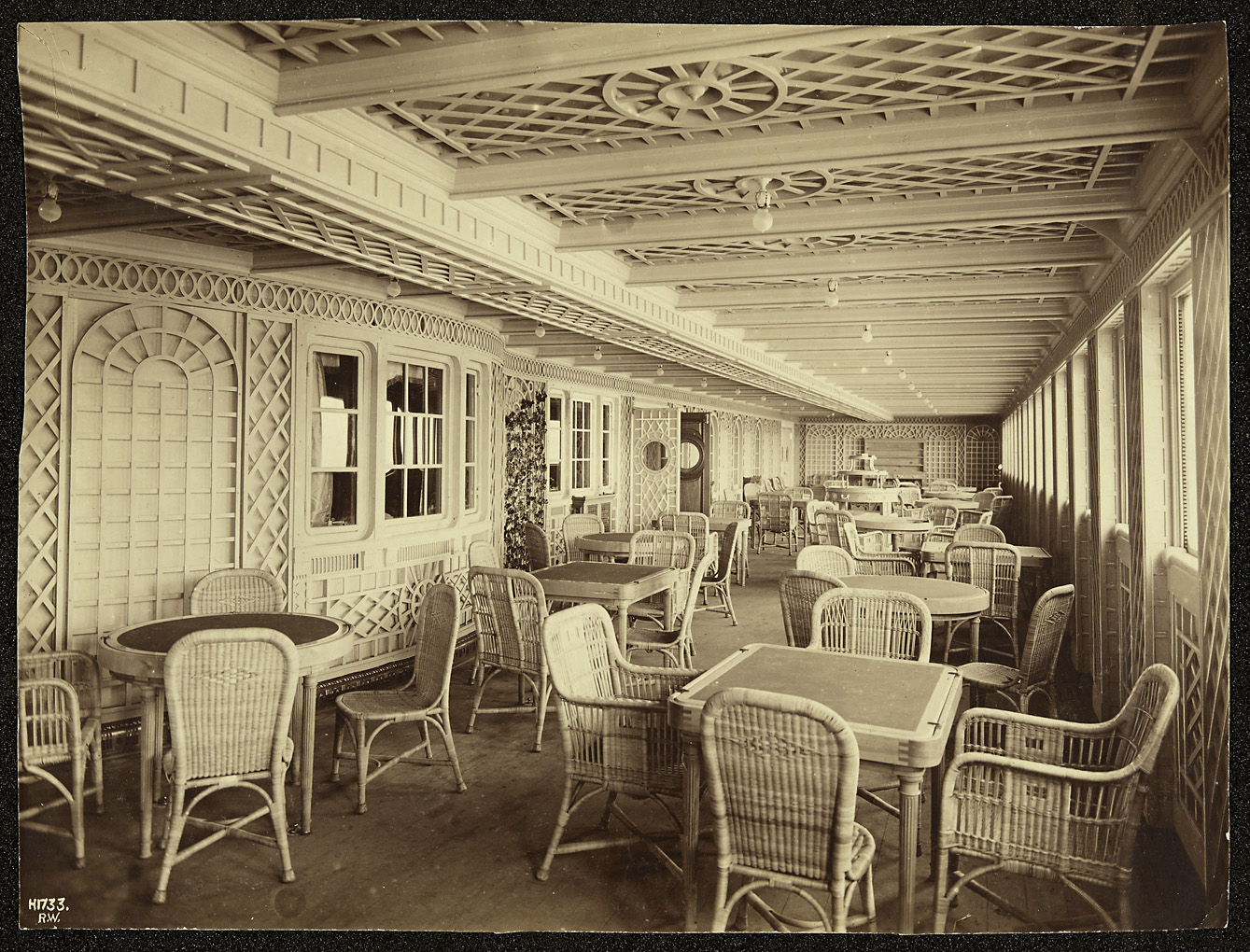
Le Café parisien du Titanic et ses fauteuils en rotin. Acajou, linoleum, staff et rotin (en partie fibres et bois coloniaux) font partie de la décoration des ponts supérieurs.
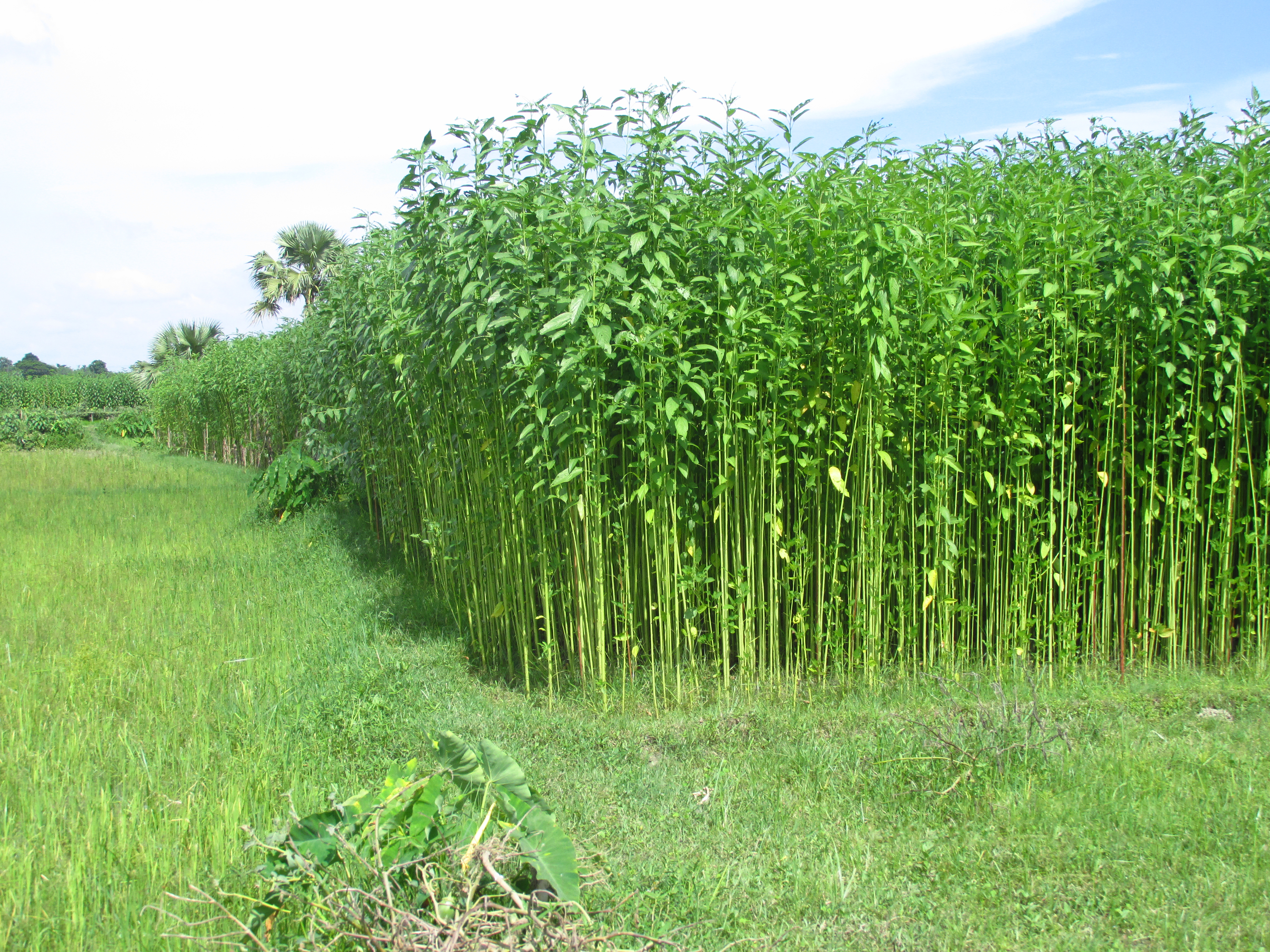
Plantation de jute au Bengladesh (principal exportateur mondial).
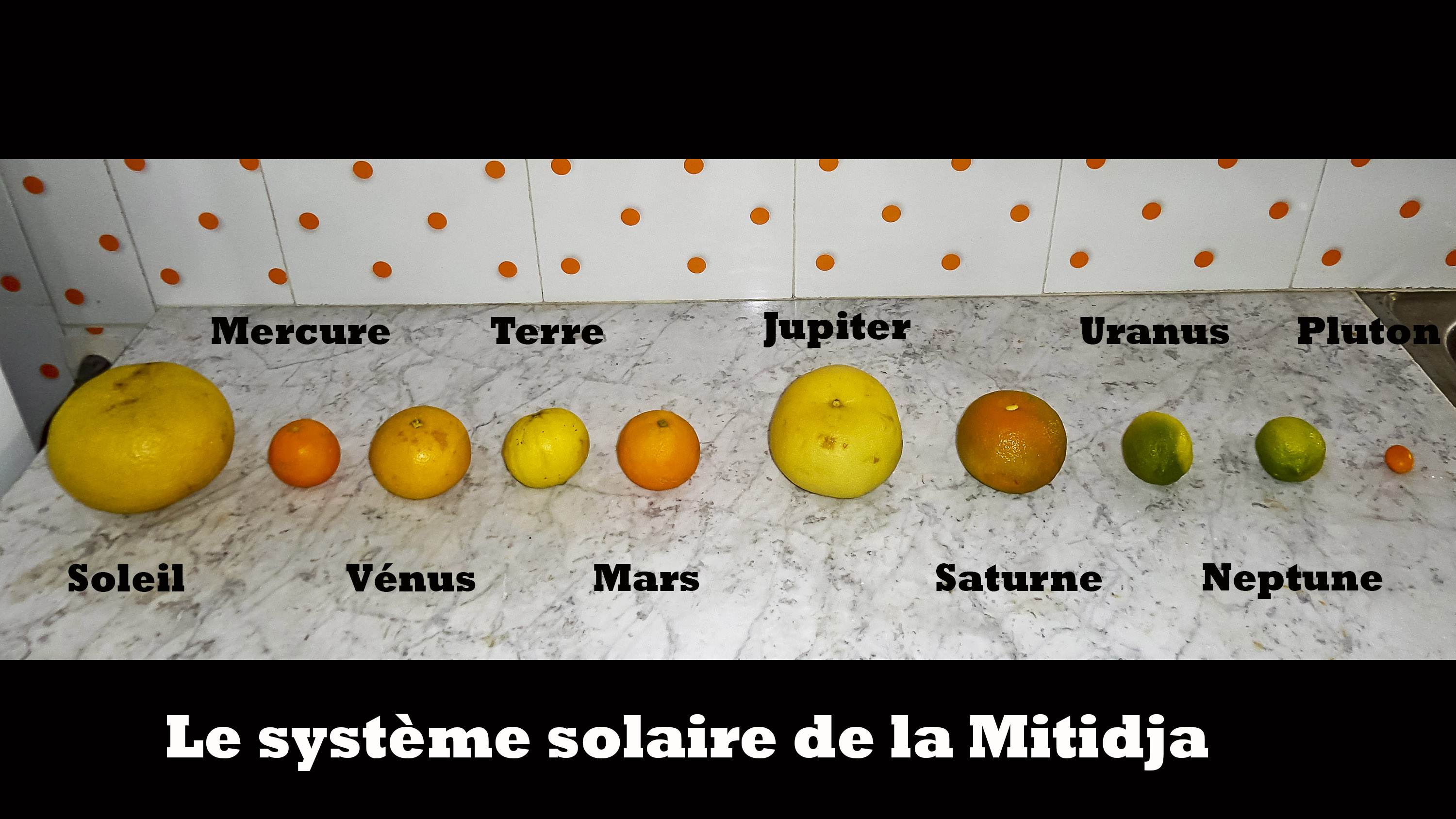
Montage illustrant la diversité des agrumes plantés dans la plaine de la Mitidja dont la mise en valeur a commencé dans les années 1840 sous le régime colonial ; Algérie, 2017.
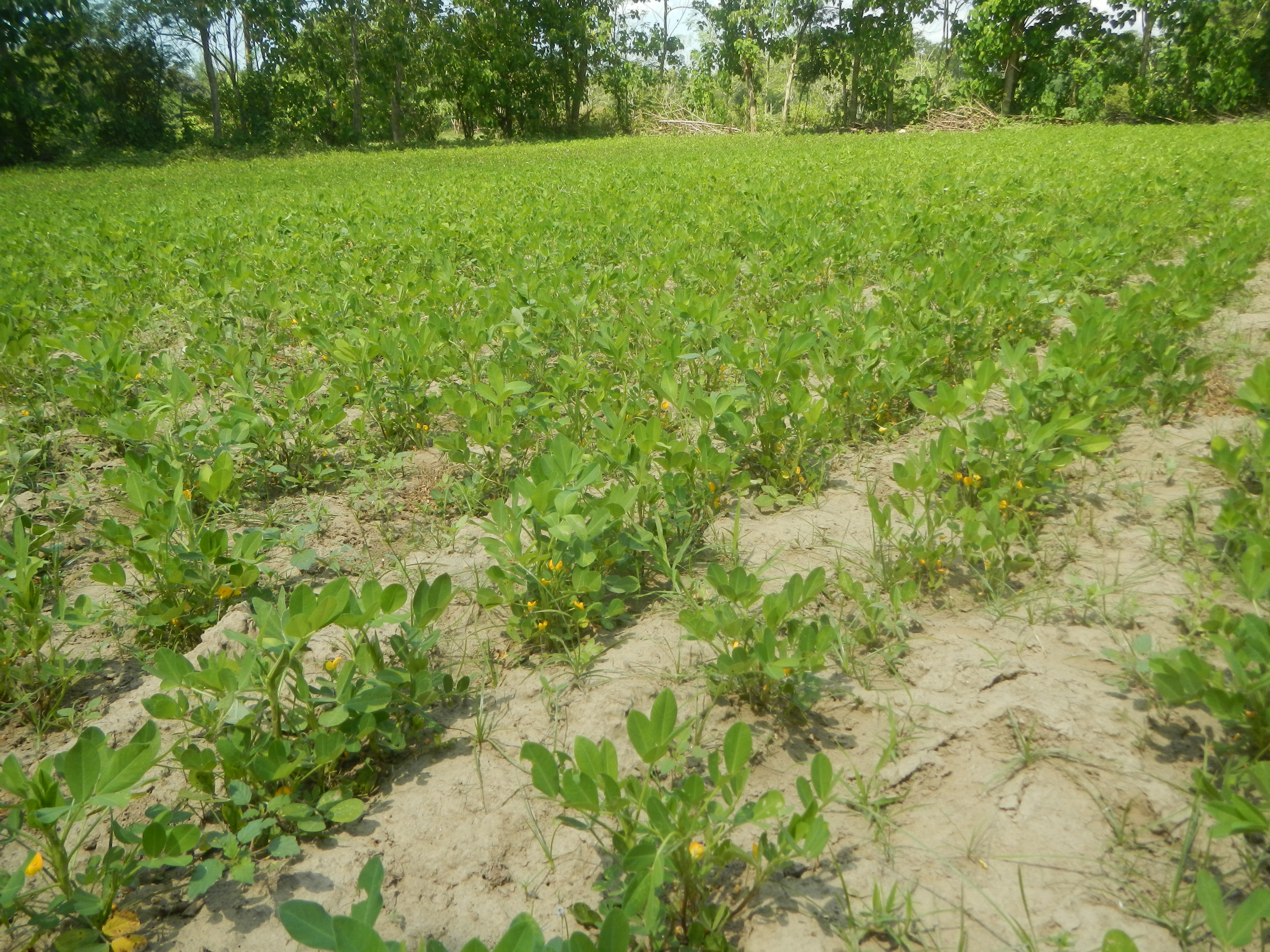
Plantation d'arachides en octobre, Philippines, 2019.
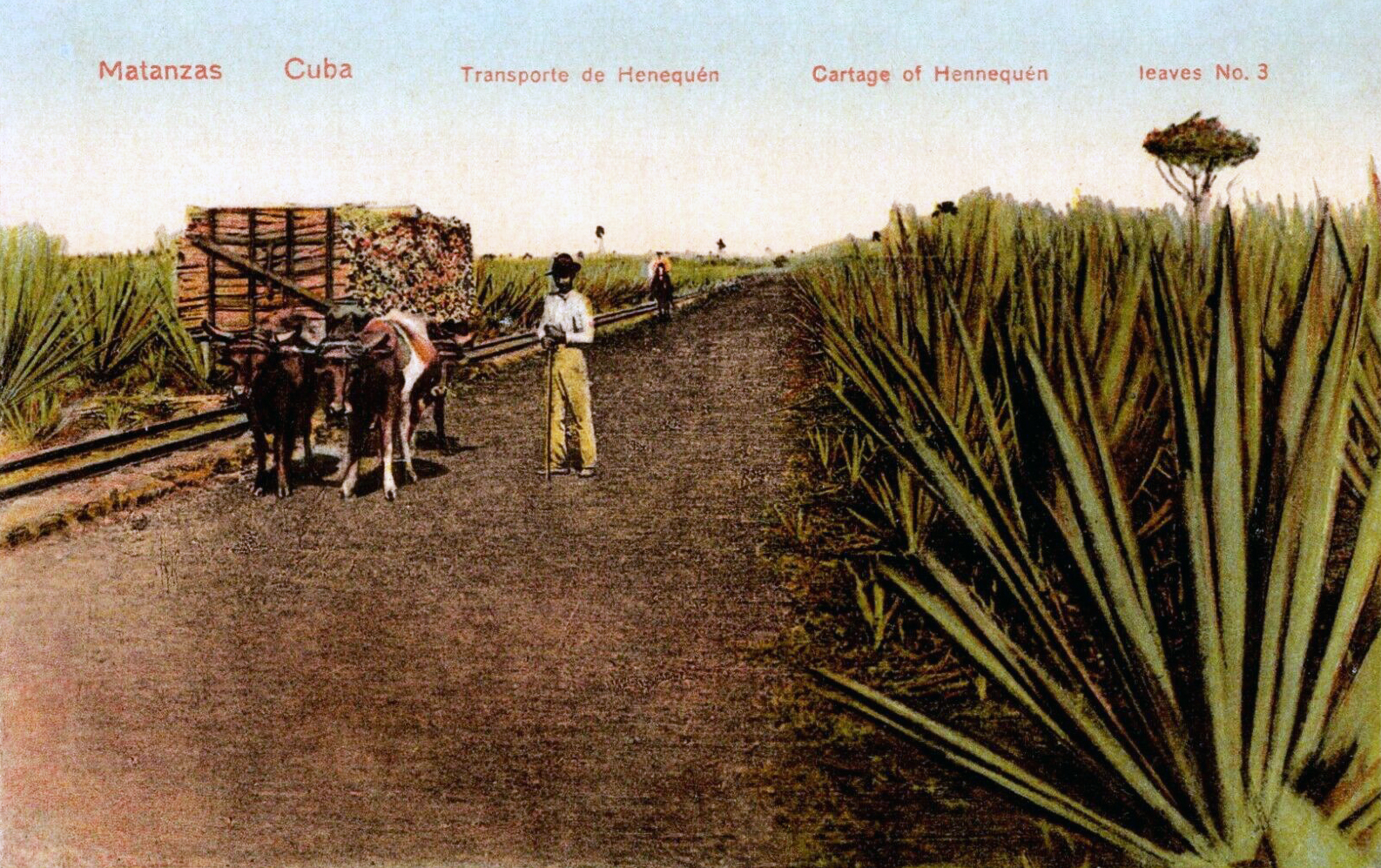
Plantation et transport d'agaves, Cuba, vers 1920
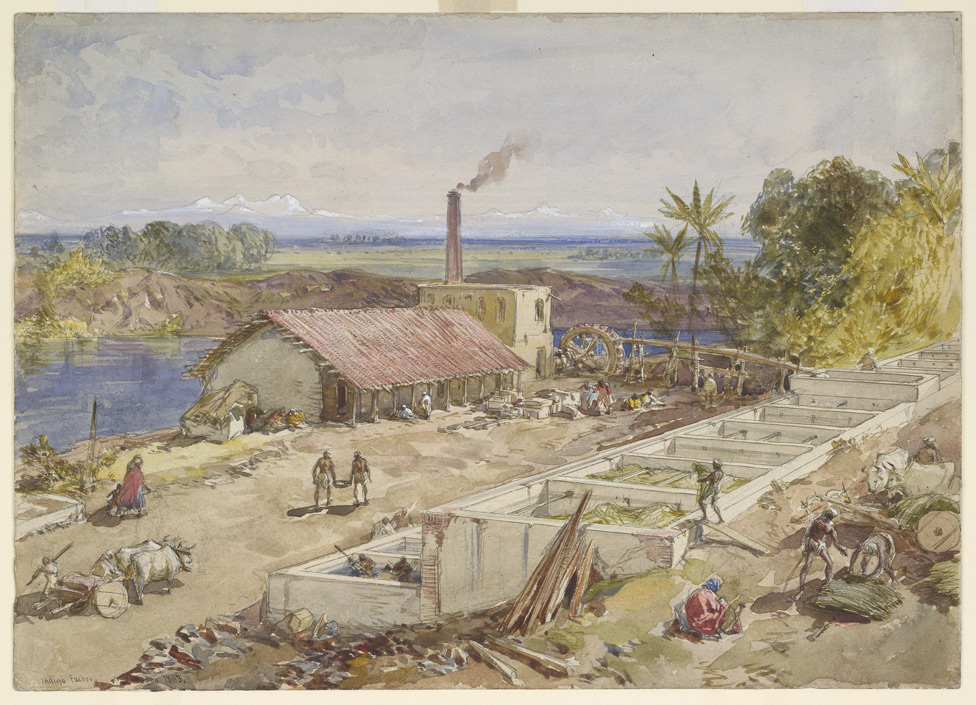
Indigoterie au Bengale, en 1867. Le Bengale était alors le premier producteur mondial d'indigo.
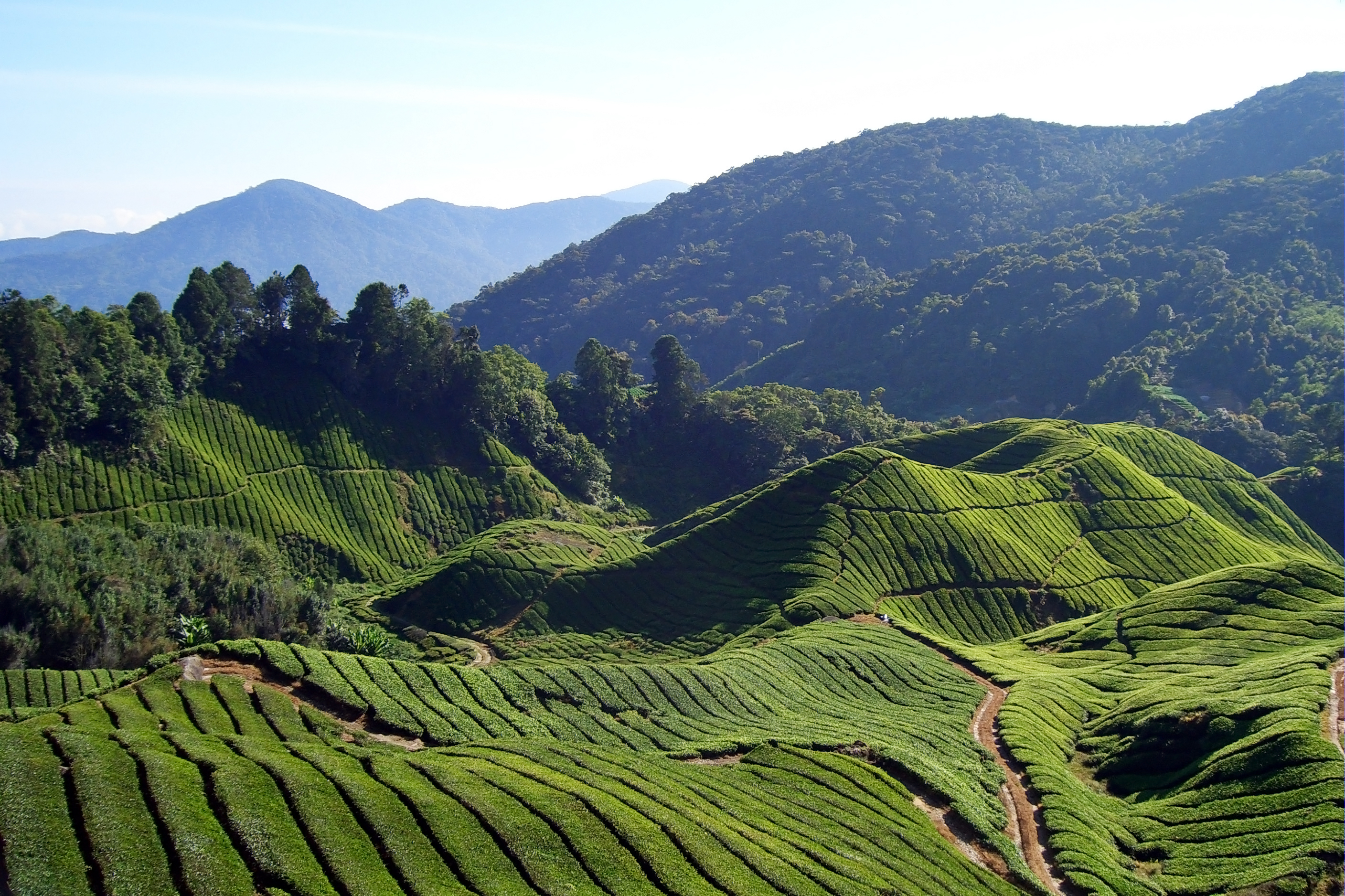
Plantations de thé dans les monts Cameron, Malaisie, 2008.

### Hévéa
La mise au point de la vulcanisation industrielle (Thomas Hancock, 1844) permet de fournir les nouvelles industries des chaussures en caoutchouc, des pneumatiques, des joints et membranes indispensables aux nouvelles machines. Les premières grandes plantations sont installées par les Britanniques en Malaisie (image d'en-tête). Auparavant le latex provenait d'arbres sauvages et était vulcanisé selon des méthodes empiriques.
En Asie du Sud-Est les plantations d'hévéa se sont doublées de plantations de manioc permettant de nourrir les coolies employés dans les plantations à moindre coût.

### Cacao

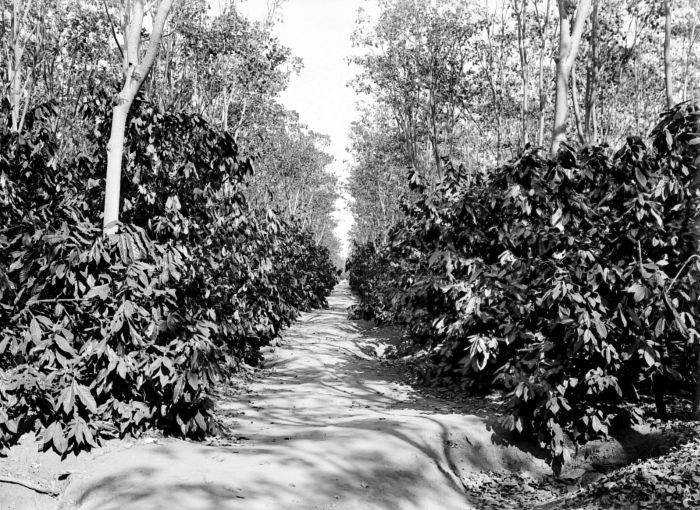
Plantation de cacaoyers sous teck (pour l'ombre), Java-Est, 1910

Le cacao était autrefois un produit de luxe et sa production en quantités importantes ne s'est développée que tardivement. Le cacaoyer est en effet une plante délicate, il doit être cultivé sur des parcelles irriguées et drainées sous ombrage et était réputé difficile à faire cultiver par des esclaves. Jusque vers 1820, la culture avait surtout prospéré sur de petites plantations amérindiennes notamment dans l'Équateur, sur les rives du Rio Yaracuy (Venezuela) où il était commercialisé par les marchands hollandais des entrepôts portuaires de Tucacas et Curaçao et dans la Colonie française du Darién (Panama) qui produisait selon les Espagnols le meilleur cacao du monde et où il était commercialisé par des marchands anglais. Une grande partie de ces marchands étaient des Juifs de Livourne, Bayonne, Amsterdam ou Londres. Le cacao avait alors énormément rapporté aux Provinces-Unies.
À partir des années 1820, la culture du cacao se développa grâce aux améliorations dans l'élaboration du chocolat réalisées par le chimiste hollandais Coenraad Johannes van Houten, à l'industrialisation de la fabrication, aux interdictions de l'esclavage rendant les autres cultures de plantation moins rentables et grâce à de nouvelles variétés moins sensibles. Cependant à partir de 1850, il subit la concurrence de l'hévéa cultivé sous les mêmes climats. Une grande partie de la production se déplaça alors vers l'Asie (Bengale, Indonésie…) et l'Afrique. Aujourd'hui 95 % de la production de cacao provient de petites plantations de 1 à 3 ha, notamment de Côte d'Ivoire et du Ghana.

### Thé

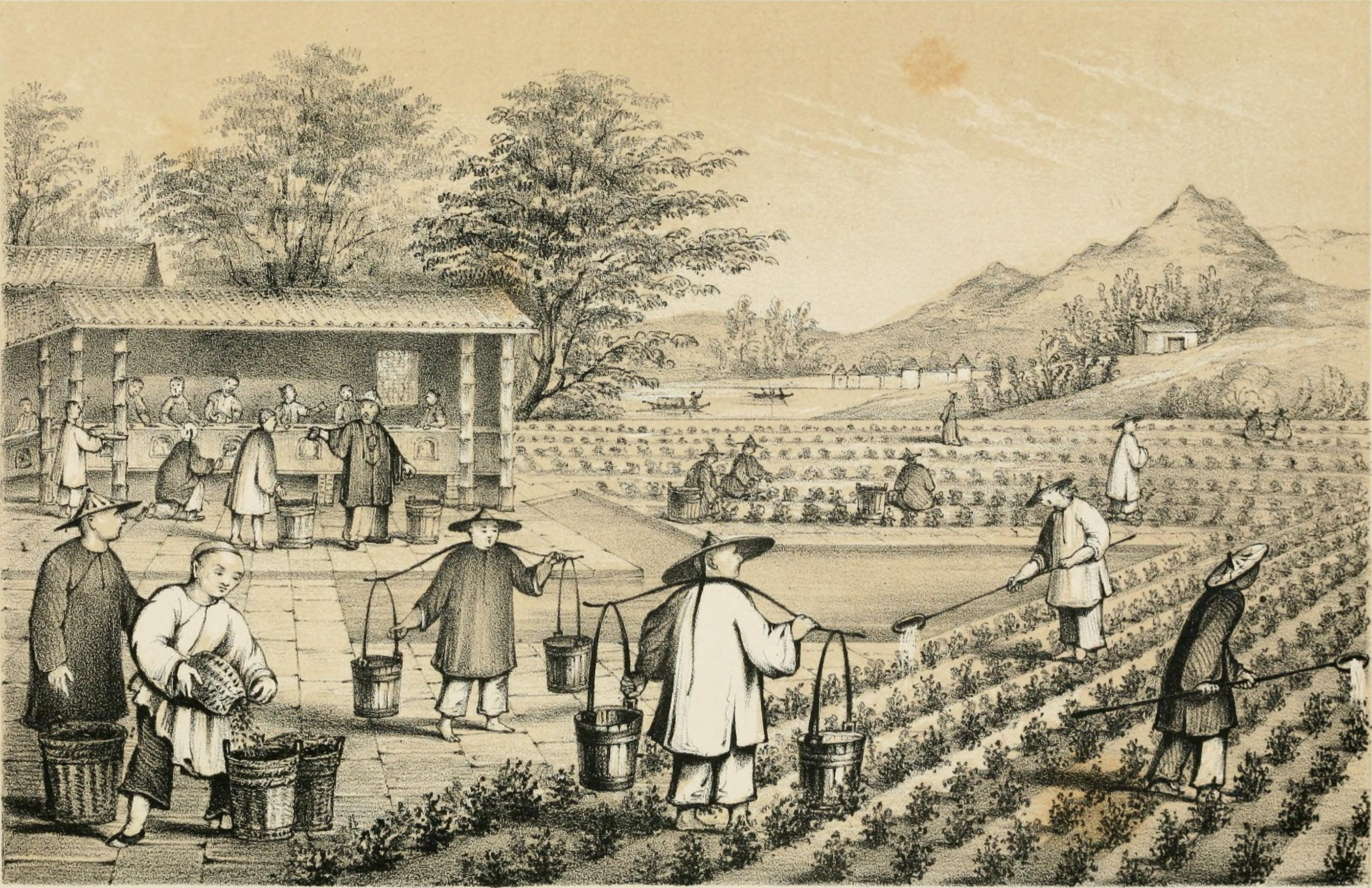
Plantation de thé en Chine vers 1840

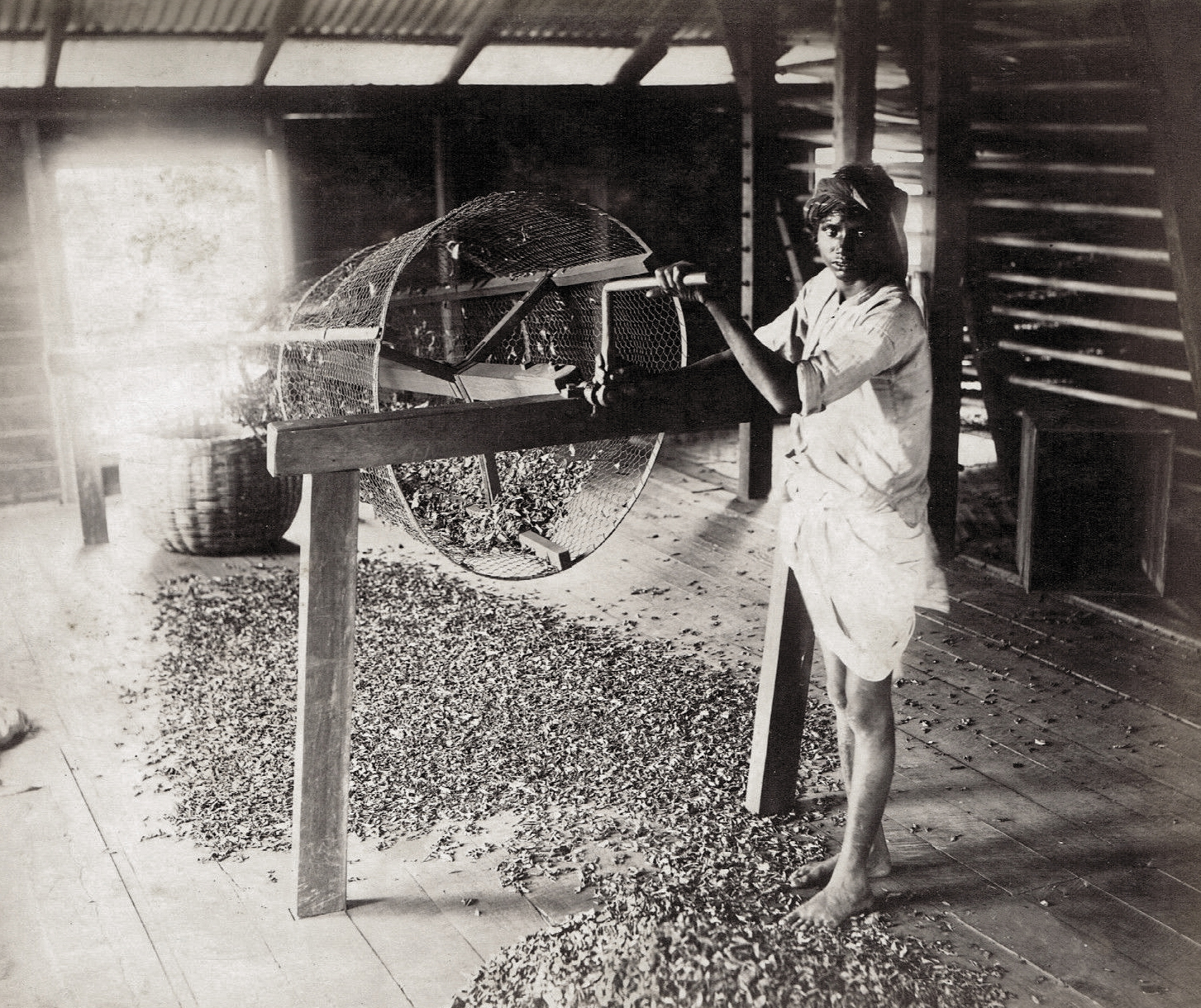
Triage du thé à Ceylan vers 1880.

Le thé est cultivé en Chine, dans de véritables plantations depuis l'époque des Tang, fournissant des produits savamment élaborés et contrôlés. Les grandes plantations britanniques en Inde et à Ceylan n'apparurent qu'à partir des années 1840. De plus les Britanniques favorisèrent la contrebande de l'opium, produit dans des plantations du Bengale, en Chine en échange avantageux de thé chinois. Ces pratiques aboutirent aux guerres de l'opium, à la révolte des Boxers et à la mise sous tutelle de l'économie chinoise (protocole de paix Boxer). Le thé est aujourd'hui la première boisson consommée au monde si l'on excepte l'eau pure.

### Plantes à fibres
La révolution industrielle entraîne aussi une croissance importante de la culture de certaines plantes à fibres avant l'utilisation généralisée des polymères synthétiques à partir des années 1950. La demande est stimulée par :
- le développement de l'industrie du coton, également utilisé pour la production d'ouate et d'isolant électrique,
- la naissance d'une véritable industrie de l'emballage ; le procédé kraft permet l'obtention de papiers et cartons solides ; il permet d'obtenir simultanément à partir des conifères la pâte à papier et les dérivés de la résine (sans passer par le gemmage) comme la térébenthine, utilisée massivement aussi pour la fabrication du caoutchouc, et l'huile de tall (notamment employée dans les colles et encres d'emballages cartons) ; l'invention du noueur automatique (John Appleby (inventor) (en) 1878) facilite l'utilisation de la ficelle, les sacs et filets en toile de jute ou de sisal, les cordages sont indispensables aux transports ; l'augmentation du commerce de vins et boissons en bouteille entraîne un débouché accru pour le liège produit dans des plantations de chêne-liège ;
- l'architecture moderne et l'ameublement utilisent les fibres, le rotin, l'osier et le liège ; ainsi l'invention du linoleum (Frederick Walton, 1863), produit principalement avec de l'huile de lin et de la poudre de liège, et celle du staff (plâtre et fibres). Comme certaines plantations vivrières (banane plantain, igname, patate douce) utilisées dans l'alimentation de tout le personnel (les esclaves ont souvent de petits jardins), le bambou, l'acajou[103], le rotin souvent sauvage et qui résiste aux termites, font partie des récoltes annexes des plantations tropicales pour leur ameublement ordinaire avant d'être prisés par le style colonial, avec le fameux fauteuil de planteur, et l'Art Nouveau.
- La naissance de l'industrie de la cellulose qui permet d'obtenir les premières fibres synthétiques (rayonne ou viscose) et d'autres produits dont la cellophane et la nitrocellulose. La première matière plastique, le celluloïd, est fabriqué à partir de nitrocellulose et de camphre.

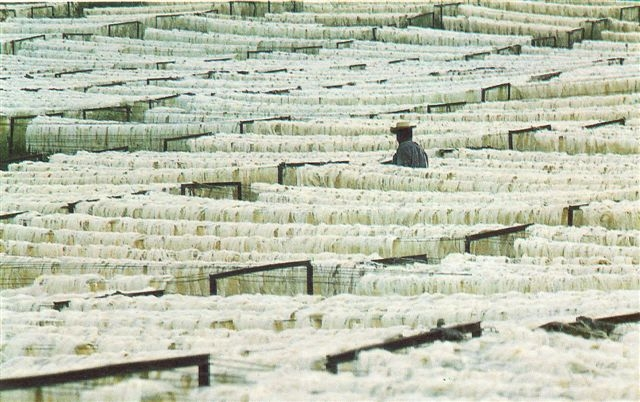
Séchage de fibres d'agave (henequen) au soleil, Yucatan, Mexique, 2006.

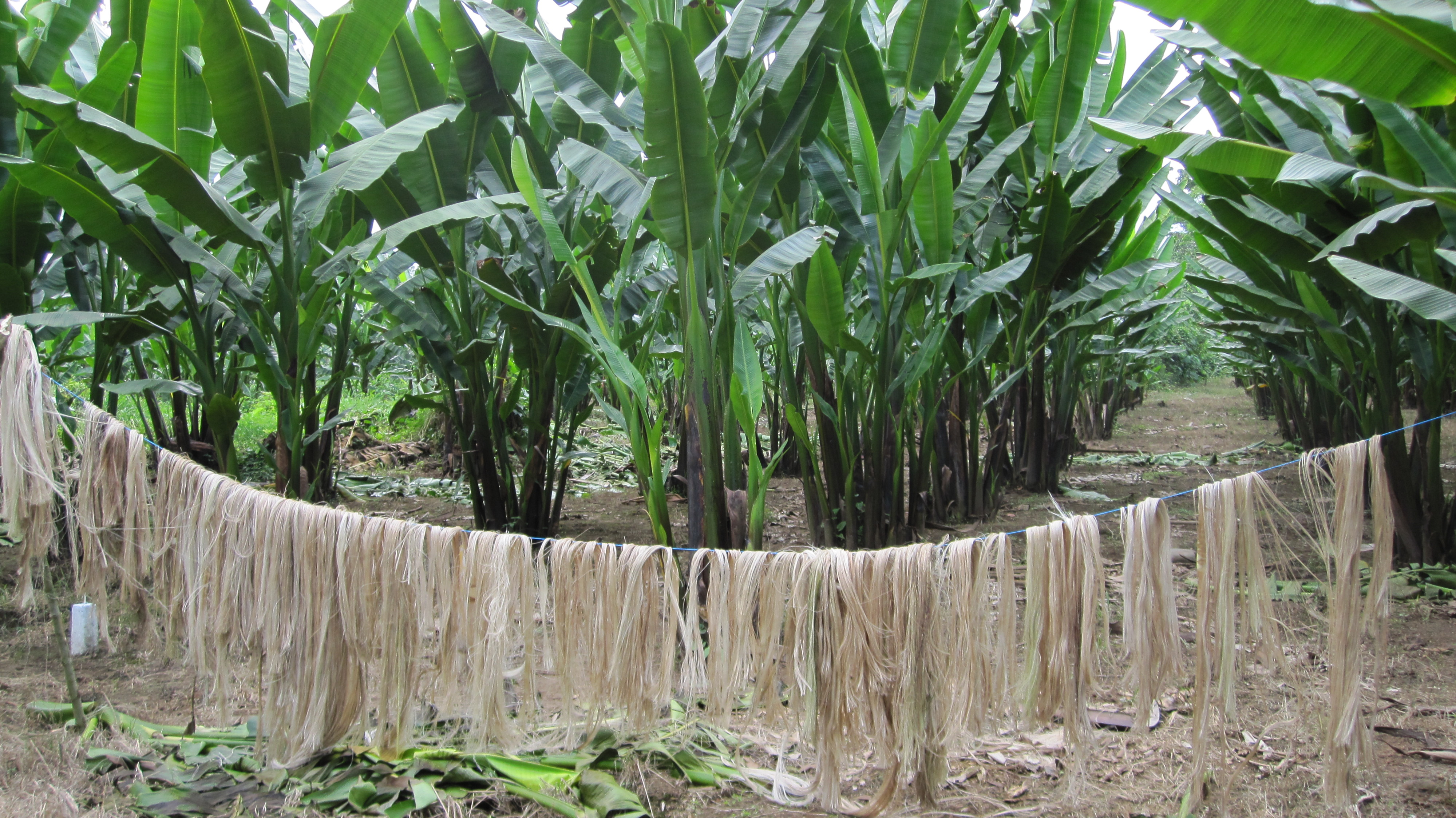
Plantation d'abaca et séchage de sa fibre, Costa Rica, 2011.

Outre le coton, le bois, le chanvre et le lin, l'industrie fait appel à des plantations tropicales : la ramie (ortie de Chine), le jute (chanvre du Bengale), le kapok, les agaves (sisal, henequen), certains bananiers (abaca ou chanvre de Manille) et palmiers (raphia, cocotier, palmier de l'Équateur). Voir Liste de fibres naturelles#Fibres végétales
En France, les plantations de pins (en fait obtenues par semis) dans les Landes ont parfois été qualifiées de colonisation de l'intérieur, tant les changements économiques et sociétaux entraînés ont été radicaux (voir Forêt des Landes).

### Oléagineux

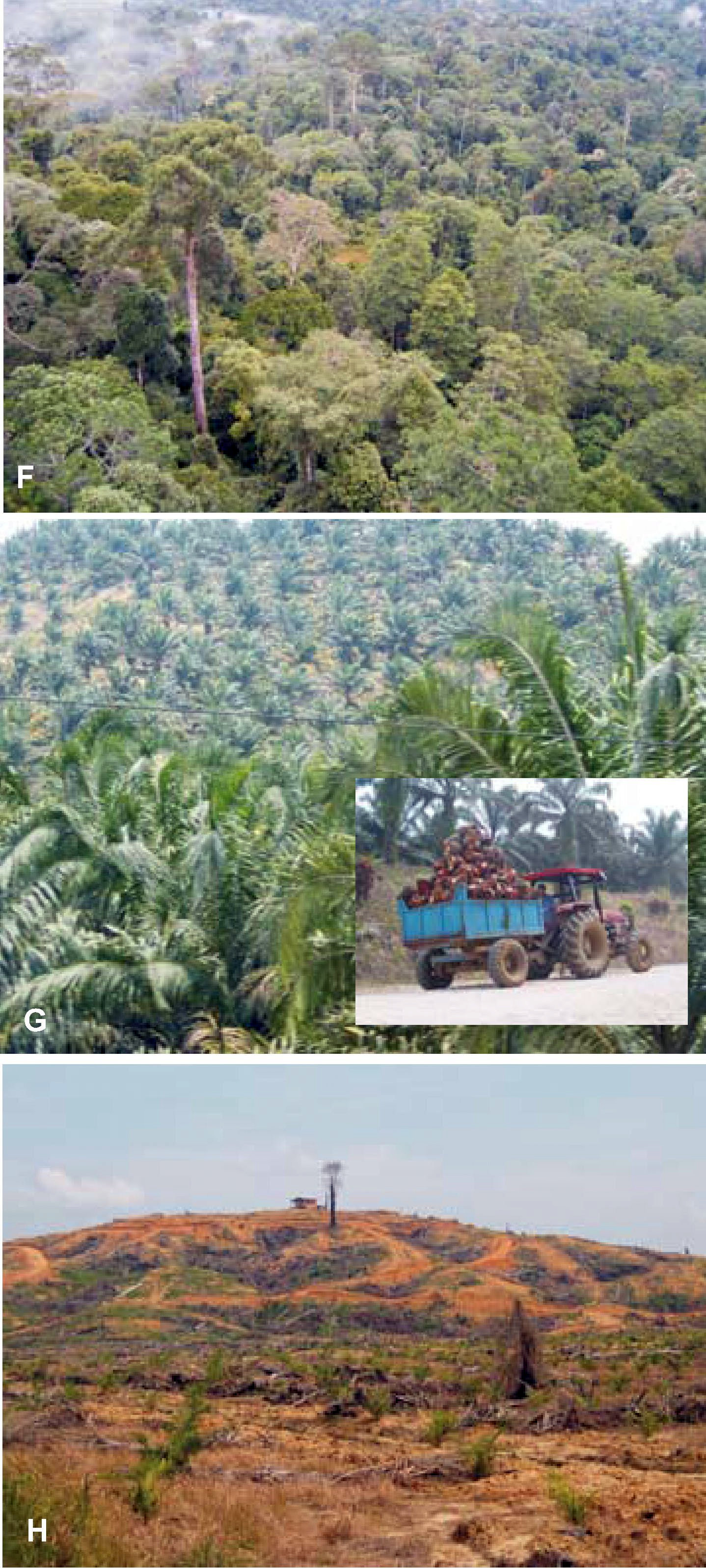
Destruction irréversible de l'habitat forestier due aux plantations de palmier à huile à Borneo.

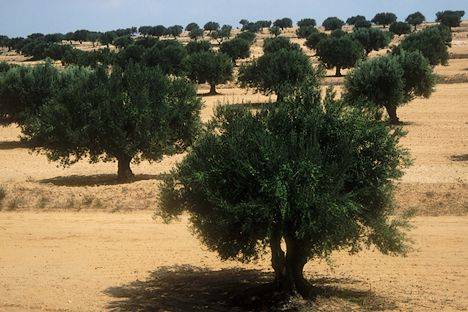
Plantation d'oliviers, Tunisie, 2006.

Les principales productions d'huiles végétales sont dans l'ordre d'importance en 2012 : les huiles de palme, de soja, de colza, de tournesol, de palmiste, de coton, d'arachide, de coprah, d'olive.
Les cultures de tournesol et de colza ne sont pas considérées comme des plantations. Ce peut être le cas pour les cultures d'arachides et de soja menées souvent à la manière des plantations. L'huile de palme et l'huile de palmiste sont produites sur la même plante, Elaeis guineensis, le palmier à huile. L'huile de coton est un coproduit de la culture du coton, principal textile de plantation. l'huile de coprah est l'huile de noix de coco. Le pressage des graines d'oléagineux s'accompagne de la production d'un tourteau généralement riche en protéines complétant leur valorisation.
Le développement récent des plantations de palmier à huile, devenue la première huile consommée dans le monde, a entraîné une controverse portant sur les déforestations que cette culture entraîne. Une culture intensive de palmier à huile peut fournir jusqu'à 8 tonnes d'huile/ha (en moyenne en Malaisie : 4,5 tonnes/ha) contre 1,4 tonne/ha pour le colza ou le soja, ce qui explique certains termes de la controverse comme celui de la souveraineté alimentaire. Il y a cependant bien des façons de conduire des plantations tropicales mais le problème de la déforestation reste réel et se pose à peu près dans les mêmes termes que pour la culture du soja au Brésil ou pour les forêts de plantation en zone équatoriale.
Voir chapitres ci-dessous : Perte de forêt naturelle et suivant.

### Fruits et légumes de plein champ

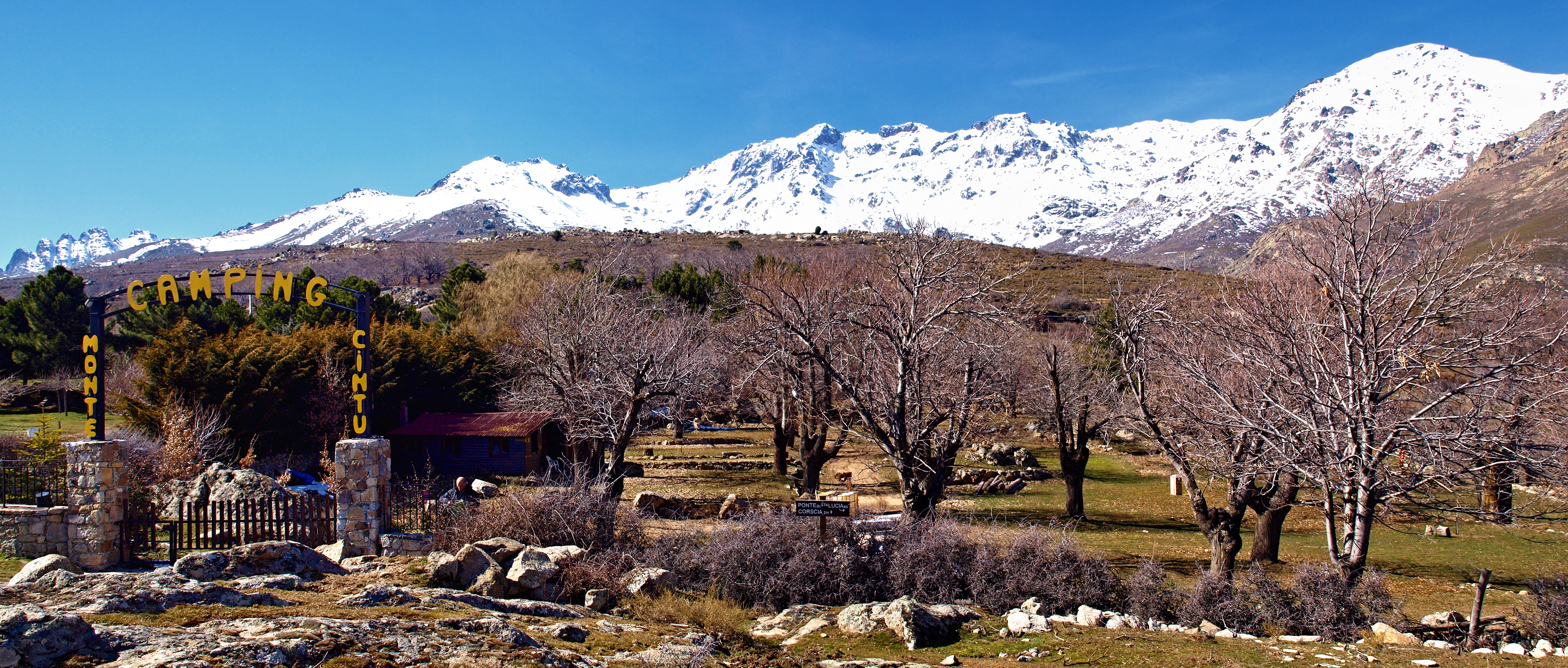
Plantation de châtaigniers servant aussi de camping à Lozzi (Corse).

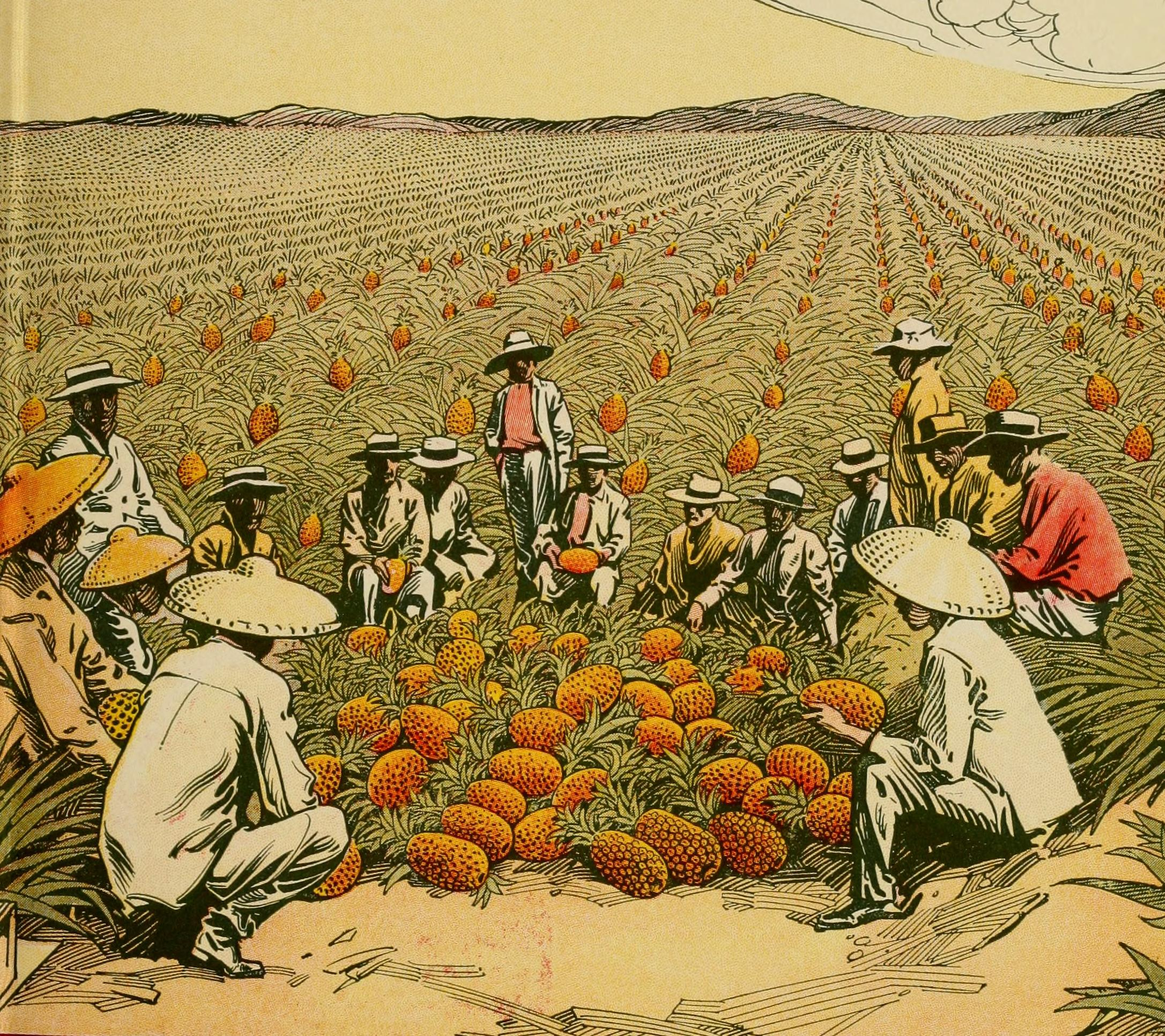
Publicité pour l'ananas de Hawaï montrant une plantation et ses travailleurs, 1914.

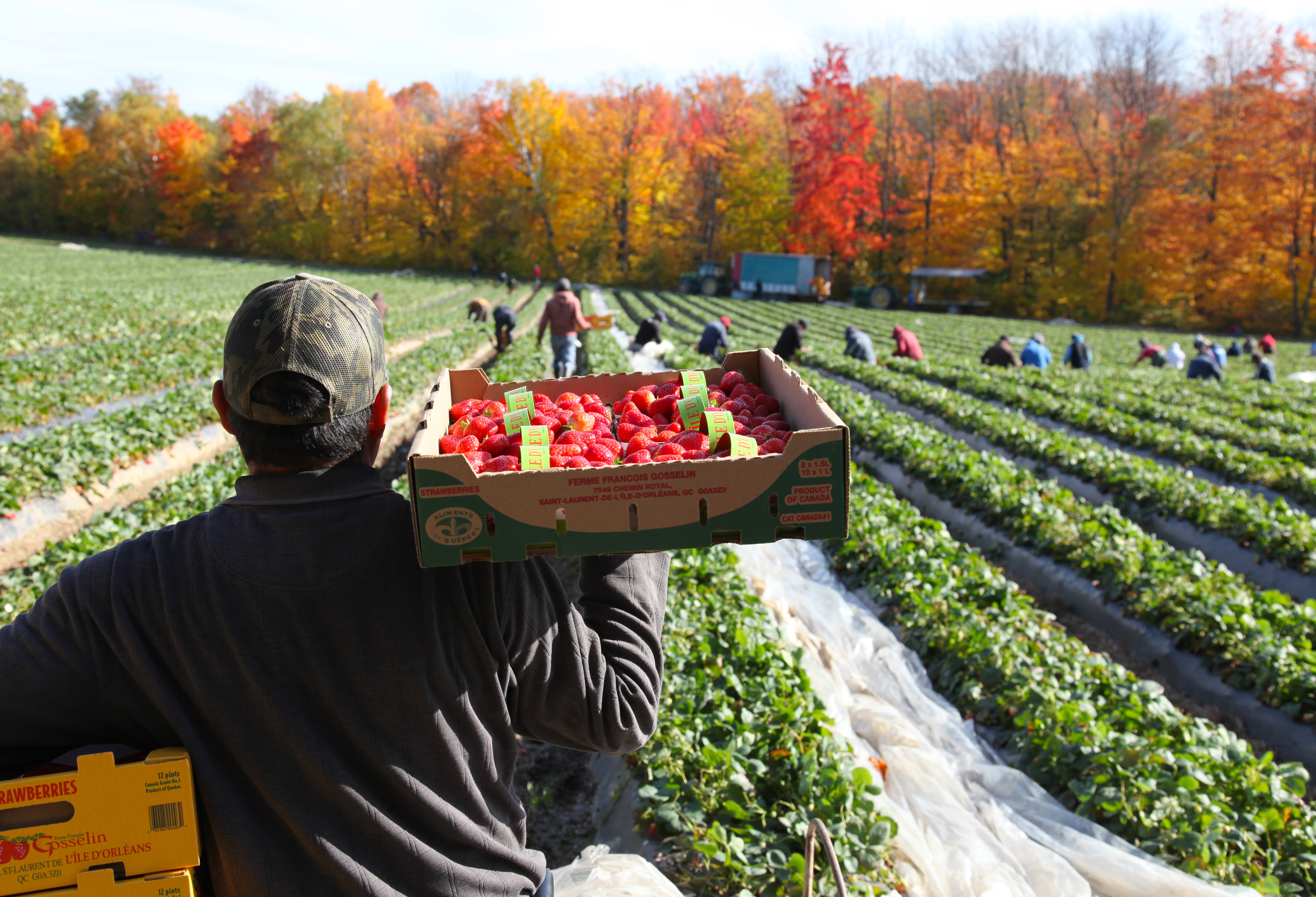
Plantation industrielle de fraisiers sur billons couverts de plastique noir et sous minitunnel. Québec, 2019. Ce système est aussi très utilisé pour le melon de plein champ, la pastèque et le concombre.

Selon Statista en 2017, les principales plantations fruitières sont dans l'ordre d'importance en millions de tonnes (Mt) :
- la pastèque, 118 Mt
- la banane, 114 MtPlantation de bananes à Sainte-Lucie en 2006.
- la pomme, 83 Mt
- le raisin, 74 Mt
- l'orange, 73 Mt
- les mangues, 51 Mt
- la banane plantain, 39 Mt
- les tangerines, 33 Mt
- le melon, 28 Mt[109]
- l'ananas, 27 Mt

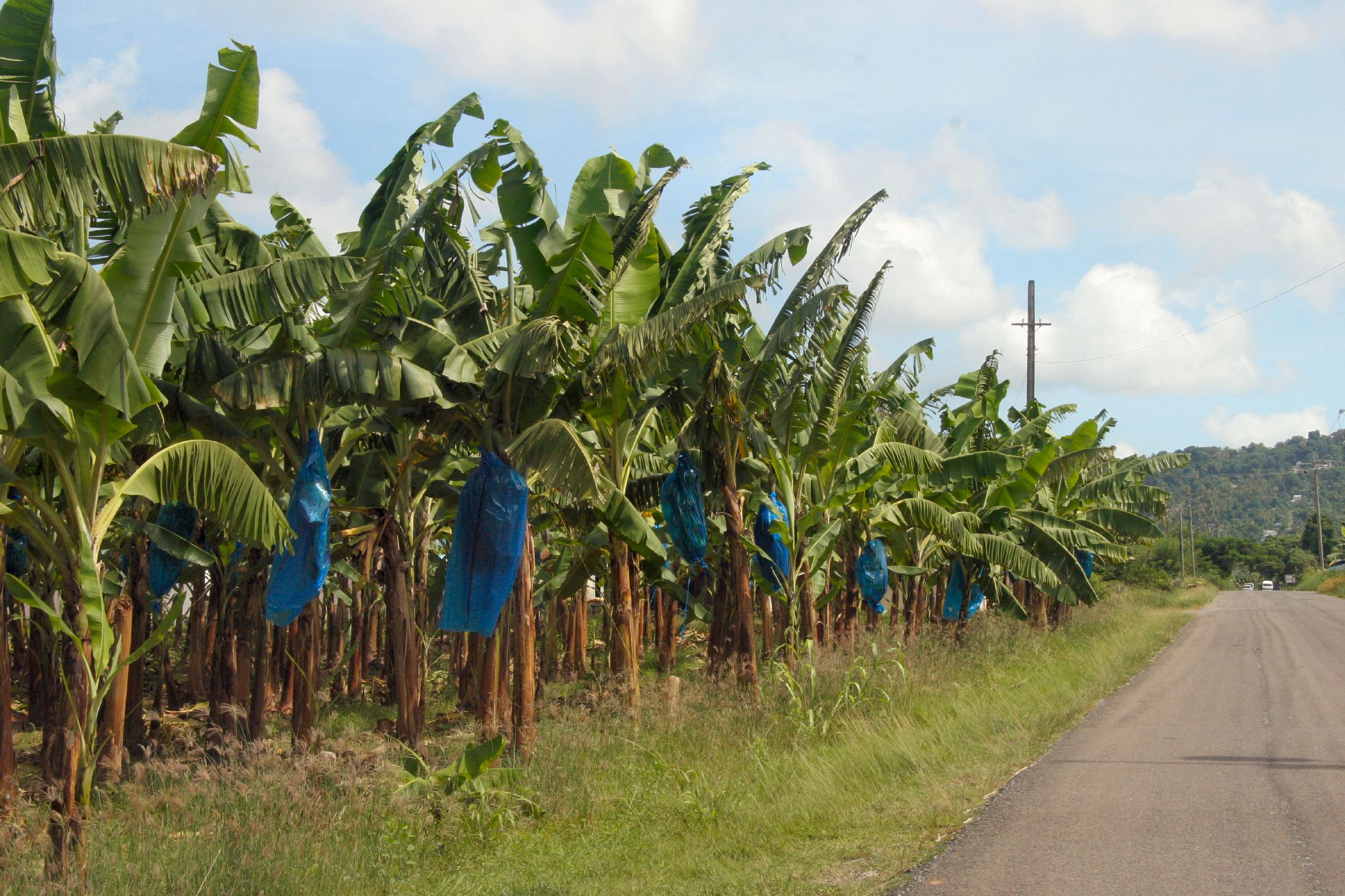
Plantation de bananes à Sainte-Lucie en 2006.

- les pêches et nectarines, 25 Mt
- les poires, 24 Mt
- les citrons, 17 Mt
- la papaye, 13 Mt
- les prunes, 12 Mt
- les fraises, 9 Mt
- le pamplemousse, 9 Mt
- les dattes, 8 Mt
- l'avocat, 6 Mt.

Remarque : la noix de coco dont les utilisations sont multiples (coprah, lait, eau de coco …) n'est pas comptabilisée en tant que fruit. Sa production atteignait 62 millions de tonnes en 2020 (FAOSTAT).
En production légumière, les systèmes maraîchers traditionnels sont concurrencés par des plantations de plein champ dont la culture et la récolte sont presque complètement mécanisées. Il ne s'agit cependant pas toujours du même type de produit : les tomates pour la transformation sont par exemple bien différentes des tomates à consommer en frais ; elles sont généralement cultivées sans taille ni tuteurs (plants à croissance déterminée), doivent être résistantes aux chocs lors de la récolte et être récoltées en une seule fois. Les légumes les plus consommés dans le monde sont la tomate, les choux, l'oignon, le concombre, l'aubergine et la carotte. La part des plantations de plein champ est en augmentation constante du fait de prix de revient bas et est en relation avec les nouveaux modes de consommation : concentré de tomates, purée de piments ou d'oignons pour les pizzas et hamburgers, ketchups, soupes, jus pour boissons …
Historiquement, les plantations fruitières tropicales ont été dominées par de très grandes sociétés comme la United Fruit Company (aujourd'hui Chiquita Brands International) qui sont devenues plus puissantes que certains États sur le territoire desquels elles opéraient (République bananière). La Dole Food Company et ses planteurs réussiront ainsi à faire annexer le royaume d'Hawaï par les États-Unis en 1898. Cette position dominante permettait bien des abus, en particulier la pratique de contrats léonins d'engagisme. Ces compagnies ont de fait popularisé la consommation de fruits comme la banane ou l'ananas sur toute la planète.
Beaucoup de plantations fruitières et légumières de plein champ (tomates, melons, piments, concombres, fraises…) sont aujourd'hui sous la dépendance de la disponibilité de l'eau et doivent utiliser des systèmes d'irrigation sophistiqués ainsi que des paillages, tunnels ou mini-tunnels plastiques permettant de réguler la température et la consommation de l'eau ; elles peuvent être réparties, pour la même entreprise, sur des régions voire des pays de latitude différente pour échelonner l'offre commerciale et répartir les risques (voir Culture intensive du melon de plein champ). Ces cultures sont relativement économiques et souvent qualifiées par les producteurs d'extensives (par rapport aux cultures en serres) ou de raisonnées mais peuvent néanmoins attirer les critiques concernant la gestion de la main d'œuvre, de l'eau, des plastiques et des phytosanitaires.

### Plantes à racines et tubercules à féculent
Ces plantes sont le plus souvent cultivées par plantation au sens technique du terme. Patate douce, pomme de terre, manioc, igname et chicorée industrielle sont généralement cultivées sur billons. Elles étaient autrefois considérées comme des cultures vivrières cependant le développement de leurs débouchés industriels tend à en faire des cultures industrielles : industrie de l'amidon, alcools, féculerie (fécules, arrow-root issu de maranta arundicea, tapioca), alimentation animale. Elles sont alors menées dans certains pays selon les méthodes de l'économie de plantation. Canna indica (toloman) est cultivée pour ses rhizomes destinés à l'amidonnerie en Colombie et en Chine. La patate douce fait aussi aujourd'hui l'objet d'un commerce mondial de consommation en frais comme la banane. La chicorée industrielle est utilisée pour la production d'inuline (fructane) et de fructose. Tous ces éléments entrent ensuite dans la composition des aliments transformés.
Production en millions de tonnes selon la FAO :
Le graphique qui aurait dû être présenté ici ne peut pas être affiché car il utilise l'ancienne extension Graph, désactivée pour des questions de sécurité. Des indications pour créer un nouveau graphique avec la nouvelle extension Chart sont disponibles ici.

Production mondiale des différents types de racines et tubercules à féculent (année 2019).

## Plantes à parfum, aromatiques, stimulantes et médicinales, fleurs

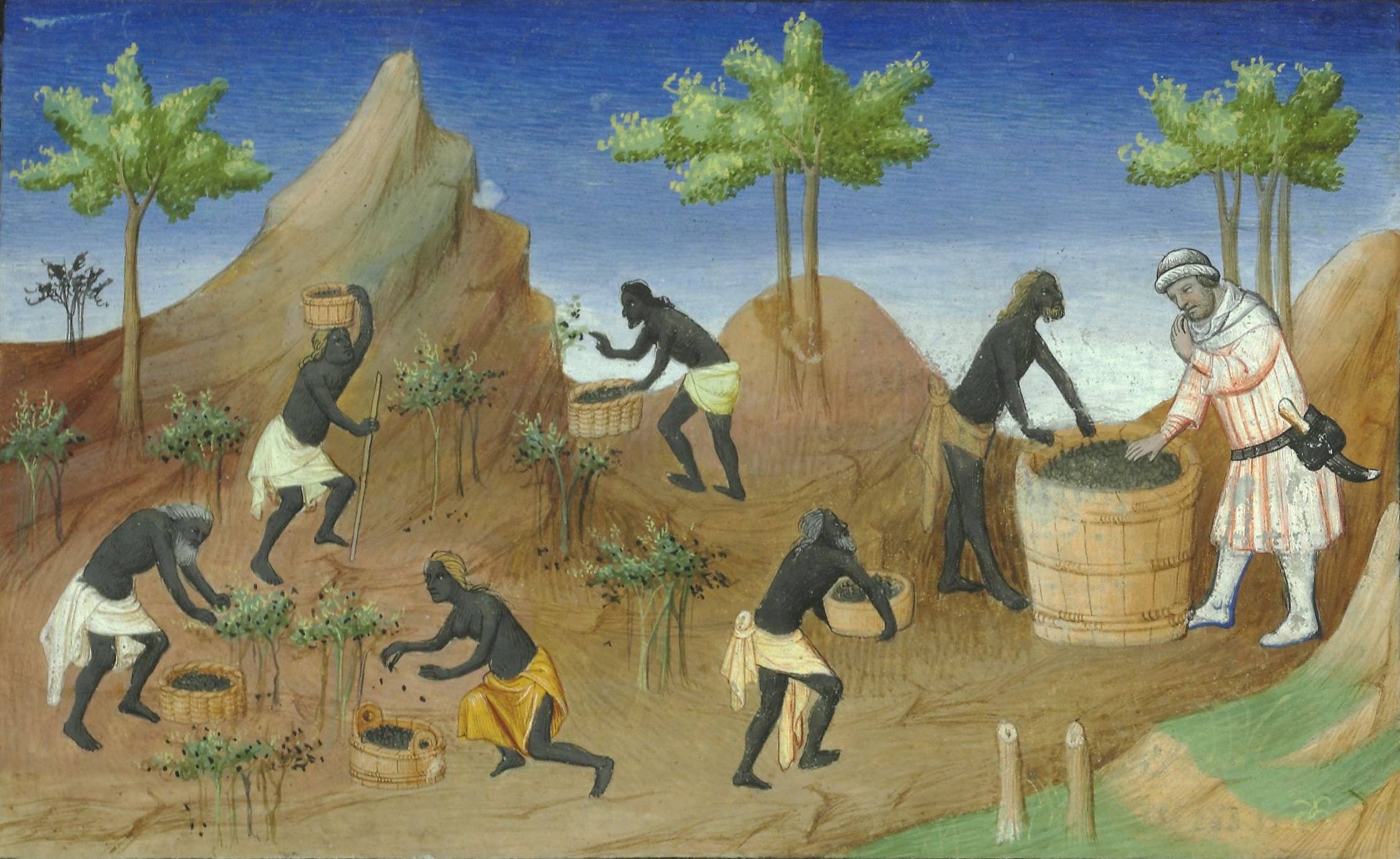
Récolte du poivre en Inde (ms. BnF fr. 2810 du Livre de Marco Polo).
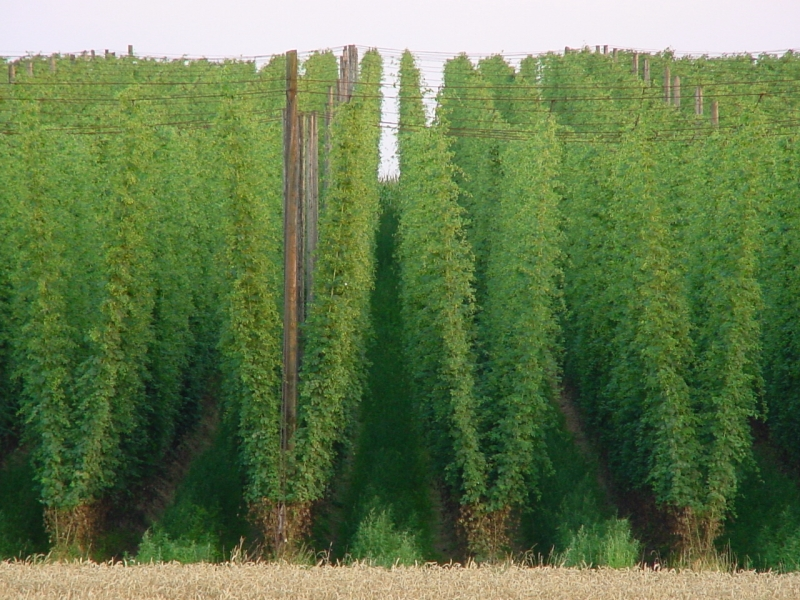
Houblonnière à l'approche de la récolte dans le Hallertau, référence mondiale de la production houblonnière, Bavière, 2004.
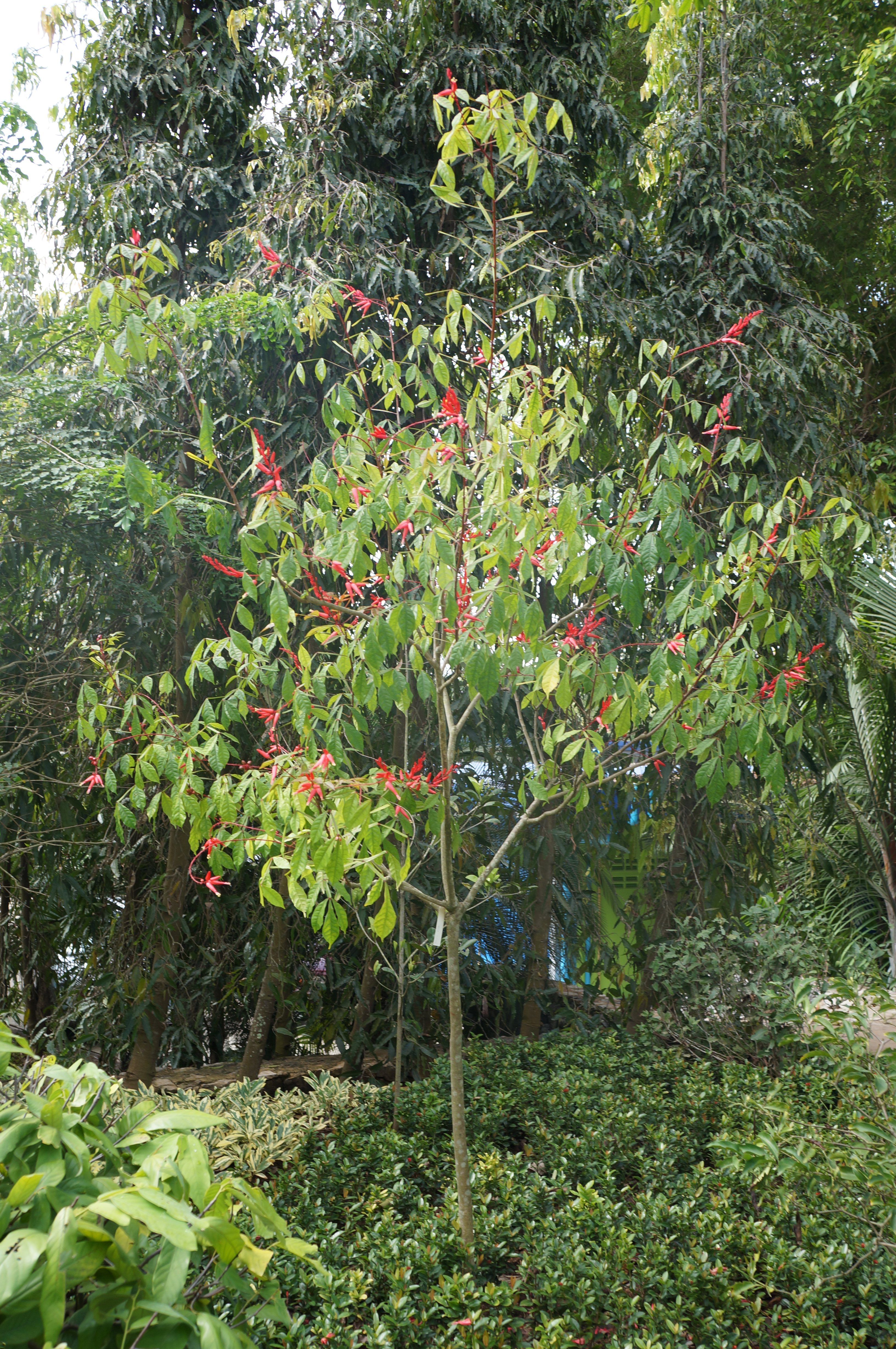
Quassia amara, arbuste tropical cultivé pour l'aromatisation des bitters angostura, les besoins de la médecine et comme insecticide bio.
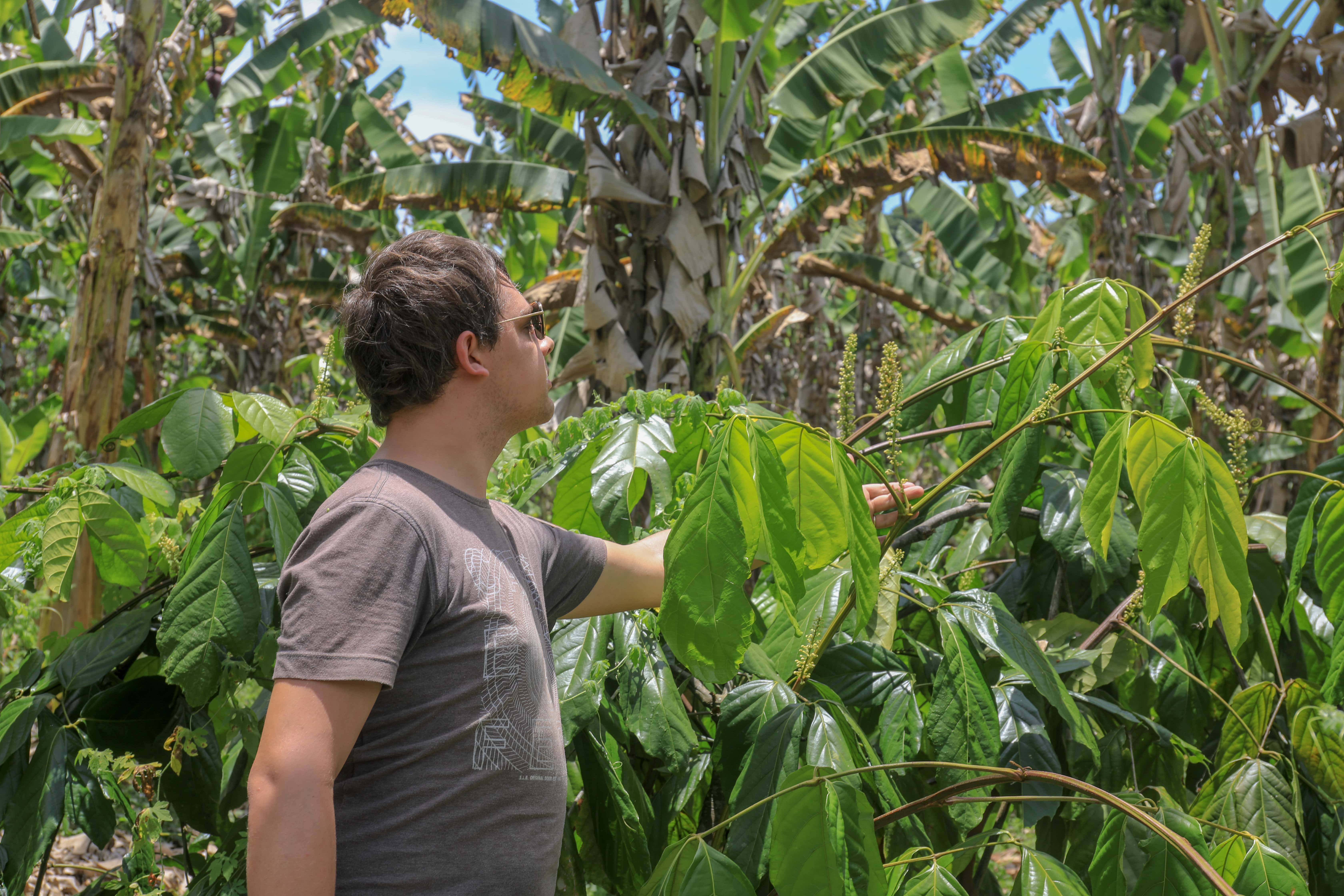
Plantation de guarana devant des bananiers, Brésil, 2019. Le guarana est utilisé pour la production industrielle de caféine et d'autres alcaloïdes destinés aux sodas, boissons stimulantes et compléments énergisants.
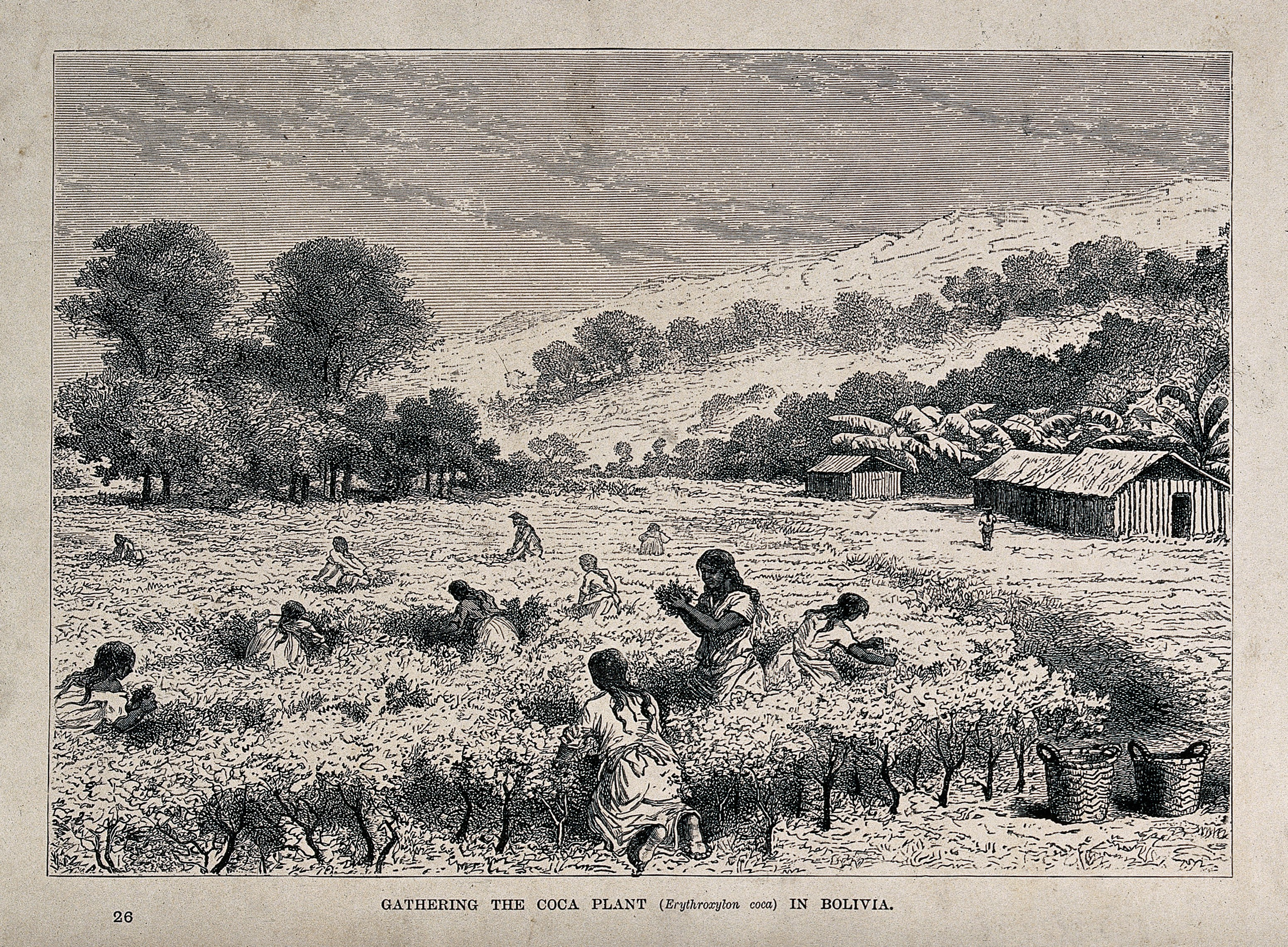
Récolte des feuilles dans une plantation de coca, Bolivie, 1867.
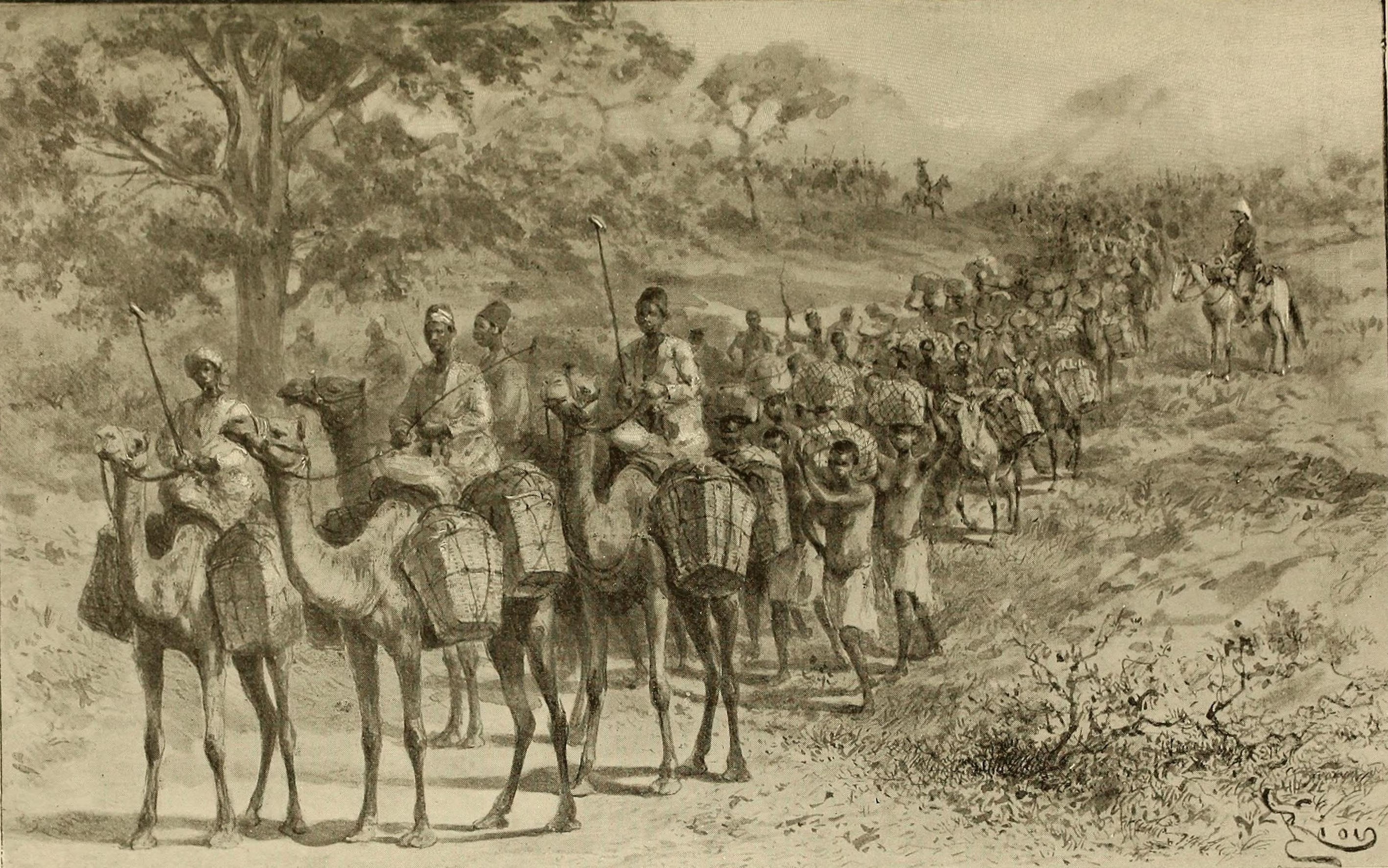
Caravane Haoussa transportant des noix de cola, région du lac Tchad vers 1895.
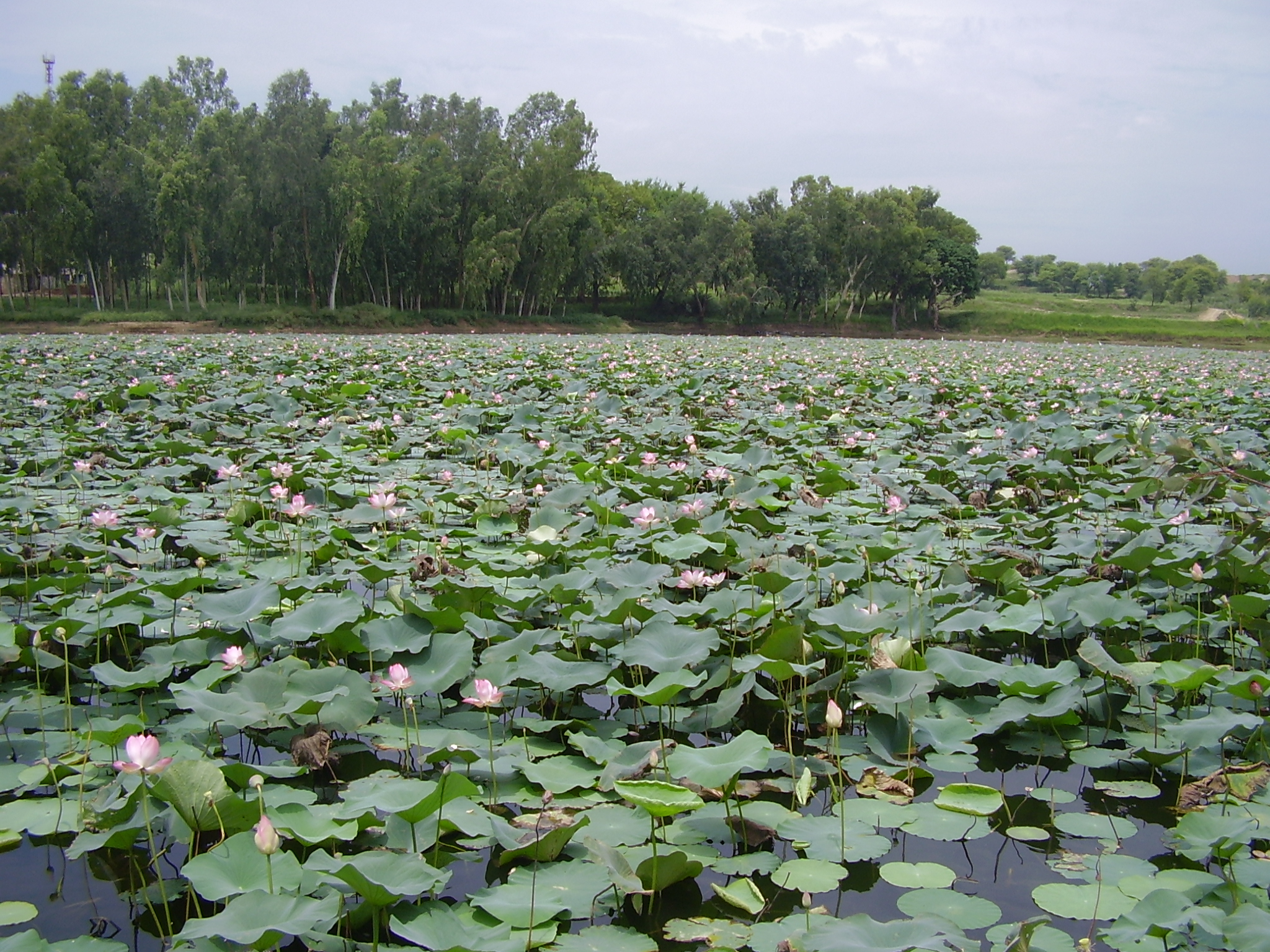
Plantation de lotus sacré au Pendjab. Comme le riz et le taro, le lotus est souvent planté en parcelles inondables. Pakistan, 2008.
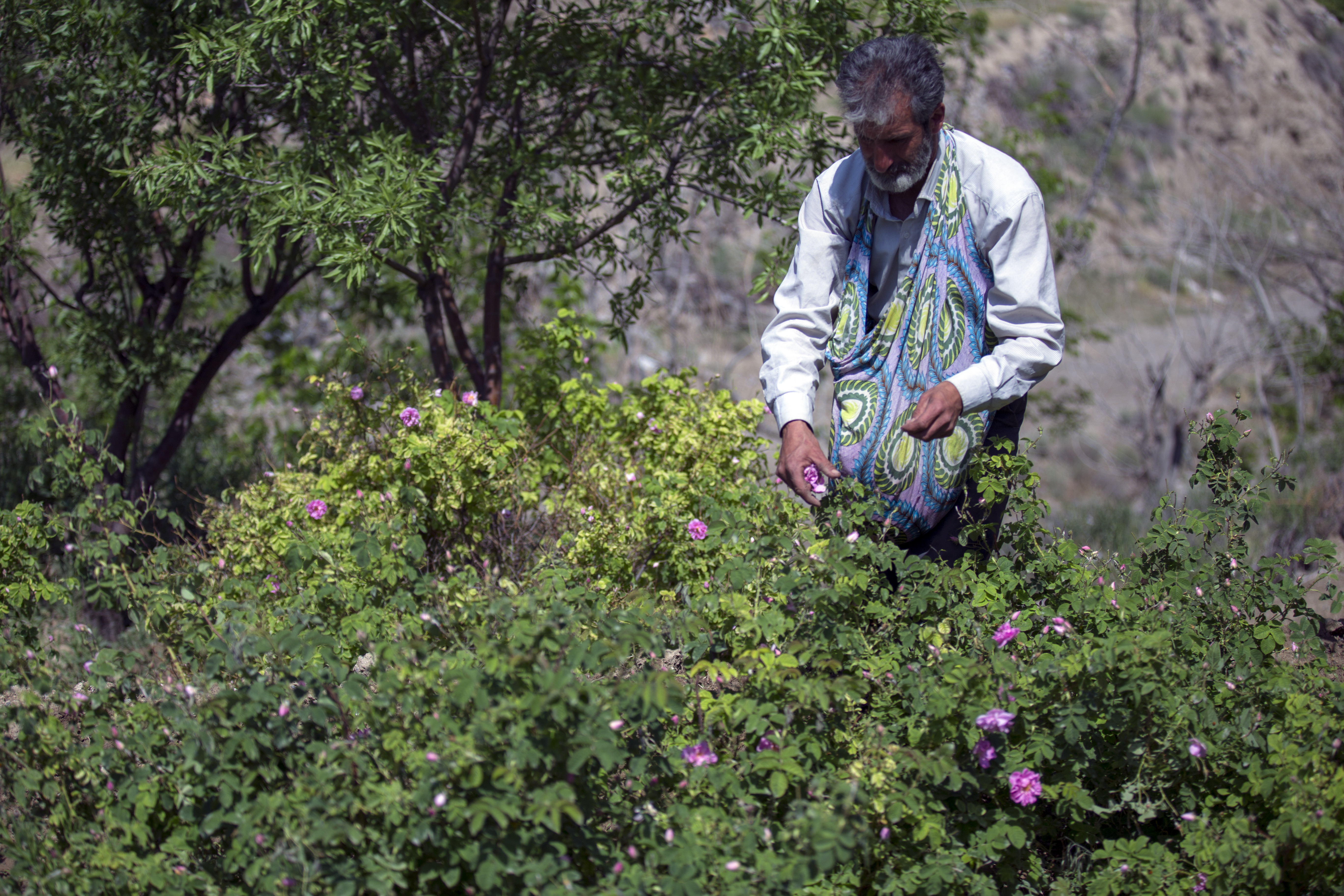
Cueillette de roses de Damas pour la fabrication d'eau de rose, Iran, 2014.
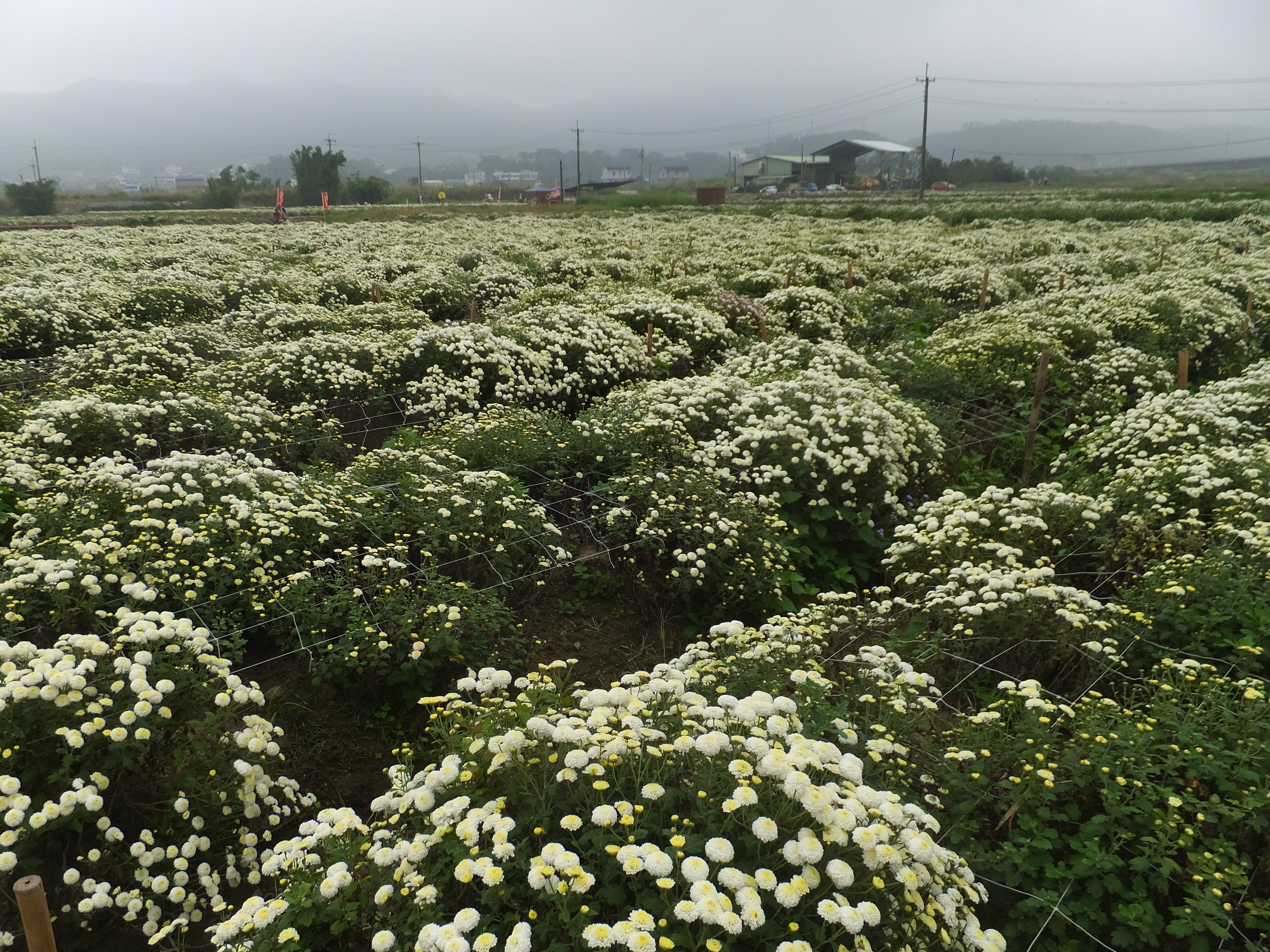
Plantation de chrysanthèmes à Taïwan, 2015.

En France, les cultures de plantes à parfum, aromatiques et médicinales (PPAM), concernent surtout les plantes à parfum et médicinales et sont en développement. Il s'agit de cultures très variées dont beaucoup sont des ligneuses menées en plantations pluriannuelles : lavandes, sauge sclarée, fleur d'oranger ou annuelles : marjolaine. La principale production est le lavandin (hybride de lavandes) pour 16 000 ha en Provence. Ces cultures peuvent aujourd'hui être mécanisées notamment avec l'emploi de planteuses et de récolteuses (petites moissonneuses-lieuses adaptées par exemple). L'ylang-ylang, plante à parfum, fut l'objet d'importantes plantations françaises à La Réunion puis aux Comores et à Nosy-Be (Madagascar).
En français, les « épices » cultivées en Europe (échalote, moutarde, ail, piment, laurier sauce) ne sont généralement pas considérées comme telles mais plutôt désignées sous le nom d'aromates. Il en est de même pour les épices utilisées en pharmacie (benjoin, camphre, quinquina) ou dans les rites religieux (encens, etc.).
Dans le monde, les principales épices de plantation sont le poivre, la cannelle, la girofle, la badiane chinoise, la vanille, le gingembre et le muscadier duquel on tire la noix de muscade et le macis.
Les boissons stimulantes comprennent le café, le thé et le maté. Les plantations de kola et de quinquina, plante médicinale ou drogue végétale, furent historiquement importantes (Histoire de l'écorce de quinquina). Dans Les Misiones, les Jésuites mirent au point la culture de yerba mate, plante caféinée, avec les Guaranis et à leur profit. Aujourd'hui les extraits de ginseng et surtout de guarana sont utilisés dans les boissons énergisantes.
Il existe aussi des préparations stimulantes à mâcher ou chiquer comprenant principalement du tabac (gutka indien, snus européen) ou principalement de la noix d'arec macérée dans de la chaux avec du bétel et des épices. Le bétel ou paan est l'une de ces préparations populaire en Inde et dans tout le Sud-Est asiatique.
L'agriculture chinoise produit de nombreuses espèces de plantation appréciées entre autres pour leur qualité médicinale : badiane étoilée, taro, lotus sacré, gingembre… ou plus simplement pour leur effet bienfaisant sur la santé (Thé en Chine). Il en est de même en Inde pour ces quatre dernières cultures.

### Plantations de psychotropes, réglementées et illicites

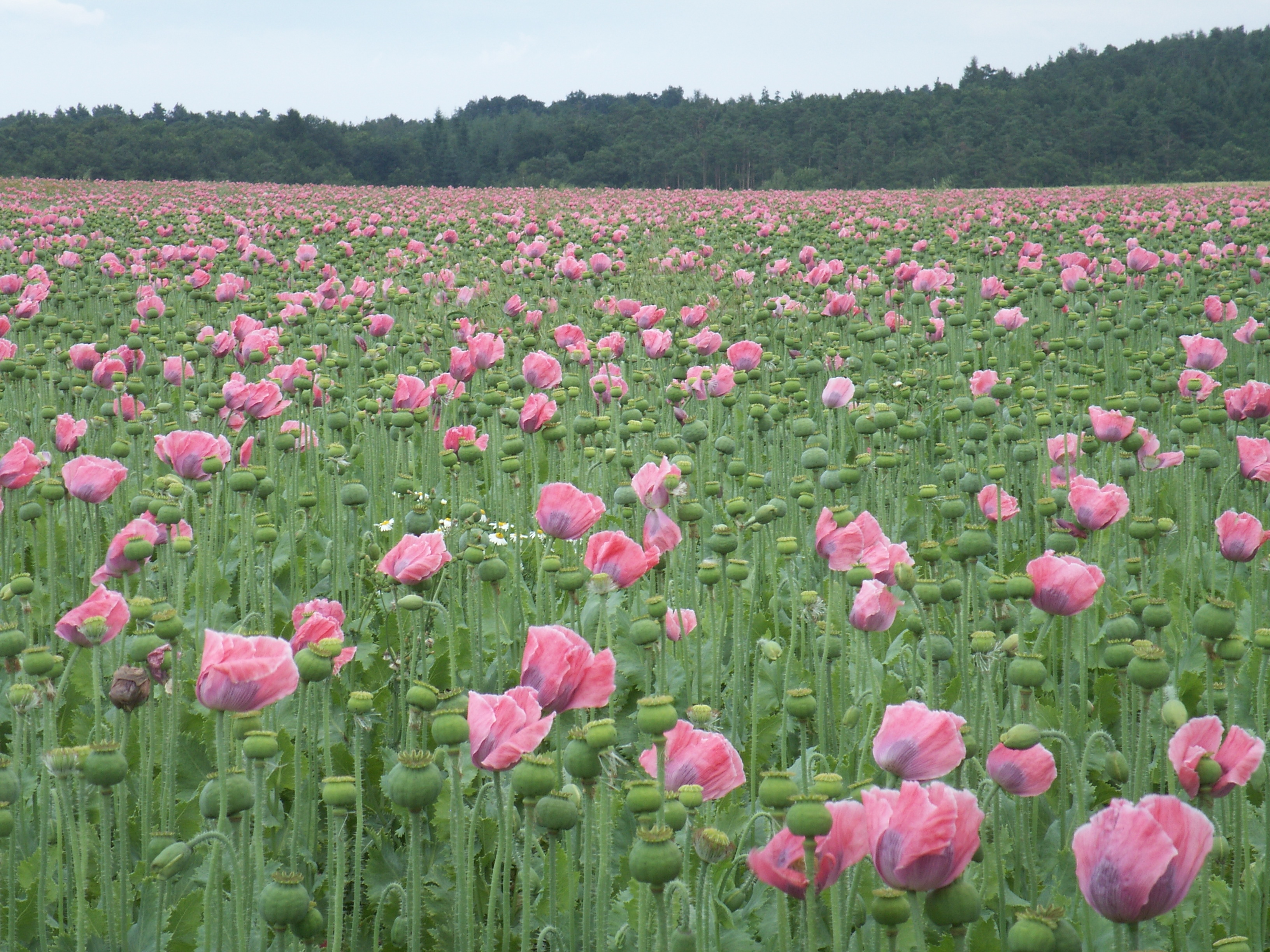
Culture de pavot à opium, Autriche, 2006

Les plantations de plantes psychotropes dont le tabac ainsi que les vignes à vin peuvent être, suivant les pays, interdites ou fortement réglementées pour des usages récréatifs, festifs ou médicaux. Leur culture est alors précisément codifiée. La noix de muscade est parfois considérée comme psychotrope.
Le développement des plantations illicites de cannabis indica, coca, khat, pavot à opium pour les plus importantes, a entraîné l'émergence d'une législation internationale concernant leur culture et la répression de leur trafic.

## Plantations forestières

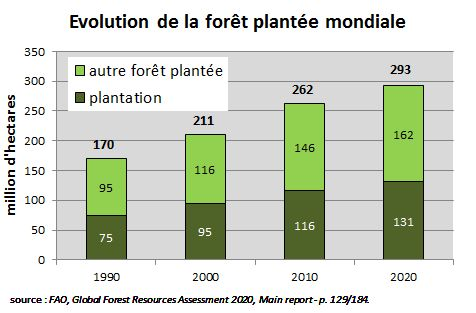
Évolution des forêts plantées sur trente ans

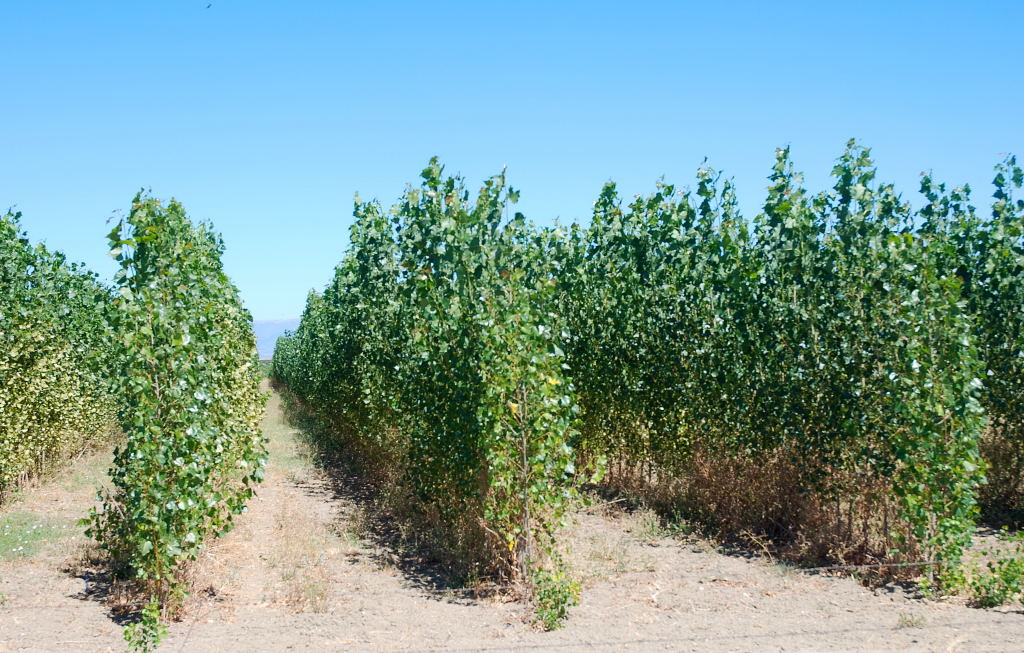
Plantation de peupliers destinés à la production de biomasse (Espagne)

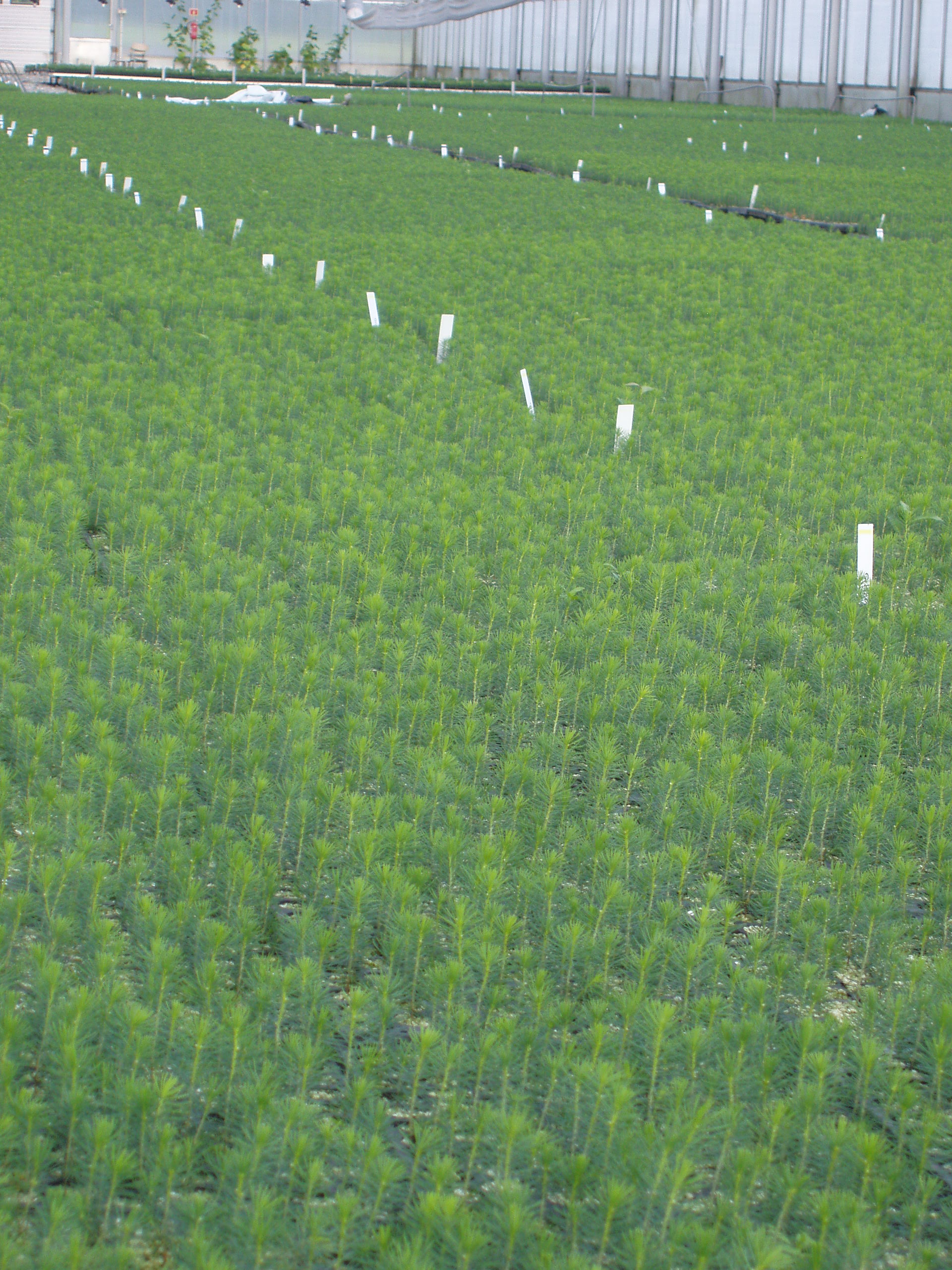
Pépinière d'épicéa commun (Norvège)

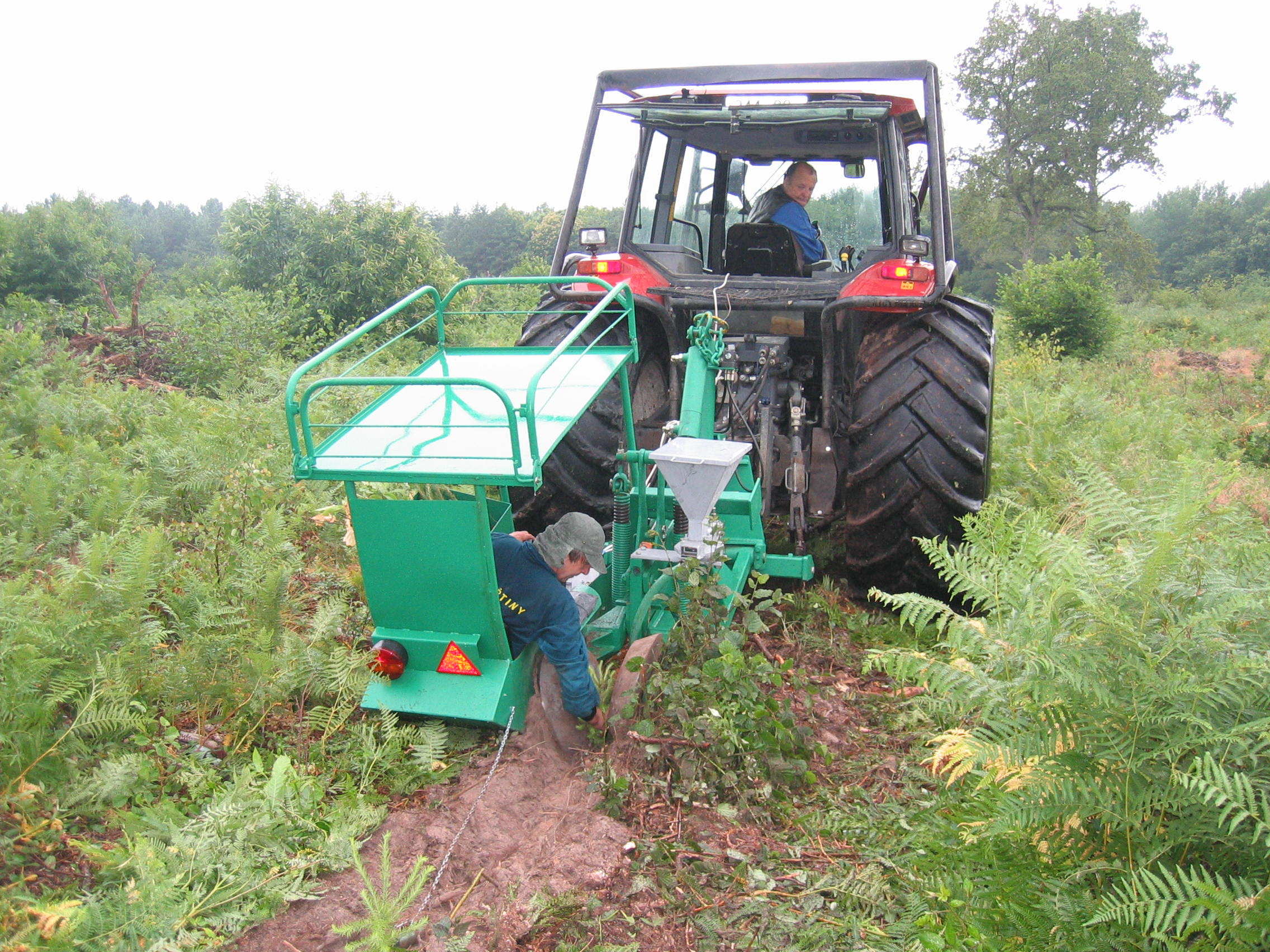
Planteuse forestière (France)

### Définitions et statistiques

#### Dans le Monde
La FAO distingue depuis 2020 (FRA 2020 - Forest Resources Assessment - Évaluation des ressources forestières) au sein de la catégorie des « forêts plantées » (« planted forest »), deux sous-catégories : les « forêts de plantation » (« plantation forest ») gérées de manière intensive et les « autres forêts plantées » (« other planted forest ») qui ne sont pas gérées de manière intensive. Les forêts plantées sont des forêts principalement composées d'arbres installés par plantation et/ou semis délibéré.

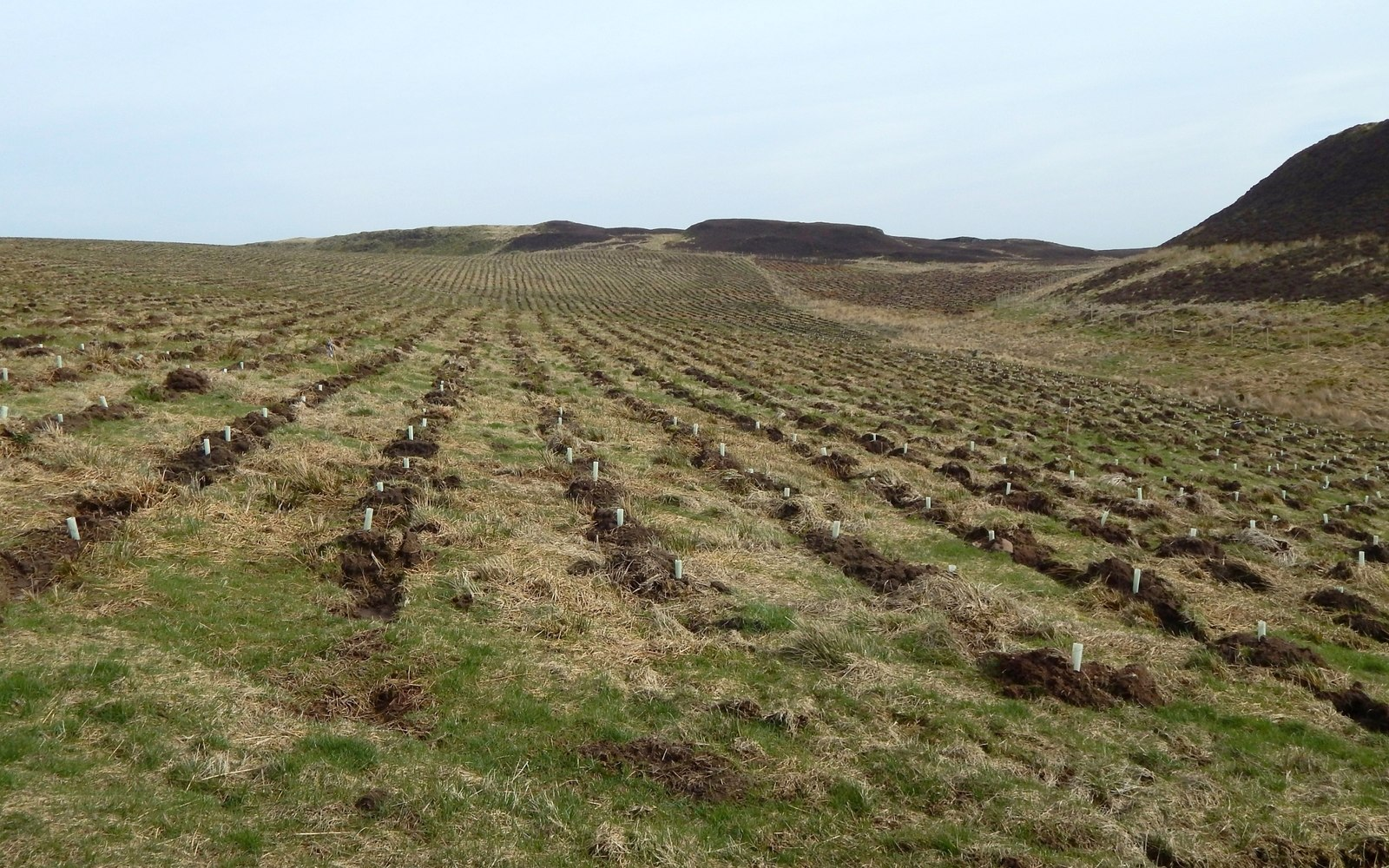
Nouvelle plantation, Écosse, 2017.

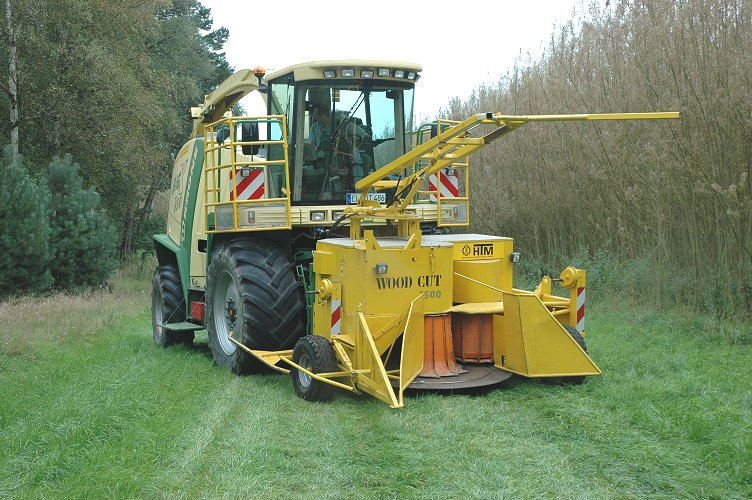
Ensileuse Krone adaptée pour la récolte et le déchiquetage de taillis à courte rotation (biomasse-énergie), 2009.

Les forêts de plantation sont des forêts plantées gérées de manière très intensive et répondant à tous les critères suivants : une (monoculture) ou deux essences de même classe d'âge (équienne) et espacées à intervalles réguliers. Les forêts de plantation sont établies pour la production exclusive de bois, de fibres, d'énergie (biomasse), sapins de Noël et de produits forestiers non ou peu ligneux (résine, sirop d'érable, tan, liège, truffes). Les forêts de plantation sont principalement composées d'espèces introduites.
Ces plantations occupent en 2020 une surface de 131 millions d’hectares soit 3,2 % de la superficie forestière mondiale. En 2000, alors qu’elles occupaient 5% du couvert forestier mondial, la FAO estimait que les plantations ont alors fourni 35% du bois rond mondial.
Les autres forêts plantées sont des forêts plantées qui ne répondent pas aux critères d'une forêt de plantation et peuvent même ressembler à des forêts naturelles à la maturité du peuplement. Les autres forêts plantées peuvent être établies à des fins telles que la restauration des écosystèmes et la protection du sol et de l'eau.
Les autres forêts plantées occupent en 2020 une surface de 163 millions d’hectares soit 4,0 % de la superficie forestière mondiale.
Ainsi la « forêt plantée » mondiale occupe une surface estimée par la FAO en 2020 de 293 millions d'hectares (Mha). En trente ans, de 1990 à 2020, elle a augmenté en moyenne de 4,1 Mha/an, avec un bond entre 2000 et 2010 de 5,1 Mha/an, localisé en Asie et plus particulièrement en Chine (voir graphique ci-dessus).

#### En France
En France, les forêts plantées couvrent en 2016 au minimum 2,1 millions d’hectares soit 13 % de la superficie des forêts de production. Elles comprennent les peupleraies correspondant à 8 % des forêts plantées. L'inventaire forestier français distingue deux types de forêt plantée : les « plantations régulières » et les « autres plantations », pour les autres situations ; considérant que le principe de multifonctionnalité de la forêt s'applique en France, la totalité des deux types est affectée à la seule sous-catégorie « autres forêts plantées » de la FAO, soit d'après cette statistique aucune « forêt de plantation » en France. La quasi-totalité des pays du continent européen appliquent le principe de multifonctionnalité et adoptent la même affectation que la France. Une plantation ratée, c'est-à-dire dont la densité est inférieure à 500 plants forestiers à l'hectare, n’est pas considérée comme une plantation.
Sur les 2,1 millions d'hectares de forêts plantées en France, 84% sont mono spécifiques, 80% sont résineuses, les 5 essences majeures (> 100 000 ha) sont dans l'ordre décroissant, le pin maritime, le douglas, l'épicéa commun, les peupliers et le pin laricio.
Comparativement aux forêts semi-naturelles, les forêts plantées française ont une production nette deux fois supérieure, et le prélèvement est proche des 2/3 au lieu d'être de moitié (voir tableau suivant)
| Caractéristiques            | Forêt plantée | Forêt semi-naturelle |
| --------------------------- | ------------- | -------------------- |
| Superficie (million ha)     | 2,1           | 10,3                 |
| Production nette (m3/ha/an) | 10,6          | 5,3                  |
| récolte (m3/ha/an)          | 6,9           | 2,7                  |
| Taux de prélèvement         | 65%           | 51%                  |

### Les forêts de plantationsensu stricto

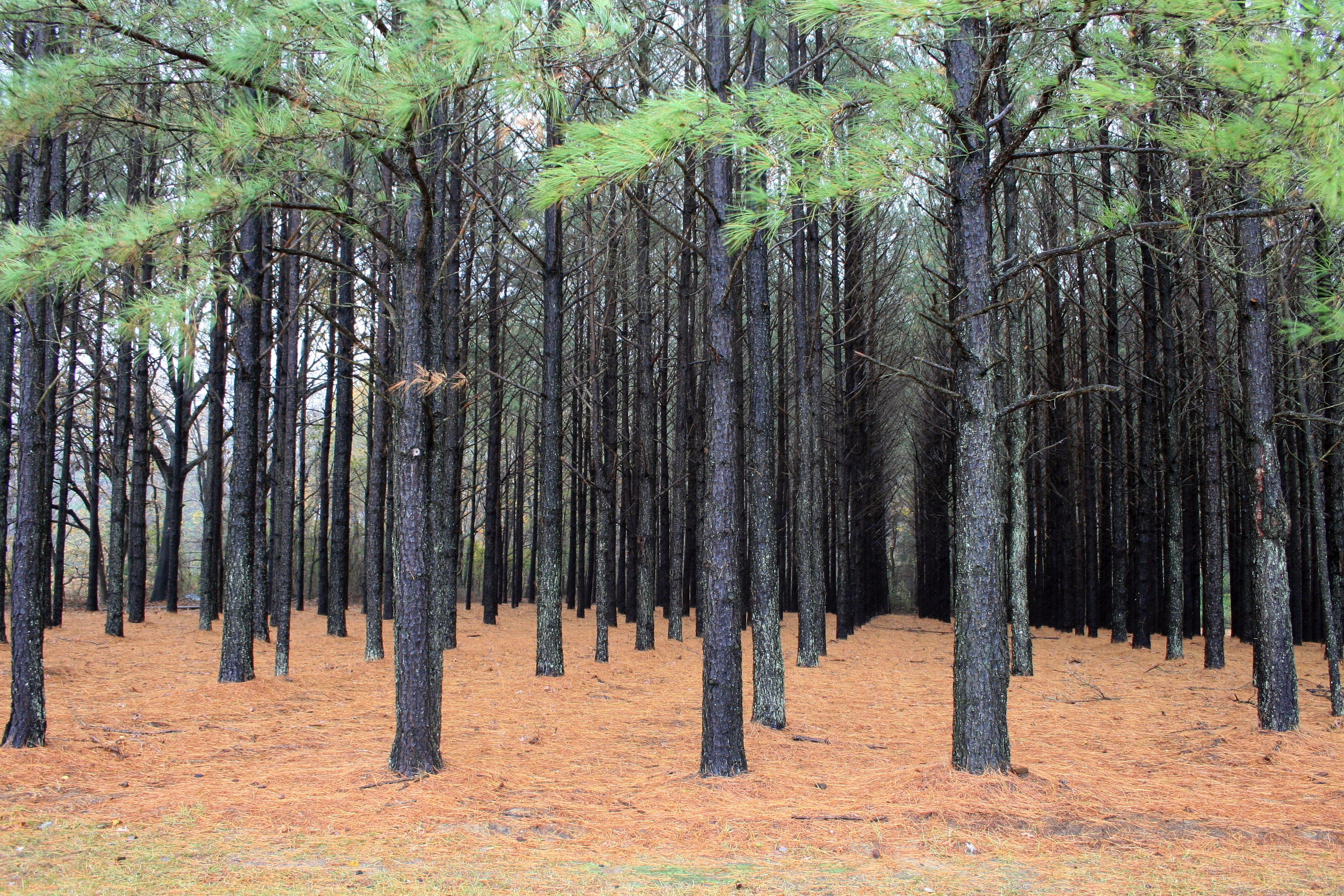
Plantation de pins (Pinus tæda) aux États-Unis

Des plantations forestières industrielles sont établies pour produire le plus de volume de bois, le plus rapidement possible. Les plantations sont installées par des organismes forestiers de l'État (par exemple, la Commission des forêts du Royaume-Uni en Grande-Bretagne, l’Office national des forêts en France) et les propriétaires fonciers privés. Ces derniers sont parfois des industries du papier et du bois (tels que Weyerhaeuser aux États-Unis, Asia Pulp & Paper en Indonésie). Les sapins de Noël sont également des plantations dédiées. En Asie du Sud-Est, les plantations de teck ont récemment remplacé la forêt naturelle. Elles occupent généralement de vastes territoires décomposées en grandes parcelles unitaires. Les espèces forestières peuvent être exotiques ou indigènes. Les plantes utilisées pour la plantation sont souvent génétiquement améliorées, voire modifiées, pour les caractéristiques souhaitées. Celles-ci sont la croissance en volume, la qualité telle que la rectitude de la tige, et la résistance aux ravageurs et aux maladies en général. Les ressources génétiques forestières sont à la base de l'amélioration génétique. Celle-ci passe par la sélection d'individus performants, leurs croisements puis les arbres améliorés sont installés dans des vergers à graines, afin d’obtenir le matériel végétal adéquat. La production de bois sur une plantation d'arbres est généralement supérieure à celle des forêts naturelles.

### Cycle de croissance
- Au cours de la première année, le sol est généralement préparé par la combinaison de brûlage, de pulvérisation d'herbicides et de travail du sol. La préparation du sol peut être plus profonde qu'en agriculture générale. Lorsque la situation l'exige, pour sortir les restes de dessouchage ou si le sol est compacté, on procède à un passage profond de ripper. Ensuite les jeunes arbres sont plantés manuellement ou à la machine. Les jeunes plants proviennent généralement de pépinières industrielles, qui produisent des variétés à croissance rapide éventuellement résistantes aux maladies. Ces plants sont parfois mycorhizés. Cette pratique est vue comme prometteuse (Mycorhize#Prise en compte dans la gestion des forêts et des cultures).
- Au cours des premières années jusqu'à la fermeture de la canopée, les jeunes arbres sont entretenus par débroussaillement mécanique parfois accompagné d’apport d’herbicides et d’engrais.
- Après la fermeture de la canopée, les cimes des arbres se touchant, la plantation devient trop serrée et la croissance des arbres est ralentie en raison de la concurrence. Lorsque la concurrence devient trop intense le peuplement subit une éclaircie. Il existe plusieurs types d'éclaircie, la plus fréquente est l'éclaircie systématique généralement avec une abatteuse. De nombreux arbres sont supprimés, laissant des espaces vides réguliers à travers la parcelle afin que les arbres restants aient de la place pour se développer à nouveau. Les arbres supprimés sont ébranchés, acheminés vers une route forestière, chargés sur des camions et envoyés à une usine. Un arbre typique de plantation au stade de l’éclaircie mesure 7 à 30 cm de diamètre à hauteur de poitrine (dhp). Ces arbres ne conviennent parfois pas au bois d’œuvre, mais sont utilisés comme « bois d’industrie » pour fabriquer la pâte à papier, les panneaux de particules (« aggloméré »), et comme copeaux pour les panneaux de grandes particules orientées (OSB).
- Au fur et à mesure que les arbres grandissent et redeviennent trop serrés, le processus d'éclaircie se répète. Selon le taux de croissance et les espèces, les arbres à cet âge peuvent être assez gros pour la scierie ; sinon, ils sont à nouveau utilisés comme pâte, particules et copeaux.
- Vers 10 à 60 ans, la plantation est maintenant « mature » et atteint sur sa courbe de croissance un maximum de valeur économique. Elle est donc prête pour la récolte finale. Tous les arbres sont abattus, ébranchés et transportés à l’usine pour être transformés, généralement par sciage.Après cette coupe rase, le sol est nettoyé et le cycle peut recommencer.

Comme dans les autres cas d'exploitation forestière et d'arbres fruitiers, les déchets ultimes peuvent servir comme bois énergie (plaquettes, granulés), ou être conditionnés en bois raméal fragmenté.
Certaines espèces de plantation, tels que les pins et les eucalyptus, peuvent être à haut risque de dommages causés par le feu parce que leurs huiles et résines de leur feuillage sont inflammables.

### Perte de forêt naturelle
De nombreux experts forestiers affirment que l'établissement de plantations réduira ou éliminera la nécessité d'exploiter la forêt naturelle pour la production de bois. En principe, cela est vrai parce qu'en raison de la productivité élevée des plantations, moins de terres sont nécessaires. Beaucoup citent l'exemple de la Nouvelle-Zélande, où 19% de la superficie forestière fournit 99% de l'approvisionnement en bois rond industriel. On a estimé que la demande mondiale de bois pourrait être satisfaite par seulement 5% de plantations intensives de la forêt mondiale.
Cependant, dans la pratique, les plantations remplacent la forêt naturelle, par exemple en Indonésie. Selon la FAO, environ 7% de la forêt naturelle tropicale fermée perdue sont des terres converties en plantations. Les 93% restants de la perte sont des terres converties à l'agriculture et à d'autres utilisations. Dans le monde, environ 15% des plantations des pays tropicaux sont établies dans des forêts naturelles à couvert fermé.
Dans le protocole de Kyoto, il y a des propositions encourageant l'utilisation des plantations pour réduire les niveaux de dioxyde de carbone (bien que cette idée soit remise en question par certains groupes au motif que le CO2 séquestré est finalement libéré après la récolte).

### Critiques des plantations forestières
Contrairement à une forêt naturellement régénérée, les plantations sont généralement cultivées comme des monocultures équiennes, principalement pour la production de bois.
- Les plantations sont généralement des monocultures totales ou quasi-totales. Autrement dit, la même espèce d'arbre est plantée dans une zone donnée, alors qu'une forêt naturelle contiendrait une gamme beaucoup plus diversifiée d'espèces d'arbres et d’arbustes.
- Les plantations peuvent inclure des espèces d'arbres qui n'existeraient pas naturellement dans la zone. Ils peuvent inclure des types non conventionnels tels que les hybrides, et des arbres génétiquement modifiés qui pourront être utilisés dans le futur. Comme l'intérêt principal des plantations est de produire du bois ou de la pâte, les types d'arbres que l'on trouve dans les plantations sont ceux qui conviennent le mieux aux applications industrielles. Par exemple, les pins, les épicéas et les eucalyptus sont largement plantés bien au-delà de leur aire de répartition naturelle en raison de leur taux de croissance rapide, de leur tolérance aux terres agricoles, riches ou dégradées et de leur potentiel à produire de grands volumes de matières premières à usage industriel.

Les plantations sont toujours de jeunes forêts en termes écologiques. En règle générale, les arbres cultivés dans les plantations sont récoltés après 10 à 60 ans, rarement jusqu'à 120 ans. Cela signifie que les forêts produites par les plantations ne contiennent pas le type de croissance, de sol ou de faune typique des forêts primaires. Le plus remarquable est l'absence de bois mort en décomposition, une composante cruciale des écosystèmes forestiers naturels.
Dans les années 1970, le Brésil a commencé à établir des plantations à rendement élevé, à gestion intensive et à courte rotation. Ces types de plantations sont parfois appelés plantations à bois rapide (fast-wood plantations) ou fermes à fibre et sont souvent gérés sur une base de rotation courte, d’à peu près de 5 à 15 ans. Ils sont de plus en plus répandus en Amérique du Sud, en Asie et dans d'autres régions. Les impacts environnementaux et sociaux de ce type de plantation les ont rendus controversés. En Indonésie, par exemple, de grandes entreprises multinationales de pâte à papier ont récolté de vastes zones de forêt naturelle sans se soucier de la régénération. De 1980 à 2000, environ 50 % des 1,4 million d'hectares de plantations de bois à pâte en Indonésie ont été établis sur ce qui était autrefois des terres forestières naturelles.
Le remplacement de la forêt naturelle par des plantations d'arbres a également causé des problèmes sociaux. Dans certains pays, notamment et de nouveau en Indonésie, les conversions de forêts naturelles se font sans grand souci des droits des populations locales. Les plantations établies uniquement pour la production de fibres fournissent pour les populations locales une gamme de services beaucoup plus restreinte que la forêt naturelle d'origine. L'Inde a cherché à limiter ces dommages en limitant la superficie des terres appartenant à une seule entité et, par conséquent, les petites plantations appartiennent à des agriculteurs locaux qui vendent ensuite le bois à de plus grandes entreprises. Certaines grandes organisations environnementales critiquent ces plantations à haut rendement et mènent des campagnes anti-plantation, notamment le Rainforest Action Network (en) et Greenpeace.
À l'été 2020, le botaniste Francis Hallé dénonce la confusion entretenue par certains entre « plantation » et « forêt » en déclarant « Ne prenons plus les plantations d'arbres pour des forêts ». Le chercheur Hervé Jactel lui rétorque que les plantations possèdent un niveau de biodiversité à peu près équivalent aux forêts semi-naturelles.

## Les plantations dans la fiction
Quelques œuvres remarquables abordant les problèmes des plantations ou suscités par l'économie de plantation :
- Robinson Crusoë, Daniel Defoe, 1719

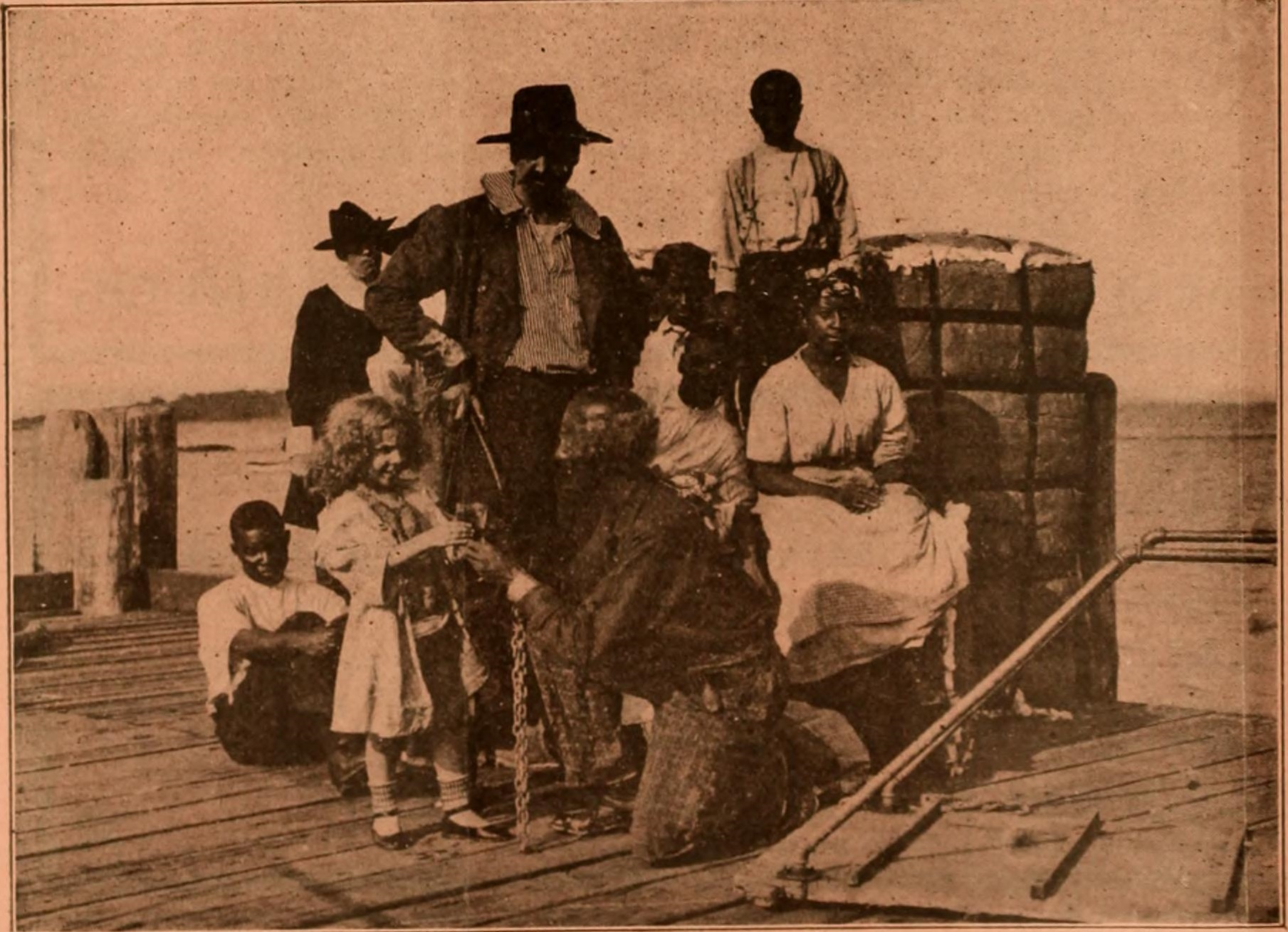
Film La Case de l'oncle Tom de 1910, scène devant des balles de coton.

- Film La Case de l'oncle Tom de 1910, scène devant des balles de coton.La Case de l'oncle Tom (Uncle Tom's Cabin), Harriet Beecher Stowe, 1852
- Max Havelaar, Multatuli (Eduard Douwes Dekker), 1860
- Un avant-poste du progrès, 1897, Au cœur des ténèbres (Heart of Darkness), 1899, Typhon (Typhoon), 1903 de Joseph Conrad,
- La Cerisaie (Вишнёвый сад en russe), Anton Tchekhov, 1904
- Autant en emporte le vent (Gone with the Wind), Margaret Mitchell) 1936
- La Ferme africaine (Den afrikanske farm en danois), Karen Blixen, 1937
- Les Raisins de la colère (The Grapes of Wrath), John Steinbeck, 1939
- Un barrage contre le Pacifique, Marguerite Duras, 1950
- Les Passagers du vent suivi de La Petite Fille Bois-Caïman, François Bourgeon, bande dessinée, à partir de 1979